# محمد الفاتح
صاحب البِشارة الملكُ المُجاهد والسُلطان الغازي أبو الفتح والمعالي محمد خان بن مراد بن محمد العُثماني (بالتُركيَّة العثمانية: صاحب بِشارۀ الملكُ المُجاهد غازى سُلطان محمد خان ثانى بن مراد بن محمد عُثمانى)، ويُعرف اختصارًا باسم محمد الثاني، وبِلقبه الأشهر محمد الفاتح (بالتُركيَّة العثمانية: محمد ثانى أو محمد فاتح أو فاتح سُلطان محمد )؛ هو سابع سلاطين آل عُثمان وخامس من تلقَّب بِلقب سُلطانٍ بينهم بعد والده مراد وجدُّه محمد الأوَّل وجدَّاه بايزيد ومُراد، وثاني من لُقِّب بِالـ«ثاني» من سلاطين آل عُثمان، وأوَّل من حمل لقب «قيصر الروم» من الحُكَّام المُسلمين عُمومًا والسلاطين العثمانيين خُصوصًا. يُلقَّب بِـ«صاحب البِشارة» اعتقادًا من جُمهُور المُسلمين أنَّ نُبُوءة الرسول محمد القائلة بفتح القسطنطينية قد تحققت على يديه، كما لُقِّب في أوروپَّا بِـ«التُركي الكبير» (باللاتينية: Grand Turco) و«إمبراطور التُرك» (باللاتينية: Turcarum Imperator) نظرًا لِأهمية وعظمة إنجازاته وانتصاراته العسكريَّة التي حققها على حساب القوى المسيحيَّة، علمًا بِأنَّ المقصود بِـ«التُركي» هُنا هو «المُسلم» عُمومًا، وليس التُركي عرقيًّا، لأنَّ التسميتين كانتا تعنيان شيئًا واحدًا في المفهوم الأوروپي آنذاك.أ[›]
جلس محمد الثاني على عرش الدولة العثمانية مرَّتين: الأولى بُعيد وفاة شقيقه الأكبر علاء الدين واعتزال والده مراد الحياة السياسيَّة بعد تلقيه هزيمة نكراء على يد تحالُفٍ صليبيٍّ، فانقطع لِلعبادة في تكيَّة مغنيسية وترك شُؤون الحُكم لِولده، وفي تلك الفترة كان السُلطان الجديد ما يزال قاصرًا، فلم يتمكَّن من الإمساك بِمقاليد الحُكم إمساكًا متينًا، لا سيَّما وأنَّ الدوائر الحاكمة في أوروپَّا استغلَّت حداثة سن السُلطان ففسخت الهدنة التي أبرمتها مع والده، وجهَّزوا جُيُوشًا لِمُحاربة الدولة العثمانية، فأُجبر السُلطان مراد على الخُرُوج من عُزلته والعودة إلى السلطنة لِإنقاذها من الأخطار المُحدقة بها، فقاد جيشًا جرَّارًا والتقى بِالعساكر الصليبيَّة عند مدينة وارنة (ڤارنا) البُلغاريَّة وانتصر عليها انتصارًا كبيرًا، ثُمَّ عاد إلى عُزلته لكنَّهُ لم يلبث بها طويلًا هذه المرَّة أيضًا، لأنَّ عساكر الإنكشارية ازدروا بِالسُلطان محمد الفتى، وعاثوا فسادًا في العاصمة أدرنة، فعاد السُلطان مراد إلى الحُكم وأشغل جُنُوده بِالحرب في أوروپَّا، وبِالأخص في الأرناؤوط، لِإخماد فتنة إسكندر بك الذي شقَّ عصا الطاعة وثار على الدولة العثمانية، لكنَّ المنيَّة وافت السُلطان قبل أن يُتم مشروعه بِالقضاء على الثائر المذكور، فاعتلى ابنه محمد العرش لِلمرَّة الأُخرى، التي قُدِّر لها أن تكون مرحلةً ذهبيَّة في التاريخ الإسلامي.
ولمَّا تولَّى محمد الثاني المُلك بعد أبيه لم يكن بِآسيا الصُغرى خارجًا عن سُلطانه إلَّا جُزءٌ من بلاد القرمان وبعض مُدن ساحل بحر البنطس (الأسود) وإمبراطوريَّة طربزون الروميَّة. وصارت الإمبراطوريَّة البيزنطيَّة قاصرة على مدينة القُسطنطينيَّة وضواحيها. وكان إقليم المورة مُجزَّأ بين البنادقة وعدَّة إمارات صغيرة يحكُمُها بعض أعيان الروم أو الإفرنج الذين تخلَّفوا عن إخوانهم بعد انتهاء الحُرُوب الصليبيَّة، وبلاد الأرناؤوط وإپيروس في حمى العاصي إسكندر بك، وبلاد البُشناق مُستقلَّة والصرب تابعة لِلدولة العثمانية تابعيَّة سياديَّة، وقسمٌ كبير ممَّا بقي من شبه الجزيرة البلقانيَّة داخلًا تحت السُلطة العثمانية. وقد سعى السُلطان الشاب إلى تحقيق وصيَّة والده بِفتح القسطنطينية ورغب بِتتميم فتح ما بقي من بلاد البلقان أيضًا حتَّى تكون أملاكه مُتصلة لا يتخلَّلُها أعداءٌ وثغراتٌ أمنيَّة. وفي سنة 857هـ المُوافقة لِسنة 1453م، حاصر السُلطان محمد القسطنطينية بعد أن حشد لِقتال الروم جيشًا عظيمًا مُزوَّدًا بِالمدافع الكبيرة، وأُسطُولًا ضخمًا، وبِذلك حاصرهم من ناحيتيّ البر والبحر معًا. والواقع أنَّ الروم استماتوا في الدفاع عن عاصمتهم، ولكنَّ جُهُودهم ذهبت أدراج الريح، فما انقضى شهرٌ على الحصار حتَّى تهدَّمت بعض أجزاء الأسوار التي كانت تحمي المدينة، وتدفَّق العثمانيون من خلال الثغرات إلى قلب القُسطنطينيَّة، فسقطت في أيديهم وأصبحت جُزءًا من ديار الإسلام، وشكَّل سُقُوطُ المدينة نهاية الإمبراطوريَّة البيزنطيَّة بعد أن استمرَّت أحد عشر قرنًا ونيفًا، وعدَّ المُؤرِّخون الغربيُّون هذا الحدث نهاية العُصُور الوُسطى وبداية الحقبة الحديثة، ومُنذ تلك الفترة عُرفت القسطنطينية باسم «إستنبول أو إسلامبول» أو «الآستانة»، ولُقِّب السُلطان محمد بـ«الفاتح»، وعُدَّ مُنذُ ذلك الوقت أحد أبطال الإسلام ومن كبار القادة الفاتحين في التاريخ. انسابت موجات الفُتُوحات الإسلاميَّة في البلقان بِقيادة السُلطان محمد بعد سُقُوط القُسطنطينيَّة، ممَّا أثار مخاوف الدُول الأوروپيَّة، فشنَّت على العثمانيين حربًا طويلة بِزعامة جُمهُوريَّة البُندُقيَّة، وحاولت هذه القوى التحالف مع بعض أعداء السلطنة في آسيا، لكنَّ محمد الفاتح تمكَّن من هزيمة هذا التحالف، وأجبر البنادقة على توقيع مُعاهدة صُلحٍ مع العثمانيين بعد قُرابة ستة عشر سنة من القتال.
تميَّز عهد محمد الفاتح بِالتمازج الحضاري الإسلامي والمسيحي، بعدما هضمت الدولة العثمانية الكثير من مؤسسات الإمبراطوريَّة البيزنطيَّة، وعملت على إحياء بعضها وصبغه بِصبغة إسلاميَّة جديدة، فانتعشت عاصمة الروم العتيقة، وأصبحت إحدى أهم المراكز الثقافيَّة في العالم الإسلامي، لا سيَّما بعدما ابتنى فيها السُلطان عدَّة مدارس ومكتبات وتكايا ومُؤسساتٍ خيريَّةٍ ووقفيَّة، وأبقى فيها الكثير من أبنائها الأصليين من المسيحيين واليهود في سبيل الاستفادة من خبراتهم، وشجَّع المُسلمين على الانتقال إليها في سبيل الاستفادة من مزاياها التجاريَّة وعلم أهلها. وقد ظهر السُلطان محمد بِمظهر راعي بطرقيَّة القسطنطينية الأرثوذكسيَّة المسكونيَّة في مُواجهة البابويَّة والكنيسة الكاثوليكيَّة. وشهد عهد محمد الفاتح أيضًا دُخُول أعدادٍ كبيرةٍ من الأرناؤوطيين والبُشناقيين في الإسلام، وقد قُدَّر لِبعض هؤلاء أن يلعب أدوارًا بارزةً في الميادين العسكريَّة والمدنيَّة في التاريخ العُثماني لاحقًا. وكان السُلطان محمد عالي الثقافة، وقد تحدَّث عدَّة لُغات إلى جانب لُغته التُركيَّة الأُم، وهي: العربيَّة والفارسيَّة والعبرانيَّة والروميَّة واللاتينيَّة والصربيَّة. كما تمتع محمد الفاتح بِمهاراتٍ إداريَّةٍ فذَّة، فأصدر الكثير من القوانين العُرفيَّة لِتنظيم الحُكم في دولته، وكان له اهتمامات وهوايات عديدة، كالبستنة وصناعة الخواتم، لكنَّ شغفهُ الحقيقيّ كان رسم الخرائط. وكان محمد الفاتح تقيًّا صالحًا مُلتزمًا بِحُدُود الشريعة الإسلاميَّة، وفي ذلك يقول المُؤرِّح أحمد بن يُوسُف القرماني: «...وَهُوَ السُّلطَانُ الضِّلِّيلُ، الفَاضِلُ النَّبِيلُ، أَعظَمَ المُلُوكِ جِهَادًا، وَأَقوَاهُم إِقدَامًا وَاجتِهَادًا، وَأَكثَرُهُم تَوَكُّلًا عَلَى اللهِ تَعَالَىٰ وَاعتِمَادًا. وَهُوَ الذِي أَسَّسَ مُلكَ بَنِي عُثمَان، وَقَنَّنَ لَهُم قَوَانِين، صَارَت كَالطَّوقِ فِي أَجيَادِ الزَّمَانِ. وَلَهُ مَنَاقِبَ جَمِيلَة، ومَزَايَا فَاضِلَة جَلِيلَة، وَآثَارٌ بَاقِيَةٌ فِي صَفَحَاتِ اللَّيَالِي وَالأَيَّام، وَمَآثِرٌ لَا يَمحُوهَا تَعَاقُب السِّنِينِ وَالأَعوَام».

## النُبوءة المربوطة بِالفاتح

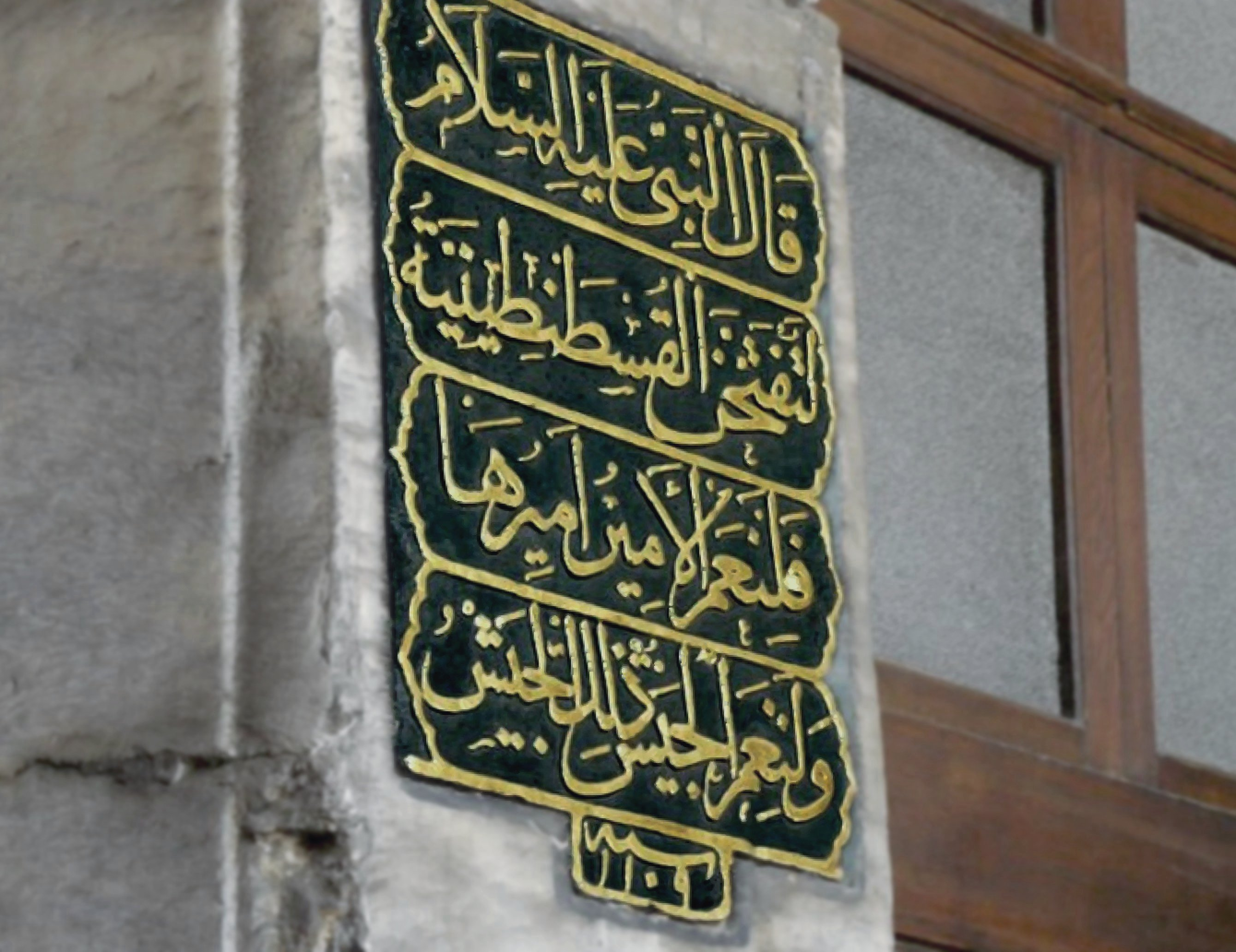
نبوءة الرسول حول فتح القُسطنطينيَّة، منقوشة على إحدى بوَّابات آيا صوفيا:.

يُؤمن المُسلمون بأنَّ الرسول محمد تحدَّث عن أميرٍ من أفضل أُمراء العالم، وأنَّهُ هُو من سيفتح القسطنطينية ويُدخلها ضمن ديار الإسلام، وقد قال فريقٌ من شُرّاح الحديث أنَّ هذه النُبُوءة تحقَّقت في محمد ٍ الفاتح، وقد ذكر هذا الحديث الإمام البُخاري في كتاب التاريخ الكبير نقلًا عن الصحابي بشر الغنوي، ورواه كذلك الإمام ابن عبد البر في كتاب «الاستيعاب في معرفة الأصحاب» نقلًا عن الصحابي نفسه. أمَّا نص ذلك الحديث فهو: «حَدّثَنَا زَيْدُ بْنُ الْحُبَابِ، قَالَ حَدَّثَنِي الْوَلِيدُ بْنُ الْمُغِيرَةِ الْمَعَافِرِيُّ، عَن عُبَيْدَ بْنُ بِشْرٍ الْغَنَوِيِّ، عَنْ أَبِيهِ، سَمِعَ النَّبِيَّ ﷺ يَقُولُ: "لَتُفْتَحَنَّ الْقُسْطَنْطِينِيَّةُ فَلَنِعْمَ الْأَمِيرُ أَمِيرُهَا وَلَنِعْمَ الْجَيْشُ ذَلِكَ الْجَيْشُ"». وقد ورد هذا الحديث أيضًا في مسند أحمد بِصيغةٍ مُختلفةٍ بعض الشيء عن الصيغة السابقة، نقلًا عن بشر بن ربيعة الخثعمي، ونصُّه: «حَدَّثَنَا عَبْدُ اللهِ بْنُ مُحَمَّدِ بْنِ أَبِي شَيْبَةَ، قَالَ عَبْدُ اللهِ بْنُ أَحْمَدَ: وَسَمِعْتُهُ أَنَا مِنْ عَبْدِ اللهِ بْنِ مُحَمَّدِ بْنِ أَبِي شَيْبَةَ، قَالَ: حَدَّثَنَا زَيْدُ بْنُ الْحُبَابِ، قَالَ: حَدَّثَنِي الْوَلِيدُ بْنُ الْمُغِيرَةِ الْمَعَافِرِيُّ، قَالَ: حَدَّثَنِي عَبْدُ اللهِ بْنُ بِشْرٍ الْخَثْعَمِيُّ، عَنْ أَبِيهِ أَنَّهُ سَمِعَ النَّبِيَّ ﷺ يَقُولُ: " لَتُفْتَحَنَّ الْقُسْطَنْطِينِيَّةُ، فَلَنِعْمَ الْأَمِيرُ أَمِيرُهَا، وَلَنِعْمَ الْجَيْشُ ذَلِكَ الْجَيْشُ ". قَالَ: فَدَعَانِي مَسْلَمَةُ بْنُ عَبْدِ الْمَلِكِ فَسَأَلَنِي، فَحَدَّثْتُهُ، فَغَزَا الْقُسْطَنْطِينِيَّةَ». وقد ضعَّف الشيخ شُعيب الأرناؤوط هذا الحديث قائلًا أنَّ إسناده ضعيف لِجهالة عبد الله بن بشر الخثعمي، إذ انفرد بِالرواية عنه الوليد بن المغيرة المعافري، ولم يُؤثر توثيقه عن غير ابن حبَّان. ووافق عددٌ من العُلماء هذا الرأي وفي مُقدمتهم الإمام محمد ناصر الدين الألباني، الذي قال: «وَجُملَةُ القَولِ: إِنَّ الحَدِيثَ لَم يَصُحَّ عِندِيَ؛ لِعَدَمِ الاطمِئنَانِ إِلَى تَوثِيقِ ابن حَبَّانِ لِلغَنَوِيِّ هَذَا، وَهُوَ غَيرُ الخَثعَمِيُّ كَمَا مَالَ إَلَيهِ العَسقَلَانِيُّ، واللهُ أَعلَمُ». وقيل أنَّ المراد بِالحديث هو فتح القسطنطينية في آخر الزمان قبل خُرُوج المسيح الدجَّال مُباشرةً، دون أن يعني ذلك الانتقاص من عمل محمد الفاتح أو شخصه أو عدم الاحتفاء بِفتحه لِلقُسطنطينيَّة، فإنَّ أعظم مناقبه ومناقب الدولة العثمانية - بِرأي جُمهُور العُلماء - فتح عاصمة الروم، التي امتنعت عن كبار القادة الفاتحين، حتَّى ذُلِّلت لِهذا السُلطان.

## حياته قبل السلطنة

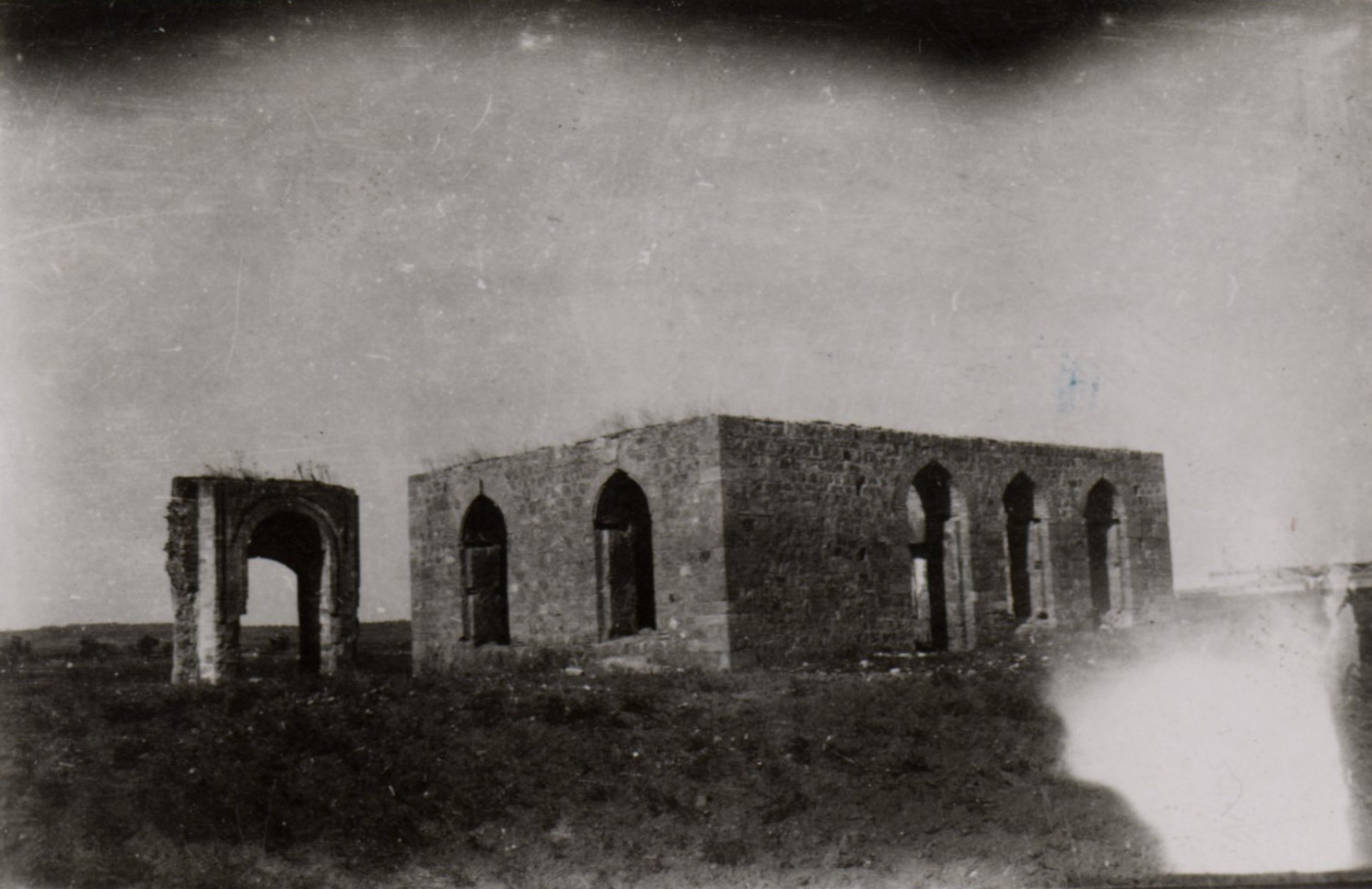
أطلال السراي السُلطانيَّة في أدرنة حيثُ وُلد محمد الفاتح.

وُلد محمد الثاني في السراي السُلطانيَّة بِمدينة أدرنة، عاصمة الدولة العثمانية آنذاك، واختُلف في تحديد يوم مولده، فقال المُؤرِّخ محمد فريد بك المُحامي أنَّ مولد هذا السُلطان كان يوم 26 رجب 833هـ المُوافق فيه 20 نيسان (أبريل) 1429م، وقال أحمد مُنجِّم باشي أنَّ مولده كان يوم السبت 7 رجب 833هـ المُوافق 31 آذار (مارس) 1430م أو سنة 834هـ المُوافقة لسنتيّ 1430 و1431م، بينما قال يلماز أوزتونا وأحمد آق كوندز وسعيد أوزتورك وغيرهم، أنَّ ولادة محمد الثاني كانت صبيحة يوم 30 آذار (مارس) 1432م، وهو يُوافق 28 رجب 835هـ،ب[›] ويُروى أنَّ السُلطان مراد الثاني لم ينم طوال الليل عندما علم بِدُخول زوجته خديجة هُما خاتون في المخاض، وظلَّ يقرأ القُرآن مُنتظرًا البِشارة بِميلاد ابنه، وبينما كان يقرأ سورة الفتح وصلتهُ البِشارة بأنَّ زوجته أنجبت صبيًّا، ففرح وقال: «الْحَمْدُ لِلَّهِ، لَقَدْ تَفَتَّحَتْ وَرْدَةٌ مُحَمَّدِيَّةٌ فِي رَوْضَةِ مُرَادٍ»، وأسماه محمد ًا، ثُمَّ أمر بِأن تعم الأفراح كافَّة الأرجاء ابتهاجًا بِقُدُوم الشاهزاده الصغير. وكانت قابلة الشاهزاده الوليد تُدعى «إبه خاتون» ومُربيته وأُمِّه من الرضاعة «أُم كُلثُوم خاتون». أُبقي محمد الثاني في أدرنة حتَّى بلغ عامه الثاني، ثُمَّ أرسله والده إلى أماسية في الأناضول، حيثُ كان أخيه البكر المُسمَّى أحمد، يتولَّى إيالة الرُّوم، وإلى جانبه شقيقه الآخر علاءُ الدين عليّ. ولمَّا تُوفي أحمد سنة 1437م، عيَّن السُلطان مراد ابنه محمد واليًا على الإيالة المذكورة، وكان قد بلغ من العُمر نحو ست سنوات، بِحسب المُؤرِّخ التُركيّ خليل إينالجك، ونقل علاء الدين إلى مغنيسية وولَّاه عليها، وبعد حوالي سنتين بدَّل السُلطان مراد ولاية ولديه مُجددًا، فنقل علاء الدين إلى أماسية ومحمدًا إلى مغنيسية.

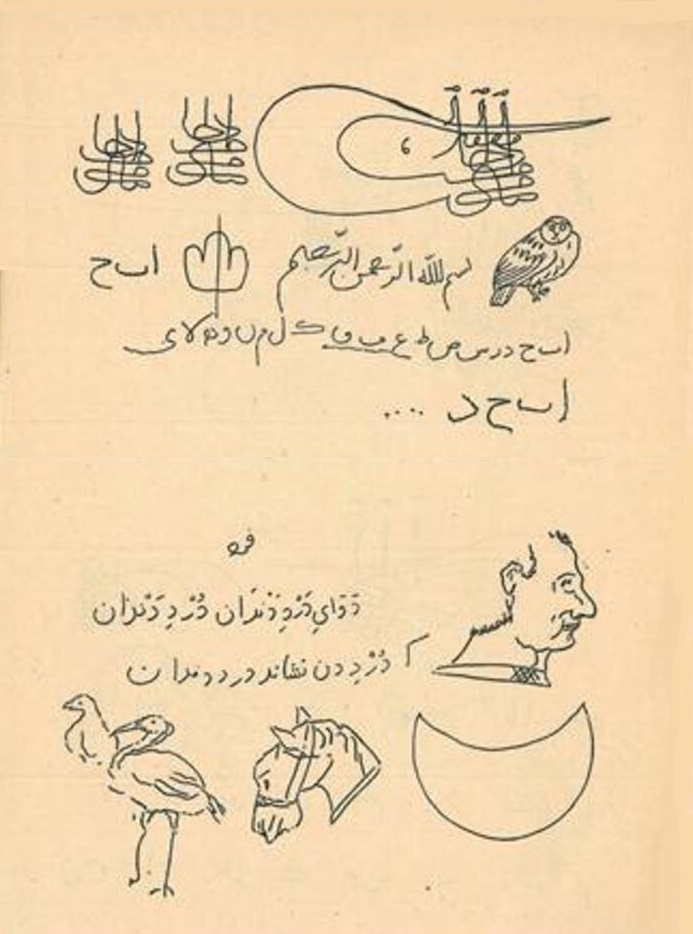
إحدى صفحات كرَّاسة محمد الثاني المحفوظة في سراي طوپ قاپي، وعليها رُسُوماتٍ روميَّة الطابع، وكتاباتٍ وتخطيطاتٍ عربيَّة وضعها بِيده.

خصَّص السُلطان عدَّة مُدرِّسين لِتعليم ابنه اليافع أثناء فترة ولايته في أماسية، لكنَّ الشاهزاده الصغير كان مُشاكسًا يرفض الانصياع لِأوامر مُعلِّميه، فلم يمتثل لِأمر أحدٍ منهم، ولم يقرأ القُرآن حتَّى يختمه. فطلب السُلطان مراد رجُلًا لهُ مهابة وحدَّة لِيُوكل إليه مُهمَّة تربية ولده وتأديبه، فذكروا لهُ العلَّامة المولى أحمد بن إسماعيل الكوراني، فجعلهُ مُعلِّمًا لِابنه، وأعطاه بِيده قضيبًا لِيضربه به إذا خالف أمره. فذهب إليه ودخل عليه، والقضيبُ بِيده، وقال لهُ أنَّهُ آتٍ لِتعليمه وضربه لو خالف أمره. فضحك الشاهزاده محمد من هذا الكلام، فضربهُ المولى الكوراني في ذلك المجلس ضربًا شديدًا حتَّى خاف منه الفتى، وختم القُرآن في مُدَّةٍ يسيرةٍ، ولم يبلغ الثامنة، ففرح بِذلك السُلطان مراد وأنعم على الكوراني بِالمال والهدايا. بِالإضافة إلى العُلُوم الإسلاميَّة المُعتمدة عند جُمُهور العُلماء المُدرِّسين، قرأ محمد الثاني على المولى الكوراني كُتُب التاريخ وتعلَّم اللُغتين العربيَّة والفارسيَّة إلى جانب التُركيَّة، وأتقن هذه اللُغات قراءةً وكتابةً ومُحادثةً وترجمةً. وكلَّف السُلطان مراد بِتعليم ابنه محمد مُعلِّمًا ثانيًا هو الشيخ شمسُ الدين محمد بن حمزة الدمشقي المُلقَّب «آق شمسُ الدين»، فاشترك مع الكوراني في تربية وتهذيب وتعليم الشاهزاده، فأتقن على يديهما عُلُوم القُرآن وعلم الحديث والفقه وأُصُوله وأُصُول الدين والتاريخ والجُغرافيا والمنطق، بِالإضافة إلى الرياضيات والفلك وفُنُون السياسة الشرعيَّة. ويُروى أنَّ العالمان الكوراني وآق شمس الدين غرسا في نفس تلميذهما مُنذُ صغره بِأنَّهُ الأمير المُجاهد المقصود بِالحديث النبوي والذي سيفتتح القُسطنطينيَّة. ومن العُلماء المُسلمين وغير المُسلمين الذين تتلمذ محمد الثاني على أيديهم: محمود بك قصَّاب زاده، وإبراهيم باشا النيشانجي الذي أخذ عنه علم الرماية، وشهاب الدين شاهين باشا الخادم الذي أخذ عنه العُلُوم العسكريَّة، والبكلربك سنان باشا، والمُلَّا سراجُ الدين محمد النيشانجي، وقاضي العسكر المُلَّا خسرو محمد أفندي، والمُلَّا الفقيه إلياس الأماسيلِّي، ومحمد ده ده الشرواني. ودرس الآداب على يد المُلَّا الفقيه حميد الدين بن أفضل الدين، والشعر عن أحمد باشا الرومي، وهو أحد أبرز دُهاة الشُعراء في عصره. وأخذ الموسيقى عن كُلٍ من شُكر الله چلبي ووليُّ الدين أفندي. وأخذ اللٌغة الروميَّة عن جرجس أميروتزس الطربزُني (باليونانية: Γεώργιος Αμιρουτζής)، وأخذ اللُغة اللاتينيَّة وتاريخ العُصُور الكلاسيكيَّة القديمة وعلم الآثار عن شيرياكو دي پيتسيكولي (بالإيطالية: Ciriaco de' Pizzicolli)، وأخذ التاريخ الإيطالي والأوروپي عن يُوحنَّا مارية أنجيوللو (بالإيطالية: Giovanni Maria Angiolello). واطلع الشاهزاده على كُتب الحيل والصناعات الحربيَّة الآليَّة، وقرأ ما توفَّر لهُ من نُصُوص المشاريع الأوروپيَّة لِتدمير السلطنة العثمانية وما سبقها من دُول المُسلمين. وما زال أرشيف سراي طوپ قاپي يحتفظ بِكرَّاسة محمد الثاني التي خطَّ عليها بِالأحرف العربيَّة واللاتينيَّة، وتمرَّس على الرسم بِالأسلُوب الرومي.

## سلطنته الأولى

### تنازل السلطان مراد عن المُلك وجُلُوس ابنه الفتيّ

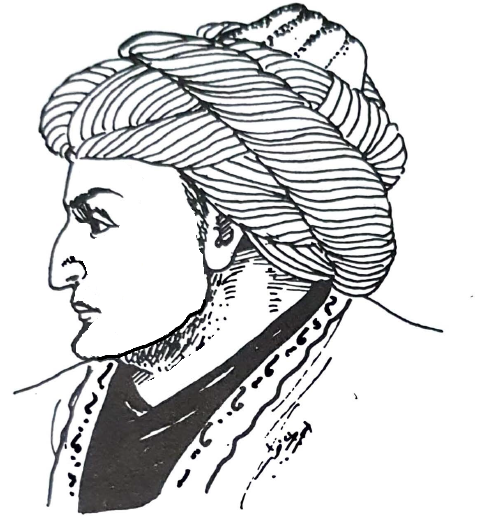
رسمٌ تخيُّليّ لِمحمد ٍ الثاني اليافع.

خِلال شهر نيسان (أبريل) 1440م، هاجم السُلطان مراد مدينة بلغراد، الموقع الأمامي للمجريين، وضرب عليها حصارًا مركزًا بِجيشٍ قوامه 35,000 مُقاتل، مُستغلًا التنازُع على العرش في مملكة المجر، الذي ظهر إلى حيِّز الوُجُود بعد وفاة الملك ألبرت الثاني. دام الحصار العُثماني لِلمدينة ستَّة أشهر لم يتمكَّن السُلطان خِلالها من اقتحامها، ولمَّا تيقَّن أنَّ فتحها يحتاج إلى زمانٍ مديد، رفع الحصار عنها وأغار على بلاد الأردل (ترانسلڤانيا) وحاصر مدينة هرمنستاد، وفتح قلعة نوابرده. أثار هذا الاندفاع العُثماني مخاوف القوى الأوروپيَّة من المد الإسلامي المُتعاظم سنة تلو الأُخرى، فنهضوا لِإيقافه على النحو الذي اتُفق عليه في مجمع فلورنسة قبل نحو سنة، أي عبر إرسال حملةٍ صليبيَّةٍ لِإخراج المُسلمين من الأراضي الأوروپيَّة وتخليص القسطنطينية من أخطارهم، وتولَّى ڤلاديسلاڤ الثالث الذي جلس على عرش المجر وبولونيا قيادة هذه الحملة شكليًّا، إذ أنَّ القائد الفعليّ كان يوحنا هونياد أمير الأردل، وهو قائدٌ شُجاعُ باسلٌ شديد التعصُّب لِلمذهب الكاثوليكي، كان قد أخذ على عاتقه إخراج المُسلمين من البلقان، وجعل هذا هدفه الوحيد في الحياة، ودرس تكتيكات الحرب العثمانية بِصُورةٍ جيِّدة. فأتى هذا القائد الشهير على جناح السُرعة لِلدفاع عن بلاده، وانتصر على العثمانيين وقتل منهم عشرين ألف نفس (على أنَّ هذا الرقم قد يكون مبالغًا فيه)، وقتل قائدهم وألزم من بقي منهم بِالرُجُوع خلف نهر الطونة (الدانوب). ولمَّا بلغ السُلطان مراد خبر انهزام جُيُوشه أرسل إليهم ثمانين ألف مقاتل تحت قيادة شهاب الدين شاهين باشا الخادم، فهزمه أيضًا هونياد المجري وأخذه أسيرًا في موقعة هائلة بالقرب من بلدةٍ يُقالُ لها «وازاج» سنة 1442م. خِلال تلك الفترة كان السُلطان مراد في الأناضول يُخمدُ عصيانًا قام به أمير القرمان إبراهيم بك بن محمد، وعندما عاد إلى أدرنة في صيف سنة 1443م، بلغهُ أنَّ الصليبيُّون بدأوا بِغزو الأراضي العثمانية وأنَّهم يعقدون العزم على المسير إلى العاصمة، وفي الوقت نفسه وصلت الأنباء من أماسية تُفيد بأنَّ وليّ العهد الشاهزاده علاء الدين عليّ قد تُوفي، ممَّا جعل محمد الثاني خليفة والده على العرش. وسار السُلطان مراد لِقتال الصليبيين، فلقيهم في بلاد الصرب حيث تعرَّض لِلهزيمة على يد هونياد في نيش، واقتفى القائد المجري أثر العثمانيين إلى ما وراء جبال البلقان سنة 1443م، وظهر عليهم في ثلاث وقائع أُخرى. وأخيرًا أبرم السُلطان مراد الصُلح مع الصليبيين على أن يتنازل عن سيادته على الأفلاق ويرُدّ إلى قيصر الصرب جُريج برانكُڤيچ مدائن سمندريَّة وآلاجة حصار وأن يُهادن المجر مدة عشر سنوات، وأُمضيت هذه المُعاهدة في 24 صفر 848هـ المُوافق 12 حُزيران (يونيو) 1444م.

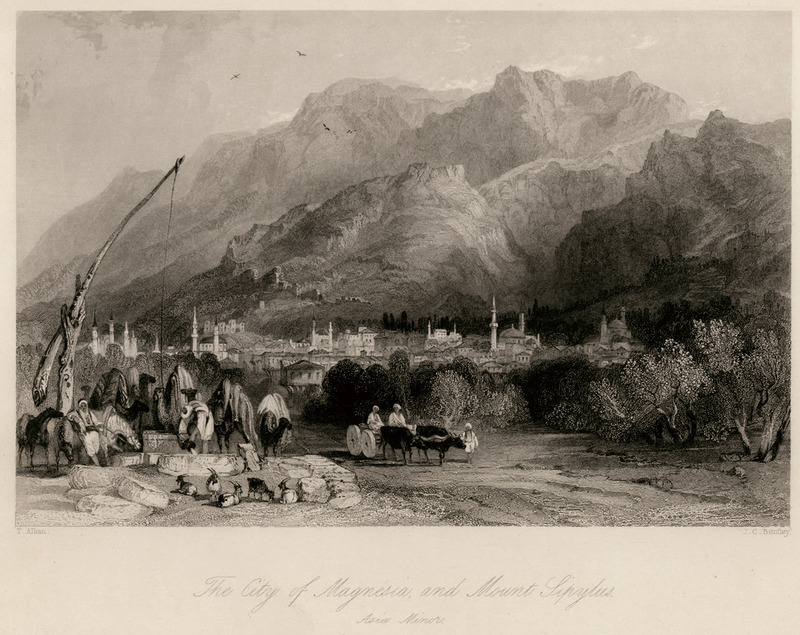
رسمٌ لِبلدة مغنيسية حيثُ اعكتف السُلطان مراد واعتزل الحياة السياسيَّة.

بُعيد إبرامه الصُلح بنحو شهرين، تنازل السُلطان مراد عن المُلك لِابنه محمد ، ويبدو أنَّهُ شعر بِالتعب، ورُبَّما كانت المُشكلات الداخليَّة والخارجيَّة وموت ابنه علاء الدين عليّ، الذي كان يُعدُّه لِخلافته، قد تركت لديه شُعُورًا حادًا بِالسَّأم، فرأى أن يعتزل السياسة، وتنازل عن العرش لِابنه الفتى البالغ أربعة عشر عامًا من العُمر، إذ أصبح أكبر أولاده الذُكُور وأرشدهم، فأرسل إليه كتابًا يستدعيه إليه، وكان في إقطاعة مغنيسية، فوصل إلى خدمة والده على وجه السُرعة وتسلَّم السلطنة. ثُمَّ سافر السُلطان مراد إلى جانب مغنيسية للإقامة بعيدًا عن هُمُوم الدُنيا وغمومها، وسار معه جمع من خواصه، فاعتزل فيها للعبادة وانتظم في سلك الدراويش، وبقي في خدمة السلطان الجديد الصدر الأعظم خليل باشا الجندرلي، وشهاب الدين شاهين باشا الخادم، والوزير الثاني صاروجة باشا، وقاضي العسكر المُلَّا خسرو محمد أفندي. ويُروى أنَّ مراد الثاني، الذي كان على علاقةٍ وطيدةٍ بالحاج بيرم وليّ صاحب الطريقة البيرميَّة، كان مُقتنعًا بِأنَّ هذا الصوفيّ من أولياء الله الصالحين، وأنَّ من أسباب تنحيه عن العرش، بِالإضافة لِإصابته بِالإرهاق والتعب والسأم ورغبته بِالتفرُّغ لِلعبادة والطاعة، رغبته بِأن يشهد فتح القُسطنطينيَّة، إذ أخبرهُ الحاج بيرم أنَّ شرف هذا الفتح لن يكون من نصيبه، وإنَّما من نصيب ابنه محمد والشيخ آق شمس الدين، فكان هذا دافعًا إضافيًّا له كي يتخلَّى عن عرشه.

### الحملة الصليبية الخامسة ضد العثمانيين وواقعة وارنة (ڤارنا)

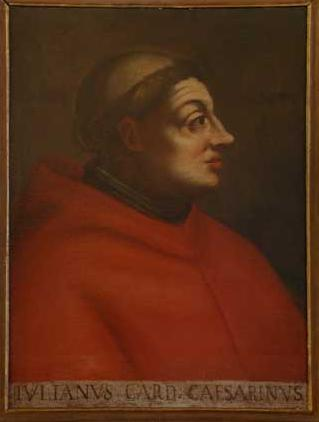
الكردينال يُليان سيزاريني، مُحرِّك المُلُوك الأوروپيين، على نقض مُعاهدة الصُلح مع العثمانيين استغلالًا لاعتزال السُلطان مراد الثاني الحياة السياسيَّة.

كان الأثر المُباشر لِقرار اعتزال السُلطان مراد يتمثَّل في تجدُّد الحرب، ذلك أنَّ الوضع في العاصمة أدرنة كان مُضطربًا، فقد واجه الصدر الأعظم خليل باشا الجندرلي، الذي كان السُلطان يثقُ به، معارضة وزراء آخرين أكثر ميلًا إلى محمد ، كما أنَّ القيادات المسيحيَّة المسؤولة عن شن الحرب الصليبيَّة عادت ونظرت إلى الموقف بِعين المصلحة الخاصَّة، بِغض النظر عن تلك المُعاهدة التي عُقدت بين مراد الثاني وڤلاديسلاڤ الثالث، وتزعَّم هذه الحركة المبعوث البابوي الكردينال يُليان سيزاريني، بِإيعازٍ من البابا الذي عطَّلت هذه المُعاهدة طُمُوحه، وغرَّر الكردينال المذكور بِملك المجر وغيره من المُلُوك الأوروپيين وأفهمهم أنَّ عدم رعاية الذمَّة والعُهُود مع المُسلمين لا تُعدُّ حنثًا ولا نقضًا كونهم كفرة (أي المُسلمين)، ومن ثُمَّ فإنَّ البابا يُبطلُ قسم ملك المجر، الذي قطعهُ لِلسُلطان مُراد، ويجعلهُ في حلٍّ منه. كان الاعتقاد السائد في الدوائر الأوروپيَّة المُعادية لِلعُثمانيين، أنَّ موقف هؤلاء أضحى حرجًا لِلغاية بعد اعتزال مراد الثاني وتسلُّم ابنه الفتى محمد زمام الأُمُور، ولا خبرة لهُ في الشُؤون السياسيَّة، وأنَّ دولتهم أضحت مُنهكة، وباتت أطرافها مُعرَّضة لِلاقتطاع من جانب أُمراء الحُدُود، وفي مُقدِّمتهم الأمير القرماني إبراهيم بك بن محمد الذي أرسل إلى ملك المجر يُحرِّكه على السُلطان والممالك العثمانية ويحُثُّه على انتهاز الفُرصة، بِالإضافة إلى ذلك، فقد كانت تُوجد آنذاك قواتٌ أوروپية معسكرة في البلقان يُمكن الاستفادة منها، فضلًا عن أنَّ استمرار العمليات العسكرية يُمكن أن يُعد حافزًا لِمُلُوك أوروپَّا لِتقديم مُساعدات جديدة وجديَّة. وتدخَّل البابا إيجين الرابع بِنفسه وأخذ يُحرِّض ملك المجر، الذي كان ما يزال حتَّى ذلك الحين مُترددًا في الإخلال بِقسمه الغليظ، على نقض المُعاهدة، فأرسل يقُولُ له: «بِالتَأكِيدِ، إِنَّ النَّصَارَى لَيسُوا مُلزَمِينَ بِالإِيفَاءِ بِوُعُودِهِم مَعَ المُسلِمِين»، وشارك الروم البابويَّة في تحريضها، وقد أملوا في طرد العثمانيين من أوروپَّا واستعادة أملاكهم السابقة؛ ما أدَّى إلى تنكُّر بعض زُعماء ومُلُوك أوروپَّا لِتلك المُعاهدة التي وقَّعها ڤلاديسلاڤ الثالث، مُقتنعين أنَّ المُعاهدة مع الكُفَّار لا قيمة لها، وأنَّ المصلحة المسيحيَّة العُليا هي التي يجب أن توضع فوق كُل اعتبار. أدَّت هذه المُعطيات والتدخُّلات لدى الملك المجري إلى تخلِّيه عن المُعاهدة، بعد أن مرَّ عليها خمسون يومًا، وتقدَّمت القُوَّات الصليبيَّة، التي يقودها ظاهريًّا ڤلاديسلاڤ الثالث ويُحرِّكُها فعليًّا يُوحنَّا هونياد، باتجاه الأراضي العثمانية.

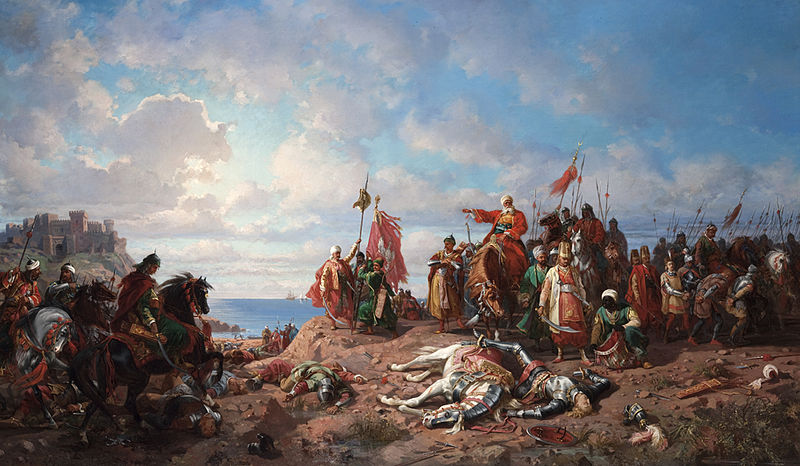
العثمانيون يتفقُّدون القتلى في ساحة معركة وارنة، ويقتادون الأسرى. تبدو جُثَّة الملك ڤلاديسلاڤ الثالث طريحة الأرض في وسط الصورة.

كان الخطر أكبر من قدرات السلطان الفتى، وأدرك وزراؤه وقادته أن المعركة هي معركة مصير، فاتخذوا قرارًا في اجتماعٍ لِمجلس شورى السلطنة أبلغهُ الصدر الأعظم إلى محمد ٍ بن مُراد، ونصُّه: «لَا يُمكِنُنَا الرَّدُ عَلَى مُقَاوَمَةِ العَدُوِّ، اَلَّلَهُمَّ إِلَّا إِذَا اعتَلَى وَالِدُكَ السُّلطَانُ مَكَانَك. أَرسِلُوا وَالِدَكُم لِيُجَابِهَ العَدُوِّ وَتَمَتَّعُوا بِرَاحَتِكُم. تَعُودُ السَّلطَنَةُ إِلَيكُم بَعدَ إِتمَامِ هَذِهِ المُهِمَّةِ». بناءً على هذا، أرسل السُلطان محمد في دعوة والده، فذهب وفدٌ من الساسة إلى مراد الثاني، في عزلته في مغنيسية، وطلبوا منه أن يعود إلى الحُكم ويقودهم، إنقاذًا لِلدولةِ من خطرٍ كبيرٍ مُحدقٍ بها. غير أنَّ مُرادًا - تحاشيًا لِكسر سُلطان ابنه - رفض وأبلغهُ أنَّ الدفاع عن دولته من واجبات ذاته السُلطانيَّة، فكتب إليه محمد ثانيةً بِأن لا بُدَّ من القُدُوم، فقال: «إِن كُنتَ سُلطَانًا فَظَاهِر أَنَّ عَلَيكَ مُحَافَظَةُ البِلَادِ وَالعِبَادِ، وَإِن لَم تَكُن سُلطَانًا فَيَجِب عَلَيكَ طَاعَةُ السُّلطَانِ وَامتِثَالُ أَمرِه». أمام هذا الأمر، اضطرَّ مراد الثاني إلى القُدُوم، فعبر إلى أدرنة وترك ابنه محمد لِمُحافظتها، وتوجَّه في العسكر إلى قتال الصليبيين، والتقى الجمعان بِخارج مدينة وارنة (ڤارنا) على ساحل بحر البنطس (الأسود) يوم الثُلاثاء 28 رجب 848هـ المُوافق فيه 11 تشرين الثاني (نوڤمبر) 1444م، وسُرعان ما اشتبك القتال بين الطرفين، فقُتل ملك المجر ڤلاديسلاڤ الثالث وتفرَّق الجُندُ بعد ذلك، ولم تُفد شجاعة هونياد شيئًا. وفي اليوم التالي هاجم العثمانيون مُعسكر الجيش الصليبي واحتلُّوه بعد قتالٍ شديدٍ قُتل فيه الكردينال يُليان سيزاريني، سبب هذه الحرب، فتمَّ لِلمُسلمين فوزٌ مُبين. وبعد تمام النصر واستخلاص مدينة وارنة، رجع السُلطان مراد إلى عُزلته مُجددًا تاركًا شُؤون الحُكم لِولده.

### القضاء على فرقة الحُرُوفيَّة

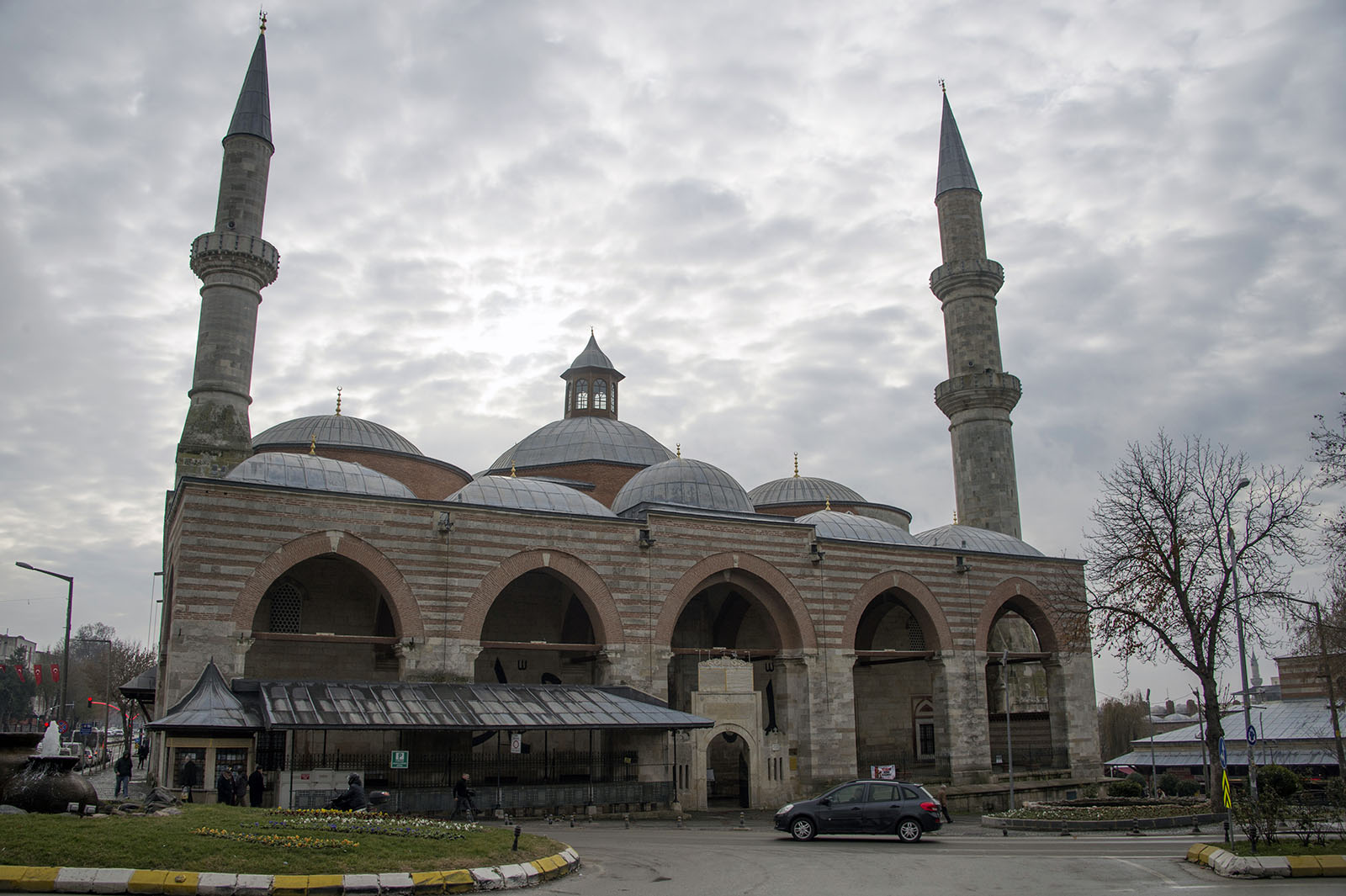
الجامع العتيق (إسكي جامع) في أدرنة، حيثُ أفتى المولى فخر الدين العجمي بِكُفر وزندقة الحُروفيين.

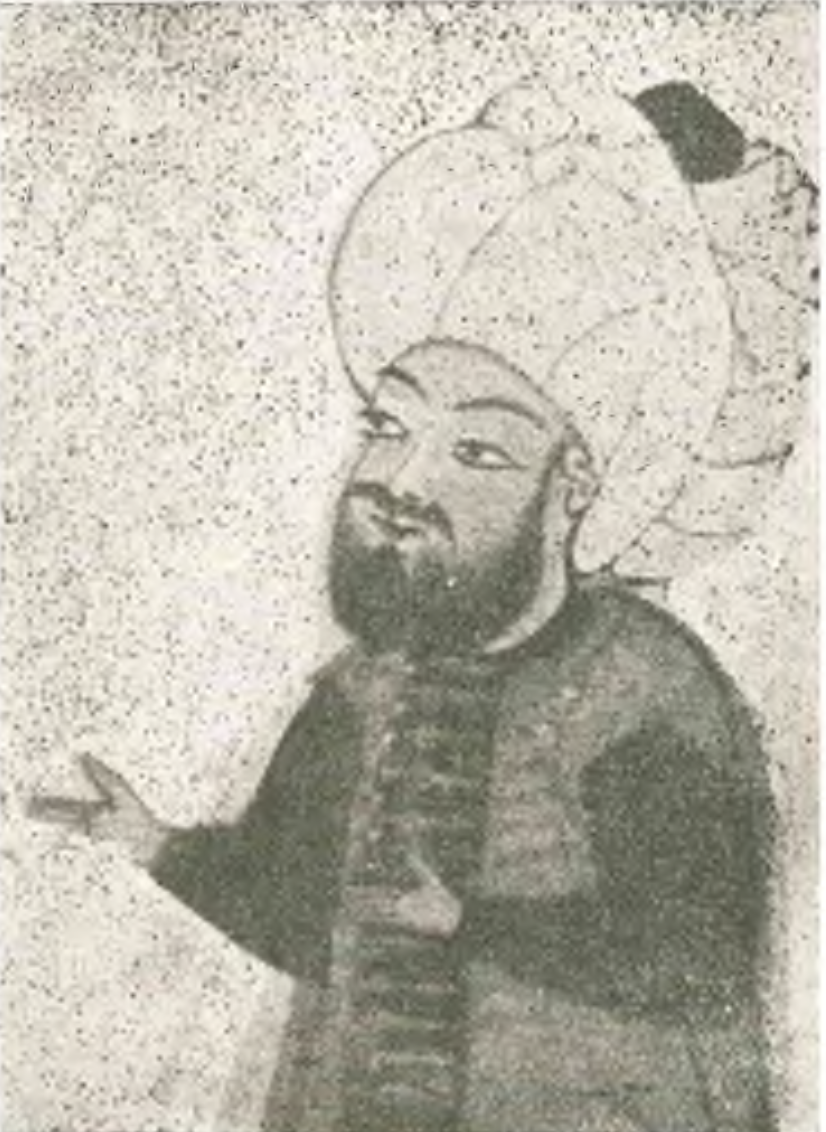
الوزير محمود باشا الصربي، أو محمود باشا الوليّ، الذي كان لهُ الدور الأساسي في كشف عقيدة الحُرُوفيَّة أمام المُفتي فخر الدين العجمي ثُمَّ السُلطان محمد الثاني.

لم يكن الصليبيُّون وحدهم من حاول استغلال حداثة سن السُلطان محمد في سبيل تحقيق مآربهم، فخِلال الشُهُور القليلة التي تنازل فيها مراد الثاني عن العرش ثُمَّ عاد لِدفع الأوروپيين، حاول بعض الحُرُوفيين، وفي مُقدمتهم الشيخ درويش الحُرُوفي، نيل خدمة السُلطان اليافع، فتقرَّبوا إليه وأظهروا لهُ بعض المعارف المُزخرفة. ولمَّا كان السُلطان محمد مُحبًا لِلحُكماء والأُدباء فقد قرَّب إليه هذا الشيخ وآواه مع أتباعه في السراي السُلطانيَّة بِأدرنة، لِيقف على حقيقة مذهبهم، وأكرمهم لِيسمع منهم تعاليمهم. والحُرُوفيَّة هي فرقة شيعيَّة فارسيَّة مُتأثرة من الصوفيَّة والإسماعيليَّة، أسَّسها فضل الله نعيمي الأسترآبادي، وقال أتباعها أنَّ العبادة هي اللفظ، وبه يُمكن لِلإنسان أن يتواصل بِالله، والمعرفة هي أيضًا معرفة بِالألفاظ لِأنها مظهر للموجودات، واللفظ لِذلك مُقدَّمٌ على المعنى. واعتقدت الحُرُوفيَّة أيضًا أنَّ الله تمثَّل في شخص الإنسان وخاصَّةً في وجهه، وقد تجلَّى في صُورٍ مُتتابعةٍ هي صُور النُبُوَّة، فالولاية، فالألوهية. وقد كان الرسول محمد خاتم الأنبياء، ثُمَّ جاء من بعده الأولياء من عليٍّ إلى الحسن العسكري الإمام الحادي عشر عند الشيعة. وفضل الله هو آخر الأولياء، وهو الله مجسدًا. ولمَّا كانت مُعتقدات الحُروفيَّة تُخالف الأُسس الإسلاميَّة، وكان أتباع هذه الفرقة مُلاحقون مُنذ زمن السُلطان بايزيد الأوَّل لِلحيلولة دون نشرهم لِأباطيلهم، فقد اغتمَّ عددٌ من رجال الدولة الكبار الناضجين اغتمامًا كبيرًا، وكان في مُقدِّمتهم الوزير محمود باشا الصربي، والصدر الأعظم خليل باشا الجندرلي، ولم يقدرا أن يتكلَّما خوفًا من السُلطان، فاتَّجه محمود باشا إلى المُفتي فخر الدين العجمي واستشاره في الأمر، فأراد المُفتي أن يسمع من كلام الحُروفيين شيئًا قبل أن يُقرر بِشأنهم، فاختفى في بيت محمود باشا، الذي دعا الشيخ درويش الحُرُوفي وأتباعه إلى مأدُبة عشاءٍ وأظهر لهم أنه مال إلى مذهبهم. وخاض الشيخ درويش في حديثٍ طويلٍ وهو آمن، حتَّى وصل إلى القول بِالحُلُول والاتحاد، وقيل أنَّهُ تحدَّث بِحُلُول الله في الجميلات وأنَّ عبادتهُنَّ فرضٌ على الناس. عند ذلك خرج عليهم المُفتي فخر الدين غاضبًا مُزمجرًا يلعن الحُرُوفيين، فهرب الشيخ درويش إلى السراي السُلطانيَّة مُحتميًا بِالسُلطان محمد ، لكنَّ المُفتي لحق به وقبض عليه في حُضُور السُلطان الشاب، الذي سكت استحياءً من العالم الكبير.
ساق المُفتي العجمي شيخ الحُرُوفيين إلى المسجد الجامع حيثُ أمر المُؤذنون بِدعوة الناس، ولمَّا اجتمعت حُشُودهم، صعد المنبر وتحدَّث عن هذه الفرقة وحكم بِكُفر أتباعها وزندقتهم ووُجوب استئصال شأفتهم. أمام غضب المُفتي العارم، وبعدما تبيَّن لهُ سوء عمله، رفع السُلطان محمد حمايته عن الحُرُوفيين، فلاحقهم عامَّة الناس وقبضوا عليهم وساقوهم مع شيخهم إلى إحدى مُصلَّيات المدينة، وهُناك أُضرمت فيهم النيران. وبهذا قُضي على أغلب الحُرُوفيين، أمَّا من استطاع منهم الهرب والنجاة، فقد انضم إلى الطريقة القلندريَّة، ثُمَّ التحموا بِالبكطاشيَّة، وتركوا عليها أثرًا كبيرًا.

### تمرُّد الإنكشارية وعودة السلطان مراد إلى الحكم

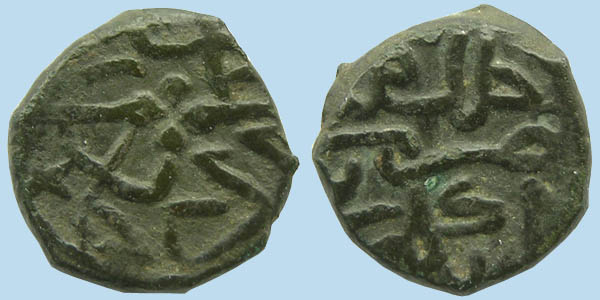
سكَّة نقد ضُربت باسم السلطان محمد بن مُراد. يُروى أنَّ تخفيض السُلطان زنة الآقچة كانت سببًا في تمرُّد الإنكشارية على حُكمه.

بعد القضاء على الحُروفيَّة ودفع الصليبيين، حتَّمت الأحداث السياسيَّة المُستجدَّة عودة السُلطان مراد إلى العمل السياسي مرَّة أُخرى، ويبدو أنَّ لِذلك علاقة - وفق إحدى الروايات - بِالمدى الذي وصلت إليه العلاقة بين السُلطان محمد الثاني والصدر الأعظم خليل باشا الجندرلي من توتُّر، بِالإضافة لِتجدُّد الأخطار الأوروپيَّة، أو بِسبب خطأ وقع من السُلطان الفتى وأثار غضب الإنكشارية. فتقول إحدى الروايات أنَّ العلاقة بين الصدر الأعظم والسُلطان محمد تفجَّرت على الأرض بِسبب مسألة الحُرُوفيين الذين قرَّبهم السُلطان إليه، ممَّا أثار حفيظة الصدر الأعظم كما أُسلف. وممَّا زاد العلاقة تأجُجًا، الاختلاف في وجهات النظر بِشأن الصُلح الذي عقدته الدولة العثمانية مع جمهورية البُندُقيَّة والمماثل في بُنُوده لِلصُلح الذي عُقد في سنة 833هـ المُوافقة لِسنة 1430م، ما دفع الصدر الأعظم إلى تحريك تمرُّدٍ من جانب الإنكشارية المُناوئين لِلسُلطان، ثم استُدعي مراد الثاني للعودة مجددًا لِتولِّي السُلطة. وبِحسب الرواية الأُخرى فإنَّ السُلطان محمد لمَّا أمسك بِزِمام أمور الدولة ضرب السكَّة الجديدة باسمه، وخفَّض زنة الآقچة من 5.75 إلى 5.25، ما أضرَّ بِالجُند وأثَّر بِالسُوق. واتفق أنَّهُ وقع حريقٌ هائل بِأدرنة في تلك الأيَّام، فاحترق قسمٌ مُهمٌّ من المدينة والأسواق، فقام الإنكشارية، الذين لم يكونوا راضين عن وضع الآقچة، بِالتمرُّد، فهجموا على سراي شهاب الدين شاهين باشا الخادم ونهبوها، فهرب هو بِمشقَّةٍ إلى السراي السُلطانيَّة ونجا. واجتمعت الإنكشارية في تلَّة «بُجُق دپَّه» مُقابل السراي المذكورة، وطلبوا زيادة مُرتَّباتهم، فأُجيبوا إلى ذلك، وضُمَّ إلى مُرتَّب كُل واحدٍ منهم نصف آقچة، فسكنت فتنتهم. رُغم ذلك، أبدى الإنكشاريُّون ازدراءً بِسُلطانهم الصغير، ومالوا إلى أبيه، فاقتنع أركان الدولة، وعلى رأسهم الصدر الأعظم خليل باشا الجندرلي، بِألَّا حل لِلمسألة سوى ارتقاء مراد الثاني لِلعرش مرَّةً أُخرى كي لا تستمر هذه الأزمة، فأرسل وغيره من الوُزراء دعوةً إلى مراد الثاني لِلحُضُور وترجُّوه رجاءً حتَّى قبل أن يعود بعد تردُّدٍ طويل، وخدع خليل باشا السُلطان محمد عندما اقترح عليه أن يعرض السلطنة على والده تطييبًا لِقلبه وخاطره، وأكَّد عليه أنَّ الأخير لن يقبلها وأنَّهُ سيُفضِّل البقاء في عُزلته، وأنَّ ذلك سيكون سببًا لازدياد حُبِّ الوالد لِابنه وتقديره إيَّاه، فصدَّق الفتى هذا الكلام ورتَّب مجلسًا عاليًا محفوفًا بِالوُزراء والوُكلاء والأُمراء، واستقبل فيه والده ما أن وصل، فقبَّل يده والتمس منه أن يجلس على تخت المُلك ويقبل بِالسلطنة ويعود هو إلى إقطاعه مغنيسية، فلم يتردَّد مراد في القُبُول، ودعا لِولده وأعاده إلى مغنيسية، وعيَّن صاروجة باشا وزيرًا له، فلم يجد السُلطان محمد بدًّا من الامتثال لِأمر أبيه، وعلم أنَّ هذا من سعي وتدبير خليل باشا، فأسرَّها في نفسه حتَّى حين. ومن الجدير بِالذِكر أنَّ هذه الحركة كانت أوَّل فتنةٍ يُشعلها الإنكشارية في الدولة العثمانية.

## فترة ما بين السلطنتين

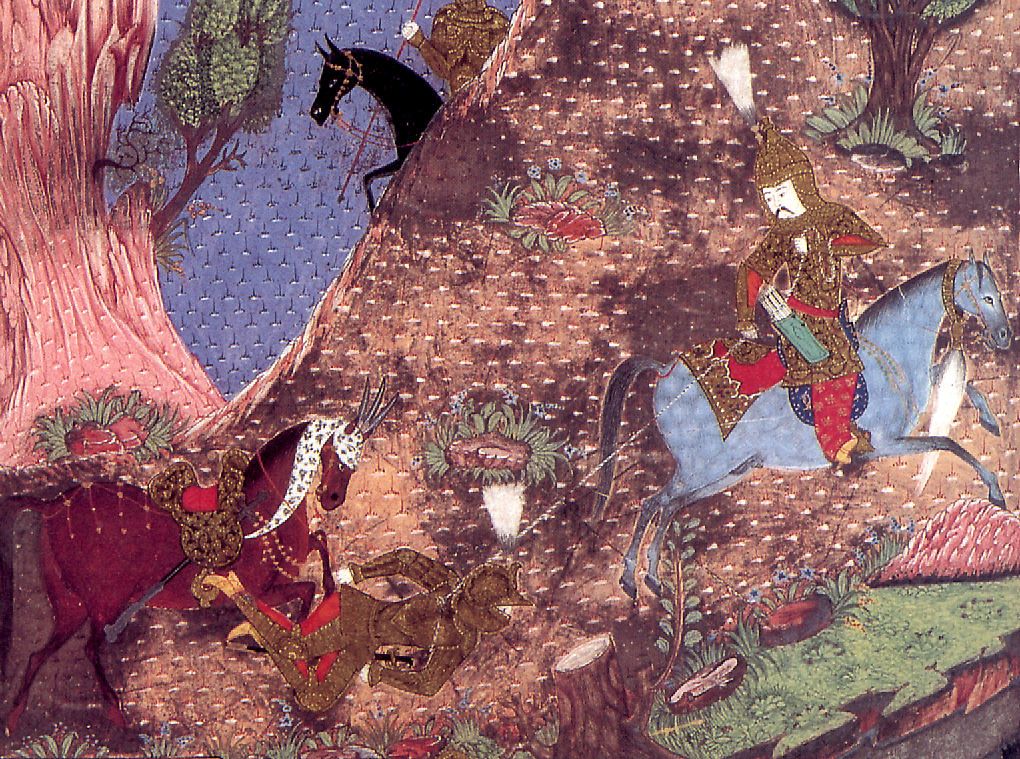
مُنمنمة عُثمانيَّة تُصوِّرُ آقنجيًّا يجُرُّ ورائهُ فارسًا صليبيًّا بعد أن ربطه بِأُنشُوطة خِلال معركة قوصوه. كانت هذه المعركة أولى معارك محمد الثاني.

لا يُعرف الكثير عن حياة محمد الثاني في فترة ما بين سلطنتيه التي أمضى مُعظمها في مغنيسية، وجُلَّ ما يُعرف أنَّهُ لم يُشارك في حملة والده على المورة سنة 850 هـ المُوافقة لِسنة 1446م، وأنَّهُ رُزق بِمولودٍ ذكرٍ سمَّاه بايزيد، من زوجته أمينة گُلبهار خاتون الأرناؤوطيَّة، سنة 851هـ المُوافقة لأواخر سنة 1447م، وقد قُدِّر لهذا الابن أن يكون السُلطان التالي على عرش الدولة العثمانية. وفي سنة 1448م شارك محمد الثاني في أوَّل حملة عسكريَّة مع والده مُراد، الذي استصحبه لِقتال إسكندر بك العاصي، لكنَّ الحملة لم تُصب النجاح المأمول، بِسبب هُرُوب إسكندر بك واعتصامه في الجبال، ولم يتعقَّبه السُلطان مراد ووليّ عهده بِسبب ما بلغه من عودة الاضطرابات مع بلاد المجر. فقد أغار يُوحنَّا هونياد على بلاد الصرب انتقامًا من العثمانيين لِيُعيد لِنفسه بعض ما فقد من الشرف في واقعة وارنة، فسار إليه السُلطان مراد ومعهُ وليُّ عهده محمد، الذي جعلهُ على رأس العساكر الأناضوليَّة، وأنزلا بِهونياد هزيمةً مُدوِّيةً في معركةٍ جرت في سهل قوصوه (كوسوڤو)، وكانت تلك أوَّلُ وقعةٍ حربيَّةٍ يخوضها الشاهزاده الشاب، البالغ من العُمر قُرابة ستة عشر ربيعًا. وفي السنة التالية، تزوَّج محمد الثاني مُكرَّمة خاتون بنت سُليمان بك أمير ذي القدريَّة، بعد أن خطبها له والده لِأغراضٍ سياسيَّة.

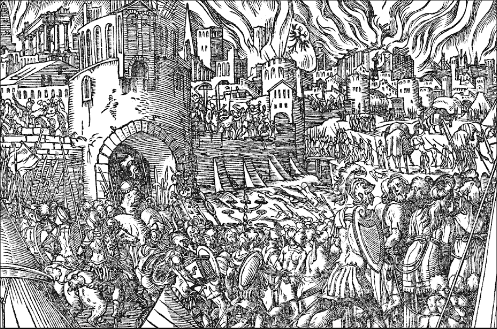
طبعة خشبيَّة تُصوِّرُ حصار العثمانيين بِقيادة السلطان مراد لِآقچة حصار سنة 854هـ المُوافقة لِسنة 1450م.

خِلال هذه الفترة أيضًا، سمح محمد الثاني لِبعض البحَّارة العثمانيين التابعين له بِالإغارة على سُفن البنادقة لِإلهائهم عن تقديم العون لِإسكندر بك، الذي كان دائم السعي لِكسب تأييدهم في صراعه مع السلطنة العثمانية. وفي سنة 852هـ المُوافقة لِسنتيّ 1448 و1449م، ضرب الشاهزاده السكَّة بِاسمه على النمط السُلجُوقي، وفي شهر آب (أغسطس) أو أيلول (سپتمبر) 1449م تُوفيت والدته خديجة هُما خاتون. وفي 2 ربيع الآخر 854هـ المُوافق فيه 14 أيار (مايو) 1450م، شارك محمد الثاني أباه السُلطان في حصار مدينة آقچة حصار في مُحاولةٍ لِإنهاء عصيان إسكندر بك. دام الحصار العُثماني لِلمدينة المذكورة خمسة أشهر دون أن تسقط بِيد العثمانيين، ولعلَّ سبب ذلك هو: موقع المدينة المُستحكم، إذ كانت تقع على تلَّةٍ مُرتفعة، وضعف الجُيُوش العثمانية التي أنهكتها الحُرُوب المُتواصلة، وقُرب حُلُول فصل الشتاء، كما وردت أنباء تُفيد باستعداد القُوَّات المجريَّة لِلقيام بِهُجُومٍ جديدٍ على الأراضي العثمانية. لِذلك، عرض السُلطان مراد الصُلح على إسكندر بك مُقابل الاعتراف به أميرًا على بلاد الأرناؤوط لِقاء جزيةٍ سنويَّةٍ يدفعها لِلدولة العثمانية. لكنَّ إسكندر بك رفض عرض الصُلح، على الرُغم من أنَّهُ كان يُعاني من انفضاض زُعماء القبائل من حوله بِسبب سياسته المركزيَّة، كما لم ينجح في كسب تأييد البنادقة، فاضطرَّ مراد الثاني أن يرفع الحصار في أواخر رمضان المُوافق لِأواخر تشرين الأوَّل (أكتوبر)، وعاد إلى أدرنة عاصمة ممالكه لِيُجهِّز جُيُوشًا جديدة كافية لِقمع هذا الثائر، لكنَّ الأجل كان لهُ بالمرصاد.

## اعتلاؤه العرش للمرَّة الأُخرى

### جُلُوس محمد الثاني على تخت المُلك

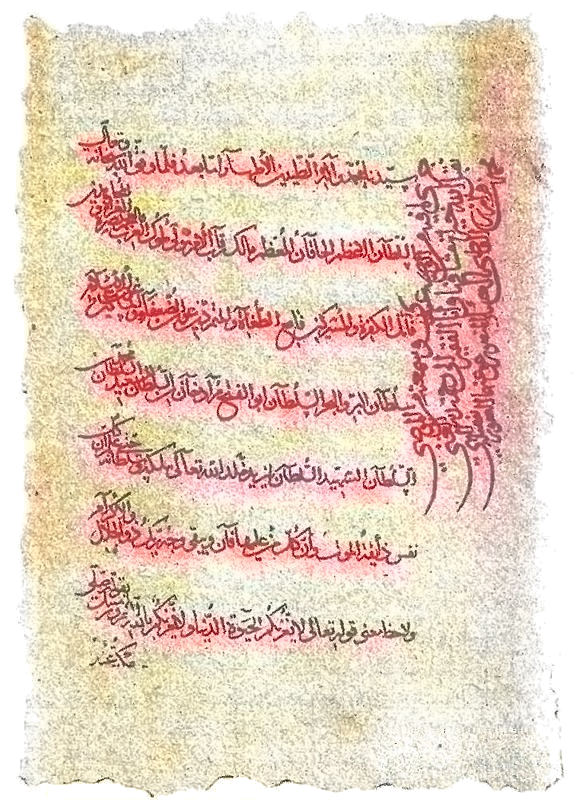
جُزء من وصيَّة السُلطان مراد إلى ابنه محمد والوُزراء.

تُوفي السُلطان مراد الثاني بعد عودته من حملته على الأرناؤوط بِبضعة شُهُور، وكان قد كتب وصيَّةً إلى ولده وهو على فراش الموت، وجمع الوُزراء لِيكونوا شُهداء عليها، وأوصاهم بِحُسن الانقياد لِوليِّ عهده محمد ، ومن أبرز ما ذُكر في الوصيَّة: تعيين خليل باشا الجندرلي وصيًّا ومُرشدًا لِلسُلطان الجديد، وأن يسعى الأخير لِفتح القُسطنطينيَّة، فإنَّ هذا الهدف هو أهم أساس ينبغي العمل على تحقيقه. واستنادًا إلى المُمارسة سارية المفعول مُنذُ وفاة السُلطان محمد الأوَّل، أخفى الوُزراء خبر موت السُلطان مراد عن الجيش بِفعل ما قد يُسببه الإعلان من أخطار انتقال السُلطة من عهدٍ إلى عهد. لِذلك، جرى التكتُّم على هذا الأمر ما بين 12 و13 يومًا، وبِمُوجب رواية أُخرى 16 يومًا، إلى حين وُصُول السُلطان محمد من مغنيسية إلى أدرنة، وفي حالة السُلطان العتيد فإنَّ التكتُّم كان ضروريًّا، إذ شكَّل اعتلاؤه العرش حالةً خاصَّة، من واقع أنَّهُ لم يكن يتمتَّع بِشعبيَّةٍ كبيرةٍ في الوسط الإنكشاري بِخاصَّةٍ، وكان يُخشى أن يستغل الروم وفاة السُلطان السابق لِإطلاق سراح الشاهزاده أورخان بن محمد، حفيد الشاهزاده سُليمان چلبي ابن السُلطان بايزيد الأوَّل وشقيق السُلطان محمد الأوَّل. ومن المعروف أنَّ أورخان المذكور كان مُطالبًا بِالعرش العُثماني بعد وفاة أبيه وجدِّه، وكان بإمكانه الادعاء بِأحقيَّته فيه بعد وفاة السُلطان مراد على اعتبار أنَّه الأكبر سنًا بين آل عُثمان، فكان العُثمانيون يدفعون مبلغًا سنويًا لِلرُّوم في سبيل إبقائهم الشاهزاده أورخان محجوزًا لديهم في القُسطنطينيَّة، كما خصَّصوا لهُ راتبًا يعتاش منه، ولم يكن بالإمكان ضمان وفاء الرُّوم بِعهدهم وإبقاء أورخان في عاصمتهم بعد تبدُّل الظُروف السياسيَّة الناجمة عن وفاة مراد الثاني، لِذلك كان التكتُّم على وفاته وعدم كشفها لِلبيزنطيين أمرًا ضروريًّا.

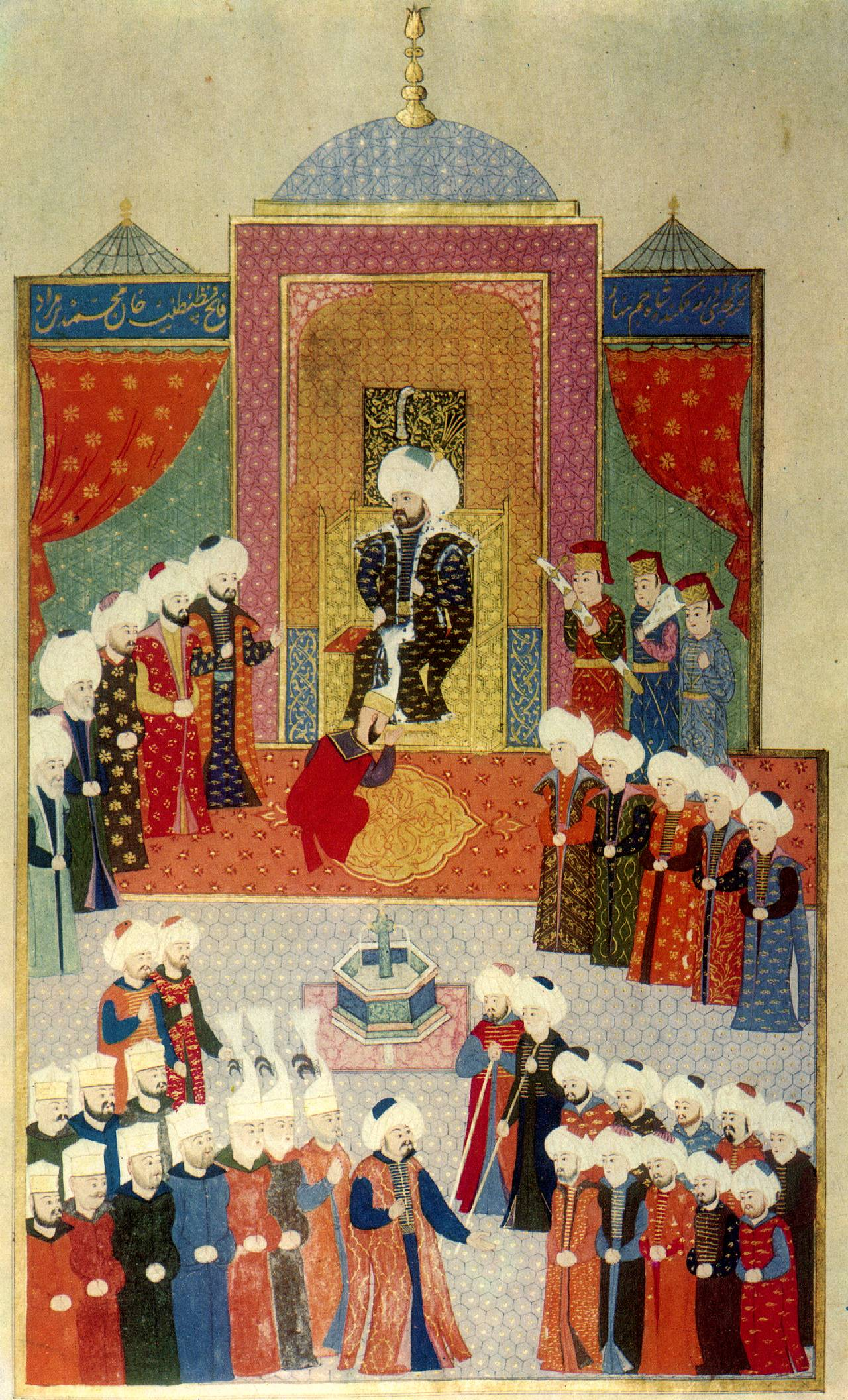
مُنمنمة عُثمانيَّة تُصوِّرُ تربُّع محمد الثاني على عرش آل عُثمان.

أُديرت شُؤون الدولة، التي بقيت خالية من أي سُلطانٍ بُعيد وفاة مراد إلى حين وُصُول محمد الثاني بعد بضعة عشر يومًا، من لدُنَّ الصدر الأعظم خليل باشا الجندرلي، الذي أظهر أنَّ السُلطان حيٌّ يُرزق، حيثُ أدار الأُمُور باسمه، مُنتظرًا وُصُول السُلطان الجديد. ويُذكر أنَّ الأخير لمَّا وصله نبأ الوفاة، خرج من مغنيسية على الفور، ووصل إلى قلِّيبُلِي خِلال يومين؛ ومنها توجَّه، بِالسُرعة نفسها، إلى أدرنة، كما تذكر الروايات. إلَّا أنَّ النبأ لمَّا خرج من أدرنة ووصل إلى مغنيسية، فقد مرَّ عليه عدَّة أيَّام أيضًا؛ ولِذلك، فإنَّ المُؤكَّد، أنَّ الفاصل بين وفاة مراد الثاني وجُلُوس ابنه محمد هو بين 7 و8 أيَّام. إلَّا أنَّهُ بِالنظر إلى عدم إمكانيَّة توثيق الرواية التي تُفيد بِسُرعة وُصُول محمد الثاني إلى أدرنة، فإنَّ تاريخ جُلُوسه المُعتمد في المصادر الأكاديميَّة هو التاريخ الذي تقبله وتنص عليه المصادر العثمانية، وهو يوم الخميس 16 مُحرَّم 855هـ المُوافق فيه 18 شُباط (فبراير) 1451م. وبِما أنَّ أقوى الروايات تنص على وفاة السُلطان مراد يوم الأربعاء 1 مُحرَّم المُوافق فيه 3 شُباط (فبراير)، فإنَّ محمد الثاني يكون قد جلس على سُدَّة الحُكم بعد وفاة والده بِخمسة عشر يومًا. وعلى الرُغم من ذلك، فهُناك رواياتٌ أُخرى تُفيدُ أنَّ الجُلُوس الثاني لِلسُلطان محمد قد تحقَّق بعد خمسة أو ستَّة أو حتَّى عشرة أيَّام من وفاة والده، أي في يوم الإثنين 6 مُحرَّم المُوافق فيه 8 شُباط (فبراير)، أو يوم الثُلاثاء 7 مُحرَّم المُوافق فيه 9 شُباط (فبراير)، أو في يوم السبت 11 مُحرَّم المُوافق فيه 13 شُباط (فبراير). ونظرًا لِاختلاف تحديد تاريخ مولد السُلطان محمد ، فإنَّ بعض الروايات تنص على أنَّه كان يبلغ من العُمر 18 سنة وعشرة أشهر وعُشرون يومًا عند جُلُوسه النهائي والأخير، وتنص روايات أُخرى أنَّهُ كان يبلغ العشرين من عُمره، أو ما بين 20 و25 سنة.
وما أن وصل محمد الثاني إلى عاصمة الممالك العثمانية، حتَّى أمر بِنقل جُثمان والده، الذي حُنِّط لِلحيلولة دون تحلُّله، من أدرنة إلى بورصة لِيُدفن بها. وكان من أوائل الأعمال التي قام بها أن أرسل زوجة أبيه الصربيَّة، الأميرة مارا برانكُڤيچ، إلى والدها قيصر الصرب جُريج برانكُڤيچ. وهذه الأميرة، التي قيل إنَّها كانت في الخمسين من العُمر، في تلك الفترة، طلبها الإمبراطور البيزنطي قُسطنطين الحادي عشر (الذي خلف شقيقه يُوحنَّا الثامن على العرش)، بِغية تأسيس علاقة نسب مع آل عُثمان؛ إلَّا أنَّ الأميرة رفضت طلبه. واتَّبع محمد الثاني سياسةً شديدة الحذر نتيجة الأوضاع الداخليَّة والخارجيَّة. ففي الداخل، وتجنُّبًا لِإثارة قلاقل سياسيَّة، أبقى خليل باشا الجندرلي في منصب الصدر الأعظم على الرُغم من سوء علاقتهما مُنذ أن خدعه الباشا وجعلهُ يتنازل عن العرش لِصالح والده كما أُسلف.

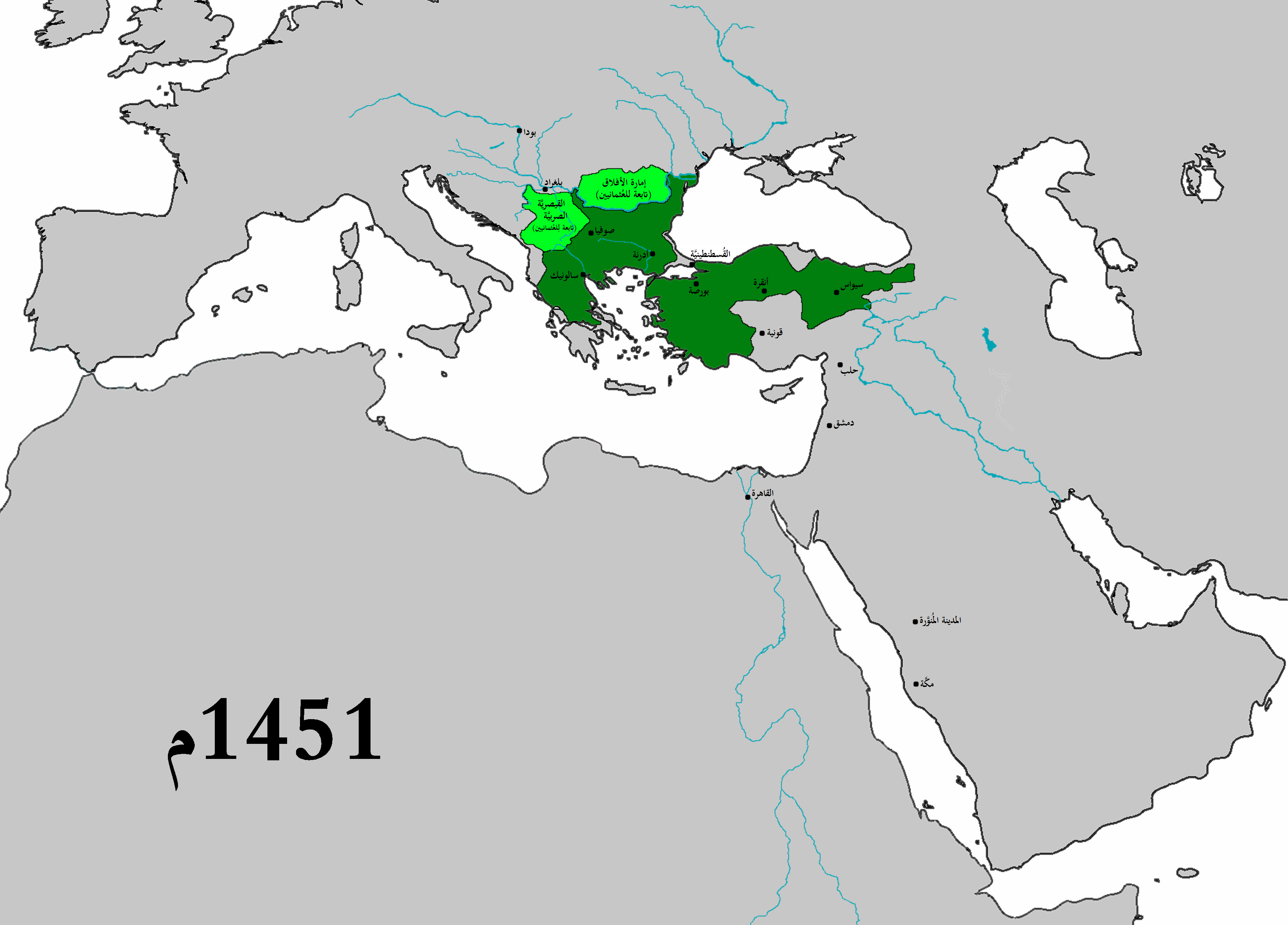
الحُدُود التقريبيَّة لِلدولة العثمانية عند جُلُوس السُلطان محمد الثاني.

والحقيقة أنَّ خليل باشا كان الرجل المُناسب لِانتهاج سياسة التهدئة التي بدا أنها تفرض نفسها في ذلك الوقت، إذ أنَّ النكبات التي وقعت في عهد مراد الثاني جعلت الصدر الأعظم ورجُل الدولة المُحنَّك يتهيَّب رد الفعل الخطير الذي يُمكن أن يأتي من الغرب الأوروپي، ويميل إلى اتباع سياسة الوفاق، هو والمجموعة التي يتزَّعمها من الوُزراء والساسة والقادة. أمَّا على الصعيد الخارجي، فقد عمل محمد الثاني على تجديد مُعاهدات الصُلح مع الوُفُود الأجنبيَّة التي قدمت لِتهنئته بِتربُّعه على العرش، وكان ممن أرسل وُفُودًا إليه بِهذا الصدد: الإمبراطور البيزنطي قُسطنطين الحادي عشر الذي أرسل أخاه دمتريوس أمير المورة، وإمبراطور طربزون يُوحنَّا الرابع، والوصيّ على عرش المجر يُوحنَّا هونياد، وقيصر الصرب جُريج برانكُڤيچ، وأميرا الأفلاق ومدللي، وحُكُومتا رجوسة وجنوة، وفُرسان الإسبتاريَّة في رودس، والجاليات الجنويَّة في ساقز وغلطة. عامل السُلطان الوفد البيزنطي مُعاملةً وديَّة بارزة، وأظهر لهم ميلًا كبيرًا من خِلال قبوله بِتأدية ثلاثمائة ألف آقچة سنويًا، إلى الخزينة البيزنطيَّة، مُقابل مصروف الشاهزاده أورخان، الذي لمَّح الأمير البيزنطي إلى إمكانيَّة إطلاق سراحه. كما عقد مُعاهدةً سلميَّة مع عدُوَّة العثمانيين اللَّدودة، أي مملكة المجر، وعرض عليه وفد جُمهُوريَّة رجوسة زيادة مبلغ الخِراج الذي كانت تدفعه هذه الدولة إلى العثمانيين. ومن المعلوم أنَّ موضوع فتح القسطنطينية كان يشغل حيزًا كبيرًا من تفكير السُلطان الشاب، ورأى أنَّه من الأنسب له أن يتعامل مع الإمبراطوريَّة البيزنطيَّة على نحوٍ حسنٍ، مثل غيرها من الدُول، إلى حين الانتهاء من الاستعدادات وحُلُول اللحظة المُلائمة لِلقضاء على تلك الدولة العجوز التي تتوسَّط بلاده.

### إخضاع الإمارة القرمانيَّة

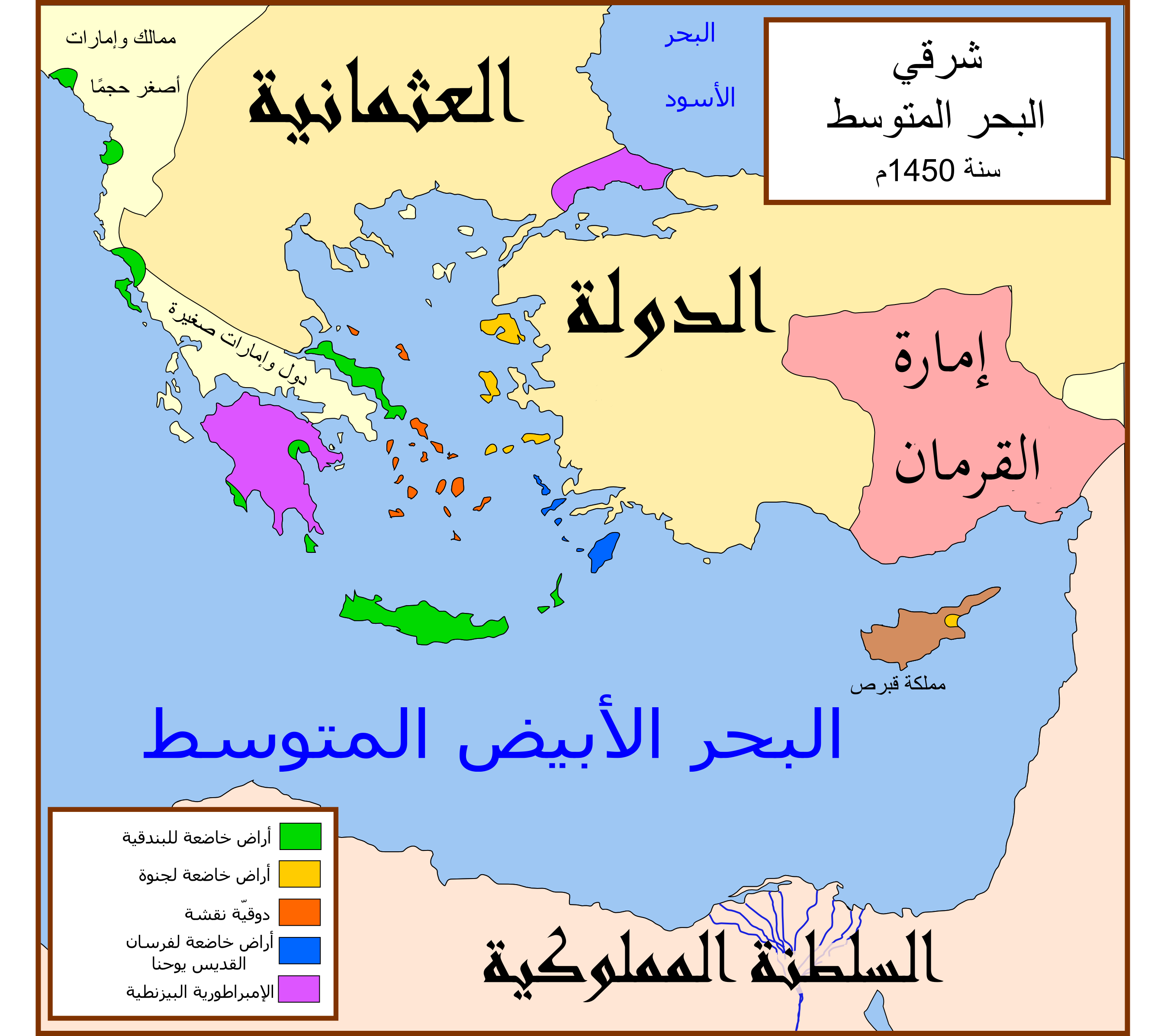
خريطة تُوضح تجاور الدولة العثمانية والإمارة القرمانيَّة بِالإضافة لِبعض الدُويلات والإمارات الصغيرة الأُخرى.

واجه محمد الثاني، في بداية حياته السياسيَّة، بعض الصُعُوبات في الأناضول، ذلك أنَّ الأمير إبراهيم بن محمد القرماني، وبِتشجيعٍ من الإمبراطور البيزنطي قُسطنطين الحادي عشر، والبنادقة الذين عقد معهم مُعاهدةً تجاريَّة، استغلَّ مرحلة الانتقال من عهدٍ إلى عهد، فأشهر العصيان وهاجم الأراضي العثمانية في أنطالية على رأس جمعٍ من جُنُوده، على أمل استرداد أراضي إمارة آبائه التي أُلحقت بِالدولة العثمانية. ولم يكتفِ بِذلك بل حثَّ أبناء وأحفاد الأُمراء التُركمان، الذين استوطنوا إمارته بعد ضمِّ بلادهم إلى الدولة العثمانية، على الاقتداء به، فأرسل أميرًا من بني كرميان إلى كرميان، وأميرًا من أولاد أُمراء آيدين إلى ناحية آيدين، وأحدًا من بني صاروخان إلى بلاد صاروخان، وآخر من بني منتشة إلى ديار منتشة، وزوَّد كُلٌ منهم بِجمعٍ من العساكر القرمانيَّة. وكان بكلربك الأناضول آنذاك هو عيسى بك بن أزغرلي، فعرض الحال إلى العتبة السُلطانيَّة واستأذن لِقتال القرمانيين، إلَّا أنَّ السُلطان لم يأذن له في ذلك، بل عزله ونصَّب مكانه الغازي إسحٰق باشا، وجعله بكلربكيًّا على الأناضول، ثُمَّ أرسلهُ للقضاء على حركة الأمير القرماني ومن شايعه من الأُمراء، وعبر السُلطان أيضًا في عقبه إلى الأناضول. ولمَّا علم إبراهيم بك، الذي تقدَّم إلى مدينة «آق شهر»، بِعُبُور السُلطان، هرب إلى هضبة «طاش إيلي» في قيليقية، ملجأ آبائه، وكذلك فعل الأُمراء الذين نصَّبهم، فهرب كُلُّ واحدٍ منهم إلى ناحيةٍ مُختلفة، فسار السُلطان وسيطر على البلاد القرمانيَّة كُلَّها، ونزل بِخارج قونية، وشرع في السيطرة على هضبة «طاش إيلي» أيضًا، فخاف الأمير القرماني واضطرَّ إلى طلب الصُلح، فأرسل إلى السُلطان محمد يستعفيه، وإلى الوُزراء يستشفعهم، ويلتمس من السُلطان أن يقبل ابنته لِلزواج، فأجابهُ السُلطان إلى مُلتمسه وعفى عنه، واستردَّ بلدات آق شهر وبيشهر وسيدي شهر، التي كان والده قد اضطرَّ إلى التخلِّي عنها. وتعهَّد الأمير القرماني، بِالإضافة إلى الولاء التام لِلدولة العثمانية، بِإرسال مبلغٍ من المال سنويًا إلى خزينتها. ولمَّا تمَّت إجراءات الصُلح، قفل السُلطان محمد وعاد إلى بورصة كونه كان يُريد الاشتغال بِإعددات فتح القُسطنطينيَّة. وعلى الرُغم من ذلك، كان محمد الثاني يُفكِّر في القضاء النهائي على الإمارة القرمانيَّة، حيثُ تحدَّث عن ذلك من خِلال بيتٍ شعريٍّ، مُشيرًا إلى أنَّهُ كان يتحيَّن الفُرصة المُناسبة لِذلك، حيثُ قال فيه ما معناه أنَّ الأمير القرماني يُنافسه على السُلطة، فإن قدَّر الله له فسوف يقضي عليه. وقبل أن يسير السُلطان إلى بورصة، أرسل إسحٰق باشا إلى منتشة لِدفع غائلة إلياس بك الذي استولى على تلك البلاد. وإلياس بك المذكور هو حفيد الأمير مُظفَّر الدين إلياس، آخر أُمراء بني منتشة، فسار إسحٰق باشا وأخرج إلياس المذكور من تلك الديار حتَّى هرب والتجأ إلى فُرسان الإسبتاريَّة في رودس. ولمَّا عاد إسحٰق باشا بعد إتمام أمر تلك البلاد، أمره السُلطان بِأن ينقل مقر إدارته من أنقرة إلى كوتاهية، فأصبحت عاصمة إيالة الأناضول مُنذُ ذلك الحين. وبِهذا استُعيد النظام والهُدُوء في آسيا الصُغرى مؤُقتًا.

### بدء عادة تقديم بقشيش الجُلُوس
لمَّا عاد السُلطان من حملته على الإمارة القرمانيَّة، ودخل بورصة، اصطفَّ الإنكشاريُّون وقطعوا عليه الطريق في محلٍّ ضيِّقٍ من المدينة، وطلبوا منه عطيَّة أو بقشيشًا، ورفضوا فتح الطريق أمام سُلطانهم قبل الدفع، فتوسَّط طُرخان بك وشهاب الدين شاهين باشا الخادم بينهم وبين السُلطان وشفَّعاه فيهم، فأعطاهم عشرة أكياس من الدراهم، فانكشفوا عن الطريق. ولم يتردد السُلطان محمد بِإظهار غضبه وامتعاضه من هذه الحادثة، وصبَّ غضبه على مُقدِّمي هذه الطائفة العسكريَّة وقادتها، فعزل آغاهم دوغان بك القازنجي وضربه ضربًا شديدًا بِيديه، وأمر أيضًا بِضرب كُل واحدٍ من الياباباشيَّين ت[›] لِعدم قيامهم بِمُهمَّتهم بِتأديب الجُند، ثُمَّ أقدم على عزل عددٍ من قادة الإنكشارية، كما أجرى تشكيلاتٍ في قُوَّاتهم. ويُروى أنَّ بقشيش الجُلُوس، الذي أدَّى فيما بعد إلى العديد من الأزمات الماليَّة والأزمات السياسيَّة في الدولة العثمانية، بدأ بِهذه الصُورة. وهذا الحادث، الذي فتح المجال لِطلب المال بِالقُوَّة دون أي مُناسبة، عُدَّ بداية اختلال نظام الإنكشارية.

### مسألة قتل الشاهزاده الرضيع المُسمَّى أحمد

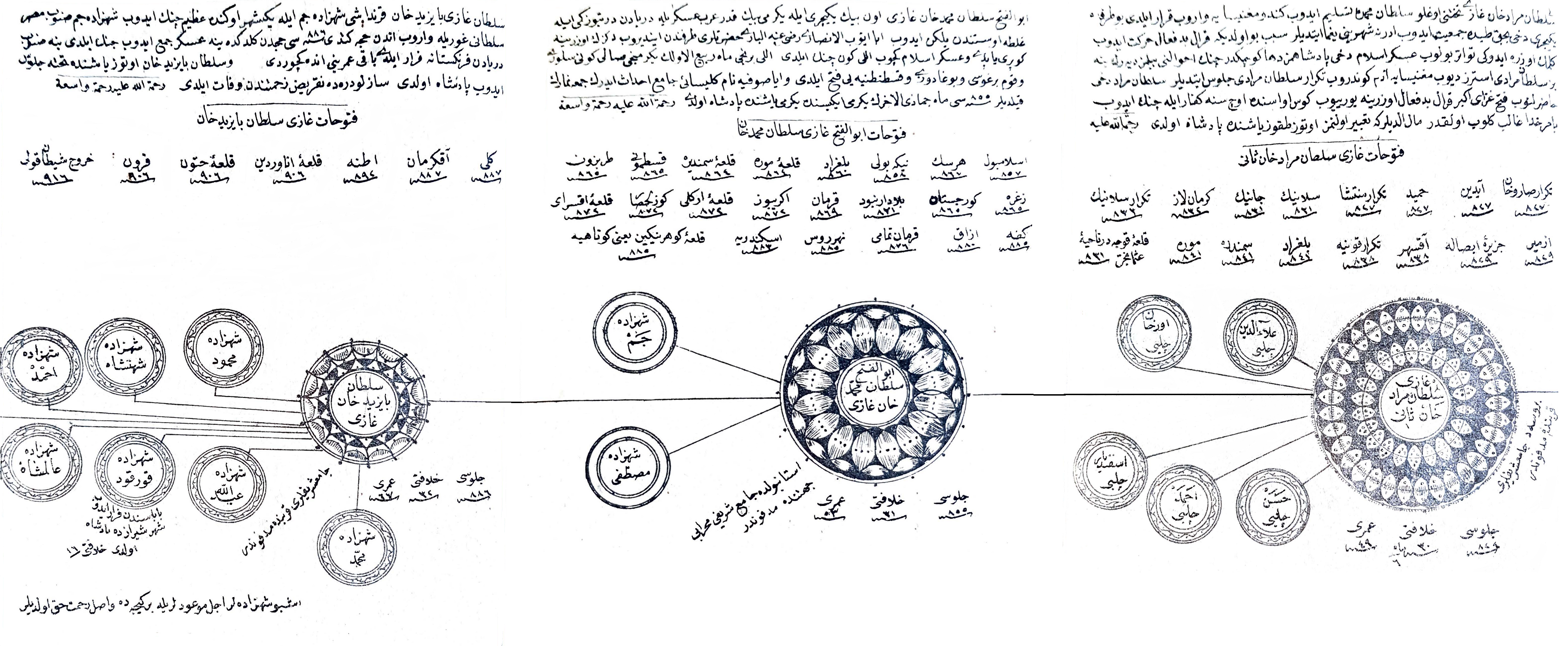
قسم من شجرة أنساب آل عُثمان كما وردت في كتاب «سلسلة نامه»، ويظهر فيها نسل السُلطان مراد وابنه محمد وحفيده بايزيد، دون إشارةٍ لِابنٍ آخر لِمراد يُسمَّى أحمد.

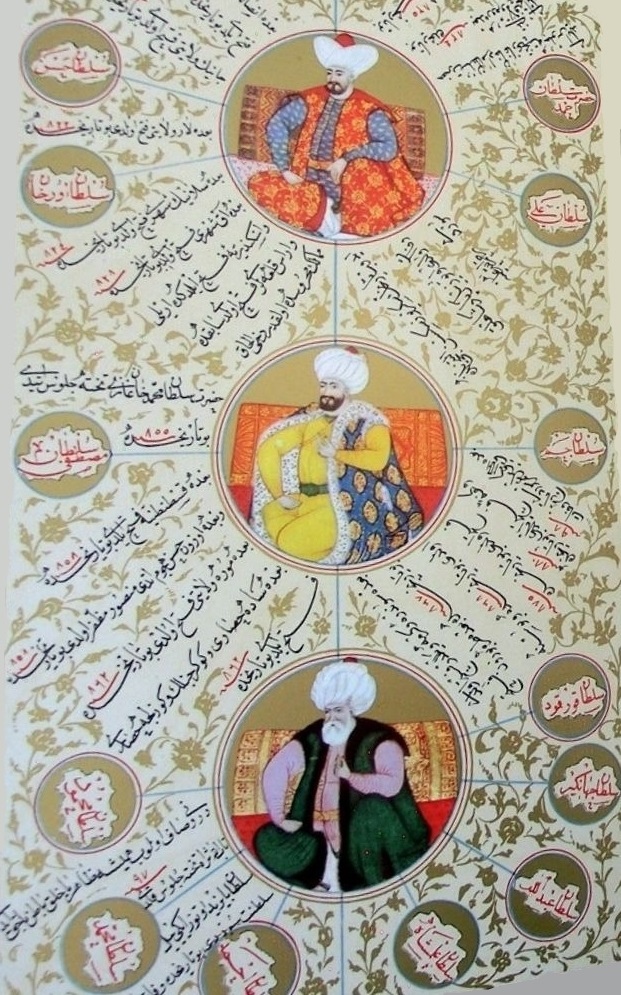
قسمٌ من شجرة أنساب آل عُثمان تُصوِّرُ ذُريَّة السُلطان مراد الثاني (في الأعلى) دون إشارة إلى أحمد.

نصَّت بعض المصادر أنَّ السُلطان محمد ، بِمُجرَّد جُلُوسه على العرش ونقله جُثمان والده لِيُدفن في بورصة، أمر بِقتل أخٍ لهُ رضيع يُسمَّى أحمد، فقُتل خنقًا وأُرسل جُثمانه مع والده إلى بورصة. وقيل أنَّ أحمد المذكور هو أصغر أولاد مراد الثاني، وأنَّ قتله جاء خوفًا من ادعاءه السُلطة مُستقبلًا، وأنَّ محمد الثاني قنَّن الإعدامات السياسيَّة حتَّى يُمكن منع أبناء السلاطين من التنازع على الحُكم الذي من شأنه أن يُفتِّت وحدة الدولة كما حصل بعد نكسة أنقرة وأسر المغول للسُلطان بايزيد الأوَّل ووُقُوع الفوضى والاضطرابات في البلاد نتيجة صراع أبنائه من بعده؛ فأصبحت هذه العادة دُستورًا لِآل عُثمان مُنذ عهد السُلطان محمد الثاني، وكُتبت على النحو الآتي: «إِنَّ مَن تَيَسَّرَ لَهُ الحُكم مِن أَولَادِ الحَاكِمِ، فَيَجُوزُ لَهُ قَتلُ إِخوَانِهِ، لِتَوفِيرِ النِّظَامِ لِلعَالَمِ، وَلَقَد أَجَازَ ذَلِكَ مُعظَم العُلَمَاء. فَليُعمَل بِمُوجَبِهِ».
تُعاني هذه الرواية من عدَّة مُشكلات، ولا يتفق المُؤرخون على حُدوثها، ويبدو أنَّها صيغت في أوروپَّا الغربيَّة أو على يد أحد المُؤرخين الروم، وأبرز نقاط الضعف فيها أنَّ السُلطان مراد لم يثبت في المصادر العثمانية العائدة لِزمنه أنَّ لهُ ولدٌ رضيع يُسمَّى أحمد، وابنه الوحيد المُسمَّى أحمد كان يكبر محمد الثاني بِبضع سنوات، وتُوفي وهو في مُقتبل العُمر في حياة والده، سنة 1437م، قبل تولِّي محمد الثاني إيالة الرُّوم، كما أُسلف. علمًا أنَّ المصادر العثمانية لا تُنكر قتل السُلطان الفُلاني لِأخوه أو إخوته، كما أنَّ أشجار النسب العثمانية لا تجعل لِلسُلطان مراد الثاني ابنان اسم كُلٍّ منهما أحمد، بل ابنٌ وحيد.
بناءً على هذا، فإنَّ المُؤرخين ينقسمون إلى القول بِأحد الآراء الثلاثة التالية:
1. الحادثة مشكوكٌ فيها، وليست مُؤكَّدة؛ لِأنَّ المُؤرِّخين - حتَّى الأجانب منهم - كالمُؤرِّخ البُغداني دمتري قانتمير (بالرومانية: Dimitrie Cantemir) ذكروا بِأنَّ السُلطان مراد الثاني عندما تُوفي كان جميع أبنائه - عدا محمد - قد توفوا، ومن ضمنهم الشاهزاده أحمد الذي تُوفي عندما كان واليًا في أماسية. وفي حالة صحَّة هذا ينتفي أمر قتل الرضيع أحمد، كما أنَّ الأديب والشاعر العُثماني اللاحق نامق كمال رأى أنَّ قتل الشاهزاده أحمد ليس سوى افتراء، وقد دافع بِحرارةٍ عن أنَّ السُلطان محمد الثاني لا يُمكن أن يرضى بِهذا الظُلم أبدًا. وهُناك بعض المصادر التاريخيَّة التي تُؤيِّد وُقُوع هذه الحادثة ولكنَّها تذكر أنَّ قاتل الشاهزاده الصغير هو علي بك بن أفرنوس، وأنَّ السُلطان محمد عاقبه على جريمته هذه وأعدمه.[44]
2. بعض المصادر التاريخيَّة تذكر أنَّ السُلطان مراد الثاني أنجب من زوجته خديجة حليمة خاتون، ابنة الأمير عزُّ الدين إسفنديار بك الجندرلي، ولدًا اسمه أحمد، وأنَّهُ قُتل بعد فترةٍ قصيرةٍ من ارتقاء محمد الثاني العرش، غير أنَّهُ لا توجد تفاصيل أكثر حول هذا القتل كالتفاصيل الموجودة في قتل أبناء سلاطين آخرين، كما لا يُعرف على التحديد كم كان سنُّه، عدا إشارةٍ من المُؤرِّخ الألماني فرانتس بابنگر (بالألمانية: Franz Babinger) بِأنَّ عُمره كان ستَّة أشهر.[44][la 20]
3. كانت الظُرُوف التي اعتلى فيها محمد الثاني العرش بعد وفاة والده ظُروفًا صعبةً جدًّا، فالمُؤامرات كانت تُحاك من قِبل بيزنطة لِتمزيق الدولة العثمانية بِاستغلال أبناء البيت العُثماني، كما سبق لها وفعلت خِلال عهد الفوضى الذي تلى هزيمة أنقرة، في سبيل ضرب العثمانيين بعضهم ببعض وإلهائهم عن أراضي الروم، وكان باستطاعتهم استعمال ورقة الشاهزاده أورخان وغيره من المُؤهلين لِتولِّي العرش العُثماني. وفي مثل هذا العهد المُضطرب يجوز أن يكون الشاهزاده أحمد قد قُتل في سبيل الحفاظ على استقرار البلاد قبل قيامه بِالعصيان، على أنَّ سنُّه الحقيقي يبقى محل تساؤل.[44]

## فتح القسطنطينية

### دوافع الفتح

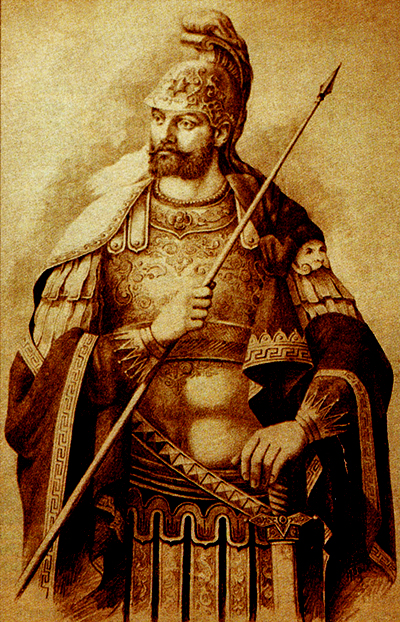
رسمٌ للإمبراطور قُسطنطين الحادي عشر، الذي يُقال أنَّ تصرُّفه الطائش واستفزازه السُلطان محمد سرَّع من فتح القُسطنطينيَّة.

بعد أن مكث السُلطان بِبورصة عدَّة أيَّام، قام وعاد إلى أدرنة عاصمة مُلكه، وعبر إليها من طريق قوجه إيلي بعد أن بلغه بِأنَّ سُفن الإفرنج قد سدَّت معبر قلِّيبُلِي. وكان يضمرُ فتح القُسطنطينيَّة، وصمَّم على وصيَّة والده إليه، فشرع في إعداد العدَّة لِلفتح الكبير المُنتظر. والحقيقة أنَّهُ كان لِمحمد ٍ الثاني عدَّة أسباب لِفتح القُسطنطينيَّة، إلى جانب رغبته بِتنفيذ وصيَّة والده وتحقيق البشارة النبويَّة، ويُمكن شمل هذه الأسباب في ما يلي:
- انتعشت من جديد، في عهد محمد الثاني، سياسة الفُتُوح والنظام المركزي، اللذين كان يجري تطبيقهما في أيَّام السُلطان بايزيد الأوَّل، وراح تقليد الغزو التُركماني يتحوَّلُ إلى غايةٍ داخل الإطار الإسلامي، وكان العائق الوحيد أمام محمد الثاني، لِتنفيذ سياسته العالميَّة، هو الإمبراطوريَّة البيزنطيَّة التي كانت المُحرِّك الأوَّل لِلتهديد الصليبي، فكان لا بُدَّ من حلٍّ لِهذه المُشكلة.[45]
- ظلَّت الإمبراطوريَّة البيزنطيَّة تُقاوم نصف قرنٍ من الزمن بعد غزو تيمورلنك، مُعتمدةً في ذلك على التلاعب بِورقة الطامعين بِالعرش العُثماني، والتهديد بِشنِّ حملاتٍ صليبيَّةٍ جديدةٍ. وهكذا استغلَّت بيزنطة انشغال محمد الثاني بِالهُجُوم على الإمارة القرمانيَّة فهدَّدت بِإطلاق سراح الشاهزاده أورخان، المُطالب بِالعرش العُثماني، لِتُرغم السُلطان على تقديم بعض التنازُلات.[46]

وكان الإمبراطور البيزنطي قد أرسل وفدًا إلى السُلطان محمد في مقرِّه العسكري بِالأناضول، طالبًا منه زيادة المبلغ المُقرَّر دفعه إلى الخزينة البيزنطيَّة، مُقابل مصروف الشاهزاده سالف الذِكر، إلى ضعفيه؛ مُشيرًا إلى أنَّهُ إن لم يزد ذلك المبلغ، فإنَّهُ سوف يجعل أورخان حُرًّا طليقًا، يُنازعه الحُكم. وبِموجب إحدى الروايات، فإنَّ محمدًا الثاني، الذي لم يكن يُريد نُشُوب أي مُشكلة مع بيزنطة قبل وضع الحصار على القُسطنطينيَّة، ذكر لِأعضاء الوفد أنَّهُ لمَّا يرجع إلى أدرنة فسوف يحل المسألة، وبِذلك رجع الوفد البيزنطي. وبِموجب رواية أُخرى أنَّهُ رفض الطلب على الفور. وهُناك رواية تُشير إلى أنَّ هذا التصرُّف الغريب والصبياني، من الإمبراطور البيزنطي، كان لهُ تأثيرٌ كبيرٌ في التعجيل بِفتح القُسطنطينيَّة.
- إنَّ فتح عاصمة الإمبراطوريَّة البيزنطيَّة كان هدفًا دائمًا لِلمُسلمين مُنذُ خِلافة مُعاوية بن أبي سُفيان، لكنَّ مُحاولاتهم المُتكرِّرة لِفتحها باءت بِالفشل بِفضل موقع المدينة وقُوَّة الإمبراطوريَّة، وبِفعل الخطط العسكريَّة المُنفَّذة والقائمة على أساسٍ غير سليم. وعندما قامت الدولة العثمانية ونمت قُوَّتها، كان فتح القُسطنطينيَّة، وتحويل الدولة المحليَّة إلى دولةٍ ذات توجُّهٍ عالميّ، حُلمًا يُراودُ السلاطين العثمانيين مُنذُ عهد بايزيد الأوَّل.[47]
- ورث محمد الثاني دولةً كانت لا تزال مُنقسمةً إلى قسمين: الأناضول الذي أضحى بلادًا إسلاميَّةً اندمجت في حضارة وثقافة الإسلام، والروملِّي الذي كان قد فُتح حديثًا ولا يزال منطقة ثُغُور، وتأثَّر تأثُرًا عميقًا بِنظريَّات وتقاليد مُجاهدي الثُغُور الذين استوطنوه، كما تأثَّر بِمُعتقدات وطُرق الدراويش الصوفيَّة الذين صحبوا هؤلاء المُجاهدين، فكان الوضع يتطلَّب إيجاد صلة بين القسمين، بين العاصمة القديمة بورصة، في آسيا الصُغرى، والعاصمة الجديدة أدرنة، في الروملِّي، وكانت القسطنطينية تُشكِّلُ هذه الصلة.[48]
- سبق لِلسلاطين العثمانيين، قبل محمد الثاني، أن حاولوا فتح القُسطنطينيَّة، وقد شعروا بِأنَّها العاصمة الطبيعيَّة لِدولتهم، إذ أنَّ بقاءها في أيدي الروم من شأنه أن يُهدِّد المُوصلات وعمليَّات نقل القُوَّات ما بين أملاكهم الآسيويَّة والأوروپيَّة، أمَّا فتحها فإنَّهُ كفيل بِتشديد قبضتهم على الأراضي التي يحكمونها، ويخلع عليهم المهابة والعظمة، وأضحى هذا الفتح ضرورة سياسيَّة واستراتيجيَّة مُلحَّة، فضلًا عمَّا فيه من مغزى ديني كبير.[47][49]

### الإعداد لِلفتح الكبير

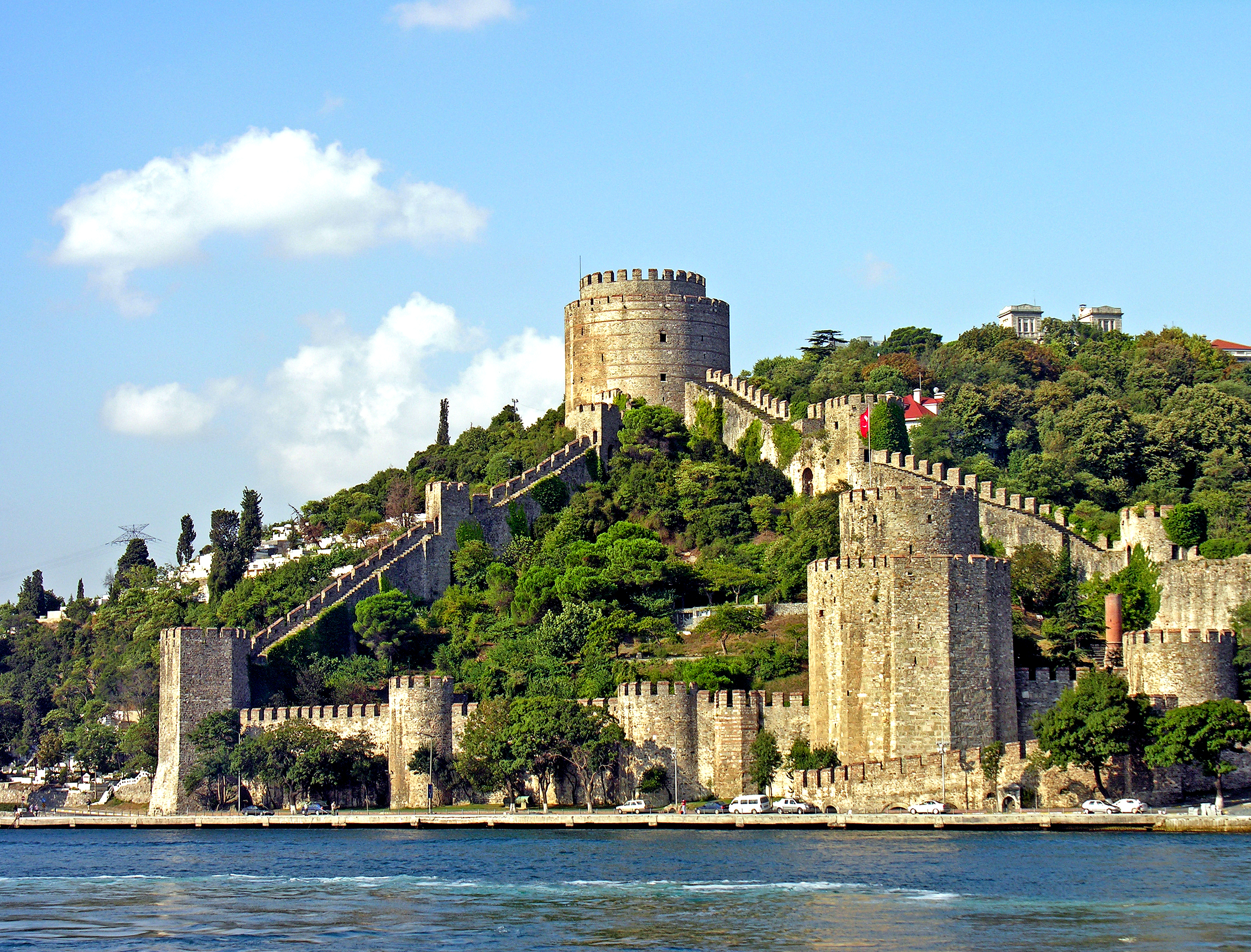
قلعة روملِّي حصار كما تبدو اليوم.

لمَّا كان الهم الأكبر لِلسُلطان محمد هو فتح العاصمة الروميَّة العتيقة، كان عليه السيطرة على مضيق البُسفور وإحكام الرقابة العثمانية على جميع السُفن المارَّة من المضيق المذكور. ومن أجل هذا، فكَّر بِبناء قلعةٍ حصينةٍ تتحكَّم بِحركة الملاحة في تلك المياه، وكي لا يشرع الرُّوم بِأي أعمالٍ حربيَّةٍ قبل إتمام القلعة، أرسل إلى الإمبراطور البيزنطي يطلب منهُ إذن الشُرُوع في البناء بِحُجَّة حماية المُمتلكات العثمانية وتوفير الأمن بين الأناضول والروملِّي، لكن يبدو أنَّ الإمبراطور فطن لِقصد السُلطان، فاعتذر إليه بِإنَّ الطرف المطلوب ليس من أملاك الروم ولا يجري حُكمه فيه، وإنما هو من أملاك الإفرنج الجنويين، فقال السُلطان أنَّ لا حاجة لِلعُثمانيين في الاستئذان من الإفرنج، فأمر البنَّائين - وكانوا أربعمائة - وأعانهم العسكر أيضًا، فبنوا تلك القلعة الحصينة خِلال فترةٍ وجيزة. وفي إحدى الروايات أنَّ السُلطان لمَّا أظهر مُسالمة الإمبراطور، طلب منه أن يهبه أرضًا من طرف بلاده بِمقدار جلد ثور، فتعجَّب ذلك قُسطنطين لكنَّهُ منح نظيره المُسلم ما طلب. فأرسل السُلطان جماعة البنَّائين والصُنَّاع، فاجتازوا المضيق وقدُّوا جلد ثورٍ قدًّا رقيقًا، فبسطوه على وجه الأرض على أضيق محل من فم الخليج، فبنوا على القدر الذي أحاطه ذلك الجلد سورًا منيعًا شامخًا، وحصنًا رفيعًا باذخًا، وركَّبوا فيه المدافع وجعلوا له المزاغل.ث[›] وكان السُلطان محمد قد وصل إلى موقع البناء في يوم الأحد 5 ربيع الأوَّل 855هـ المُوافق فيه 26 آذار (مارس) 1451م، لِيُشرف بِنفسه على حُسن سير العمل، وقد أمر بهدم أطلال كنيسة القدِّيس ميخائيل الموجودة في تلك الناحية وأضاف أنقاضها إلى المواد التي أتى بها من الأناضول، كما أتى بالأخشاب اللازمة من المناطق الخاضعة له على شواطئ بحر البنطس (الأسود) ومن إزميد. وبقي السُلطان في هذا الموقع إلى أن اكتملت القلعة بعد بضعة أشهُر. ولمَّا كان العملُ جاريًا على قدمٍ وساقٍ في بناء القلعة العتيدة، كان السُلطان محمد يُضيف بعض الملاحق إلى قلعة أناضولي حصار التي شيَّدها السُلطان بايزيد الأوَّل بِبر آسيا، فرمَّم بعض استحكاماتها، وشحنها بِالمدافع والمُقاتلة، وبِذلك تمكَّن من التحكُّم في البُسفور في أضيق محلٍّ منه من الجانبين. ويُذكر أنَّ أعمال الإنشاء والبناء في القلعة الجديدة، التي سُمِّيت في المصادر العثمانية القديمة «بوغاز كسن حصاري» أي «القلعة قاطعة المضيق»، ثُمَّ عُرفت لاحقًا بِـ«قلعة روملِّي حصار»، تمَّت في أربعة أشهُرٍ؛ وتذكر إحدى الروايات أنَّها اكتملت في أربعين يومًا، في حين تُقدِّرُ دراساتٌ مُعاصرة أنَّ هذا العمل الهائل اكتمل خِلال ثلاثة أشهر ونصف. ولمَّا اكتملت القلعة، شحنها السُلطان بِأربعمائة جُندي مُختار بِقيادة فيروز آغا، ونُصبت فيها مدافعٌ بِمُختلف الأبعاد. وأمر السُلطان فيروز آغا بِتوقيف جميع السُفن المارَّة بِالمضيق وتفتيشها، وتحصيل رسم مُناسب مع حُمُولاتها، وإغراق أي سفينة لا تُطيع الأوامر. ولقد قام فيروز آغا بِتنفيذ هذا الأمر، حيثُ أغرق سفينة تابعة لِلبُندُقيَّة، في شهر شعبان المُوافق لِشهر آب (أغسطس)، نظرًا لِرفضها امتثال الأوامر. وعاد السُلطان إلى أدرنة يوم الإثنين 12 شعبان المُوافق فيه 28 آب (أغسطس)، لِيُتابع استعدادات فتح القُسطنطينيَّة.
باكتمال القلعة، كسب السُلطان محمد موقعًا استراتيجيًّا واقتصاديًّا يحول دون وُصُول الإمدادات القادمة من إمبرطوريَّة طربزون عن طريق بحر البنطس (الأسود)، وبِالتالي عزل القسطنطينية اقتصاديًّا، وأصبحت قلعته الجديدة قاعدةً لِأعماله العسكريَّة في أوروپَّا ومُستودعًا لِلزَّاد والعتاد. كان بناء القلعة بِمثابة النُقطة الحرجة التي وصلت إليها العلاقة السلميَّة بين الروم والعثمانيين، إذ أدرك الإمبراطور أنَّ بناءها مُقدِّمة لِإسقاط المدينة، فتملَّكهُ الهلع، وأرسل وفدًا إلى السُلطان في أدرنة لِلاحتجاج، لِأنَّ بناء القلعة بِنظره يعني خرق السُلطان لِلمُعاهدة التي سبق أن عقدها والده مع الإمبراطور يُوحنَّا الثامن ونصَّت على عدم قيام العثمانيين بِبناء تحصيناتٍ على الساحل الأوروپي لِلبُسفور، إلَّا أنَّ السُلطان أبدى عدم اكتراث، وبيَّن بِصُورةٍ قاطعةٍ أنَّهُ لم يخرق أيَّة مُعاهدة، وأنَّهُ رجل سلام، وأنَّ ما قام به تطلَّبته سلامة دولته وجيشه، وأنَّهُ لم يستهدف نُشُوب الحرب. وذكَّر السُلطان محمد الوفد أنَّ موقع القلعة لا يتبع بيزنطة ولا الجنويين، وأنَّهُ نُقطة عُبُور تابعة لِلعُثمانيين وحدهم. يُضاف إلى ذلك، أنَّ توفير الأمن اللازم لِلمضيق سوف يقضي على قرصنة فُرسان الإسبتاريَّة والبنادقة والقطلونيين وغيرهم ممن يُضر بِالتجارة العثمانية والروميَّة على حدٍ سواء. ولمَّا رأى السُلطان إصرار الوفد على موقفه قال لهم: «إِنَّ لَكُم القُسطَنطِينِيَّةَ بِأسوَارِهَا وَلَيسَ لَكُم وَرَاءَ ذَلِكَ مِن شَيءٍ، وَهَل نَسِيتُم مَا انتَابَ وَالِدي مِنَ الفَزَعِ عِندَمَا تَحَالَفَ إِمبَرَاطُورُكُم مَعَ المَجَرِ؟... وَقَد ارتَعَد المُسلِمُونَ مِنَ الخَوفِ والفَزَعِ، وكُنتُم تسخَرُونَ مِنهُم وَتشمَتُون...»، وأعلمهم أنَّهُ ليس لِلرُّومِ الحق أو القُوَّة في منع ما يقوم به، فإنَّ كلا الشاطئين يتبع الدولة العثمانية، فأمَّا الشاطئ الآسيوي فلِأنَّهُ يسكنه المُسلمون، وأمَّا الشاطئ الأوروپي فلِأنَّ الروم هجروه ولا يقدرون على الدفاع عنه. وطرد السُلطان أعضاء الوفد شرَّ طردة قائلًا لهم: «اذْهَبُوا إِلَى سَيِّدِكُمْ وَأَخْبَرُوهُ أَنَّ السُّلْطَانَ العُثْمانِيُّ الآنَ يَخْتَلِفُ عَن أَجدَادِهِ فَإِنَّ لِي عَزمًا فَوقَ عَزمِهِم وَقُوَّةً فَوقَ قُوَّتِهم، اِنصَرِفُوا الآنَ إِلَى دِيَارِكُم بِسَلَامٍ، وَواللهِ مَا جَاءَنِي أَحَدٌ مِنكُم بَعدَ ذَلِكَ بِمِثلِ هَذِهِ الرِّسَالَةِ إلَّا قَتَلتُه». نتيجةً لِرد السُلطان قرَّر الإمبراطور العمل على تدمير القلعة وقتل حاميتها، فحذَّرهُ رجال بلاطه أنَّ هذا لا يعني سوى الإسراع في إعلان حربٍ غير مُتكافئة، وكان الإمبراطور يُدرك ذلك، إلَّا أنَّهُ اعتقد أنَّ لا قيمة لِتأجيل الحرب. وبِموجب إحدى الروايات فإنَّ الصدر الأعظم خليل باشا الجندرلي حاول إقناع السُلطان محمد بِعدم مُهاجمة القُسطنطينيَّة، وذلك مُقابل مبلغٍ من المال تلقَّاه من الإمبراطور البيزنطي. وبِحسب هذه الرواية فإنَّ الإمبراطور أرسل إلى خليل باشا، الذي كان على علاقةٍ وثيقةٍ وقديمةٍ بِالإمبراطور، أسماكًا محشُوَّةً بِالذهب؛ فعمل الباشا، مُقابل هذا الذهب، على إقناع السُلطان بِالتخلِّي عن فكرة الفتح. إلَّا أنَّ السُلطان، الذي كان يعلم حقيقة الموضوع، قال أنَّهُ سيُمضي الشتاء في أدرنة ثُمَّ يُفكِّر في الموضوع عند حُلُول الربيع. وتُشير المصادر الروميَّة أيضًا، أنَّ العثمانيين كانوا يُسمُّون خليل باشا بِـ«شريك الكافر». وفي جميع الأحوال، فإنَّ المصادر تتفق بِشكلٍ عام، أنَّ خليل باشا كان مُعارضًا لِلحملة على القُسطنطينيَّة؛ بل يتجاوز الأمر ذلك، حيثُ يوجد ادعاء بأنَّ الصدر الأعظم سالف الذِكر، كان يتجسَّس لِصالح الروم.

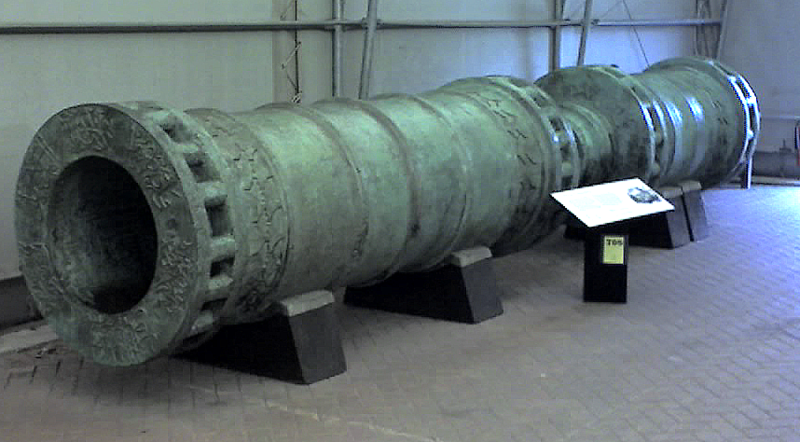
مدفع الدردنيل، صبَّهُ المُهندس العُثماني مُنير بن عليّ سنة 1464م، وهو شديد الشبه بِالمدفع الهائل الذي صنعهُ المُهندس أوربان المجري لِدك الأسوار المنيعة لِلقُسطنطينيَّة سنة 1453م. يُحتفظُ بِهذا المدفع اليوم في الترسانة الملكيَّة البريطانيَّة.

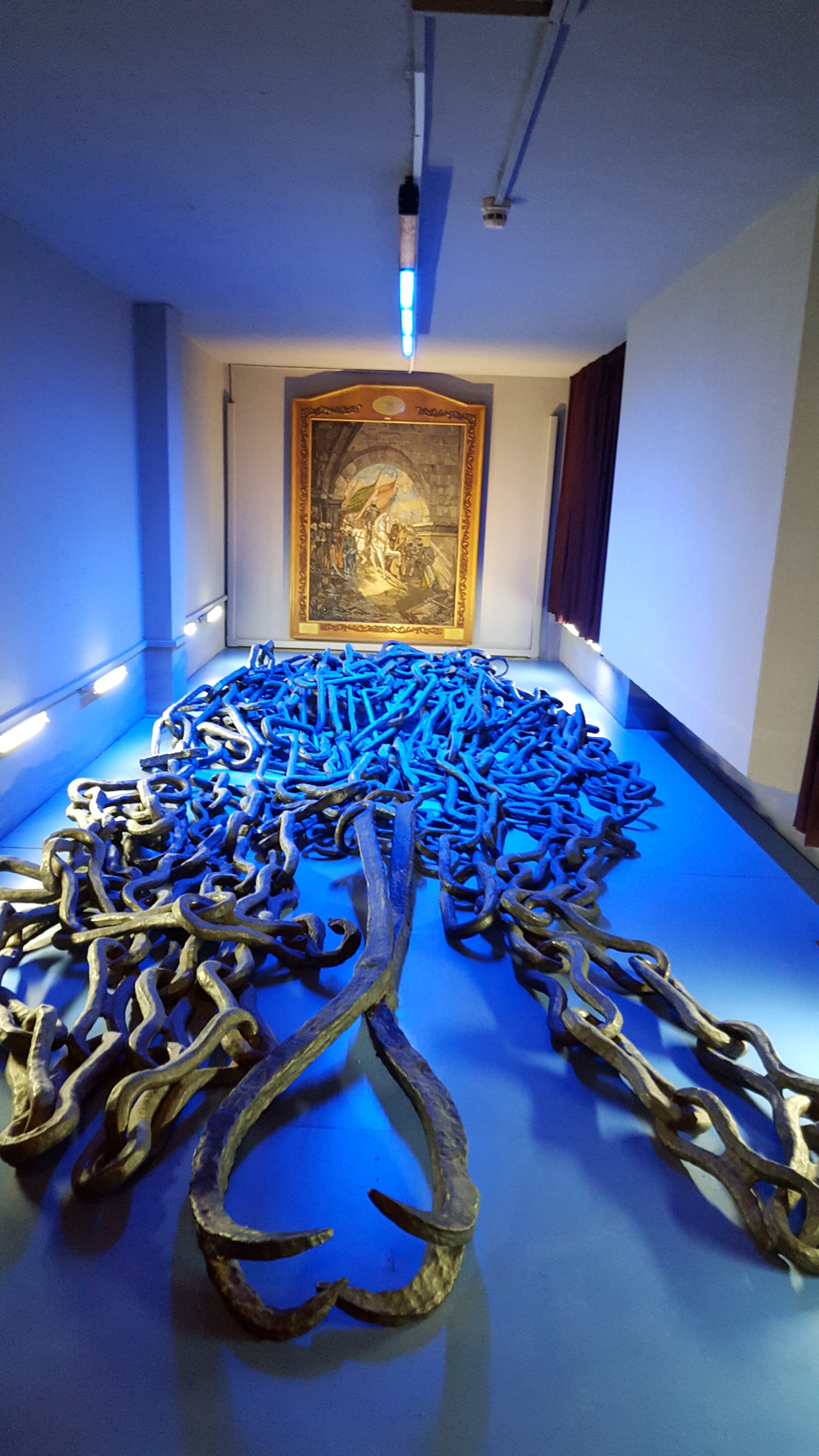
السلسلة الحديديَّة التي استخدمها الروم لِسد مدخل مضيق القرن الذهبي أمام السُفن العثمانية.

قضى السُلطان محمد شتاء سنة 1452 - 53م في أدرنة يُعدُّ الرجال والعتاد لِفتح العاصمة الروميَّة، فجمع جيشًا جرَّارًا تُقدِّر المصادر المُعاصرة تراوح عدد أفراده بين 50,000 و80,000 جُندي، بما فيهم ما بين 5,000 و10,000 إنكشاريّ، و70 مدفعًا، وغيرها من آلات الحصار الضخمة كالمجانيق والمدقَّات والمهاريس، التي استُعملت لِأوَّل مرَّة في التاريخ. ووفد على السُلطان مُهندسٌ مجريّ يُدعى «أوربان» كان قد طاف في عدَّة دُول أوروپيَّة عارضًا على مُلُوكها خبراته الصناعيَّة الحربيَّة، فَلَم يلقَ تجاوبًا منهم، فعرض على الإمبراطور البيزنطي، لكنَّ الأخير لم يكن قادرًا على تسديد النفقات المطلوبة، فتوجَّه إلى العثمانيين وعرض على سُلطانهم أن يصُبَّ لهُ مدفعًا خارقًا «ينسف أسوار بابل نفسها»، فأُعجب السُلطان بِالفكرة ومنح أوربان أموالًا جزيلة، فقام الأخير بِصبِّ مدفعٍ هائلٍ من ثلاثُمائة قنطار من النُحاس، وعاونه في ذلك مُهندسان مُسلمان أحدهُما يُدعى «صاروجة» والآخر «مُصلح الدين»، كما صبَّ عدَّة مدافع أُخرى أصغر حجمًا. أمَّا الإمبراطور البيزنطي، فقد قضى تلك الفترة يُحاول الحُصُول على مُساعدة عسكريَّة من الغرب الأوروپي، وأمر بِإغلاق مدخل القرن الذهبي بِسلسلةٍ حديديَّةٍ غليظة لِلحيلولة دون دُخُول السُفن العثمانية إلى مياه المضيق المذكور، وأرسل إلى عدَّة دُول غربيَّة يطلب منها نجدة على وجه السُرعة في سبيل إنقاذ عاصمته من خاتمةٍ مُروِّعة. لكنَّ الرد الأوروپي جاء مُتفاوتًا وفقًا لِمصلحة كُل دولة، فلبَّى أهالي جنوة طلبه، وأرسلوا أُسطولًا بحريًّا تحت إمرة يُوحنَّا جُستنياني بِرفقة 700 مُقاتل، كما قدَّم الجنويُّون، في مُستعمرة غلطة، أربعة آلاف مُقاتل، لم يكن هدفهم الحقيقي مُساعدة الروم بِقدر ما استهدفوا سبق البنادقة، في حال النصر. وكان في المدينة حوالي ألف وستُمائة من البنادقة وغربيُّون آخرون يعيشون فيها، وقد عدُّوا هذه الحرب على أنها حربهم. وأبدى البابا نقولا الخامس استعداده لِلمُساعدة، شرط أن تتحد الكنيستان الشرقيَّة والغربيَّة. وافق قُسطنطين على هذا الشرط، على الرُغم من عُمق جُذُور الخلاف التاريخي بين الأرثوذكس والكاثوليك. ولِلدلالة على رغبته الإيجابيَّة، فقد جرت، في كاتدرائيَّة آيا صوفيا مراسم دينيَّة، وفق الطقس اللاتيني الكاثوليكي، بِرئاسة المبعوث البابوي الكردينال إيزيدور الكييڤي، المُرسل لِتنفيذ إجراءات الاتحاد. وما أن حصل ذلك حتَّى ضجَّت المدينة بالاحتجاج والسخط على الإمبراطور والبابويَّة، وترأَّس حركة الاحتجاج هذه كبير الوزراء الأرشدوق لوقا نوتارس، الذي قال أنَّهُ يُفضِّل رؤية عمائم المُسلمين في المدينة على أن يرى القُبَّعات الحمراء لِلكرادلة الكاثوليكيين. وهكذا حالت الخِلافات العميقة بين النصارى دون تقديم المُساعدة البابويَّة. أمَّا الدُول الأوروپيَّة الأُخرى فلم تُحرِّك ساكنًا.

### الحصار النهائي للقُسطنطينيَّة

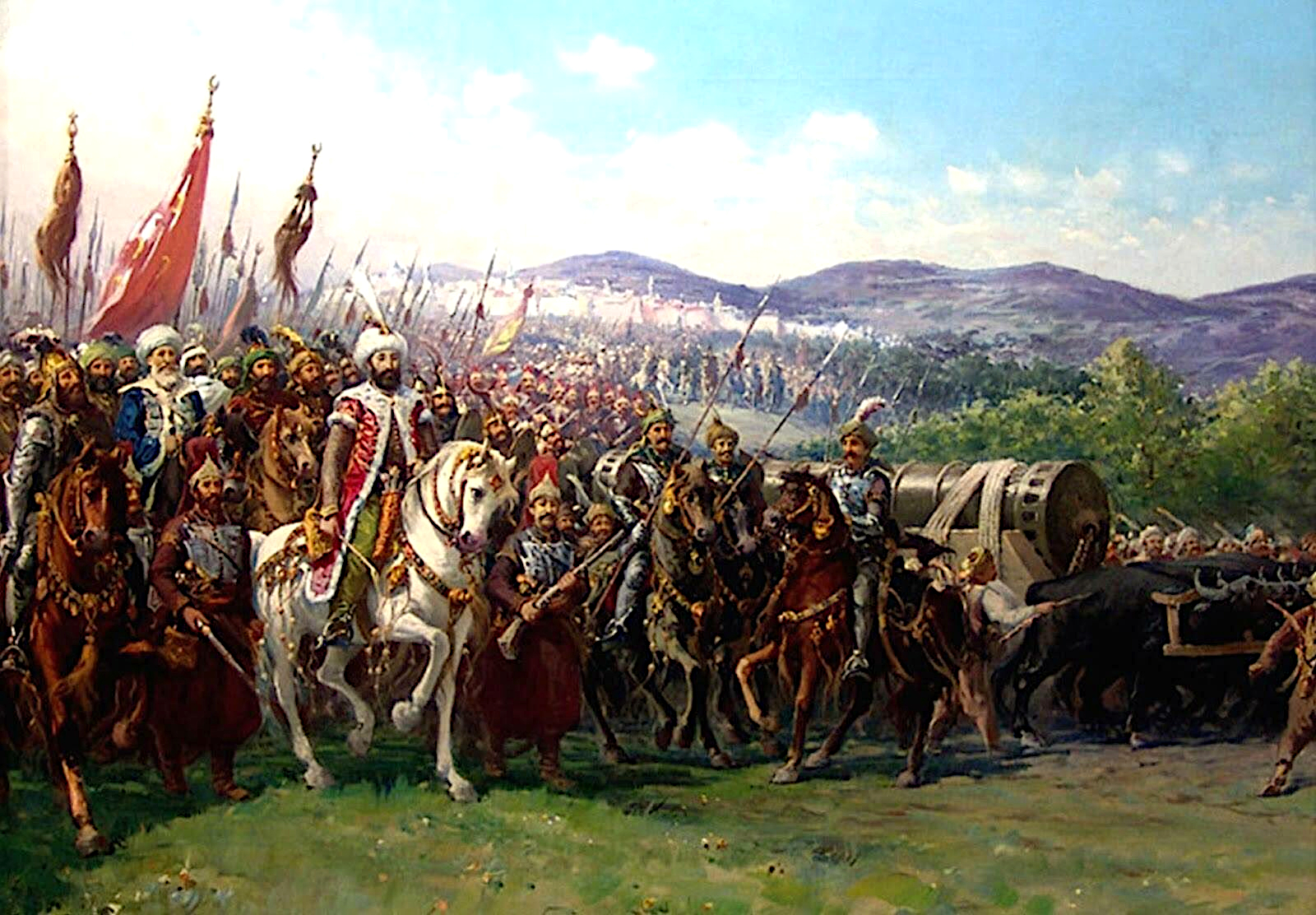
لوحة بِريشة الرسَّام الإيطالي فاوستو زونارو تُصوِّرُ مسير السُلطان محمد على رأس جيشه مُتجهًا نحو القُسطنطينيَّة، ويبدو المدفع الشاهاني تجُرُّه الثيران.

بعد اكتمال الاستعدادات العثمانية، كان على السُلطان محمد إيجاد سببٍ لِفتح باب الحرب مع الروم، وجاءت هذه الفُرصة بعدما وقعت إشكالات بين رعايا بيزنطيين وآخرين مُسلمين، لِأسبابٍ تختلف المصادر على تحديدها. ففي إحدى الروايات أنَّ راعيًا مُسلمًا، يعمل في خدمة الأمير قاسم بك بن إسفنديار الجندرلي، نسيب السُلطان محمد الثاني، قام بِرعي خُيُوله في حديقة أو مرعى أحد الأروام شرق ناحية سلوري، على سواحل بحر مرمرة، فلمَّا اعترضه صاحب المرعى، نشبت بينهما مُشادة تطوَّرت إلى تضارب، فاجتمع على المُسلم العديد من الروميين وضربوه ضربًا مُبرحًا قبل أن يطردوه. فتوجَّه إلى سيِّده وأعلمه بِالحادثة، فرفعها بِدوره إلى كتخدا الناحية سالِفة الذِكر، الذي رفع الأمر إلى السُلطان محمد ، فاستغلَّ الحادثة وأعلن الحرب على الإمبراطوريَّة البيزنطيَّة. ويُقال أنَّ الإمبراطور قُسطنطين الحادي عشر كان يُشجِّع رعاياه على مثل هذه الأعمال لِعرقلة الاستعدادات العثمانية، وأصدر أوامره بِطرد المُسلمين بِالعصيّ ما أن يتجاوز أحدهم بُستانًا يعود لِروميّ، ممَّا شجَّع على نُشُوب هذا الحادث، الذي اعتبره السُلطان محمد إخلالًا بِالمُعاهدة السلميَّة بين العثمانيين والروم، واتخذه ذريعةً لِإعلان الحرب. وفي روايةٍ أُخرى ذكرها المُؤرِّخ العُثماني دورسون بك، الذي شهد حصار القُسطنطينيَّة، فإنَّهُ أثناء عودة جيشٌ عُثماني من قلعة روملِّي حصار إلى أدرنة، أراد عدَّة رجال من طائفة القپوقوليَّة شراء بعض الأغنام من رُعاةٍ روم، فنشبت مُشاجرة بين الطرفين تدخَّل فيها بعض السُكارى من الروم، فقُتل البعض من الفريقين وأدَّى ذلك إلى قطع العلاقات السياسيَّة بين الدولة العثمانية والإمبراطوريَّة البيزنطيَّة، وإعلان السُلطان محمد لِلحرب.

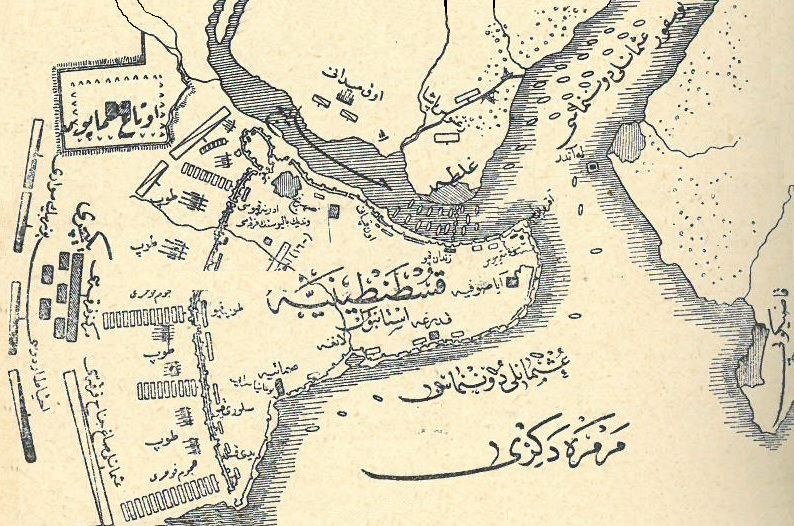
خريطة عُثمانيَّة تُصوِّرُ مواقع الفرق العسكريَّة العثمانية البريَّة والبحريَّة، أثناء حصار القُسطنطينيَّة.

ولمَّا جاء الربيع من سنة 857هـ المُوافقة لِسنة 1453م، خرج السُلطان محمد على رأس جيشه العرمرميّ من أدرنة قاصدًا القُسطنطينيَّة، واستصحب معهُ في هذه الغزوة خلقًا كثيرًا من العُلماء والمشايخ؛ من أشهرهم: آق شمسُ الدين، وخليفة حاجي بيرم، وآق بيق دده، وأحمد بن إسماعيل الكوراني، وخسرو محمد أفندي، وغيرهم. وقد سُوِّيت الطريق التي تصل أدرنة بِالقسطنطينية بِمعيَّة 200 عامل يُشرف عليهم 50 عاملًا ماهرًا، وذلك لِتسهيل جرِّ المدفع الهائل الذي صنعه أوربان المجري، وسُمِّي بِـ«المدفع الشاهاني» أي الملكي، الذي أُخرج من أدرنة يجُرُّه 60 ثورًا ويسنده 200 جُندي على كُلِّ جانبٍ لِضمان عدم تزحلقه وميلانه. وأوكلت قيادة هذه القافلة إلى قائدٍ يُدعى قراجة باشا، الذي كلَّفهُ السُلطان بِتطهير جوار القُسطنطينيَّة، فاستولى على جميع البلدات والقُرى المُجاورة، كما أغار على إمارة المورة لِلحيلولة دون إيصال المدد منها إلى عاصمة الروم. وصل السُلطان إلى مشارف القسطنطينية في يوم الخميس 26 ربيع الأوَّل 857هـ المُوافق فيه 6 نيسان (أبريل) 1453م، فجمع الجُند وخطب فيهم خطبةً قويَّة حثَّهم فيها على الجهاد وطلب النصر أو الشهادة، وذكَّرهم فيها بِالتضحية وصدق القتال عند اللقاء، وقرأ عليهم الآيات القُرآنيَّة التي تحثُّ على ذلك، كما ذكر لهم الحديث النبويّ الذي يُبشِّرُ بِفتح القسطنطينية وفضل الجيش الفاتح لها وأميره، وما في فتحها من عزٍّ لِلإسلام والمُسلمين، وقد بادر الجيش بِالتهليل والتكبير والدُعاء. وفي اليوم التالي، فرض العثمانيون حصارًا بريًّا مُحكمًا على المدينة، بحيثُ امتدَّت السلسلة البشريَّة العسكريَّة العثمانية من شاطئ القرن الذهبي إلى شاطئ بحر مرمرة، فعُزلت المدينة ولم يعد بِوسع أحد مُغادرتها أو دُخُولها، وحاصر المدينة، من جهة البحر، أُسطُولٌ بحريٌّ مُؤلَّفٌ من 126 سفينة وفق تقديراتٍ مُعاصرة، ونصب السُلطان حولها أربع عشرة بطَّاريَّة مدفعيَّة.

### سقوط المدينة بيد المُسلمين واتخاذها عاصمةً لِلعُثمانيين

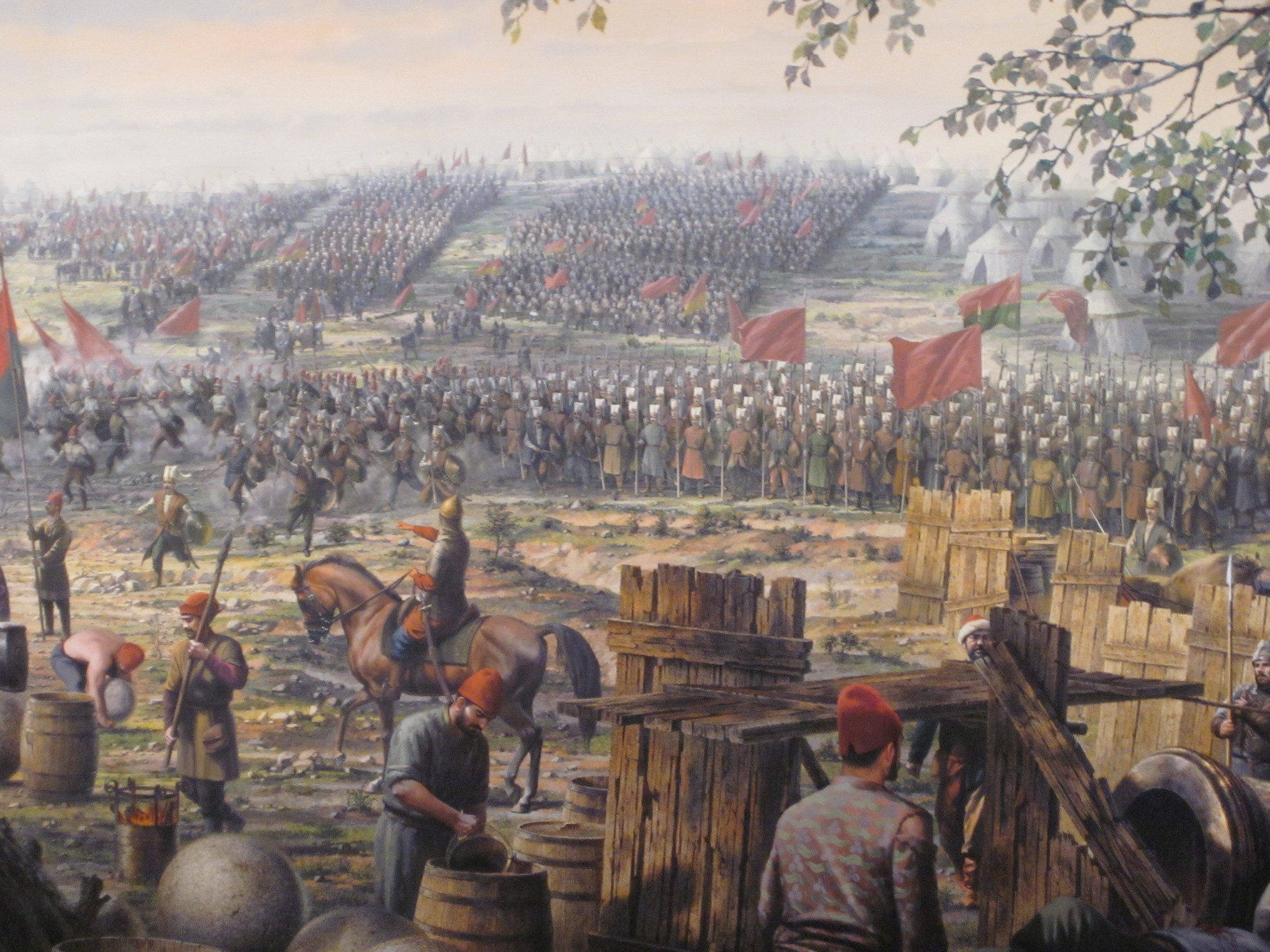
جانبٌ من الجيش العُثماني المُحاصر لِلقُسطنطينيَّة.

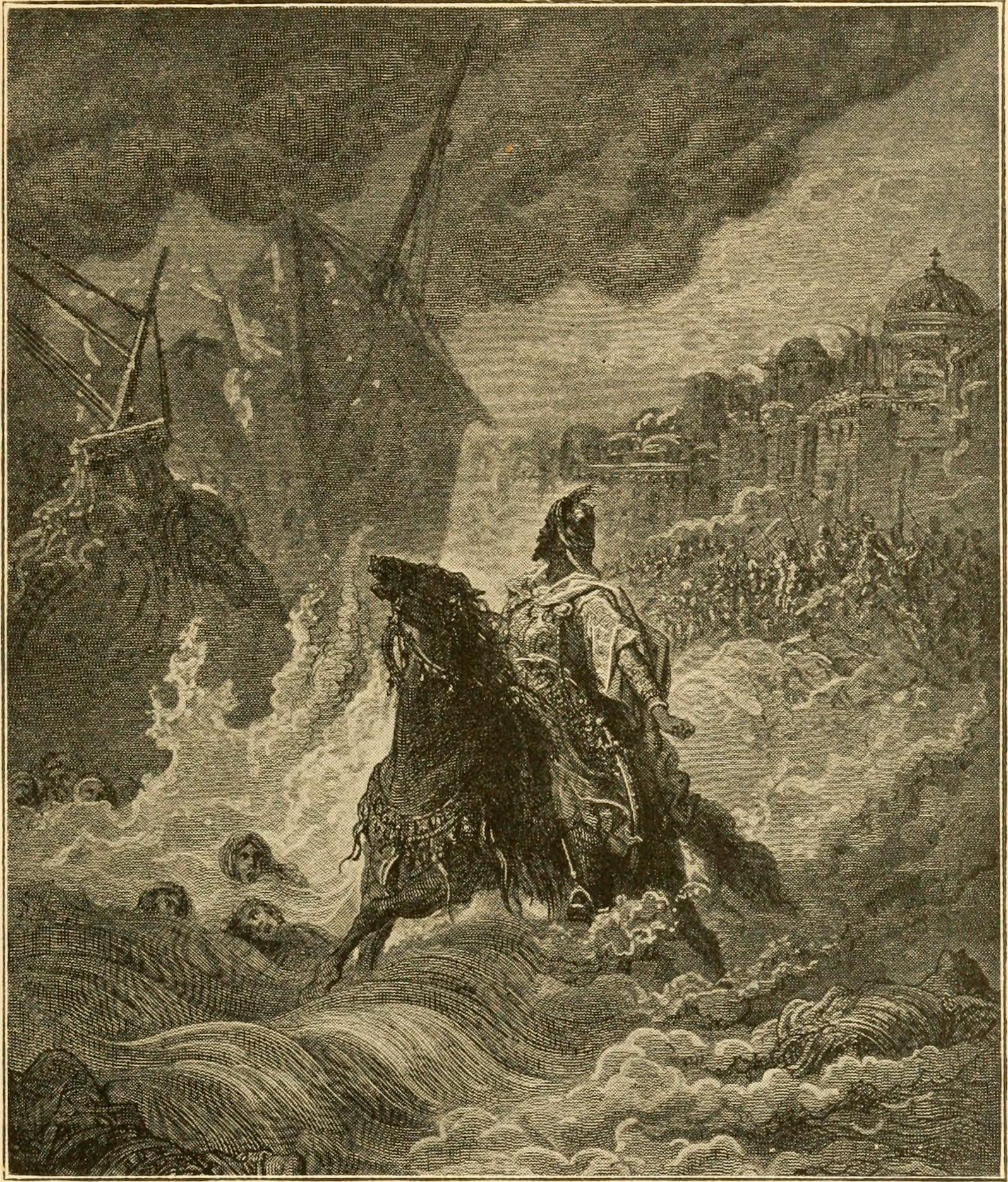
رسمٌ يعود إلى سنة 1916م، يُصوِّرُ السُلطان محمد وقد نزل بِجواده إلى البحر بعد أن شاهد تقهقر السُفن العثمانية أمام عدُوَّتها الجنويَّة القادمة لِمُساعدة الروم على دفع المُسلمين بعيدًا عن العاصمة العتيقة.

في صباح يوم 2 ربيع الآخر المُوافق فيه 12 نيسان (أبريل)، أُعطيت الإشارة لِلمدفعية بالقصف، وابتدأت الحرب. والواضح أنَّ المدفعيَّة العثمانية كانت سلاحًا حاسمًا في الحصار، إذ أخذت تقصف أبواب وأسوار وأبراج المدينة، وبدأت كُتلٌ كبيرةٌ من الأسوار الخارجيَّة تتخلخل وتسقط على الأرض، ولكن عند حُلُول الظلام كان الروم يعملون في إصلاحها. فمن المعلوم أنَّ المدافع العثمانية الهائلة، وخاصَّةً المدفع الشاهاني، كان الواحد منها يُطلق سبع طلقات في اليوم وطلقة واحدة بِالليل، حيثُ يستغرقُ ملئ المدفع وتبريده ساعتين، فكان المُدافعون يستغلُّون هذه المُدَّة لِإصلاح الأضرار. وتُبالغ المصادر القديمة في تحديد وزن القذيفة، فتجعلها بِالأطنان، ويُعتقد أنَّ وزنها الفعليّ وصل إلى مئات الكيلوغرامات.ج[›] ولم تنقطع المُساعدات المسيحيَّة من أوروپَّا، ففي أثناء الحصار وصلت الإمدادات الجنوية بقيادة يُوحنَّا جُستنياني، وتوجَّهت لِلدُخول إلى ميناء القُسطنطينيَّة، فعارضتها السُفن العثمانية وانتشرت بينهما معركةٌ هائلة في يوم 11 ربيع الآخر 857هـ المُوافق فيه 21 نيسان (أبريل) 1453م، انتهت بِفوز جُستنياني ودُخُوله الميناء بعد أن رفع المحصورون السلسلة الحديديَّة الغليظة ثُمَّ أعادوها بعد مُرور الجنويين كما كانت. وكان لوصول هذه القُوَّة أثر كبير في رفع معنويات الروم، وقد عُيِّن قائدها جُستنياني قائدًا للقوات المدافعة عن المدينة. وقد حاولت القُوَّات البحريَّة العثمانية تخطِّي السلسلة الضخمة سالِفة الذِكر والوُصُول بِالسُفن الإسلاميَّة إلى داخل المضيق، وأطلقوا سهامهم على السُفن الأوروپيَّة والبيزنطيَّة ولكنهم فشلوا في تحقيق مرادهم في البداية، وارتفعت الروح المعنويَّة لِلمُدافعين عن المدينة. ويُروى أنَّ السُلطان محمد لمَّا رأى ما نزل بِسُفنه ورجاله من القتل والتمزيق لم يتمالك نفسه، فاندفع نحو البحر حتَّى غاص حصانه إلى صدره، وكانت السُفن المُتقاتلة على مرمى حجرٍ منه، فأخذ يصيح لِأمير البحار سُليمان باشا بلطة أوغلي أن يمنع الأعداء بِكُل ما أوتي من قُوَّة، ثُمَّ خرج من الماء بعد أن دخل الجنويُون المضيق، وعاد إلى مُعسكره وهو مُطرقٌ في صمتٍ مُغيظ، واستدعى إليه سُليمان باشا وعنَّفهُ واتهمه بِالجُبن، واكتفى بِعزله من منصبه لمَّا رأى أنَّهُ أُصيب في عينه وأنَّهُ فعل ما بوسعه لِلحيلولة دون دُخُول الجنويين إلى المضيق لولا أن عاكسته الرياح، وعيَّن بدلًا منه حمزة بك الأرناؤوطي.

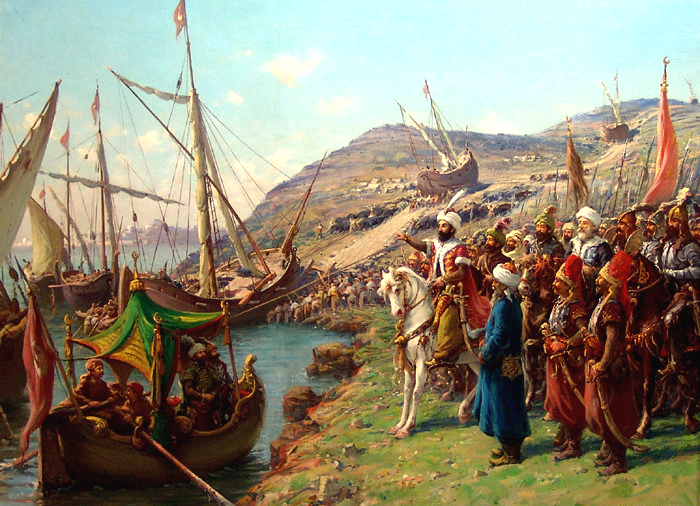
السُلطان محمد يُشرف عن نقل السُفن وزحلها برًا نحو مياه المضيق الذهبي.

تكدَّر السُلطان بعدما أُشكل أمر فتح المدينة، فانتهز الصدر الأعظم خليل باشا الجندرلي الفُرصة، واتفق معهُ كثيرٌ من الوُزراء والأُمراء المُعارضين لِهذه الحملة، فألحوا على السلطان في قُبُول المُصالحة، وقال خليل باشا أنَّهُ قد يكون من المُمكن إسقاط الإمبراطوريَّة البيزنطيَّة إلَّا أنَّ هذا سوف يجُر الدولة العثمانية إلى حربٍ مع أوروپَّا بِأسرها، واقترح على السُلطان قبول 70,000 دوقية ذهبية جزيةً سنوية وإبرام الصلح مع الإمبراطور. تردَّد السُلطان في اتخاذ قراره، واستشار بقية أُمرائه وعُلمائه، فأشار عليه أكثر العُلماء والمشايخ، ومن الوزراء زغانوس باشا وإسحٰق باشا بِالثبات على الحصار والقتال، وبشَّره الشيخ آق شمسُ الدين بِالفتح، فقوي قلب السُلطان بِإشارتهم ونصيحتهم، فردَّ المُخالفين، وأمر بِالمُحاصرة من جانب القرن الذهبي أيضًا، وأخذ يُفكِّر في طريقةٍ لِدُخُول مراكبه إلى المضيق لِإتمام الحصار. وخطرت بِبال السُلطان فكرة غريبة تقضي بِنقل المراكب برًّا خلف هضاب غلطة، من ميناء بشكطاش حتَّى القرن الذهبي. وتمَّ هذا العمل بِتمهيد طريق البر المُختلف على طولها، فقيل فرسخٌ واحدٌ (ثلاثة أميال) وقيل فرسخان (ستة أميال)، فرُصَّت فوقه ألواحٌ من الخشب صُبَّت عليها كميَّة من الزيت والدُّهن لِسُهُولة زلق المراكب عليها، وبِهذه الكيفيَّة أمكن نقل نحو سبعين سفينة في ليلةٍ واحدةٍ، وأضحت العاصمة البيزنطيَّة، بعد ذلك، مُحاصرةً ومُهددةً من الجهات كافَّة. وحتَّى يُموِّه السُلطان على هذه العمليَّة، قامت مدفعيَّته، المُرابطة خلف أسوار غلطة وفي أعالي الهضاب، بإطلاق قذائفها باتجاه الأسوار المُطلَّة على القرن الذهبي بِصُورةٍ مُستمرَّةٍ، ليلًا ونهارًا.

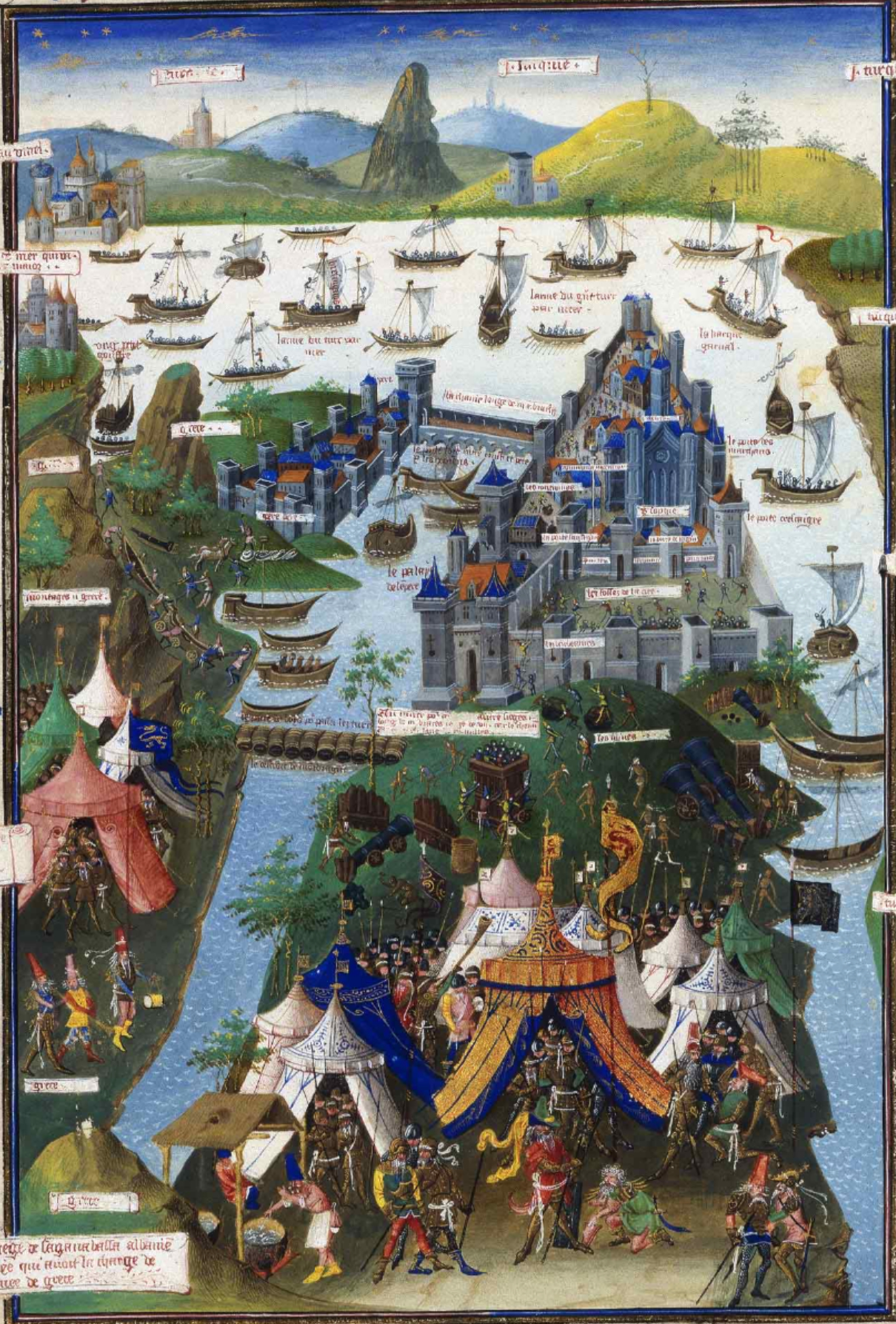
السُفُن العثمانية راسية في مياه مضيق القرن الذهبي بعد أن نُقلت برًّا من ميناء بشكطاش لِإتمام حصار المدينة بحرًا، بِتوجيهٍ من السُلطان محمد.

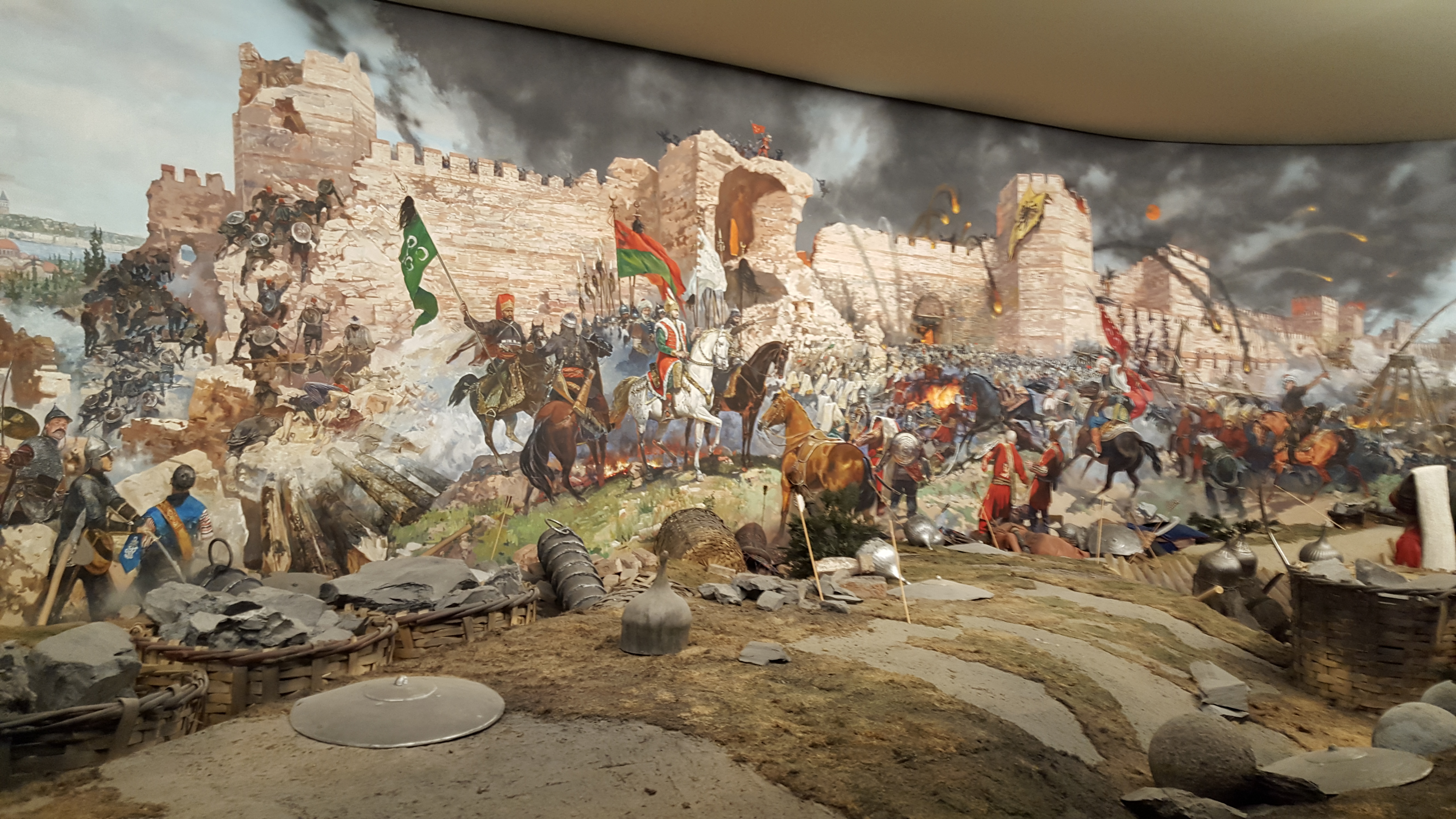
المُسلمون والروم يتبادلون رمي القذائف، ويبدو السُلطان محمد في وسط الرسم.

استيقظ أهلُ المدينة البائسة صباح يوم 12 ربيع الآخر المُوافق فيه 22 نيسان (أبريل) على تكبيرات العثمانيين المُدوِّية، وهتافاتهم المُتصاعدة، وأناشيدهم الإيمانيَّة العالية، وموسيقاهم العسكريَّة، وفُوجئوا بِالسُفن العثمانية وهي تُسيطر على ذلك المعبر المائي، ولم يعد هُناك حاجزٌ مائيٌّ بين المُدافعين عن القسطنطينية وبين الجُنُود العثمانيين، وأدركوا أنَّ لا مناص من نصر المُسلمين عليهم، وقد كتب المُؤرِّخ الرومي «دوكاس» يصف الصدمة الروميَّة: «مَا رَأَينَا وَلَا سَمِعنَا مِن قَبلِ بِمِثلِ هَذَا الشَّيءَ الخَارِق؛ مُحَمَّدٌ الفَاتِح يُحَوِّلُ الأَرضَ إِلَى بِحَارٍ وَتَعبُرُ سُفُنَهُ فَوقَ قِمَمِ الجِبَالِ بَدَلًا مِنَ الأَموَاجِ، لَقَد فَاقَ مُحَمَّد الثَانِي بِهَذَا العَمَلِ الإِسكَندَرَ الأَكبَرَ». والحقيقة أنَّ الصدمة كانت عنيفةً جدًا، إذ إنَّ هذه العمليَّة أحدثت انهيارًا في معنويَّات الروم، لِأنَّ الأسوار في هذه الناحية كانت ضعيفة ولم يكن يُعتمد عليها، لِاستبعاد وُصُول أُسطولٍ مُعادٍ إلى داخل الميناء. وبعد ستَّة أسابيعٍ من الحصار والقصف، تبلورت مواقع اقتحام المدينة وهي بين تكفور سراي وباب أدرنة، وعند باب القدِّيس رومانوس في وادي ليكوس، وبِالقُرب من الباب العسكري الثالث. وفي يوم 15 جمادى الأولى 857هـ المُوافق 24 أيَّار (مايو) 1453م، بعث السُلطان محمد نسيبه الأمير قاسم بك بن إسفنديار الجندرلي إلى الإمبراطور البيزنطي، يُخبره أنَّهُ لو سلَّم البلد إليه طوعًا يتعهَّد إليه بِعدم مس حُريَّة الأهالي أو أملاكهم وأن يُعطيه شبه جزيرة بلبونس لِيحكمها تحت سيادة الدولة العثمانية. ردَّ قُسطنطين قائلًا أنَّهُ يشكر الله إذا جنح السُلطان إلى السلم وأنَّهُ يرضى أن يدفع لهُ الجزية، أمَّا القسطنطينية فإنَّهُ قد أقسم أن يُدافع عنها حتَّى آخر نفس في حياته، فإمَّا أن يحتفظ بِعرشها أو يُدفن تحت أسوارها، وقال أيضًا أنَّ ما يطلب السُلطان تسليمه ليس قلعة بل هو أكبر تاج إمبراطوري مسيحي يرجع تاريخه إلى ألف وخمسُمائة عام، لِذلك فهو سيُقاتل دفاعًا عنه حتَّى الموت، وسيقبل بِأيِّ شُرُوطٍ أُخرى لِلسُلطان. عند ذلك عقد السُلطان مجلسًا حربيًّا ونبَّه على قادته أن يُعلموا الجُنُود بِالاستعداد لِلهُجُوم في يوم 20 جُمادى الأولى الموافق 29 أيار (مايو)، ووعد الجنود بِمكافأتهم عند تمام النصر وبِإقطاعهم أراضي كثيرة. وقد حاول الصدر الأعظم خليل باشا ثني السُلطان عن اتخاذ هذا القرار، لِلمرَّة الأخيرة، بحجة ما كان قد شاع عن وصول قوة مجرية وبندقية إلى مياه جزيرة ساقز ومضيق چنق قلعة، وأنَّ جيشًا مسيحيًّا كبيرًا أكمل استعداداته الأخيرة لِعُبُور نهر الطونة (الدانوب) نحو الجنوب، لكنَّ السُلطان لم يُصغِ إليه. وفي الليلة السابقة لِلهُجُوم أشعلت الجُنُود العثمانية الأنوار أمام خيامها لِاحتفال بِالنصر المُحقَّق لديهم، وظلُّوا طول ليلتهم يُهلِّلون ويُكبِّرون.

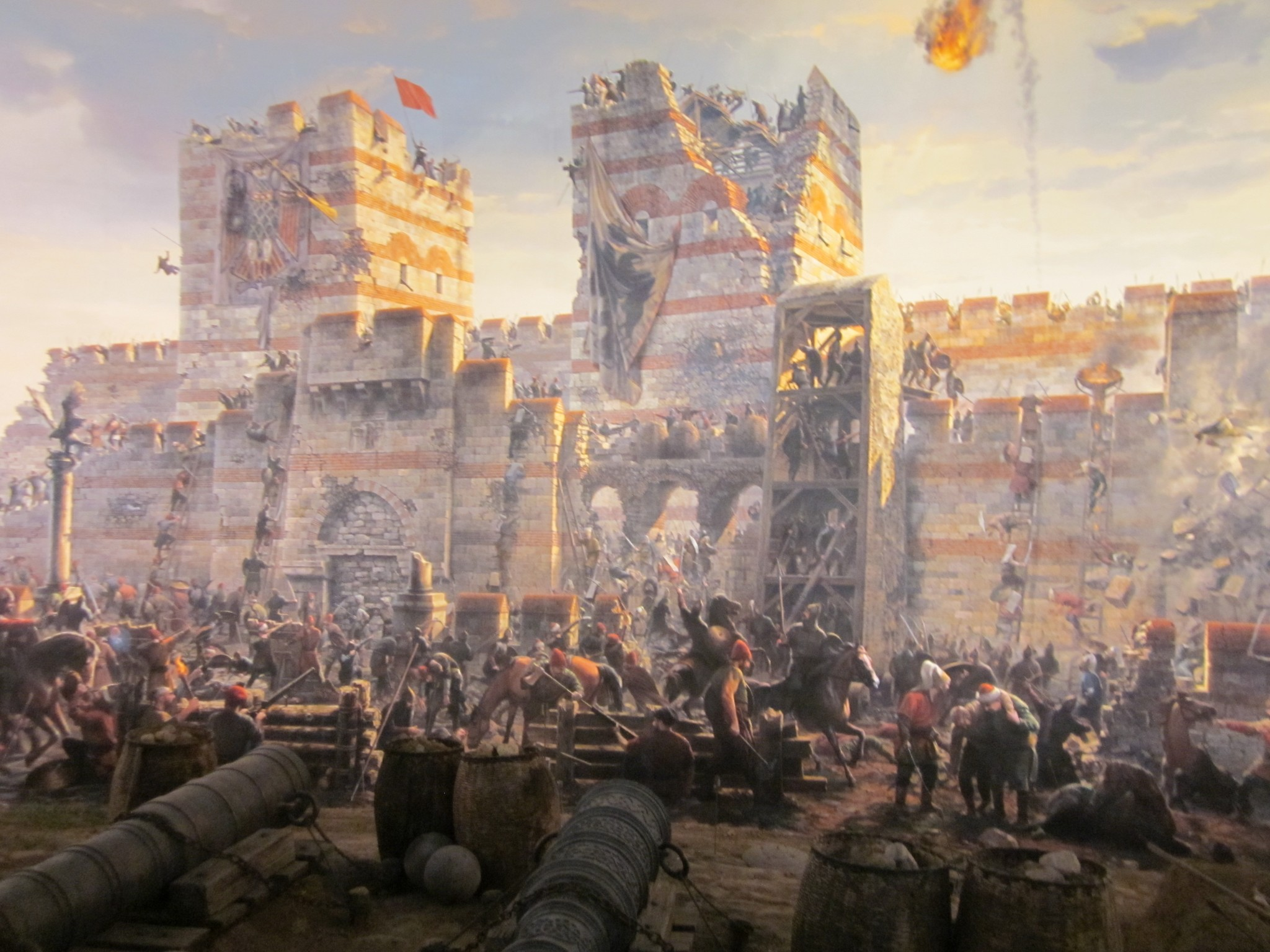
الفارس حسن الألوباطلي (أعلى اليسار) يغرز الراية العثمانية على أحد أبراج بوَّابة القدِّيس رومانوس.

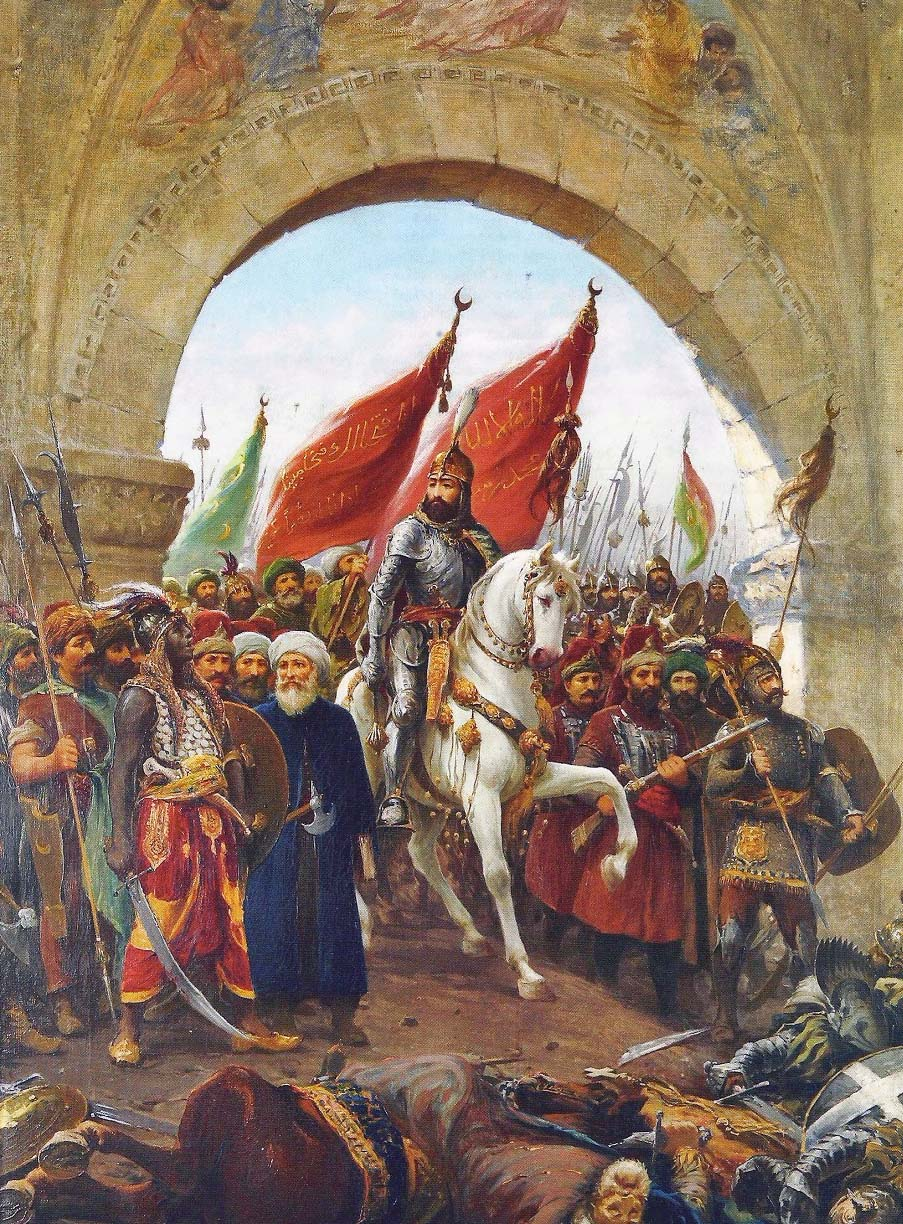
السُلطان محمد يدخل القسطنطينية على صهوة جواده الأبيض المُسمَّى «جَنبُلاد»، أي «ذي الروح الفُولاذيَّة»، مُفتتحًا صفحة جديدة في تاريخ المدينة.

ولمَّا لاح الفجر، صدرت أوامر السُلطان بِالهُجُوم العام على القُسطنطينيَّة، وكان قد مضى على حصارها وضربها المُتواصل ثلاثةٍ وخمسين يومًا، فهجم العثمانيون على الأسوار وتسلَّقُوها، وتركَّز الهُجُوم على باب القدِّيس رومانوس في وادي ليكوس، ودخل المُسلمون المدينة من كُلِّ فجٍّ وأعملوا السيف فيمن عارضهم، وأُصيب جُستنياني إصابةً بالغةً أودت بحياته بعد قليل، وأخلى الأهالي الشوارع والبُيُوت والتجأوا إلى الكنائس مع تتابع سُقُوط أقسام المدينة بِيد الفاتحين، وهرع فارسٌ سپاهيٌّ شاب يُدعى حسن الألوباطلي مع 30 جُنديًا وركَّز الراية العثمانية فوق أحد أبراج باب القدِّيس رومانوس، وقُتل ما أن فعل ذلك مع 18 جُنديًّا من الذين كانوا معه، لكنَّ البقيَّة حافظوا على الراية فلم تسقط بعد ذلك. ترجَّل محمد الثاني عن حصانه ما أن شاهد الراية السُلطانيَّة تُرفرفُ فوق البُرج، وخرَّ على الأرض ساجدًا، شاكرًا الله على تحقيق نُبُوءة فتح القسطنطينية على يديه، ولُقِّب مُنذ ذلك الوقت بِـ«الفاتح». ولم تلبث جميع أقسام القسطنطينية أن سقطت بِيد المُسلمين بعد أن قضى الجيش العُثماني على أوكار المُقاومة الأخيرة، فكان فتحها عنوةً. وبِفتح القسطنطينية سقطت الإمبراطوريَّة البيزنطيَّة، بعد أحد عشر قرنًا ونصف تقريبًا، ودخل السُلطان محمد المدينة عند الظهر في احتفالٍ كبيرٍ، ودخلت معهُ الجُيُوش تسيرُ في تشكيلٍ نظاميٍّ، وتوجَّه نحو ميدان كاتدرائيَّة آيا صوفيا حيثُ تجمَّع آلاف البشر ومعهم الرُهبان والقساوسة، فلمَّا شاهدوا السُلطان سجدوا له على الأرض، فطلب منهم النُهُوض، وأمَّنهم على حياتهم وحُرِّيتهم، ثُمَّ ساعد البطريق المسكوني «يُستنيانُس الثاني» الذي كان راكعًا على النُهُوض وأمَّنه على نفسه ورعيَّته. ثُمَّ زار السُلطان كاتدرائيَّة آيا صوفيا نفسها وأمر بِإفراغها ورفع الآذان فيها، إعلانًا بِجعلها مسجدًا جامعًا لِلمُسلمين. أمَّا الإمبراطور قُسطنطين فقاتل حتَّى مات في الدفاع عن وطنه، ولا يُعرف على وجه اليقين كيف كانت نهايته، فقيل أنَّهُ مات سحقًا تحت أرجل جُنُوده الهاربين من أمام العثمانيين، وقيل أنَّ جُنديًا عزبيًّا رآه وهو يُحاول الهُرُوب من ناحية باب أدرنة، فانقضَّ عليه وأسقطه عن حصانه وقطع رأسه، وبقي بين القتلى ولم يُعرف إلَّا من خلال بعض العلائم التي تختص بِالقياصرة بِدلالة بعض أقاربه. وتذكر بعض المصادر أنَّ السُلطان محمد أمر بِالبحث عن جُثَّة الإمبراطور وأحضرها وسلَّمها إلى الرُهبان وأمر بِدفنه بِإقامة المراسم ذاتها التي كانت تُقام عند وفاة أي إمبراطورٍ روميّ.

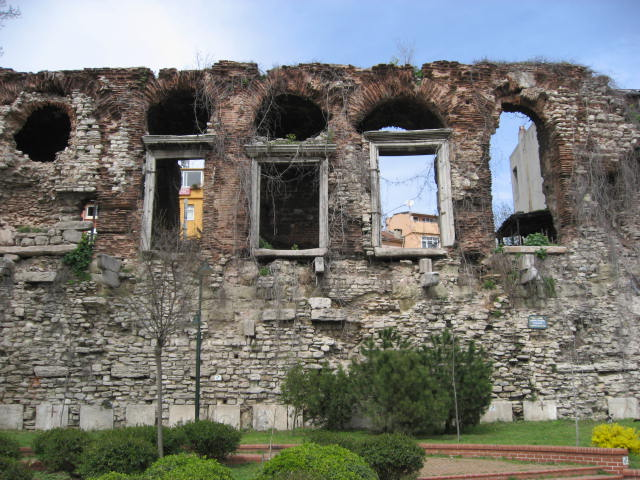
جانبٌ من أطلال قصر جستنيان الذي شاهده السُلطان محمد لمَّا دخل القسطنطينية وتجوَّل فيها.

ولمَّا كانت المدينة قد افتُتحت عنوةً، أي بِحدِّ السيف، فقد أمر السُلطان بِالنداء في العسكر بِالتنفيل ح[›] ثلاثة أيَّام، فغنم عسكر الإسلام غنائم لم يُسمع بِمثلها من قبل في التاريخ الإسلامي، ثُمَّ منعهم بعد ثلاثة أيَّام. وجال السُلطان في المدينة ليُشاهد معالمها ويتعرَّف على أقسامها، ويُروى أنَّهُ لمَّا شاهد قصر جستنيان وقد أصبح خاويًا على عُرُوشه بعد أن كان مسكن الأباطرة العِظام طيلة قُرُون، أنشد بِالفارسيَّة بيتًا من الشعر لِأنوري الأبيوردي:
وتعريبه: «أصبح البوم قارع الطُبُول في قصر أفراسياب، وأصبح العنكبوت حاجب قصر قيصر»، وهو يقصد بِذلك الإشارة إلى تبدُّل الأيَّام والأحوال، فالبوم والعنكبوت سكنت القُصُور التي كانت يومًا عامرة بالخدم والحشم والحُجَّاب، وزال مُلك الحُكَّام العظام وأصبح كأن لم يكن. وقرَّر السُلطان أن يتخذ من القسطنطينية عاصمةً لِدولته، بل العاصمة الإسلاميَّة الكُبرى، فاستبدل اسمها باسم «إسلامبول» أي «تخت الإسلام» أو «مدينة الإسلام»، ثُمَّ حُرِّف هذا اللفظ فيما بعد فأصبح «إستنبول» أو «إسطنبول». بعد ذلك أُرسلت المراسيل إلى السلاطين والأُمراء المُسلمين لإعلامهم بفتح المدينة الحصينة، وفي مُقدِّمة هؤلاء الخليفة العبَّاسي المُقيم بالقاهرة، أبو البقاء حمزة بن محمد القائم بأمر الله، والسُلطان المملوكي الأشرف سيف الدين إينال العلائي، وممَّا ورد في الرسالة إلى السُلطان والخليفة سالفيّ الذكر:

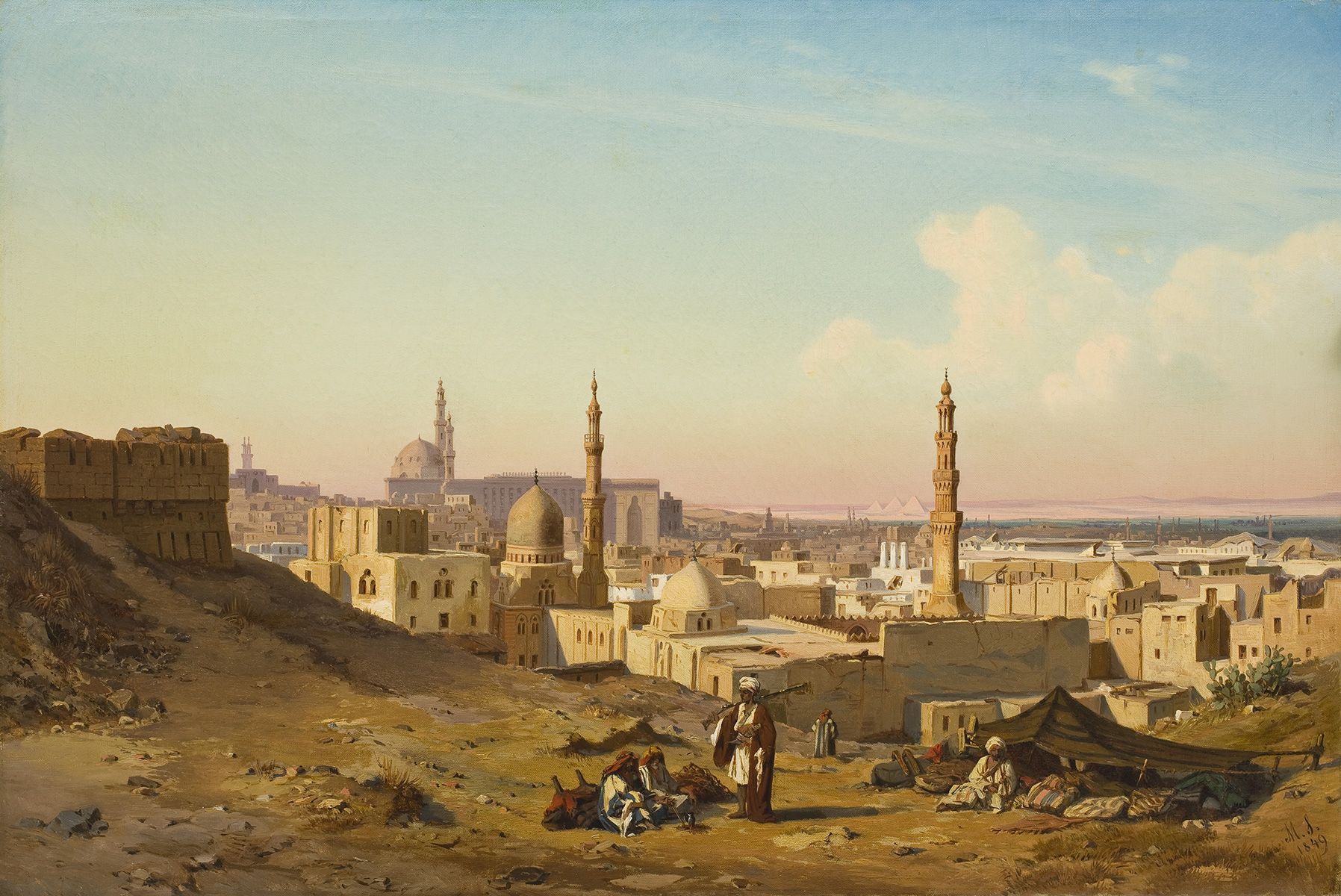
رسمٌ لِلقاهرة، عاصمة الدولة المملوكيَّة والخِلافة الإسلاميَّة آنذاك.

مُتيمنًا بذكرهِ القديم ﴿قُلِ ٱللَّهُمَّ مَـٰلِكَ ٱلۡمُلۡكِ تُؤۡتِی ٱلۡمُلۡكَ مَن تَشَاۤءُ وَتَنزِعُ ٱلۡمُلۡكَ مِمَّن تَشَاۤءُ وَتُعِزُّ مَن تَشَاۤءُ وَتُذِلُّ مَن تَشَاۤءُۖ بِيَدِكَ ٱلۡخَيۡرُۖ إِنَّكَ عَلَىٰ كُلِّ شَیۡءࣲ قَدِيرࣱ﴾...إنَّ من أحسن سُنن أسلافنا  أنهم مُجاهدون في سبيل الله ولا يخافون لومة لائم ونحنُ على تلك السُنَّة قائمون وعلى تلك الأُمنية دائمون مُمتثلين بقوله تعالىٰ: ﴿قَـٰتِلُواْ ٱلَّذِينَ لَا يُؤۡمِنُونَ بِٱللَّهِ﴾ ومُستمسكين بقوله : «مَنْ اغْبَرَّتْ قَدَمَاهُ فِي سَبِيلِ اللَّهِ حَرَّمَهُ اللَّهُ عَلَى النَّارِ». فهممنا هذا العام... مُعتصمين بحبل ذي الجلال والإكرام ومُستمسكين بفضل الملك العلَّام، إلى أداء فرض العزاء في الإسلام مؤتمرين بأمره تعالىٰ: ﴿يَـٰۤأَيُّهَا ٱلَّذِينَ ءَامَنُواْ قَـٰتِلُواْ ٱلَّذِينَ يَلُونَكُم مِّنَ ٱلۡكُفَّارِ﴾. وجهَّزنا عساكر الغُزاة والمُجاهدين من البرِّ والبحر، لفتح مدينة مُلئت فُجورًا وكُفرًا. والتي بقيت وسط الممالك الإسلاميَّة تُباهي بكُفرها فخرًا...
وقد وصل قاصد السُلطان محمد إلى القاهرة في شهر شوَّال سنة 857هـ، فلمَّا بلغ السُلطان إينال انتصار العثمانيين ودُخُول القسطنطينية في حوزة المُسلمين سُرَّ سُرورًا عظيمًا، ودُقَّت البشائر بِقلعة الجبل، ونُودي في القاهرة بِالزينة، ثُمَّ عيَّن السُلطان أمير الآخور يرشباي رسولًا إلى السُلطان العُثماني يُهنِّئه بِالفتح العظيم، وكذلك فعل السُلطان البهمني علاءُ الدين أحمد شاہ وحُكَّام مُسلمون عديدون.

### ترتيبات السُلطان في عاصمته الجديدة بُعيد افتتاحها

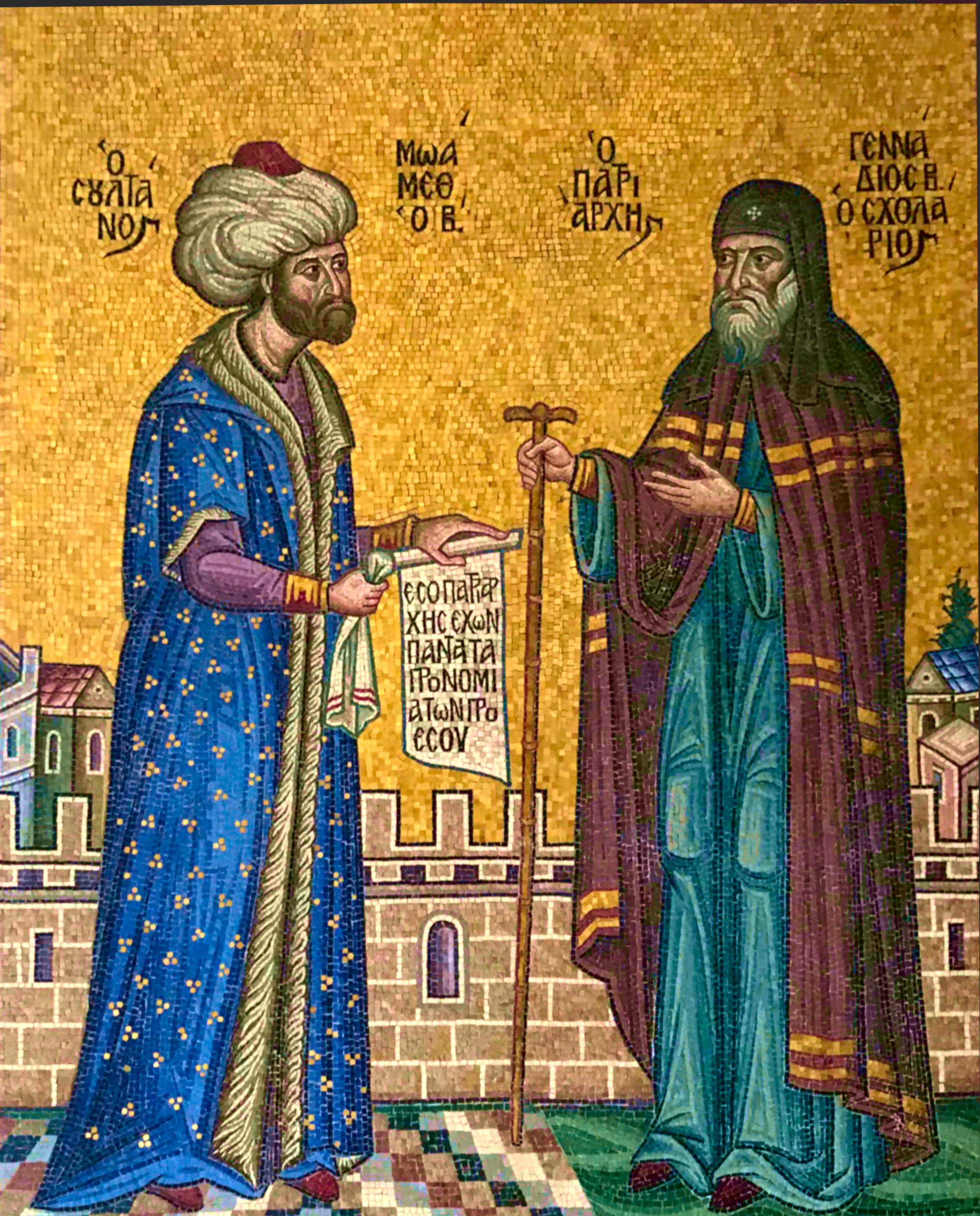
أيقونة أرثوذكسيَّة تُصوِّرُ السُلطان محمد الفاتح وهو يُسلِّمُ عهد الأمان إلى البطريق المسكوني جرجس سكولاريوس، وتعريبُ ما كُتب فيه باليونانيِّة: «كُن بطريقًا حرسك الله وسأوليك عطفي، وتمتَّع بِجميع الحُقُوق التي مارسها سُلفاؤك».

بعد اعتمادها عاصمةً جديدةً لِلبلاد، حرص السُلطان محمد على أن تعود الحياة بِسُرعة إلى القُسطنطينيَّة، وأن تستفيد من المزايا العسكريَّة والاقتصاديَّة التي كانت تتمتَّع بها، فأقدم على خُطواتٍ عدَّة ساهمت في سُرعة انتعاشها، فشجَّع المُسلمين إلى الهجرة إليها لِلاستفادة من قيمة موقعها التجاري دون أن يُهمل أمر سُكَّانها الأصليين، فشجَّع من هاجر من النصارى واليهود على العودة والاستمرار في مُزاولة نشاطهم، وحشد فيها بِوجهٍ خاصٍّ عددًا كبيرًا من صقالبة الجنوب، وهكذا أصبحت المدينة تعُجُّ من جديدٍ بِالحياة والنشاط، ولو أنَّ طابعها الرومي قد اختلط بِمزيجٍ من العناصر الجديدة التي حشدها السُلطانُ فيها، وهُم من التُركمان والأرناؤوطيين والبُلغار والصربيين وغيرهم.
كما عمل السُلطان على تشجيع بقاء الجالية الجنويَّة، التي كان لها دورٌ كبيرٌ في تنمية التجارة، فأبقى ما كان لِلجنويين من امتيازاتٍ وزاد عليها، فكانوا بِذلك أداةً لِنُمُوِّ ثروة المدينة من جهة، وواسطة الاتصال بِالدُول الأوروپيَّة من جهةٍ أُخرى. ونهج السُلطان سياسة التسامح الديني حتَّى يتسنَّى لهُ الاستفادة من العناصر المسيحيَّة التي أضحت تُكوِّن رعيَّته المسؤولة عن استثمار البلاد، ولِهذا أبقى المسؤوليَّات الدينيَّة لِلأرثوذكس في يد الكنيسة، وعلى رأسها البطريق المسكوني. وعمل الفاتح على تنظيم أوضاع الرُّوم المقهورين وسعى إلى استمالة الكنيسة الأرثوذكسيَّة بِاعتباره راعيها وحاميها ضدَّ البابا والغرب الكاثوليكي، فأمَّن المسيحيين الأروام على مُمتلكاتهم الشخصيَّة وعلى أموالهم، وأعطاهم نصف الكنائس في المدينة وجعل النصف الآخر جوامع لِلمُسلمين، وترك للأرمن حُريَّة اختيار بطريق على رأس كنيستهم.
وكان البطريق المسكوني «يُستنيانُس الثاني» قد تُوفي بُعيد فتح القسطنطينية بِيومٍ فقط، وقيل عزله السُلطان محمد كونه كان مُؤيدًا لِلاتحاد بين الكنيستين الشرقيَّة والغربيَّة، وبجميع الأحوال فإنَّ السُلطان دعا الكهنة والقساوسة الروم لِينتخبوا بطريقًا جديدًا، ويبدو أنَّهُ اتفق معهم على إيصال رجُلٍ مُعارضٍ لِلاتحاد سالف الذِكر، فكان أن انتُخب الراهب جرجس (جاورجيوس) سكولاريوس، زعيم المُعارضة الأرثوذكسيَّة لِلاتحاد مع الكنيسة الكاثوليكيَّة، باسم «جناديوس الثاني»، ورسمه السُلطان بِنفسه كما كان يفعل الأباطرة الروم، واحتُفل بِتنصيبه بِنفس الأُبَّهة والنظام الذي كان يُعمل للبطارقة في العصر البيزنطي، وسلَّمه عهد الأمن والأمان، وأعطاه حرسًا من عساكر الإنكشارية ومنحهُ حق الحُكُم في القضايا المدنيَّة والجنائيَّة بِكافَّة أنواعها المُختصَّة بِالأروام، وعيَّن معهُ في ذلك مجلسًا مُشكَّلًا من أكبر مُوظفي الكنيسة، وأعطى هذا الحق أيضًا في الإيالات لِلمطارنة والقساوسة، وفي مُقابل ذلك فرض عليهم دفع الخراج مُستثنيًا من ذلك رجال الدين فقط.

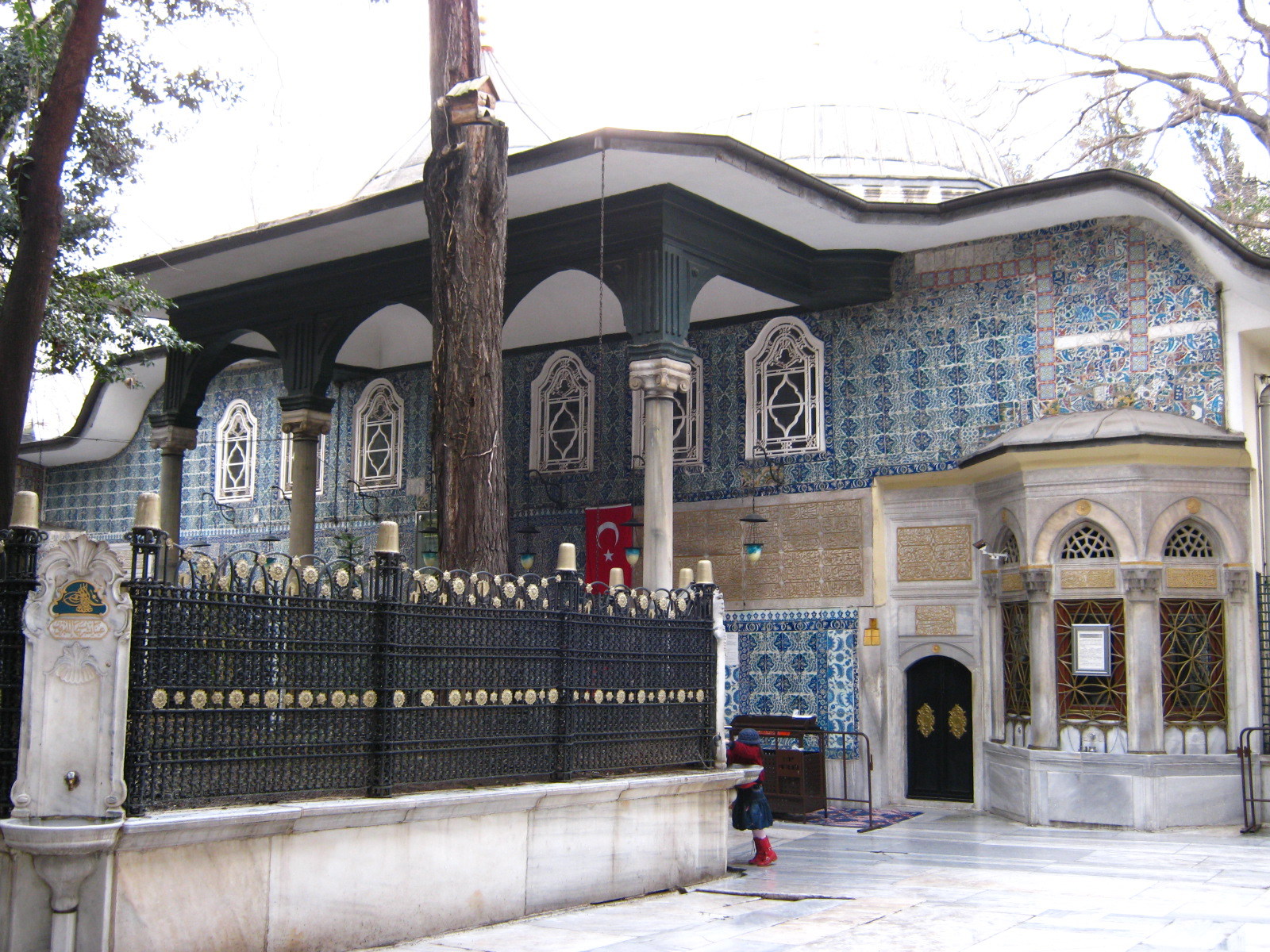
تُربة أبو أيُّوب الأنصاري التي بناها السُلطان محمد تقديرًا لِلصحابي المذكور، كما تبدو اليوم.

وعاد عددٌ كبيرٌ من الروم إلى القسطنطينية واستقرُّوا حول البطرقيَّة على الساحل الغربي لِلقرن الذهبي، وكان لهم من ثروتهم القائمة على التجارة ومن براعتهم في السياسة ما ضمن لهم مركزًا مرموقًا في الدولة العثمانية، بدايةً من هذا العهد، وعُرفوا بِمُرور الزمن بِـ«الروم الفناريِّين».
وأمر السُلطان بإعادة تعمير ما تهدَّم من المدينة وأسوارها نتيجة الحرب، فبدأت أعمال البناء على قدمٍ وساقٍ، واشتغل في هذا الإعمار الأسرى الروم، وقد أُطلق سراحهم عند انتهاء العمل بِأمرٍ من السُلطان على أساس أنَّهم سدَّدوا فديتهم بِعملهم. والتمس السُلطان محمد من الشيخ آق شمس الدين أن يُريه موضع قبر الصحابي أبو أيُّوب الأنصاري، الذي تُوفي أثناء حصار المُسلمين الأوَّل لِلقُسطنطينيَّة ودُفن على مقرُبةٍ من أسوارها، فقال الشيخ أنَّهُ شاهد في الموضع الفُلاني نورًا، فلعلَّ قبره هُناك، فتوجَّه مع السُلطان إلى ذلك الموضع وطلب من الجُند أن يحفروا الأرض، فحفروا مقدار ذراعين حتَّى ظهر رُخامٌ عليه خطٌ عبراني، فقرأه من يعرفه وفسَّره، فإذا هو ما بقي من قبر أبي أيُّوب الأنصاري، فتحيَّر السُلطان محمد وغلب عليه الحال حتَّى كاد أن يسقط لولا أن مسكوه. ثُمَّ أمر ببناء قبَّةٍ عليه، وأمر ببناءٍ مسجدٍ ومدرسةٍ بِقُربه، والتمس من الشيخ آق شمس الدين أن يجلس في ذلك المكان لِلتدريس والعظة، فامتنع واستأذن بِالرُجُوع إلى وطنه قصبة «گوينُك»، فأذن لهُ السُلطان تطييبًا لِقلبه. وقد أصبح هذا المسجد فيما بعد المكان الذي تجري فيه بيعة السلاطين وتقليدهم سيف عُثمان الغازي. وكان قد هرب جمعٌ من أعيان الروم إلى قلعة سلوري، فأرسلوا مفاتيحها إلى السُلطان لمَّا بلغهم سُقُوط القُسطنطينيَّة، وطلبوا منه الأمان، فأجابهم إلى طلبهم وتسلَّم منهم القلعة المذكورة. وسلك هذا المسلك أهلُ قلعة بوغاطوس بِقُرب أدرنة، وغيرهم كثيرٌ من أهل القلاع وأصحابها، بما فيهم صاحب قلعة غلطة، التي دخلها المُسلمون وتسارعوا إلى مسجدها الذي بناه القائد الأُمويّ مسلمة بن عبد الملك عند حصار المُسلمين الثاني لِلقُسطنطينيَّة، وحوَّله الروم إلى كنيسة، فأعادوه إلى سابق عهده. وسلَّم السُلطان صوباشيَّة القسطنطينية إلى سُليمان بك القرشدران من خواص خُدَّامه، وأمر بِإعدام الشاهزاده أورخان المُدِّعي بِالحق في عرش آل عُثمان، كما أمر بِالقبض على الصدر الأعظم خليل باشا الجندرلي وأولاده وأتباعه، فحبسهم واستصفى أموالهم، ثُمَّ قُتل خليل باشا بعد أربعين يومًا، وقيل مات ميتةً طبيعيَّةً في حبسه، وأُطلق سراح أولاده وأتباعه. وقال من أخذ بِرواية قتل الصدر الأعظم أنَّ سبب قتله مزيجٌ من ما أضمره السُلطان تجاهه من السوء نتيجة خداعه إيَّاه وخلعه من سلطنته الأولى، وما ثبُت عليه من أنَّهُ كان على تواصُلٍ مع الروم لِلحيلولة دون فتح القُسطنطينيَّة، ولِأنَّ الصدارة العُظمى كان قد مضى على بقاءها في يد آل الجندرلي 90 سنة، ورأى السُلطان أنَّ استمرار هذا الأمر معناه تأسيس سُلالة خاصَّة بِالصدارة بِمُوازاة سُلالة السلطنة، مع ما يحمله ذلك من مخاطر على آل عُثمان. فكان أن قُتل وعُيِّن مكانه زغانوس باشا. وكان من أبرز ما فعله السُلطان أيضًا أن اتخذ لِنفسه لقب «قيصر الرُّوم»، على اعتبار أنَّ الذي يستولي على مدينة عرش القياصرة هو قيصرٌ من الناحية الشرعيَّة، ومدينة عرش الإمبراطوريَّة الرومانيَّة، مُنذُ سنة 330م، هي القُسطنطينيَّة. وقد أيَّد المُؤرِّخ والفيلسوف الرومي جرجس الطربزُني، الذي عاصر فتح القُسطنطينيَّة، اتخاذ السُلطان محمد لِهذا اللقب القديم، كما اعترفت به الكنيسة الأرثوذكسيَّة الشرقيَّة، في حين رفضته الكنيسة الكاثوليكيَّة ومُعظم دُول الغرب الأوروپي، إن لم يكن كُلُّها.

## الفُتُوحات في أوروپَّا بعد القسطنطينية

### فتح سوريجه حصار وإينوز

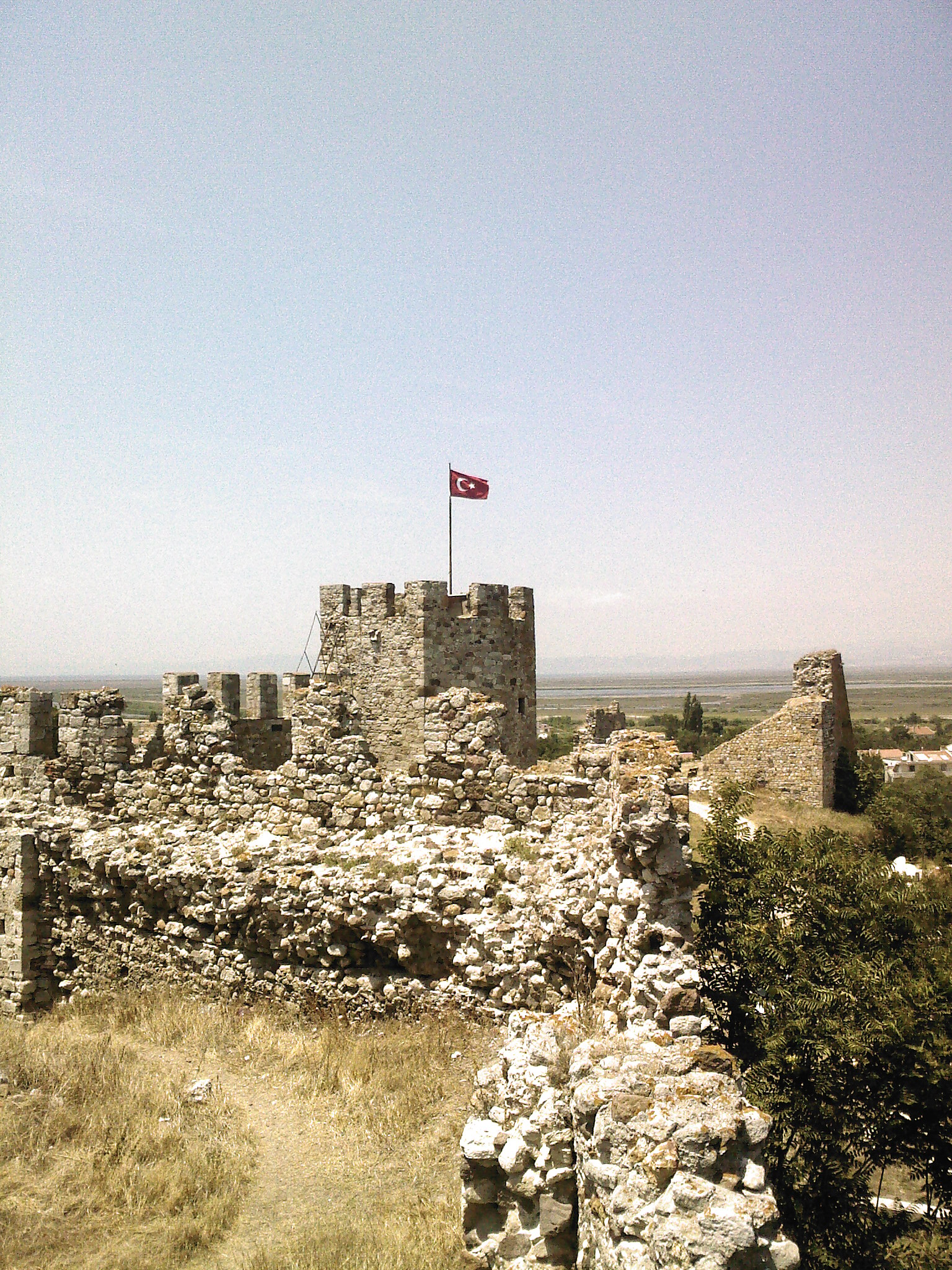
أطلال قلعة إينوز كما تبدو اليوم.

أدَّى سُقُوط القسطنطينية في أيدي المُسلمين إلى تخوُّف مُلٌوك الأطراف من النصارى والمُسلمين من قُوَّة العثمانيين الكبيرة، فأرسلوا رُسلًا إلى ركاب السُلطان محمد لِتجديد روابط الوداد والصُلح والهُدنة بين دُولهم والدولة العثمانية، وكان قيصر الصرب جُريج برانكُڤيچ قد استولى على كثيرٍ من البلاد التي افتتحها المُسلمون زمن السُلطان مراد الثاني، واستردَّها لِنفسه، ولمَّا بلغه خبر فتح القسطنطينية أرسل رسولًا مع مفاتيح القلاع التي أخذها وطلب العفو والأمان من السُلطان، فطلب الأخير منهُ بقيَّة القلاع، فأبى التسليم وأغار على أطراف الدولة العثمانية وقطع عددًا من الطُرق الحيويَّة، فما كان من السُلطان إلَّا أن سار على الفور لِدفع هذا العدوان، فهرب القيصر الصربي إلى المجر، وظنَّ أنَّ السُلطان طمع في مدينة سمندريَّة فقط، فأخلاها وجعل جميع أمواله في قلعة سوريجه حصار، فحاصرها السُلطان أولًا وأخذها بعد قتالٍ شديد، فوجد فيها أموالًا عظيمة فاغتنمها بِأسهل الوُجُوه، وسيطر على الحُصُون التي بِقُربها، ثُمَّ فتح حصن «أمولة» أيضًا، ثُمَّ سيَّر سريَّة من الآقنجيَّة مع محمد بك بن فيروز للإغارة على بقيَّة بلاد الصرب، فخرَّبوا عدَّة نواحي وعادوا مع السُلطان إلى أدرنة، وكانت هذه الحملة في سنة 858هـ المُوافقة لِسنة 1454م.
أشتى السُلطان محمد تلك السنة في أدرنة، وأجرى بعض الترتيبات الإداريَّة والدبلوماسيَّة، ومنها أنَّهُ فوَّض قضاء العسكر إلى مُربيه المولى أحمد بن إسماعيل الكوراني، واستقبل رسول جُريج برانكُڤيچ الذي حمل رسالةً من سيِّده تتضمَّن إعلانه الخُضُوع لِلسُلطان العُثماني، وتعهُّده بِدفع مبلغ ثلاثين ألف دينار سنويًّا (أو ثمانين ألف دوقيَّة حسب مصادر أُخرى) على سبيل الجزية، وإن كان مُستعدًا لِأن ينقض هذه التبعيَّة إذا ما وجد مُشجعًا على ذلك. وعقد السُلطان مُعاهدةً مع البُندقيَّة في شهر ربيع الآخر 858هـ المُوافق فيه شهر نيسان (أبريل) 1454م، حافظت بِموجبها هذه الدولة التجاريَّة على امتيازاتها، بعد أن اعتذرت لِلسُلطان عن موقف مُواطنيها في مُساعدة الروم، وعرضت دفع جزية سنويَّة، بين ثلاثة آلاف وخمسة آلاف دوقيَّة، كما اعترفت باختصاص المحاكم الشرعيَّة في النظر بِالخُصُومات التي تنشأ بين المُسلمين والبنادقة في الأراضي العثمانية. كما عقد السُلطان الفاتح اتفاقاتٍ سلميَّةٍ مع جُزر أرخبيل بحر إيجة، مثل نقشة ولمنى (لمنوس). وفي أثناء ذلك قدم قاضي بلدة «قره‌جك» إلى ركاب السُلطان وشكى من جنويي بلدة «إينوز» وممَّا كانوا يفعلون بِالمُسلمين من الجور والأذيَّة والتعدِّي على ضياع أهل «إيبصلة» و«قره‌جك»، وغصب مماليكهم من الجواري والغلمان. فوعد السُلطان القاضي المذكور بِدفع شرِّ الروم، ثُمَّ دعا أحد قادة البحَّارة، واسمه يُونُس باشا الخاصكي، وأمره بِتعمير عشرة أغربة بِالعساكر العزبيَّة والسير إلى جانب إينوز، ففعل ما أُمر به وحاصر البلدة من جهة البحر، في حين حاصرها السُلطان من جهة البر. وكان آخر أسياد هذه البلدة، پالاماد گاتيلوسيو، قد تُوفي، وحصل نزاعٌ بين ابنه دورينو وزوجة أخيه الروميَّة، المدعُوَّة هيلانة نوتارس، على تولِّي الحُكم، مما دفعها إلى الاحتماء بِالسُلطان محمد وإعلان خُضُوعها له. أمام هذا الواقع، استسلمت البلدة لِلعُثمانيين وتسلَّمها السُلطان سلمًا دون قتال، وأرسل يُونُس باشا إلى قلعة «طاش أوز» في مُحاذاة إينوز في البحر، فأخذها. وقيل في بعض المصادر أنَّ دورينو صاحب إينوز لمَّا شاهد مجيء العثمانيين هرب إلى جزيرة سمدرك، ثُمَّ قدم ركاب السُلطان بِأدرنة مُستعفيًا، وقدَّم هدايا كثيرة أرسلها مع ابنته، فعفا عنهُ السُلطان وأقطعه إيالة «زيخنة» في مقدونية، وأرسله إليها في جمعٍ من الخُدَّام، لكن يبدو أنَّ دورينو لم يُسرّ بِعطيَّة السُلطان، فما أن وصل إلى ساحل البحر، حيثُ كان قد أعدَّ سفينةً لِلهرب، افتعل شجارًا مع من كان معه من الحرس كان من نتيجته أن قتلهم وباقي المُسلمين الذين رافقوه، ثُمَّ ركب البحر والتجأ إلى المُستعمرة الجنويَّة في جزيرة مدللي.

### فتح مُعظم بلاد الصرب

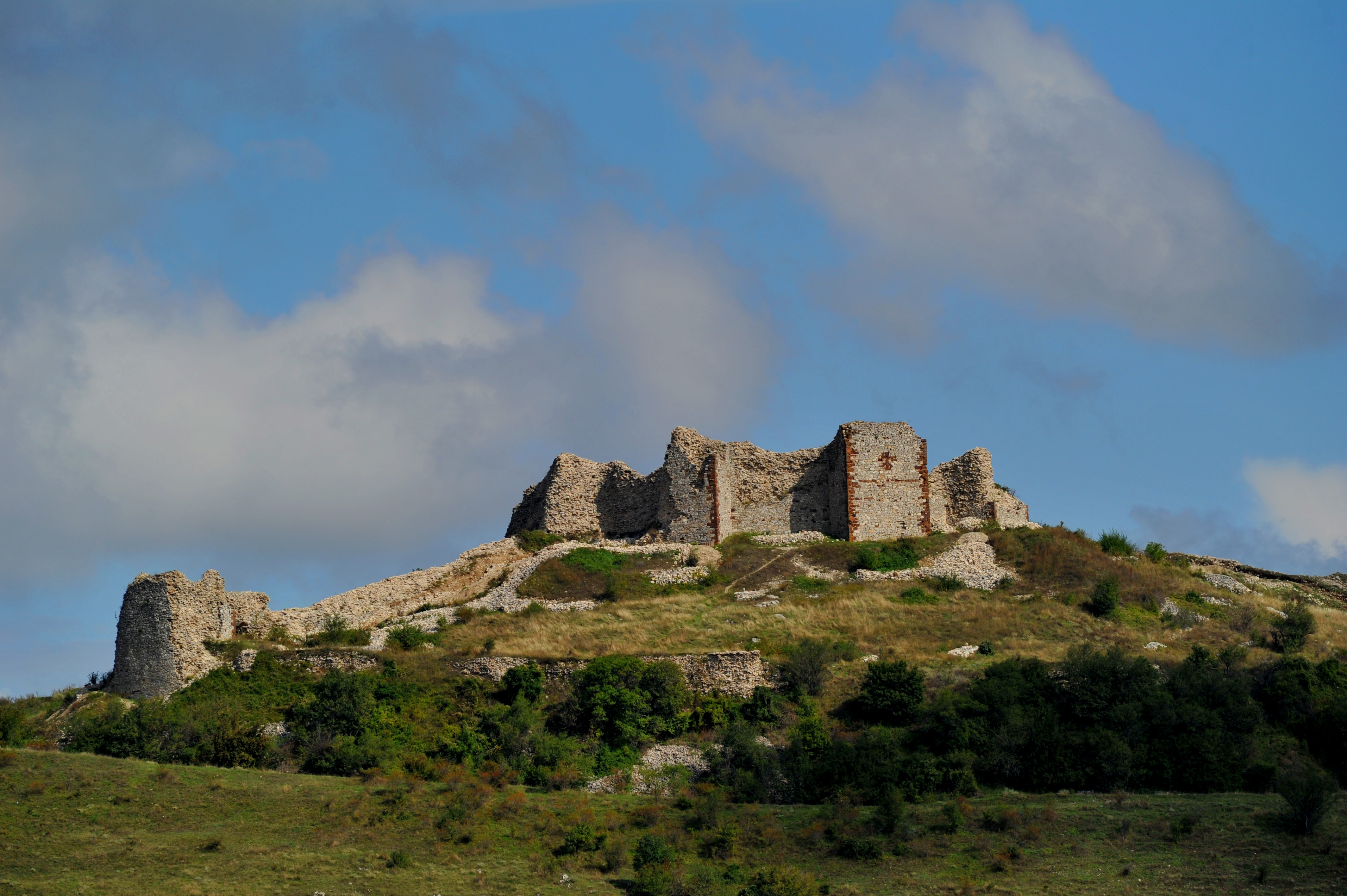
أطلال قلعة قلعة نوابرده كما تبدو اليوم. سعى السُلطان محمد إلى استرجاع هذه القلعة بعدما تنازل عنها والده مُراد، في سبيل السيطرة على إقليمها الغني بِالمناجم.

كانت سياسة السُلطان محمد الفاتح في البلقان، التي وقعت تحت السيطرة العثمانية، تنم عن بُعد نظر ورغبة في جعل هذه البلاد أرضًا مُسالمة لا خاضعة فقط، ومنع أيَّة دولة أجنبيَّة من أن تمُدَّ نُفُوذها جنوبيّ نهر الطونة (الدانوب)، وجعلت هذه السياسة شُعُوب البلقان المسيحيَّة مُتعلِّقة بِالسلام العُثماني، إلَّا أنَّ هذا السلام كان مفروضًا أن يمنع قوى البلقان من أن تُصبح شوكة في جنب الدولة العثمانية، لِذلك كانت سيادة العثمانيين على هذه الشُعُوب مُتزعزعة، تقوى حينًا وتضعُف أحيانًا، فكان على السُلطان أن يُوطِّد أقدام المُسلمين في البلاد المذكورة. والواقع أنَّ اتساع رقعة الدولة العثمانية ونُمُوَّها أدَّى إلى أن تشعر بعض الدُول بِأنَّ الخطر العُثماني أصبح داهمًا، وفي مُقدِّمتها قيصريَّة الصرب ومملكة المجر وجُمهُوريَّة البُندُقيَّة، وكانت هذه الأخيرة صاحبة النُفُوذ الأقوى على سواحل البلقان، عسكريًّا واقتصاديًّا. ويبدو أنَّ الذي مكَّن السُلطان العُثماني من الهيمنة عليهم تباعُد مراكزهم، وعدم قُدرتهم على حشد جُيُوشهم في مكانٍ واحدٍ وتنسيق عمليَّاتهم العسكريَّة. فالصرب كانت تقع بين مُمتلكات العثمانيين، ومملكة المجر القويَّة تحت زعامة يُوحنَّا هونياد الوصيّ على العرش، وكانت بعضُ أجزاءٍ منها تقع تحت السيطرة العثمانية وبعضُ أجزاءٍ أُخرى تحت سيطرة المجر. ونظرًا لِموقع هذه البلاد الجُغرافي، بِوصفها بوَّابة العُبُور إلى المجر، أصرَّ السُلطان على أن تكون لهُ وحده هذه السيادة على الصرب، يُضافُ إلى ذلك أنَّ سياسة برانكُڤيچ اتسمت بِالتذبذب، فكان يُظهر صداقة العثمانيين ويُبطن عداوتهم، ولم يتوانَ عن التعاون مع هونياد ضدَّ العثمانيين عندما دعاهُ هذا الأخير إلى ذلك، كما أنَّ الحاجات الماليَّة لِلدولة كانت في تزايُدٍ مُستمرٍّ ما دفع السُلطان الفاتح إلى الرغبة في استعادة إقليم نوابرده الغنيّ بِالمناجم، والواقع تحت سيطرة برانكُڤيچ، فمن أجل ذلك، ولِتفادي هذا الخطر، بادر السُلطان إلى غزو بلاد الصرب قبل أن تتخذها القُوَّات المُتحالفة مركزًا لِلهُجُوم على الأراضي العثمانية.
وفي سنة 859هـ المُوافقة لِسنة 1454م، جهَّز السُلطان جيشًا وسار من طريق إسكوپية إلى بلاد الصرب، فاستقبله عيسى بك بن إسحٰق أمير سنجق إسكوپية لمَّا وصل إلى قُرب قصبتها سالفة الذِكر، وجعلهُ السُلطان على مُقدِّمة الجيش لِوُقُوفه على تلك البلاد، فسار وحاصر أولًا قلعة نوابرده سبعة أيَّام، ثُمَّ تسلَّمها بِالأمان، وكان فيها أكثر خزائن برانكُڤيچ، وكانت أموالًا عظيمة، فرتَّب السُلطان فيها حاميةً وقاضيًا، ثُمَّ توجَّه إلى قلعة «تريجة» وفتحها، ووجد فيها أيضًا أموالًا لا تُحصى، ثُمَّ سيَّر عيسى بك، وقيل قراجة باشا، في سريَّةٍ إلى بلاد الصرب لِلسيطرة على المناجم التي فيها، فسيطرت الجُنُود العثمانية على مُعظم البلاد بلا نزاع، وضبطت مناجمها. ثُمَّ سار السُلطان إلى مشهد خُداونگار، أو تُربة السُلطان مراد الأوَّل، الواقعة في سهل قوصوه، فبذل الصدقات على الفُقراء، وأطعم المساكين فيها، ثُمَّ أذن لِلعسكر في العودة إلى أوطانهم، وسار هو في خواص خُدَّامه إلى جانب سالونيك وأقام فيها أيَّامًا لِلراحة والاستجمام، ثُمَّ عاد إلى إسلامبول. ووجد جُريج برانكُڤيچ نفسه أضعف من أن يُقاوم العثمانيين، لا سيَّما بعد أن رفض عُمُوم الصربيين مُساعدة يُوحنَّا هونياد والمجر لهم لِاختلاف مذهبهم، حيثُ كان المجريين كاثوليكيين تابعين لِلبابا والصربيين أرثوذكسيين لا يذعنون لِسُلطة البابا بل كانوا يُفضِّلون تسلُّط المُسلمين عليهم لما رأوه من عدم تعرُّضهم لِلدين مُطلقًا. ولِذلك أبرم قيصر الصرب الصُلح مع السُلطان محمد على أن يدفع له سنويًّا جزية قدرُها ثلاثون ألف دوقيَّة.

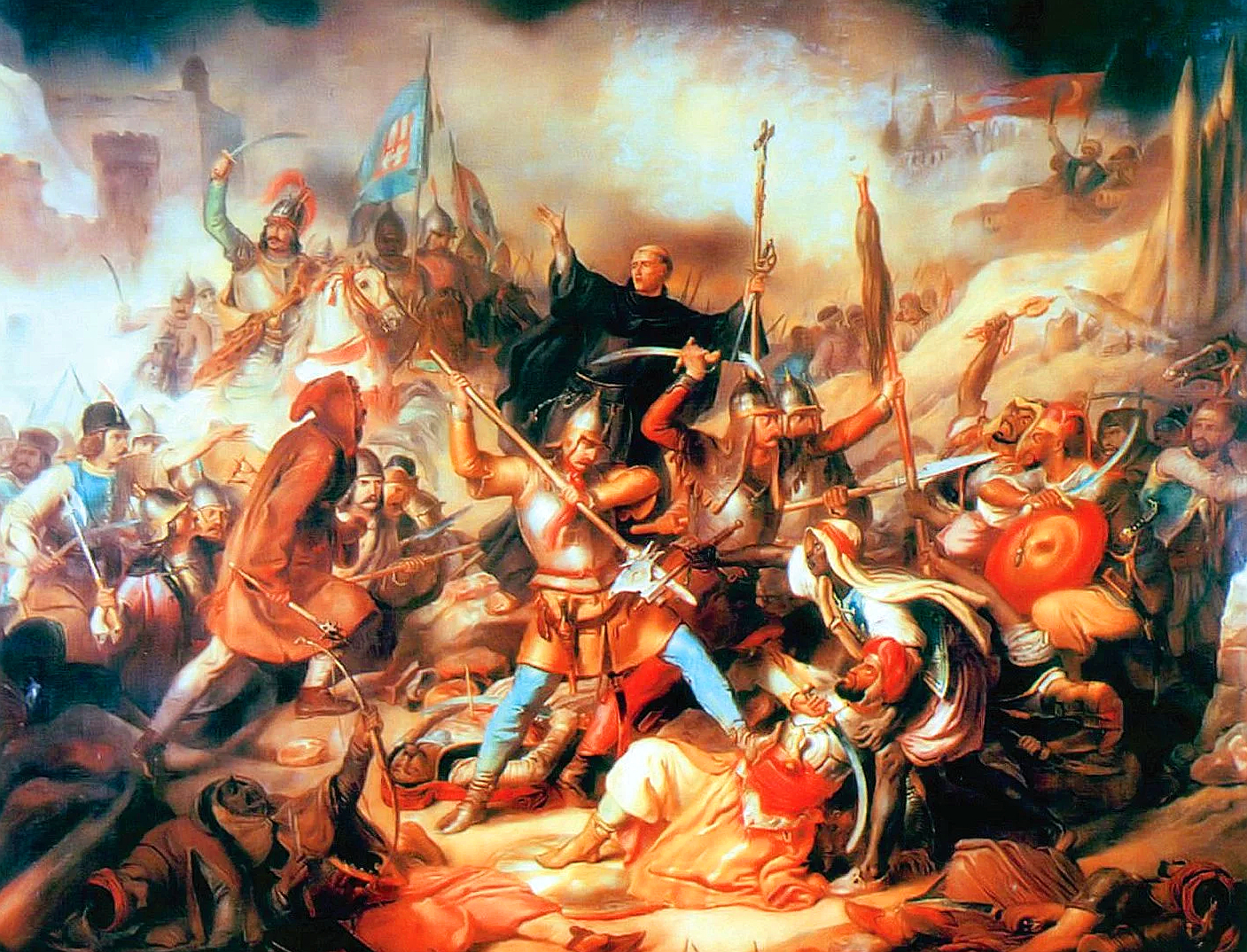
اشتباك المُسلمين والصليبيين عند أسوار بلغراد، ويبدو الراهب يُوحنَّا الكاپسترانوي في وسط الصورة حاملًا الصليب.

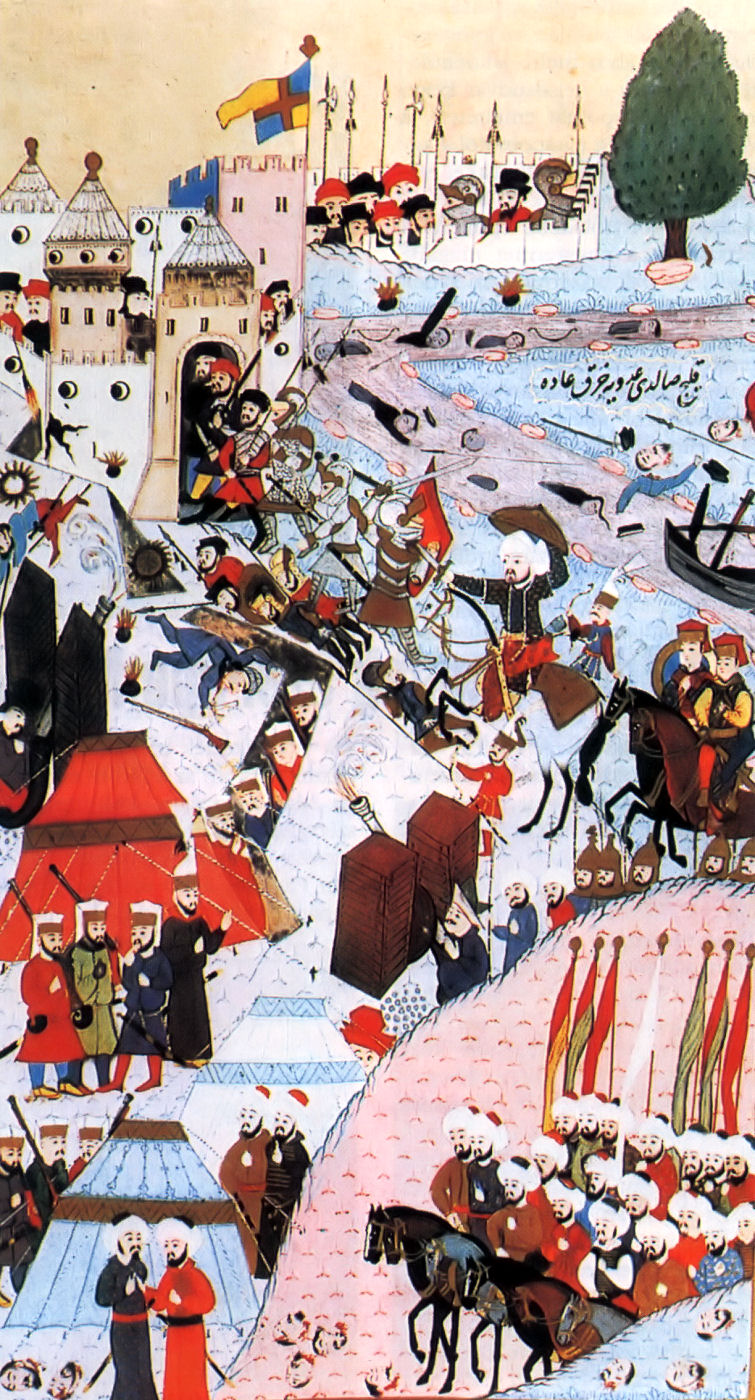
مُنمنمة عُثمانيَّة تُصوِّرُ حصار العثمانيين لِمدينة بلغراد.

بعد هذه الانتصارات، اشتدَّ شُعُور الناس في أوروپَّا بِالخطر الإسلامي وتهديده، لا سيَّما وأنَّ ما يقف بِوجه العثمانيين الآن هو مدينة بلغراد الحصينة فقط، بعد أن سقطت بقيَّة القلاع والحُصُون الصربيَّة في أيديهم، فإذا ما سقطت بلغراد، المُسمَّاة «باب المجر»، فلن يقف في سبيل الإسلام بعد ذلك شيء، وستتدفَّق جُمُوع المُسلمين على ألمانيا وما يُحيطُ بها. تجاه هذا الخطر المُحدق، راح البابا كاليكست الثالث يدعو المسيحيين إلى الانخراط في حملةٍ صليبيَّةٍ ضدَّ العثمانيين، وكلَّف الراهب الفرنسيسكاني يُوحنَّا الكاپسترانوي (بالإيطالية: Giovanni da Capestrano) لِلتبشير بها، فأخذ الأخير يجول في إسپانيا وفرنسا وبولونيا والمجر يُلهب الحماس في صُدُور الناس بِخطبه الناريَّة ويدعوهم إلى شنِّ حربٍ صليبيَّةٍ على العثمانيين. وشرَّع البابا لِلنصارى صلاة التبشير، فتُدق النواقيس ويتوجَّه النصارى إلى السيِّدة مريم العذراء يسألون العون ويطلبون النصر على المُسلمين، وطلب إلى الناس في جميع البلاد المسيحيَّة أن لا يغفلوا عن دقِّ هذا الناقوس صباح كُلَّ يوم والذي سمَّاه «ناقوس التُرك». وأرسل كاليكست الثالث مندوبه الكردينال يُوحنَّا أنجيلو إلى الوصيّ على عرش المجر يُوحنَّا هونياد يطلب منهُ قيادة الحملة الصليبيَّة العتيدة، فاستجاب لِهذا النداء. وهكذا تكوَّن حلفٌ صليبيٌّ ضدَّ العثمانيين اشترك فيه هونياد، وألفونسو الخامس ملك أرغون، وفيليپ دوق بُرغُونية، وعددٌ من أُمراء وقادة إيطاليا والبُندُقيَّة وجنوة وألمانيا وبوهيميا وبولونيا والصرب وفُرسان الإسبتاريَّة. ولم ينتظر السُلطان محمد حتَّى يدهمه الهُجُوم، بل سارع إلى إعداد جيشٍ عرمرميّ في سبيل فتح بلغراد ومُباغتة الأعداء. وفي صيف سنة 860هـ المُوافقة لِسنة 1456م، توجَّه السُلطان في عدَّةٍ كاملةٍ وجيشٍ عظيمٍ، يُقدَّرُ تعداده بين 30,000 و100,000 جُندي بِالإضافة إلى 200 سفينة، وسار إلى فتح بلغراد، فمرَّ من جنوب بلاد الصرب إلى شمالها بدون أن يلقى أقل مُعارضة حتَّى وصل المدينة الحصينة، فحاصرها من جهة البرِّ ونهريّ الطونة وصوه، وكان هونياد قد دخل المدينة في جمعٍ عظيمٍ قبل إتمام الحصار عليها، واستعدَّ لِدفع المُسلمين عنها. وقاتل السُلطان حامية بلغراد قتالًا شديدًا مديدًا، ودافع هونياد عنها دفاع الأبطال، رُغم القصف المدفعي العُثماني لِلأسوار ومُحاولة العثمانيين تلغيمها وتفجيرها. ويُحكى أنَّ السُلطان قاتل بِنفسه في هذه الواقعة وأُصيب بِجُرحٍ بالغٍ في فخذه، وقُتل كُلٌ من قراجة باشا وحسن آغا مُقدِّم الإنكشارية ممَّا أوقع الجيش العُثماني في اضطرابٍ كبير، فيئس السُلطان من فتح المدينة ورفع عنها الحصار، وعاد إلى أدرنة خائبًا، وأتلف الصليبيُّون السُفن العثمانية التي كانت في نهريّ الطونة وصوه مع الرجال والمدافع التي فيها.

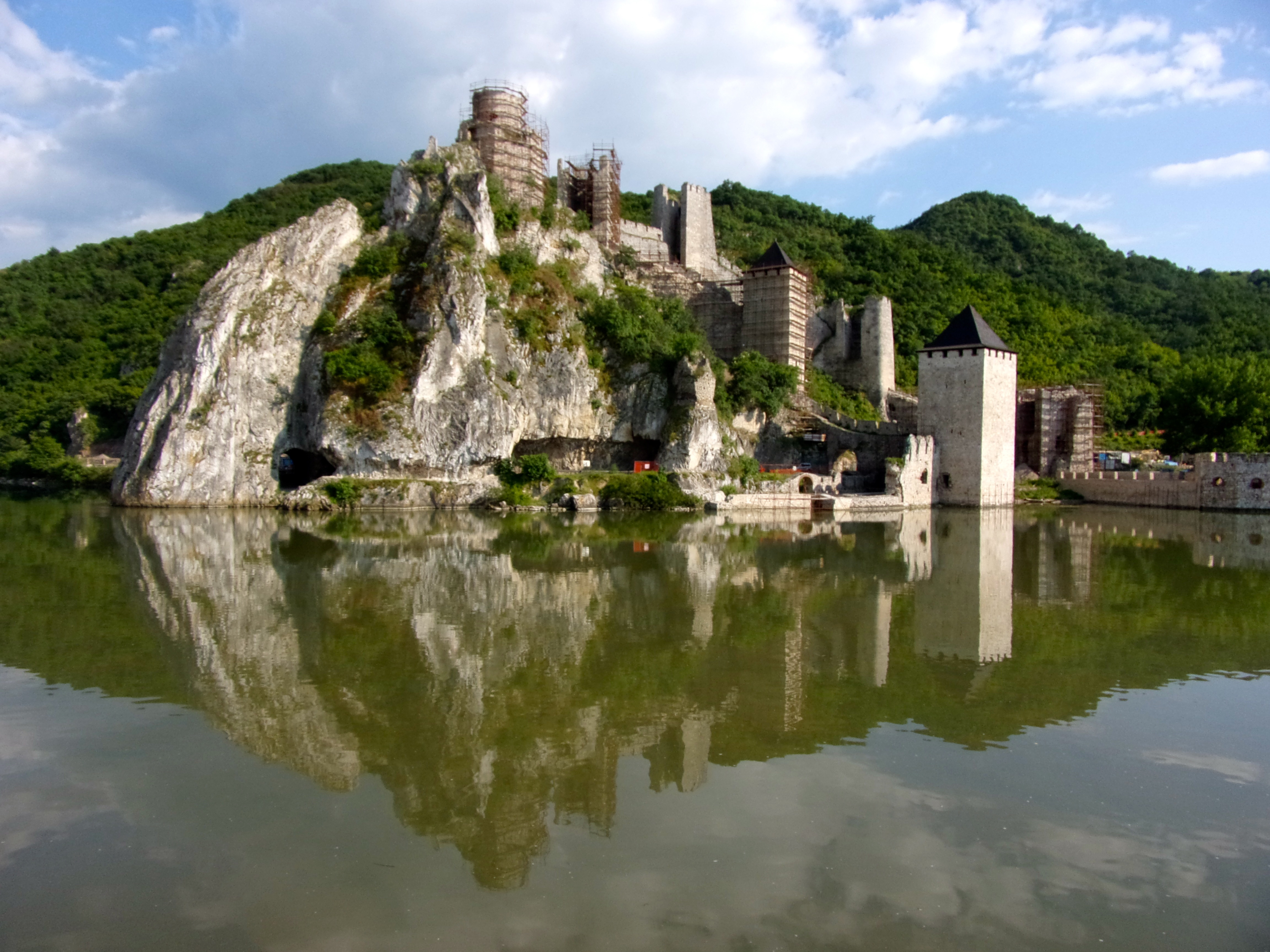
قلعة گورجنيلك. استرجعها الصدر الأعظم محمود باشا لِلعُثمانيين.

وعلى الرُغم من أنَّ العثمانيين لم يتمكنوا من فتح بلغراد في هذه الحملة، إلَّا أنَّهم ربحوا أمرًا عظيمًا وهو إصابة هونياد بِجراحٍ بليغةٍ مات بِسببها بعد رفع الحصار عن المدينة بِنحو عشرين يومًا، وتحديدًا يوم 9 رمضان 860هـ المُوافق فيه 11 آب (أغسطس) 1456م. وفي يوم 6 محرم 862هـ المُوافق فيه 24 كانون الأول (ديسمبر) 1457م، أرسل عيسى بك بن إسحٰق إلى السُلطان يُعلمه أنَّ قيصر الصرب جُريج برانكُڤيچ قد تُوفي هو الآخر، وبقي ما بيده من البلاد خالية عن الحاكم والدافع، وقد دبَّت الفوضى في حُكُومة الصرب بِسبب تنازع ورثة برانكُڤيچ فيما بينهم، فأمر السُلطان بِإعداد حملةٍ أُخرى وإرسالها إلى بلاد الصرب لاستكمال فتحها.
وكان السُلطان محمد قد عزل زغانوس باشا عن الصدارة العُظمى وعيَّن مكانه محمود باشا الصربي، فسيَّره في عسكر الأناضول وألفٍ من الإنكشارية إلى تسخير بقيَّة بلاد الصرب، فأسرع السير وكبس أهالي تلك البلاد على حين غفلة، وفتح من الحُصُون المنيعة: «وضة» و«أمولة» و«كرويه» و«ترايجة» و«صوه»، ثُمَّ توجَّه إلى قلعة سمندريَّة وحاصرها أيَّامًا، وخرَّب نواحيها، وقُتل من حامية القلعة خلقُ كثيرٌ حين المُحاصرة. إلَّا أنَّهُ لمَّا رأى أنَّ فتحها يحتاج إلى زمانٍ مديدٍ انعطف إلى صوب بلغراد، وابتنى بِجانبها بُرجًا حصينًا لِتضييق الخناق عليها، ثُمَّ توجَّه لِلسيطرة على المناجم الواقعة في نواحي بلدة إزورنيق، ثُمَّ توجَّه لِاسترداد قلعة «گورجنيلك» التي افتُتحت زمن السُلطان مراد الثاني وعاد الصربيُّون وأخذوها مُجددًا في وقتٍ لاحق، فحاصرها أيَّامًا وقاتل حاميتها قتالًا شديدًا حتَّى طلبوا الأمان، فأجابهم إلى ذلك واستلم القلعة، فرتَّب لوازمها من الجُنُود والمُؤمن، وعمَّرها وحصَّنها، ومكث فيها عدَّة أيَّام، وأرسل إلى السُلطان يُعمله بِفُتُوحاته وما اغتنمه، فسُرَّ الأخير سُرورًا عظيمًا.

### فتح المورة

إمارة المورة المُقتسمة بين الشقيقين توما ودمتريوس عشيَّة اندلاع الثورة الشعبيَّة عليهما.

خِلال الفترة التي استغرقها فتح مُعظم البلاد الصربيَّة، كان السُلطان قد عقد العزم على تسخير وفتح بلاد المورة لِأسبابٍ مُختلفة. فقد كانت البلاد سالِفة الذِكر مُقسَّمة بين الأميرين الروميين الأخوين توما ودمتريوس، شقيقا الإمبراطور قُسطنطين الحادي عشر، وكان توما يُقيمُ في باللوبادرة (بتراس) في حين سكن دمتريوس في إسپرطة. ولم يكن الأخوان على وفاقٍ فيما بينهما ما أدَّى إلى تدخُّل الأرناؤوطيين في شؤونهما الداخليَّة، بِالإضافة إلى أنَّهما نزعا إلى الظُلم والاستبداد وتأخَّرا في دفع الجزية المفروضة عليهما سنوات عدَّة، رُغم أنَّهما فرضا ضرائب باهظة على رعاياهما. نتيجة هذا الظُلم، ثار نحو 30,000 أرناؤوطي من أهل المورة، بِقيادة أحد النُبلاء المدعو «بُطرس البُوائي» (بالألبانية: Pjetër Bua)، وانضمَّ إليهم بعض الروم الناقمين على الوضع بِزعامة نبيلٍ آخر يُدعى «عمانوئيل قانتاقوزن»، وانتخبوه لِيكون أميرًا عليهم. ولم يقدر الأميران الروميَّان على قمع الثورة العارمة، فالتجآ إلى السُلطان محمد يطلُبان منه العون والمدد. وازدادت الأُمُور تعقيدًا لمَّا أخذ بعض الزُعماء والأُمراء الصغار يتواصلون سرًا مع السُلطان العُثماني ويُبايعونه على السمع والطاعة في سبيل التخلُّص من تبعيَّتهم لِلأميرين الشقيقين، كما اندلعت ثورة أُخرى قام بها اللاتين الكاثوليك، أحفاد الإفرنج الذين استوطنوا شبه الجزيرة اليونانيَّة بعد الحملة الصليبيَّة الرابعة، بِزعامة يُوحنَّا أسانو زكريَّا (بالإيطالية: Giovanni Asano Zaccaria)، وهو الابن اللقيط لِآخر أُمراء آخية، سنتوريون الثاني زكريَّا (بالإيطالية: Centurione II Zaccaria)، وقد ادَّعى الأحقيَّة لِنفسه في حُكم وتمثيل بقايا الكاثوليك في المورة. أضف إلى ذلك، يُروى أنَّ أحدًا من تُجَّار سيروز كان قد سار لِلتجارة إلى حُدُود المورة، فشاهد تسلُّط المسيحيين على الأقليَّة المُسلمة فيها في خضام الاضطرابات القائمة، فرقَّ عليهم وذهب إلى ركاب السُلطان محمد وعرض أحوال مُسلمي تلك الديار على العتبة العُليا، فكان هذا دافعًا إضافيًّا لِلتدخُّل العُثماني.

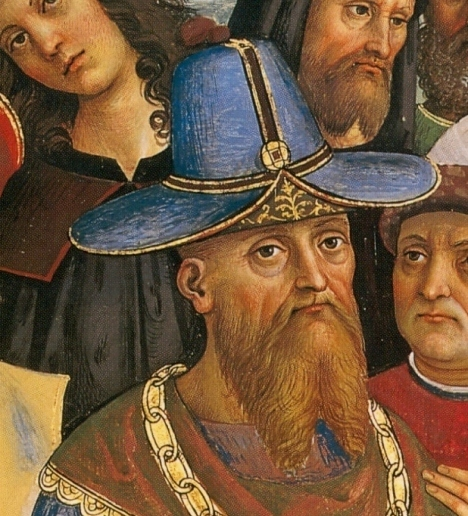
توما پاليولوگ، أحد أميري المورة الشقيقين. أدَّت خيانته إلى خلعه من السُلطة وضم المورة لِلدولة العثمانية، بينما التجأ هو إلى البابا في رومة.

لم يكن بِوسع السُلطان السُكُوت عن التدخُّل الأرناؤوطي في المورة، كما لم يرضَ عن تزايُد الفوضى وظُلم السُكَّان، فكان لا بُدَّ من التدخُّل السريع لِوضع حدٍّ لِكُلِّ ما يحصل. وفعلًا، أمر السُلطان بِالتجهُّز واجتماع الجيش، وخرج في ربيع سنة 862هـ المُوافقة لِسنة 1458م، على رأس حملةٍ عسكريَّةٍ لِفتح بلاد المورة. وبعد أن أمضى شطرًا بسيطًا من الوقت في سيروز بانتظار أن ينضم إليه بقيَّم العسكر، توجَّه ودخل المورة من برزخ كورنثة، وفتح أولًا قلعة «فلكة» عنوةً، ثُمَّ قلعة كورفوس، وفتحت له قلعة «باق أوه» أبوابها سلمًا، فأجلى أهلها إلى إسلامبول، ثُمَّ فتح قلعتا «توقماق» و«منجلق» بِحد السيف، ثُمَّ فتح باللوبادرة (بتراس) مع لواحقها، إذ كان الرُّوم قد استردُّوها بعد فتح السُلطان مراد لها خِلال حملته الخاصَّة على المورة. وأجبر السُلطان الأرناؤوطيين على الخُرُوج من البلاد، وفرض على الأخوين الروميَّين جزية سنويَّة قدرها خمسة آلاف دوقيَّة، وتفاهم مع النبيل «بُطرس البُوائي» الذي أصبح مُتحدثًا في البلاط السُلطاني باسم الرعيَّة الأرناؤوطيَّة، في حين هرب يُوحنَّا أسانو زكريَّا إلى البُندُقيَّة، واختفى كُلُّ أثرٍ لِعمانوئيل قانتاقوزن. وهدم السُلطان بِنيران مدفعيَّته 292 قلعة من مجموع الثلاثمائة قلعة الموجودة في المورة، وترك 8 قلاع فقط أسكن فيها حامياتٍ عسكريَّةٍ عُثمانيَّة، ولمَّا قرُب الشتاء توجَّه السُلطان إلى إسكوپية وشتى فيها. ويبدو أنَّ توما خضع لِلعُثمانيين على كُرهٍ منه، ولبث يترقَّب الفُرصة لِإعلان تمرُّده. وفعلًا استغلَّ هذا الأمير غياب السُلطان فهاجم أخاه دمتريوس والحاميات العثمانية في المورة، واستولى على مُدنٍ عدَّة، واستنجد هذا الأخير بِالسُلطان الذي عاد إلى المورة ودخلها، فهرب توما إلى إيطاليا. ومنعًا لِتجدُّد أعمال التمرُّد على الحُكم العُثماني، وضع السُلطان الإقليم تحت السيطرة المُباشرة لِلسلطنة، ونفى دمتريوس إلى إحدى جُزر أرخبيل بحر إيجة، ثُمَّ سمح لهُ بالانتقال والعيش في أدرنة. وفتح السُلطان خلال حملته هذه مدينة أثينية في سنة 864هـ المُوافقة لِسنة 1460م، على أثر حُصُول نزاعٍ عائليٍّ بين حُكَّامها، وسمح لِآخر دوقٍ من حُكَّامها اللاتينيين، وهو فرانشيسكو الثاني أكسيولي (بالإيطالية: Francesco II Acciaiuoli) بِأن يأخذ كامل ثروته ويذهب إلى إيطاليا. وفي ذلك الوقت فُتحت جزائر الأرخبيل مثل طاشوز وإمروز وغيرها، حتَّى أضحت بلاد اليونان تحت السيطرة العثمانية المُباشرة باستثناء بعض المواقع والقلاع المُتفرِّقة على الشواطئ مثل كورونة ومودونة وآرغوس وليپانت التي كان أغلبها لِلبنادقة.

### الحملة الأولى على المجر

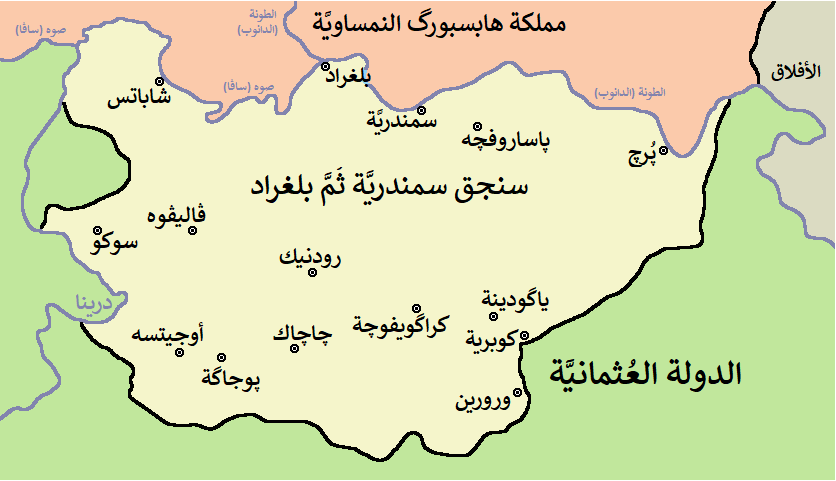
الحُدُود التقريبيَّة لِسنجق سمندريَّة الذي تأسس على أنقاض القيصريَّة الصربيَّة بُعيد ضم العثمانيين قلعة سمندريَّة، آخر من بقي من حُصُون القيصريَّة سالفة الذِكر.

خلال الحملة على المورة، كان السُلطان قد أمر عيسى بك بن أفرنوس بِأن يُغير على بلاد الأرناؤوط لِإشغال زُعماء العشائر وفي مُقدِّمتهم العاصي الكبير إسكندر بك، عن التدخُّل في الشُؤون الداخليَّة الموريَّة. كما أمر عيسى بك بن حسن والي ڤيدين بِالإغارة على ديار المجر، فأغارا واغتنما غنائم كثيرة. ثُمَّ أتبعهُما بِسريَّةٍ عظيمةٍ من الآقنجيَّة بِقيادة محمد بك بن منت لِاستكمال الغارات على المجر، فعبروا نهر الطونة (الدانوب) وتوجهوا إلى إقليم طراوه ونهبوا قراها وسبوا أهلها، ثُمَّ توجَّهوا إلى «رسووا» بين نهريّ الطونة وصوه، فأغاروا على نواحيها واغتنموا أشياء عظيمة من الأثقال والسبايا والمواشي، وأرسلوا جميع الغنائم بِالسُفن عبر نهر الطونة إلى الصدر الأعظم محمود باشا، الذي كان يترقبهم في قلعة گورجنيلك، كما صادفوا نحو مائتي فارسٍ مجريّ، فأسروهم جميعًا وعادوا بهم إلى السُلطان في إسكوپية، فأكرم الأخير الصدر الأعظم وسائر الأُمراء الذين شاركوا في تلك الغارة غاية الإكرام، وأراد أن يأذن لِلعسكر بِالرُجُوع إلى أوطانهم لولا أن بلغه أنَّ جمعًا من الجُنُود المجريين قد عبروا نهر الطونة من معبر بلغراد وتفرَّقوا لِلنهب ضمن الحُدُود العثمانية، فأرسل إليهم جمعًا من نُخبة العسكر الذين باغتوهم وأسروا مُقدِّمهم وقتلوا أتباعه، ثُمَّ تتبعوا المُتفرقين وقتلوا بعضهم وأسروا آخرين، ولم يفلت منهم إلَّا قليل. ولمَّا رجع الجُنُود إلى السُلطان أكرم أُمرائهم بِالمناصب العالية، ثُمَّ أذن لِلعساكر بِالعودة إلى بلادهم، ورجع هو أيضًا إلى أدرنة.
بعد ذلك قرَّر السُلطان أنَّ الوقت حان لِاسترداد سمندريَّة، وكانت قد دخلت في مُلك البُشناق بعد أن ابتاعها الملك أسطفان توماسُڤيچ من أحد أبناء جُريج برانكُڤيچ عند وفاة الأخير. ولمَّا وصل السُلطان إلى صوفية وصل إليه الخبر من جانب الملك البُشناقي بِأنَّهُ التمس من السُلطان أن يُعوَّضه عن سمندريَّة بِقلعة البوسنة، فلم يُجبه السُلطان إلى ذلك، واضطرَّ أسطفان توماسُڤيچ إلى تسليم سمندريَّة صُلحًا وبلا عوض صونًا لِبلاده عن الغارة والخسارة. وهكذا، سار جمعٌ من قبل السُلطان وتسلُّموا المدينة سلمًا، وأمَّنوا أهلها على أنفسهم وأموالهم وعيالهم ودينهم. وبِذلك انتهت القيصريَّة الصربيَّة تمامًا، وأضحت الصرب جُزءًا من الدولة العثمانية، وجُعلت سمندريَّة مركز سنجقٍ جديدٍ يتبع إيالة الروملِّي، وعُيِّن علي بك ميخائيل أوغلي لِيكون أوَّل أميرٍ لِلسنجق المذكور.

## السيطرة على السواحل الجنوبية لبحر البنطس (الأسود)

الحُدُود التقريبيَّة لِإمبراطوريَّة طربزون، مُحرِّكة الحملات العُدوانيَّة على الدولة العثمانية.

بعد عودة السُلطان من بلاد اليونان، أبرم صُلحًا مُؤقتًا مع العاصي الأرناؤوطي إسكندر بك وترك لهُ إقليميّ الأرناؤوط وإپيروس ثُمَّ حوَّل أنظاره إلى آسيا الصُغرى لِيفتح ما بقي منها خارجًا عن السيطرة العثمانية. ففي تلك الفترة لم يكن قد بقي في المنطقة سالِفة الذِكر سوى بعض المُدن والقلاع الإسلاميَّة والنصرانيَّة التي لم تدخل في حظيرة الدولة العثمانية، وتضمر العداء لها. وما لبثت هذه القوى أن تآمرت على الدولة، وتولَّت زعامة هذه الحركة إمبراطوريَّة طربزون الروميَّة. فقد راودت إمبراطورها «يُوحنَّا الرابع كومنين» فكرة إخراج العثمانيين من آسيا الصُغرى كُلَّها، ولم يعتبر بِما حصل لِإمبراطور القُسطنطينيَّة. وراح يُوحنَّا هذا يُفاوض الدُول المُجاورة والصديقة بِهدف تشكيل ائتلافٍ ضدَّ العثمانيين، ووجد في الأمير التُركماني الطموح حسن بن عليّ البايندري، الشهير بِـ«أوزون حسن» أي «حسن الطويل»، حاكم الدولة الآق قويونلويَّة، خير حليفٍ ونصير، وقد جمعتهما مصلحة مُشتركة هي كراهية العثمانيين، وتمتَّنت أواصر الصداقة بين الرجُلين بِالمُصاهرة، حيثُ تزوَّج أوزون حسن من تُيُودورا، ابنة يُوحنَّا. ونجح يُوحنَّا في استقطاب الأُمراء المُجاورين له، وهُم أُمراء سينوپ والقرمان والكرج وأرمينية، الذين جمعهم، على اختلاف أجناسهم وعقائدهم، الحقد على الدولة العثمانية. وحاول يُوحنَّا أن يضُمَّ إلى هذه القوى الشرقيَّة، قُوَّة اللاتين الكاثوليك في الغرب، ومن المعروف أنَّهُ كان من أنصار اتحاد الكنيستين الشرقيَّة والغربيَّة، فقد شارك في مجمع فلورنسة قبل نحو عشرين سنة، وكان على وئامٍ مع البابويَّة.

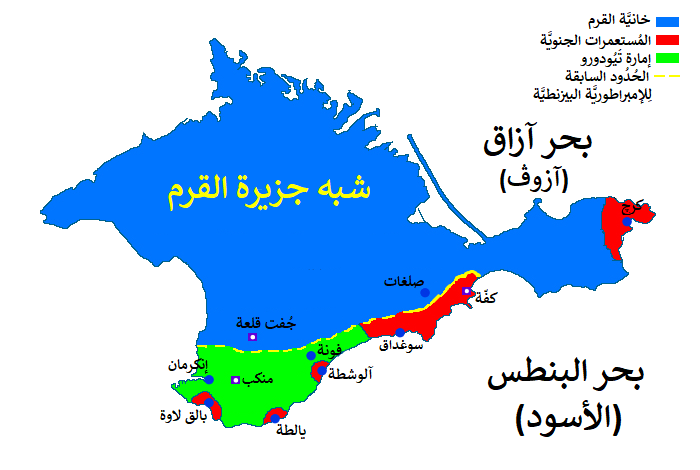
خريطة شبه جزيرة القرم تُصوِّرُ مُمتلكات جنوة وباقي التقسيمات السياسيَّة في البلاد زمن السُلطان محمد الفاتح.

أجرى يُوحنَّا مُفاوضاتٍ مع البابا من أجل هذه الغاية، غير أنَّ الوفاة أدركته في سنة 862هـ المُوافقة لِسنة 1458م قبل أن يُتم مشروعه، واستبدَّ بِالحُكم بعده أخوه داود، وكان على صفات أخيه، فواصل جُهُوده لِإتمام تكوين الجبهة المُتحدة ضدَّ العثمانيين، وسانده فيليپ دوق بُرغُونية، وأوصى البابا دُول الغرب الأُخرى بِتقديم المُساعدة. وكانت جنوة، فيما تملك من مُستعمراتٍ في الشرق، تملك مدينة أماصرة في آسيا الصُغرى على شاطئ بحر البنطس (الأسود) وكفَّة في شبه جزيرة القرم، وتُعدُّ هاتان المُستعمرتان، وبِخاصَّةٍ الأخيرة منهُما، من أهم المراكز التجاريَّة لِجنوة في الشرق. لكنَّ جنوة أصابها الوهن في الوقت الذي نمت فيه الدولة العثمانية وتوسَّعت في فُتُوحاتها، فخشيت على مُستعمراتها الشرقيَّة، لِذلك سلَّمت هذه المُستعمرات إلى المُؤسسة الماليَّة القويَّة «بنك القدِّيس جرجس» (بالإيطالية: Banco di San Giorgio) لِتتصرَّف فيها كما تشاء. وقامت المُؤسسة بِدورٍ بارزٍ في تأليب القوى ضدَّ الدولة العثمانية، بِالتنسيق مع إمبراطور طربزون، وبمساندةٍ من البابوية التي عدَّة هذه المواقع المُطلَّة على بحر البنطس بِمثابة مواقع أماميَّة لِلمسيحيَّة. ونسَّقت القوى المُتحدة خطَّة عسكريَّة تستند على فتح جبهتين في الوقت نفسه، جبهة في الغرب وأُخرى في الشرق، بِحيثُ يقع العثمانيون بين فكيّ الكمَّاشة. لم يغب عن الفاتح ما كان يحوكه إمبراطور طربزون، بِالاشتراك مع حُكَّام أماصرة، من الدسائس، فقام يُواجه هذا الائتلاف بِكُلِّ ثباتٍ. وبعد مضيّ عامين من الاتصالات والمُشاورات تحرَّك أوزون حسن، بِإيعازٍ من داود إمبراطور طربزون، فطلب من الفاتح إسقاط الجزية عن طربزون، وتجرَّأ بِأن طالبه بِدفع الجزية إليه، فأجاب السُلطان محمد بِكُلِّ هُدوءٍ أنَّهُ سيذهب بِنفسه في السنة القادمة ويدفع لِلأمير التُركماني ما يُريد.

### فتح أماصرة وضم قسطموني وسينوپ

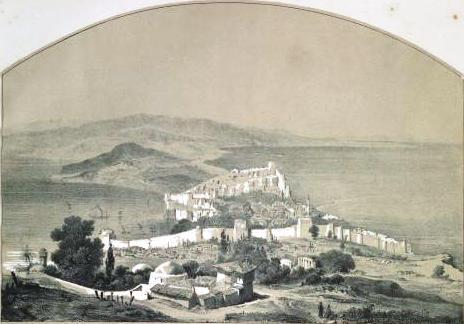
مدينة سينوپ وقلعتها الحصينة. استلمها السُلطان محمد سلمًا دون قتال.

ما أن انتهى السُلطان محمد من فتح بلاد المورة حتَّى أعدَّ، في ربيع سنة 865هـ المُوافقة لِسنة 1461م، جيشًا بريًّا تولَّى قيادته بِنفسه، وأُسطُولًا بحريًّا عهد بِقيادته إلى الصدر الأعظم محمود باشا، وخرج وسط تكتُّمٍ شديدٍ دون أن يعرف أحد وجهته، ويُروى أنَّ أحد القُضاة تجاسر وسأل إلى أين المسير، فأجابه السُلطان: «لَو أَنَّ شَعرَةً فِي لِحيَتِي عَرَفَت ذَلِكَ لَنَتَفتُهَا وَقَذّفتُ بِهَا فِي النَّارِ». وبعد فترةٍ قصيرةٍ أمضاها في بورصة ريثما يُجهَّز الأُسطُول، أسرع بِالزحف نحو أماصرة، وكان أهلها الجنويين مُستأمنين ظاهرًا، إلَّا أنَّهم كانوا لا يخلون من إيصال الضرر إلى المُسلمين برًّا وبحرًا، فعُرضت أحوالهم إلى ركاب السُلطان فسار إليهم وأخذهم على غرَّة، فجاء إليه حاكم المدينة يصحبه بعض أعيانها، وسلَّموا إليه مفاتيحها طالبين عدم التعرُّض لهم في أنفُسهم وأموالهم، فأجابهم الفاتح إلى طلبهم ومنحهم الأمن والأمان، ودخل المدينة دون قتال، ثُمَّ أمر بِنقل قسمٍ من أهلها مع حاكمهم إلى إسلامبول لِيُسكنهم فيها ويستفيد من خبراتهم التجاريَّة، ووطَّن في أماصرة بعض المُسلمين بعد أن أعطاهم إحدى الكنائس وجعلها مسجدًا جامعًا. ثُمَّ عزم السُلطان على ضمِّ قسطموني وسينوپ وأخذها من يد صاحبها الأمير إسماعيل بك بن إسفنديار الجندرلي، وكان المُحفِّز على ذلك أنَّ أحمد بن إسفنديار، أخا إسماعيل بك سالف الذِكر، كان قد التجأ إلى الركاب العالي واختصَّ بِالصدر الأعظم محمود باشا، فأقطعهُ السُلطان مدينة بولي وأعمالها، لكنَّهُ كان يحث الصدر الأعظم دائمًا على أخذ المُلك من يد أخيه إسماعيل، فحثَّ محمود باشا السُلطان على أخذه، وقبَّح طاعة إسماعيل بك عند السُلطان مرَّة بعد أُخرى؛ حتَّى عزم السُلطان على تسخير تلك البلاد. والحقيقة أنَّ السُلطان لم يكن بِحاجةٍ إلى هذا السبب لِيُهاجم البلاد المذكورة، فقد كان ينوي السيطرة على سينوپ الغنيَّة بِمناجمها ومعادنها، وكان يخشى أن تقع في أيدي أوزون حسن ويتخذها المُتحالفون قاعدةً لِأعمالهم العسكريَّة، فكان هذا دافعه الأساسي، وشكَّلت حركة أحمد بك حُجَّةً إضافيَّةً فقط. فأرسل الفاتح إلى إسماعيل بك طلبًا لِلخُضُوع له وتسليم إمارته على أن يُعوِّضه عنها مدينةً أُخرى، وهدَّدهُ بِدُخُول المدينة عنوةً إذا رفض. أدرك إسماعيل أنَّهُ لا قِبل لهُ بِمُواجهة الجيش العُثماني، فطلب الأمان وذهب إلى خيمة السُلطان وقبَّل يده، فاستقبلهُ الفاتح بِالترحاب وأقطعهُ أراضي واسعة في جهات بورصة ويني شهر وإینه‌ گول ويار حصار، وبِذلك دخلت الإمارة الجندرليَّة في قبضة العثمانيين، وأُضيفت جُنُودها إلى الجُيُوش العثمانية، وعددها 10,000 جُندي و2000 مدفعي و400 مدفع. وبعد فترةٍ نُقل الأمير إسماعيل بك إلى الروملِّي وأُقطع مدينة فيلپَّة وبقي فيها إلى أن تُوفي سنة 1479م. وبِذلك لم يبقَ في الأناضول سوى 3 إماراتٍ تُركمانيَّةٍ فقط، وهي: القرمان وذي القدريَّة، والرمضانيَّة التابعة لِلدولة المملوكيَّة.

### ضم قويون حصار
بعد ضمِّ الإمارة الجندرليَّة وتنظيم أُمُورها، توجَّه السُلطان إلى تسخير قلعة «قويون حصار»، الواقعة شمال مدينة نيكسار على نهر «كلكيت»؛ لِأنَّ أوزون حسن كان قد ظفر بِواليها «حُسين بك» على حين غفلة فسيطر على القلعة بِهذا، ودخلت في مُلكه، وكان السُلطان قد أرسل إلى استردادها قبل ذلك بكلربك الروملِّي حمزة بك الشرابدار في عسكر إيالته، فسار إليها وحاصرها، ولم يتيسَّر لهُ الفتح، فأغار على بلاد أرمينية الداخلة في نطاق الدولة الآق قويونلويَّة وأميرها أوزون حسن، ونهبها نهبًا فاحشًا ثُمَّ عاد. فقام حُسين بك المذكور لِلانتقام من العثمانيين، فأرسل جمعًا من التُركمان البايندريين خ[›] فأغاروا على أطراف أماسية وتوقاد وخرَّبوها، فبلغ ذلك إلى السُلطان، فتوجَّه إلى ضمِّ قويون حصار، ولمَّا وصلها بيَّت عساكر أوزون حسن (أي هاجمهم ليلًا) مرَّةً بعد أُخرى، وهزمهم في كُلِّ مرَّة، فأرسل أوزون حسن ابن عمِّه خورشيد بك في جمعٍ من التُركمان البايندريين لِلسيطرة على مضيق زغانة الواقع على طريق العثمانيين باتجاه الأراضي الآق قويونلويَّة، فصادفه طليعة العسكر العُثماني وقاتلوه وكسروه كسرًا قبيحًا، مما جعل السُلطان يُصمِّم على السير لِقتال أوزون حسن نفسه، ولم يُضيِّع شيئًا من الوقت، فأمر أُسطُوله بِمُواصلة الإبحار إلى طربزون في حين زحف هو بِجيشه البريّ نحو أرضروم لِضرب أوزون حسن المُتقدِّم لِنجدة حليفه داود إمبراطور المدينة. وذُعر أوزون حسن من هذه الانتصارات ومن الظُهُور السريع وغير المُنتظر لِلفاتح، في هذه المنطقة، ورأى أنَّهُ لا قِبل لهُ بِمُفرده بِمقاتلته، فجنح إلى السلم، وأرسل والدته سارة خاتون مع الشيخ حسن الكُردي، وهو حاكم مدينة «جمكازاد» من أعمال ديار بكر، وغيره من أُمرائه إلى السُلطان لِطلب الصُلح، فوصلوا إلى ركاب السُلطان وقدَّموا هدايا باسم الأمير التُركماني، والتمسوا الصُلح والعفو، فحسَّن الصدر الأعظم محمود باشا أيضًا جانب الصُلح، فأجاب السُلطان الوفد إلى مُلتمسهم، واشترط أن يكُفَّ أوزون حسن عن نُصرة إمبراطور طربزون وأن يُوقف اعتداءاته على مناطق الحُدُود، فوافق الوفد على نقل الشرط إلى أميرهم، وحملهم إلى جانب طربزون، وصعد إلى جبال البنطس ماشيًا لِصُعُوبة مسالكها، ويُروى أنَّ سارة خاتون سألت الفاتح أثناء المسير الشاق، لِمَ يتكبَّد كُل تلك الصُعُوبة لِأخذ طربزون، فأجابها: «يَا أُمَّاه، إنَّ الله قَد وَضَعَ هَذَا السَّيفَ فِي يَدِي لِأُجَاهِدَ بِهِ في سَبِيلِهِ، فَإِذَا أَنَا لَم أَتَحَمَّل هّذِهِ المَتَاعِب وَأُؤَدِّ بِهَذَا السَّيفَ حَقَّهُ فَلَن أَكُونَ جَدِيرًا بِلَقَبِ الغَازِي الَّذِي أَحمِلُه، وَكَيفَ أَلقَى الله بَعدَ ذَلِكَ يَومَ القِيَامَة؟».

### فتح طربزون

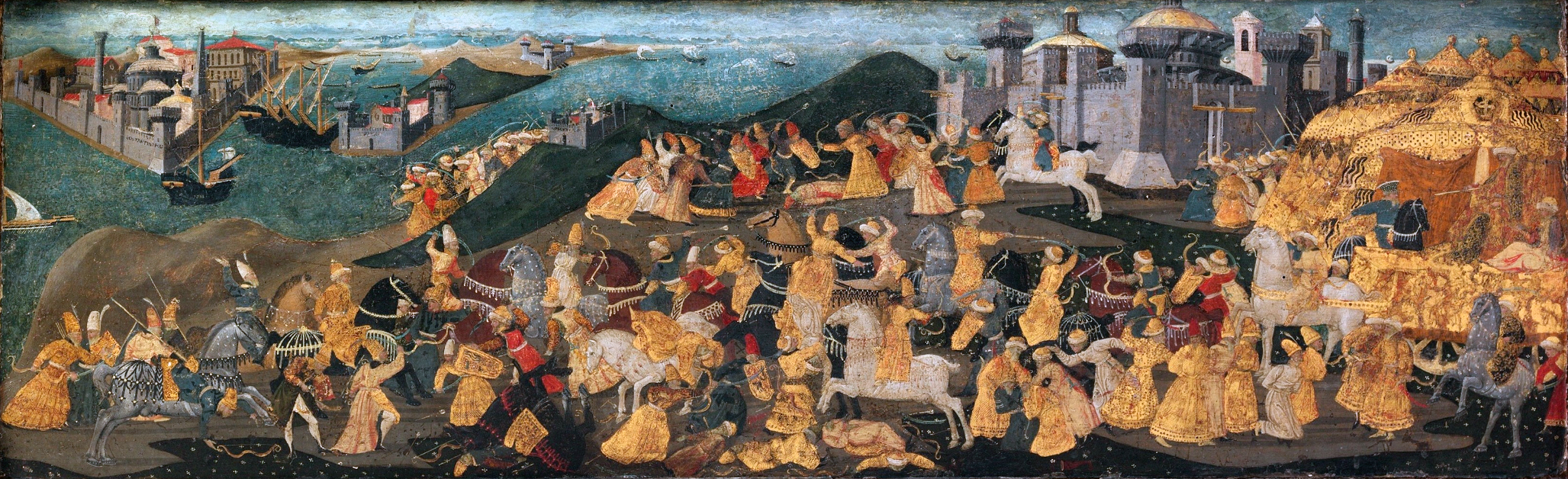
رسمٌ على صُندُوق يُصوِّرُ الحصار العُثماني لطربزون، رُسمت بُعيد فتح المدينة بِفترةٍ قصيرة. يُعرضُ الصُندُوق الأصل في متحف المتروپوليتان لِلفُنُون.

خلال الفترة التي تطلَّبها عُبُور الجيش العُثماني لِجبال البنطس، كان الأُسطُول السُلطاني قد ضرب حصارًا بحريًّا حول طربزون، وكان إمبراطورها داود يترقَّب في قلقٍ وُصُول الإمدادات إليه من حليفه أوزون حسن، ولم يكن قد بلغهُ شيء ممَّا تمَّ بينه وبين الفاتح. وما أن نزل السُلطان وجُنُوده قُرب طربزون، أُسقط في يد داود، فأرسل إلى سارة خاتون والدة أوزون حسن يلتمس منها الشفاعة بحق المُصاهرة القائمة بين البيتين الطربزُني والبايندري، فشفعت فيه والتمست أن يُترك مُلكه إليه ويُكتفى بِأخذ الجزية منه، فلم يلتفت السُلطان إلى مُلتمسها، وشرع في الحصار والقتال من البرِّ والبحر، فاضطرَّ داود إلى الاستسلام وطلب الأمان، فأمَّنهُ السُلطان واستلم منهُ المدينة صُلحًا، ثُمَّ أرسله مع أهله وعياله إلى إسلامبول، ودخل المدينة وأمَّن أهلها على أنفسهم وأموالهم وأملاكهم ودينهم، ووضع عليهم العُشر والخِراج، واستصفى أملاك مُقاتلة المدينة وأموال الخزينة، فأعطى تلك الأملاك إلى أُمراء التيمار، وأموال الخزينة إلى سارة خاتون ورفقائها، ثُمَّ أعادها مُكرَّمةً مع أتباعها إلى ولدها، ورجع هو أيضًا إلى دار مُلكه. وهكذا انتقلت إلى الحُكم الإسلامي مناطق لم يسبق لها أن دخلت في الإسلام، وانتهت إمبراطوريَّة طربزون التي دامت 257 سنة مُنذُ زمن الحملة الصليبيَّة الرابعة، واكتملت سيطرة الدولة العثمانية على كافَّة السواحل الجنوبية لِبحر البنطس (الأسود).

## عودة الفُتُوحات إلى أوروپَّا

### الحملة على الأفلاق

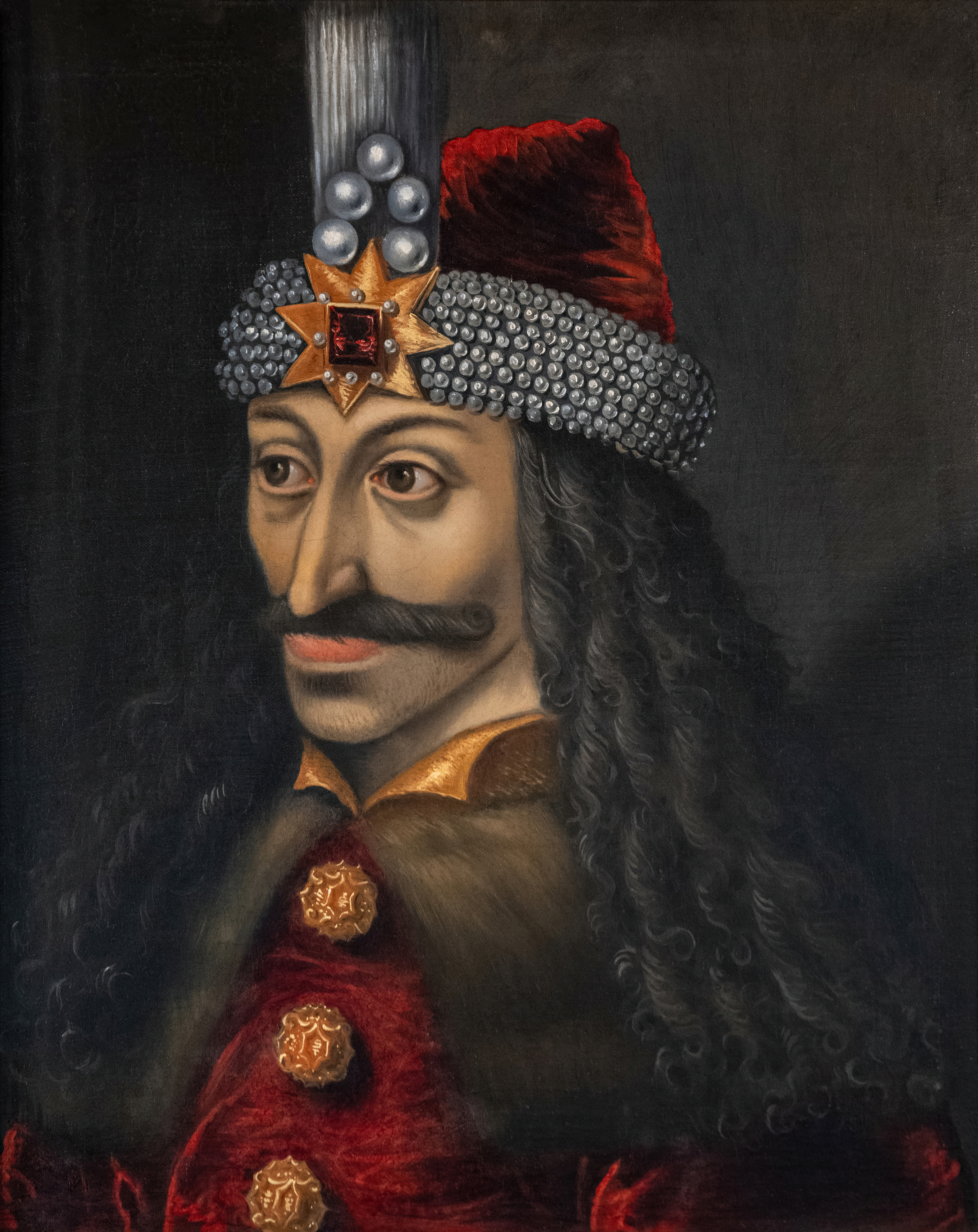
أمير الأفلاق ڤلاد الثالث دراكولا، الشهير بِـ«ڤلاد المُخوزق».

لمَّا وصل السُلطان إلى دار مُلكه الجديدة، قدم إلى ركابه لِتهنئته بِالفتح أُمراء الأطراف، وكان من جُملتهم إسحٰق باشا، الذي وكَّلهُ السُلطان بِمُحافظة ثُغُور الروملِّي، فشكى إليه من أمير الأفلاق ڤلاد الثالث دراكولا د[›]، وتعدِّيه على بلاد الإسلام. وڤلاد المذكور هو ابن ڤلاد الثاني الذي عاصر السُلطان مُراد، وكان قد تربَّع على عرش إمارة آبائه بعد صراعٍ مع ڤلاديسلاڤ الثاني الذي يُعتقد أنه قتل ڤلاد الثاني وحلَّ محلُّه بِدعمٍ من يُوحنَّا هونياد الوصيّ على عرش المجر. وعلى الرُغم من أنَّ ڤلاد الثالث كان قد أقام فترةً من الزمن في البلاط السُلطاني العُثماني بِأدرنة، عندما كان فارًّا من أمام ڤلاديسلاڤ سالِف الذِكر، إلَّا أنَّ سياسته تجاه الدولة العثمانية اتَّسمت بِالتذبذب، نظرًا لِوُقُوع بلاده بين ثلاث دول كُبرى تتنازع السيادة عليها: مملكة بولونيا، ومملكة المجر، والدولة العثمانية. فكان، بِحُكم موقع إمارته الجُغرافي، يُحالف هذه الدولة تارةً، وتلك الدولة تارةً أُخرى، وفقًا لِمصلحته. وكان ڤلاد الثالث قد عقد، في سنة 864هـ المُوافقة لِسنة 1460م، مُعاهدةً مع السُلطان الفاتح تعهَّد بِموجبها بِأن يدفع جزية سنويَّة قدرها عشرة آلاف دوقيَّة مُقابل احتفاظ الإمارة بِإداراتها الداخليَّة، وحماية عُثمانيَّة ضدَّ أي عدوانٍ خارجيّ. وبِمُوزاة ذلك كان يسعى لِلتحالف مع ملك المجر متياس كورڤن، ابن يُوحنَّا هونياد، ضدَّ العثمانيين، وبِالفعل تمَّ لهُ ما أراد، حيثُ أغار على الأراضي العثمانية في بُلغاريا وأحرق المُدن والقُرى، كما اعتدى على التُجَّار العثمانيين النازلين في بلاده. أمام هذا الأمر، أرسل السُلطان قاصدًا إلى ڤلاد الثالث يدعوه إلى الحُضُور والامتثال أمامه، فاحتال الأمير الأفلاقي وأظهر المُلائمة، واعتذر بِأنَّهُ إذا فارق بلاده سلَّمها أهلها إلى ملك المجر، والتمس من السُلطان أن يُرسل إليه جمعًا من الأُمراء والجُنُود لِيحفظوا بلاده إلى أن يعود هو إليها من ركاب السُلطان. فانخدع السُلطان منه وأمر أمير سنجق نيكوبُلي حمزة بك الأرناؤوطي، ويُونُس باشا الخاصكي، وغيرهما بِأن يسيروا مع عساكر سناجقهم إلى مُحافظة بلاد الأفلاق إلى أن يعود إليها دراكولا. ويُروى أنَّ السُلطان طلب من حمزة بك أن يُؤمِّن البلاد ويفرض فيها السلام، وأن يحذر غدر دراكولا وكذبه، ويقتله دون تردُّد فيما لو استشعر منه الغدر والخيانة، أو يقبض عليه ويأتي به مُكبلًا.

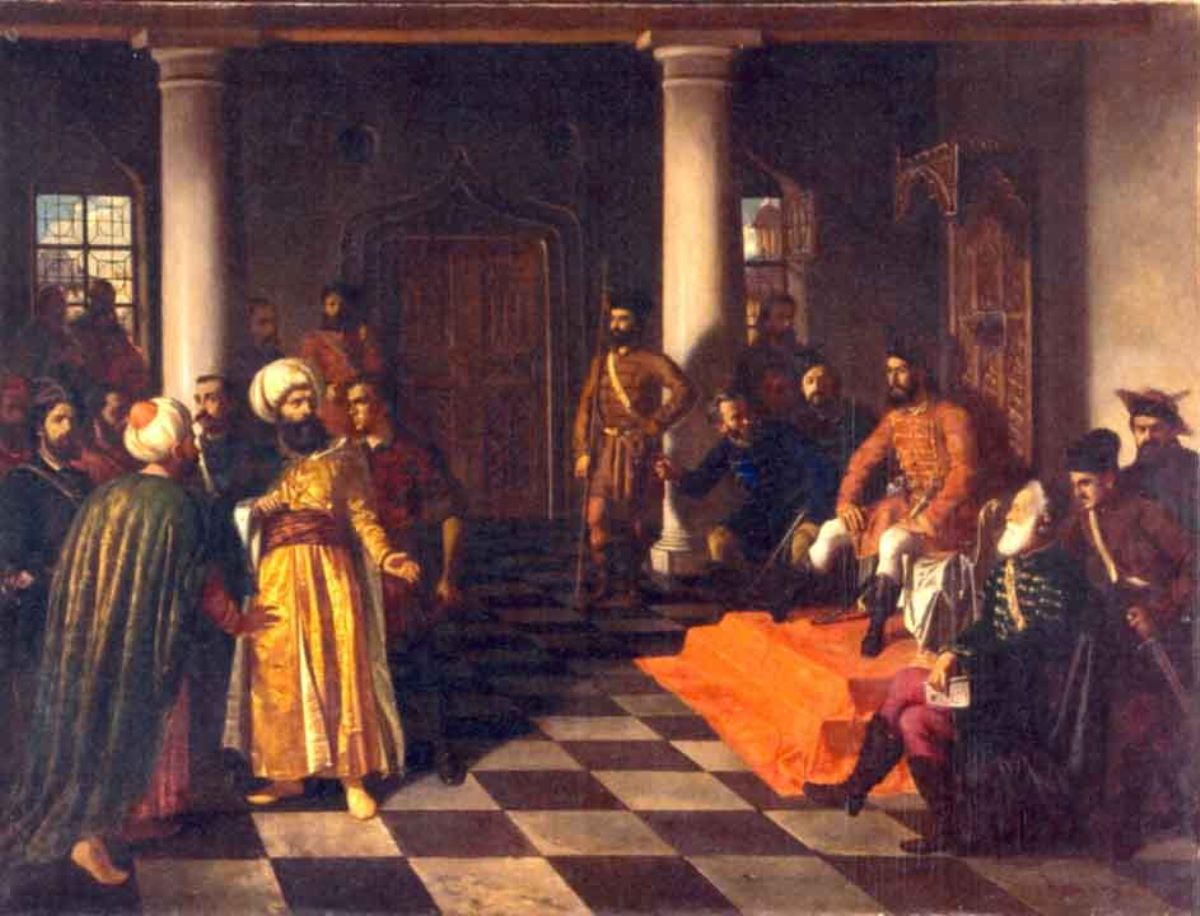
المبعوثان العُثمانيَّان المُرسلان من طرف السُلطان محمد ، في حضرة الأمير ڤلاد الثالث.

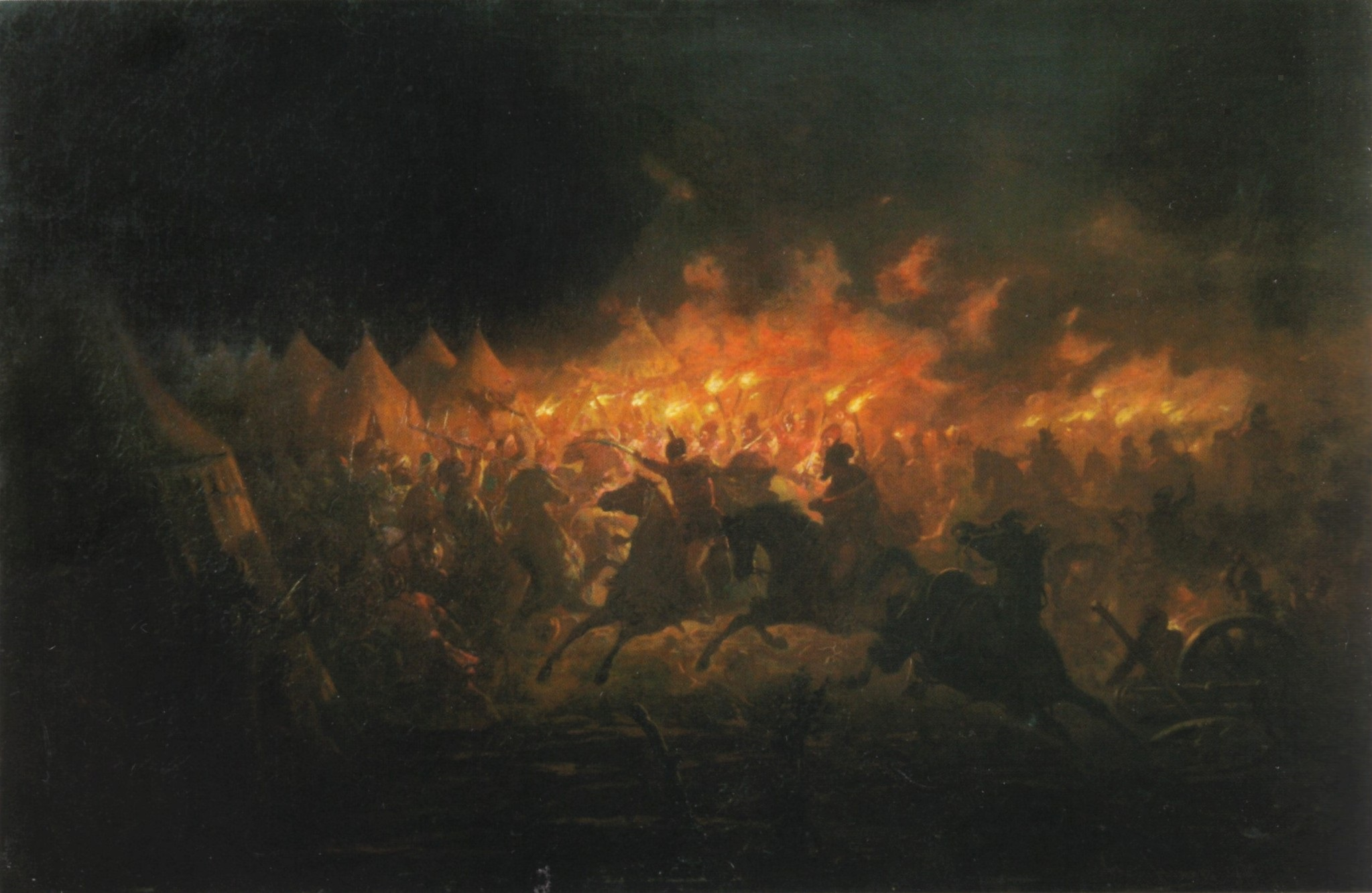
لوحة بِريشة تُيُودور أمان تُصوِّر الهُجُوم الأفلاقي الليلي على المُعسكر العُثماني.

ولمَّا وصل الجيش العُثماني إلى شاطئ نهر الطونة (الدانوب) وكان الوقتُ شتاءً، توقفوا فيه أيَّامًا، فبيَّتهم دراكولا وأعمل فيهم السيف، فقُتل أغلب عناصر الجيش وجميع الأُمراء، بما فيهم حمزة بك ويُونُس باشا، ولم يفلت من المُسلمين إلَّا جمعٌ قليل، وقام دراكولا بِخوزقة كُل الجُنُود العثمانيين، ووضع حمزة بك على أعلى خازوقٍ لِتمييزه عن بقيَّة الجُنُود، كونه أعلاهم رُتبةً. وأغار دراكولا بعد ذلك على البلاد البُلغاريَّة مُجددًا وعاث فيها الفساد، ورجع بِخمسةٍ وعشرين ألف أسير. ولمَّا وصل الخبر إلى السُلطان محمد تكدَّر بشدَّة، لكنَّهُ قرَّر أن يُحاول حل الأزمة الأفلاقيَّة بالوسائل الدبلوماسيَّة لِآخر مرَّة، فأرسل إلى ڤلاد الثالث مندوبين يدعوه إلى الطاعة وإخلاء سبيل الأسرى، فلمَّا مثُل الرُسل أمامه أمرهم بِرفع عمائمهم لِتعظيمه، لكنهم أبوا طلبه لِمُخالفته العادات والتقاليد الإسلاميَّة، فما كان من دراكولا إلَّا أن أمر بِتسمير عمائمهم على رؤوسهم بِمسامير من حديد. لِهذه الأسباب عُرف هذا الأمير الأفلاقي في المصادر العثمانية باسم «قازقلى ويواده» أي «الأمير ذي الأوتاد» و«مانياك» أي «المجنون». لمَّا وصل خبر مقتل المبعوثين إلى السُلطان محمد استشاط غضبًا، وقام لِيضع حدًا لِتعديات هذا الأمير، فسار إليه على رأس جيشٍ يُقدَّر بِمائةٍ وخمسين ألف جُندي في ربيع سنة 866هـ المُوافقة لِسنة 1462م، وجدَّ في السير حتَّى وصل حُدُود تلك الإمارة، في حين أبحر الأُسطُول العُثماني عبر نهر الطونة وهبط في بلدة برايلة. وأرسل السُلطان علي بك بن أفرنوس في طائفة الآقنجيَّة لِلإغارة على البلاد الأفلاقيَّة، ثُمَّ عبر هو أيضًا في عقبه إليها. وكان دراكولا قد تحصَّن في الجبال المنيعة صعبة الدُخُول، ولمَّا بلغهُ أنَّ علي بك يُغيرُ على بلاده وقد امتلأت أيدي أصحابه من الغنائم، قرَّر اتباع سياسة الأرض المحروقة، فأمر رجاله بِإتلاف الزرع والمواشي، ثُمَّ تراجع نحو مدينة ترگُوِشتة. تتابعت المُناوشات بين العثمانيين والأفلاقيين نحو شهر، كانت اليد العُليا فيها لِلعُثمانيين، فقتلوا وأسروا آلاف المُقاتلين، ممَّا دفع دراكولا إلى اتخاذ إجراءٍ يائس لِمُحاولة قلب الكفَّة، ففي ليلة 20 رمضان 866هـ المُوافق فيه 17 حُزيران (يونيو) 1462م، بيَّت دراكولا العساكر العثمانية وهاجمهم على حين غفلة، وبنيَّته قتل السُلطان محمد أو أسره في سبيل إحداث بلبلةٍ واضطرابٍ في الجيش العُثماني، فاشتعلت نار الحرب بين الفريقين إلى طُلُوع الشمس، ثُمَّ انكسر الأفلاقيُّون فهربوا، فعقبهم علي بك ميخائيل أوغلي بِأمر السُلطان وأكثر القتل والأسر فيهم، لكنَّهُ لم يتمكن من القبض على دراكولا لِهُرُوبه والتجائه إلى ملك المجر. فعاد علي بك مع الأسارى والغنائم إلى ركاب السُلطان، الذي أمر شُجعان الأُمراء بتتبُّع القادة الأفلاقيين المُتحصنين في الجبال والصعاب، ففعلوا ذلك وأخرجوهم إلى القفار وقتلوهم عن آخرهم. ثُمَّ سار السُلطان نحو مدينة بوخارست حيثُ نادى بِعزل ڤلاد الثالث وتنصيب أخاه راؤول مكانه لِثقته به، بِما أنَّهُ تربَّى في حضانة السُلطان مُنذُ نُعُومة أظفاره، وبِذلك فُتحت بلاد الأفلاق وأضحت تحت السيطرة المُباشرة لِلدولة العثمانية. ويُقال أنَّ عند وُصُول السُلطان محمد إلى ضواحي بوخارست وجد حول المدينة غابةً من الخوازيق عُلِّقت عليها جُثث الأسرى الذين أتى بهم أمير الأفلاق من بلاد بُلغاريا وقتلهم عن آخرهم بما فيهم الأطفال والنساء.

### فتح جزيرة مدللي
بعد عودته من الأفلاق، أذن السُلطان لِلعساكر في العودة إلى بلادهم، وسار هو في خواصه إلى قلِّيبُلِي، وأمر بِتعمير أُسطولٍ عظيمٍ من الأغربة وغيرها من السُفن الحربيَّة لِفتح جزيرة مدللي، المُسمَّاة بِكُتُب الروم «لسبوس»، وأخذها من أيدي الإفرنج الجنويين لِلقضاء على نُفُوذهم في بحر إيجة وطردهم من هذه المنطقة التي احتلُّوها مُنذ زمن الحملة الصليبيَّة الرابعة. ولمَّا تمَّ أمر الأُسطُول، أرسلهُ السُلطان بِقيادة الصدر الأعظم محمود باشا الصربي إلى مُحاصرة الجزيرة من البحر، وسار هو في عسكر الأناضول ونزل ببلدة آيوالق مُقابل الجزيرة المذكورة. وشرع محمود باشا في رمي القلعة الرئيسيَّة على الجزيرة بِالمدافع الكبار، فلم تقدر الحامية المُكوَّنة من الجنويين والفُرسان الإسبتاريين من الصُمُود أمام القصف العنيف، فأعلن أمير الجزيرة نقولا گاتيلوسيو استسلامه، وطلب الأمان، فأمَّنه السُلطان على نفسه وتسلَّم القلعة صُلحًا، وأقرَّ الرعيَّة على حالهم، ثُمَّ نقل إلى الجزيرة بُيُوتًا من المُسلمين، وبنى فيها مساجد ومصالح لهم، ووزَّع أراضيها على أهل التيمار، وعيَّن عليها أميرًا فارسيًّا هو الشيخ علي بن محمد البسطامي. كما أمر السُلطان بِإنشاء قلعتين مُتقابلتين في مضيق الدردنيل لِلسيطرة عليه بِالنيران المُتقابلة، على غرار مضيق البُسفور، فشيَّد استحكاماتٍ ومتاريس القلعة السُلطانيَّة في جهة آسيا وقلعة «كليد البحر» في جهة قلِّيبُلِي، ثُمَّ عاد إلى مُستقر دولته.

### فتح البُشناق

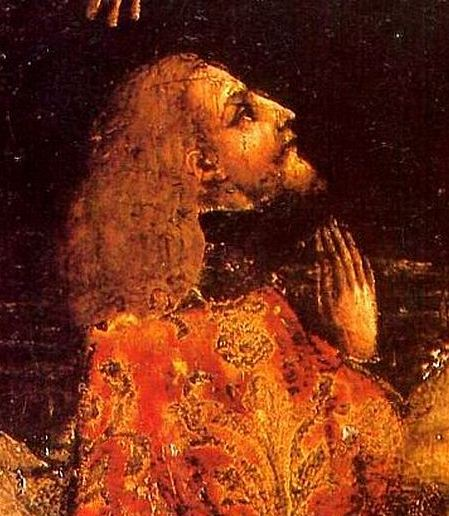
أيقونة تُصوِّرُ ملك البُشناق أسطفان توماسُڤيچ مُتضرِّعًا.

بعد فتح العثمانيين لِبلاد الصرب، أضحوا يُجاورون مملكة البُشناق التي اشتهرت بِقلاعها الكثيرة وجبالها المنيعة، وكان ملكُ هذه البلاد أسطفان توماسُڤيچ أشدُّ خطرًا على الدولة العثمانية من أيِّ حاكمٍ صربيٍّ آخر، لِأنَّهُ كان حليفًا لِلبابا والبُندُقيَّة والمجر، ويسعى إلى تأليب هؤلاء على العثمانيين، لِذلك تطلَّع السُلطان محمد إلى فتح هذه البلاد منعًا لِقيام تحالُفٍ أوروپيٍّ ضدَّه، فبعث إلى ملكها يطلب منهُ الخُضُوع لِلدولة العثمانية، والاعتراف بِسيادتها، ودفع الجزية لها، إلَّا أنَّ أسطفان رفض طلب السُلطان وتمنَّع عن دفع الخراج، والواقع أنَّ أسطفان المذكور كان مُرتبطًا بِحلفٍ قويٍّ مع ملك المجر متياس كورڤن والبابا، وكان قد سلَّم عدَّة قلاع وحُصُون إلى الملك المجري المذكور لِقاء الحُصُول على مُساعدته، فاشترط عليه الأخير أيضًا أن يُقسم له الولاء المُطلق ويتعهَّد بِعدم دفع الجزية لِلعُثمانيين، فكان أن فعل ما أُمر به، خوفًا من أن يتدخَّل متياس لدى البابا ويطلب منه سحب الدعم العسكري عن البُشناق بِسبب قُبُولها الخُضُوع لِلمُسلمين. واستنجد أسطفان بِملك المجر والبابا پيوس الثاني، وبيَّن لهما أنَّهُ لو تمَّ لِلعُثمانيين السيطرة على البُشناق فإنَّهم سينقضُّون بعد ذلك على إيطاليا ورومة، إلَّا أنَّهُ لم ينل إلَّا الوُعُود، رُغم التزامه بِالعُهُود القائمة بينه وبين المجر والبابويَّة. وفي أوائل ربيع سنة 867هـ المُوافقة لِسنة 1463م، بعث السُلطان رسولًا آخر إلى أسطفان يُخيِّره بين الاستسلام أو القتال، فكان جوابه الرفض أيضًا. وحاول الملك البُشناقي الحُصُول على مُساعدة أطرافٍ أُخرى ضدَّ العثمانيين، فاتصل بِجُمهُوريَّة رجوسة التي توسَّطت بينه وبين إسكندر بك الذي تعهِّد بإرسال جيشٍ لِلمُساعدة. كما اتصل بِالبُندُقيَّة، لكنها لم تُقدِّم أيَّة وُعُود جديَّة بِالعون. وحاول كذلك الحُصُول على المدد من فرديناند الأوَّل ملك النبلطان، لكنَّ هذا تحجَّج بِالمُشكلات الداخليَّة لِبلاده واكتفى بِدعم أسطفان دعمًا معنويًّا.

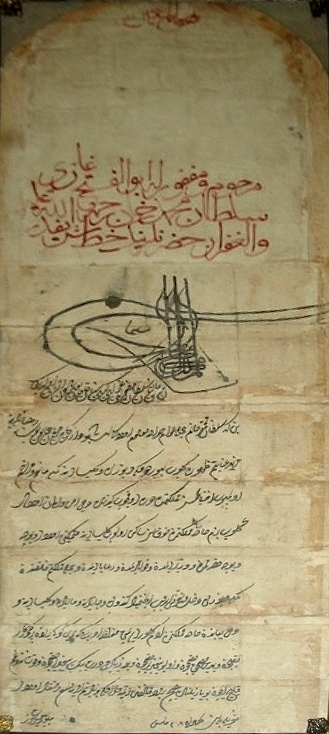
العهدنامه، أو كتاب الأمان، الذي أرسله السُلطان محمد إلى الكهنة والقساوسة الكاثوليك في البلاد البُشناقيَّة حديثة الفتح، يُؤمِّنهم فيه على أنفُسهم ودينهم وكنائسهم.

عندما وصل جواب أسطفان إلى البلاط العُثماني، زحف السُلطان الفاتح بِاتجاه البُشناق ونزل بِإسكوپية حتَّى نزل عليه بقيَّة العسكر، ثُمَّ سار بهم وأرسل الصدر الأعظم محمود باشا في مُقدِّمة الجيش، فسار وحاصر حصن لوفجة وأخذه بعد ثلاثة أيَّام، ثُمَّ توجَّه إلى حصن يايجة، وكان أسطفان مُتحصنًا فيه، فهرب منه قبل وُصُول الصدر الأعظم إلى قلعة صقول، وكانت في غاية المناعة والحصانة، ولمَّا وصل محمود باشا إلى قُرب يايجة عرف بِهرب أسطفان، فأرسل عُمر بك بن طُرخان لِلتجسس وجمع المعلومات واكتشاف مهرب الملك البُشناقي، فسار عُمر بك في جمعٍ من الآقنجيَّة، وظفر بِجماعةٍ من الجُنُود البُشناقيين، فأسرهم وأرسلهم إلى الصدر الأعظم، وتابع سيره حتَّى بلغ صقول، حيثُ يُروى أنَّ العثمانيين كادوا يعبرون المدينة دون أن يعلموا بِوُجود الملك في حصنها، لولا أنَّ أعلمهم بِذلك أحد العوام لِقاء مبلغٍ من المال. وهكذا حوصرت القلعة طيلة أربعة أيَّام، خرج خلالها العسكر البُشناقيين وقاتلوا العثمانيين قتالًا شديدًا، وكادوا يهزموهم لِقلَّتهم، لولا أن وصل محمود باشا في بقيَّة الجيش وكسروا المُحاصرين، وتابعوا الضغط على القلعة. وأرسل محمود باشا إلى أسطفان يُخبره أنَّهُ مُستعدٌ لِتأمينه إن استسلم وسلَّم القلعة، ولمَّا كانت المُؤن والذخائر قد تناقصت بِشكلٍ كبير، أدرك أسطفان أنَّ لا مناص من نصر العثمانيين، فقبل عرض الصدر الأعظم واستأمنه، فأمَّنه وتسلَّم القلعة، ثُمَّ حاصر قلعة «أرجاي» وكان أخو أسطفان مُتحصنًا فيها، فسلَّمها أيضًا بِالأمان، ثُمَّ عاد محمود باشا إلى الركاب العالي ومعه الملك وأخوه.
خِلال تلك الفترة كان السُلطان قد افتتح حصن يايجة وأجلى أهله إلى نواحي إسلامبول، وفي أثناء ذلك وصل الصدر الأعظم وأخبر الفاتح بما جرى من أحداث بما فيها تأمين أسطفان، فقبَّح السُلطان هذا الفعل وعاتب محمود باشا عليه لِشدَّة غضبه على الملك البُشناقي، الذي لم يَر خلاصه وتأمينه، فاستفتى العُلماء المُلازمين لِركابه في هذه الحملة في قتل أسطفان، فأفتى بِذلك الشيخ علي بن محمد البسطامي، وأمر السُلطان بإعدام أسطفان وأخيه، فنُفِّذ الأمر ودانت بِذلك جميع بلاد البوسنة وأصبحت جُزءًا من الدولة العثمانية، ولم يبقَ أمام الفاتح سوى إقليم الهرسك لِيُتمم فتح كامل البُشناق. ومن الجدير بِالذكر أنَّ الفاتح أرسل عهدًا بِالأمان إلى جميع الكهنة والقساوسة الكاثوليك في البلاد حديثة الفتح يُؤمِّنهم فيه على أنفسهم ودينهم وكنائسهم، ومن بعض ما ورد فيه:
نحنُ السُلطان محمد خان... نُعلنُ لِعامَّة النَّاس وخاصَّتهم أننا أنعمنا على رُهبان البوسنة الذين يحملون هذا الفرمان، وأصدرنا الأوامر:
ألَّا يتعرَّض أحد لِهؤلاء الرُهبان ولا لِكنائسهم، ولا يتمّ إزعاجهم... من يكون منهم في بلادي مُستقرًّا فيها، أو هاربًا إليها على حدٍّ سواء، لهم الأمن والأمان، يُمكنهم أن يأتوا إلى بلادي ويسكُنوا فيها بِأمانٍ، ويستقرُّوا في كنائسهم... ولن يُصيب هؤلاء أي شكلٍ من أشكال التعرّض والإضرار من أحد، لا منَّا ولا من وُزرائنا ولا من شعبنا...

وبإعلان هذا الفرمان، أُقسم بِالله العظيم خالق السموات والأرض، وبِالرُّوح النقيَّة الطاهرة المُنوَّرة لِلرسول صلواتُ الله وسلامه عليه، وبِالصُحف السبعة، وبِحق 124 نبيّ ورسول، وبحق هذا السيف الذي أتأبطه، بِأنَّنا لن نسمح أن يُخالف أيٌ من أفراد رعيتنا ما كُتب وأُفهم، ما دام أولئك المُوجَّه لِمصلحتهم يلزمون السلم والطاعة.
بعد ذلك، أسرع السُلطان وتوجَّه لِفتح بلاد الهرسك، وهي القسم الجنوبي من البُشناق، فقد كان فتح هذا الإقليم يُشكِّلُ ضرورةً سياسيَّةً وعسكريَّةً نظرًا لِمناعة حُصُونه وموقعه الجُغرافي المُشرف على البحر الأدرياتيكي. ولمَّا علم أمير البلاد «أسطفان ڤوكيچ» بِمسير العثمانيين، هرب إلى إحدى جُزر البحر سالف الذِكر، وكان السُلطان قد أرسل الصدر الأعظم محمود باشا إلى تسخير تلك البلاد، وعاد هو إلى صوب إسلامبول، فسار الصدر الأعظم وسيطر على جميع القلاع والحُصُون الهرسكيَّة: بعضُها بِالأمان وبعضُها بِالسيف، واغتنم أموالًا عظيمة، فأرسل الأمير الهرسكي ولده مع أموالٍ غزيرة إلى ركاب السُلطان لِطلب الأمان، فأجابه السُلطان إلى ذلك، وقسَّم الهرسك إلى قسمين؛ فضمَّ أنفعها إلى الدولة العثمانية، وهي الأراضي الواقعة شمال بلدة بلاغاي، وترك لأميرها القسم الآخر، وبقي ابن أسطفان مقيمًا في البلاط السُلطاني حيثُ تعرَّف على الإسلام وانتهى به المطاف أن اعتنقه.

## الحرب الكُبرى مع البُندُقيَّة

### تحالف أعداء العثمانيين

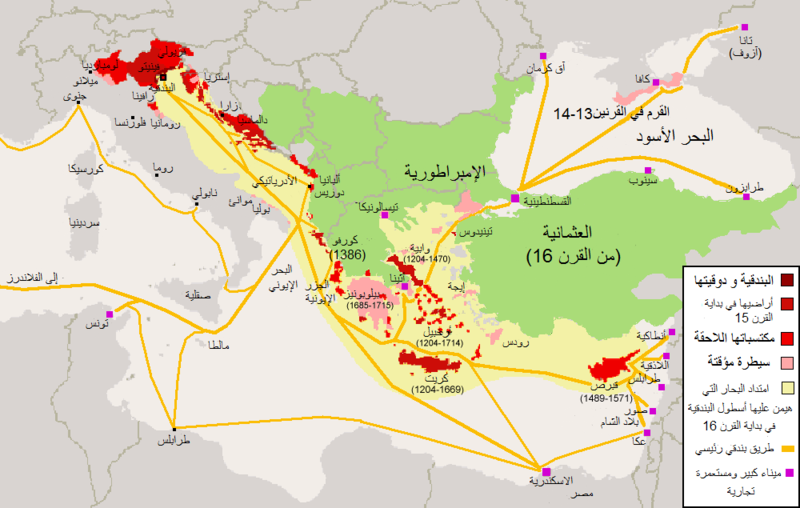
خريطة تُصوِّر موقع جُمهُوريَّة البُندُقيَّة ومُمتلكاتها في المشرق الإسلامي والبحر المُتوسِّط ومُجاورتها لِلدولة العثمانية، بِالإضافة لِخُطُوط التجارة البُندُقيَّة الرئيسيَّة في الحوض الشرقي من البحر المذكور.

بلغت جُمهُوريَّة البُندُقيَّة، مُنذُ نهاية القرن الرابع عشر الميلاديّ، درجةً عظيمةً من القُوَّة في المشرق الإسلامي، بِما أنشأت من تجارةٍ واسعةٍ ومُستعمراتٍ كثيرةٍ ومحطَّاتٍ ومراكز هامَّة في بحاره. ويبدو أنَّ بُرُوز البُندُقيَّة على هذا الشكل، يعود إلى عدم وُجُود مُنافسٍ يُشكِّلُ خطرًا عليها. فغريمتها جنوة قد أصابها الوهن، وأشرفت على الاضمحلال، والإمبراطوريَّة البيزنطيَّة كانت تمر في مراحل شيخوختها، في حين كانت الدولة العثمانية في بداية نشأتها السياسيَّة، فنظرت إليها البُندُقيَّة بلا مُبالاة. لكن مع تزايد نُموّ هذه الدولة الإسلاميَّة، واتساع فُتُوحاتها، حمل البُندُقيَّة على تغيير نظرتها إليها، إذ خشيت أن تُعرقل تجارتها أو تقطع سُبُل مواصلاتها، فراحت تتقرَّب إليها، وتعقد المُعاهدات معها. لكنَّ هذه المُعاهدات كانت مؤقتة بِفعل استمرار توسُّع الدولة العثمانية، وحرص البُندُقيَّة على الاحتفاظ بِمركزها المُمتاز في المشرق. وتحقيقًا لِهذا الهدف قوَّت مركزها في اليونان والمورة وبحر إيجة، واستولت على مواقع استراتيجيَّة جديدة فيها، مُحاولةً ما أمكن حرمان العثمانيين من التوسُّع، وكانت أكثر ما تخشاه هو سُقُوط القسطنطينية بِأيديهم لِأنَّهم بِذلك سيُشكلون خطرًا جديًّا، ليس على تجارتها فحسب بل وعلى وُجودها في المشرق، لِذلك حاولت البُندُقيَّة مُساعدة الروم على الصُمُود في وجه الحصار العُثماني، كما ساندت الحركات المُناهضة لِلحُكم العُثماني في الإيالات والبلاد المفتوحة، كحركة إسكندر بك الأرناؤوطي. لكنَّ القسطنطينية سقطت في النهاية، واضطرَّت البُندُقيَّة إلى الاعتذار عن موقفها أمام السُلطان محمد . وفي سنة 864هـ المُوافقة لِسنة 1460م، أتمَّ السُلطان فتح المورة حيثُ كانت لِلبُندُقيَّة مراكز هامَّة، فتجاور الخصمان وتواجها، وساد الشُعُور بِأنَّ الصدام أضحى وشيكًا، فأعادت البُندُقيَّة النظر في سياسة الصُلح مع العثمانيين. وأُشيع في ذلك الزمن أنَّ السبب المُباشر لاندلاع الحرب بين العثمانيين وأعدائهم، وعلى رأسهم البُندُقيَّة، كان إلحاق البُشناق بِالدولة العثمانية، ففي سنة 868هـ المُوافقة لِسنة 1463م، وصل الخبر إلى السُلطان بِأنَّ ملك المجر متياس كورڤن قد اتفق مع الحُكَّام البنادقة على طلب ثأر ملك البُشناق أسطفان توماسُڤيچ، واجتمعت كلمتهم على أن يهجم الملك المجري على البلاد العثمانية المُجاورة لِمُلكه، ويثب البنادقة على بلاد المورة ويعمرون سد كرمه حصار، الذي هدمه السُلطان مُراد قبل عدَّة سنوات، ثُمَّ يأخذون البلاد تدريجيًّا، وقد اتبعهم في ذلك الأرناؤوطيين. لكنَّ السبب الحقيقي كان الفتح العُثماني لِلقُسطنطينيَّة وإغلاق العثمانيين المضائق في وجه سُفُن البُندُقيَّة، بِالإضافة إلى حيازة العثمانيين على قُوَّةٍ عسكريَّةٍ واقتصاديَّةٍ لا تسمح لِأي دولة أن تنال منهم، وشكَّل سُلُوك العثمانيين الظافرين مصدرًا لِلقلق في أوروپَّا، لا سيَّما وأنَّ الكثير من المُسلمين كانوا يُستوطنون البلاد المفتوحة بعد كُلِّ انتصار، ويعملون على نشر الإسلام فيها وتعريف أهلها على هذا الدين، وقد أصابوا في ذلك نجاحًا كبيرًا، فقد اعتنق الإسلام العديد من الكرواتيين البوغوميليين، ودخلت أفواجٌ هائلةٌ من البُشناقيين والأرناؤوطيين في هذا الدين، وقد ثبت هؤلاء بِالذات على الإسلام وتمسَّكوا به، ودخلوا في نطاق الثقافة العثمانية.

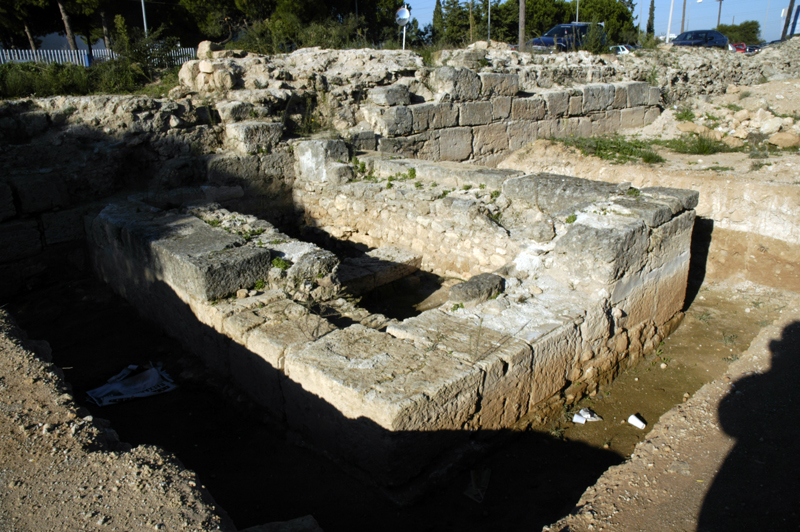
أطلال إحدى أبراج سد كرمه حصار الذي أعاد العثمانيون هدمه زمن السُلطان محمد الفاتح، بعد أن هُدم لِأوَّل مرَّة زمن السُلطان مراد الثاني.

استشار السُلطان محمد الأعيان المُدبِّرين والأُمراء المُجرِّبين في ما يجب فعله بعدما وصلت الأخبار باستعدادات البنادقة والمجريين لِحرب العثمانيين، فاجتمعت الكلمة في الشُرُوع على دفع الأضرِّ منهم، والعمل بِالأهم فالأهم، فأرسل السُلطان الصدر الأعظم محمود باشا في جميع العسكر إلى المورة لِيمنع البنادقة من تعمير سد كرمه حصار، فسار الصدر الأعظم في ربيع سنة 869هـ المُوافقة لِسنة 1464م إلى صوب المورة، لِيكتشف أنَّ البنادقة قد سبقوه إليها وعمَّروا السد سالف الذِكر، وجعلوه أحكم ممَّا كان عليه، وشحنوه بِالمدافع والمُقاتلة. كما شرعوا بِمُحاصرة قلعة كورنثة وكادوا أن يأخذوها من أيدي المُسلمين، وكان والي المورة سنان بك بن علوان قد تحصَّن فيها، ولمَّا اشتدَّ الأمر عليه اتفق مع أتباعه وخرج من القلعة في ليلةٍ ظلماء وبيَّت البنادقة وكسرهم، ولم يلبث محمود باشا أن وصل في عقب هذه الواقعة في عسكرٍ عظيم، وهجم على كرمه حصار وسخَّرها بِأيسر وجه، ثُمَّ دمَّرها بِالكامل، وتتبَّع البنادقة وقتل منهم فريقًا وأسر آخر، وأجبر البقيَّة على الفرار إلى ساحل البحر حيثُ ركبوا سُفنهم وأقلعوا فورًا، بعد أن فقدوا قائدهم وأنهكهم الزحار. وأرسل محمود باشا إلى ركاب السُلطان يُعلمه بانتصاراته الباهرة، ففرح بِذلك وأرسل الخُلع إلى الصدر الأعظم، وأمره بِتسخير بقيَّة قلاع المورة، فجدَّ الوزير في ذلك وافتتح قلاع: آرغوس وإسپرطة ويلدروز وميتوري ولوندار. نتيجةً لِلمُواجهات الفاشلة في المورة مع الدولة العثمانية، رأت البُندُقيَّة أن تستند على فكرة حرب العثمانيين من الشرق والغرب في الوقت نفسه، فراحت تبحث عن حُلفاءٍ لها في منطقة الأناضول الشرقيّ، كما لم تُهمل مُحالفاتها مع الغرب الأوروپي. ولم يكن في الشرق دولة مسيحيَّة سوى مملكة الكرج، لِذلك مالت البُندُقيَّة إلى التعامل مع إحدى الدُول الإسلاميَّة المُناوئة لِلعُثمانيين.

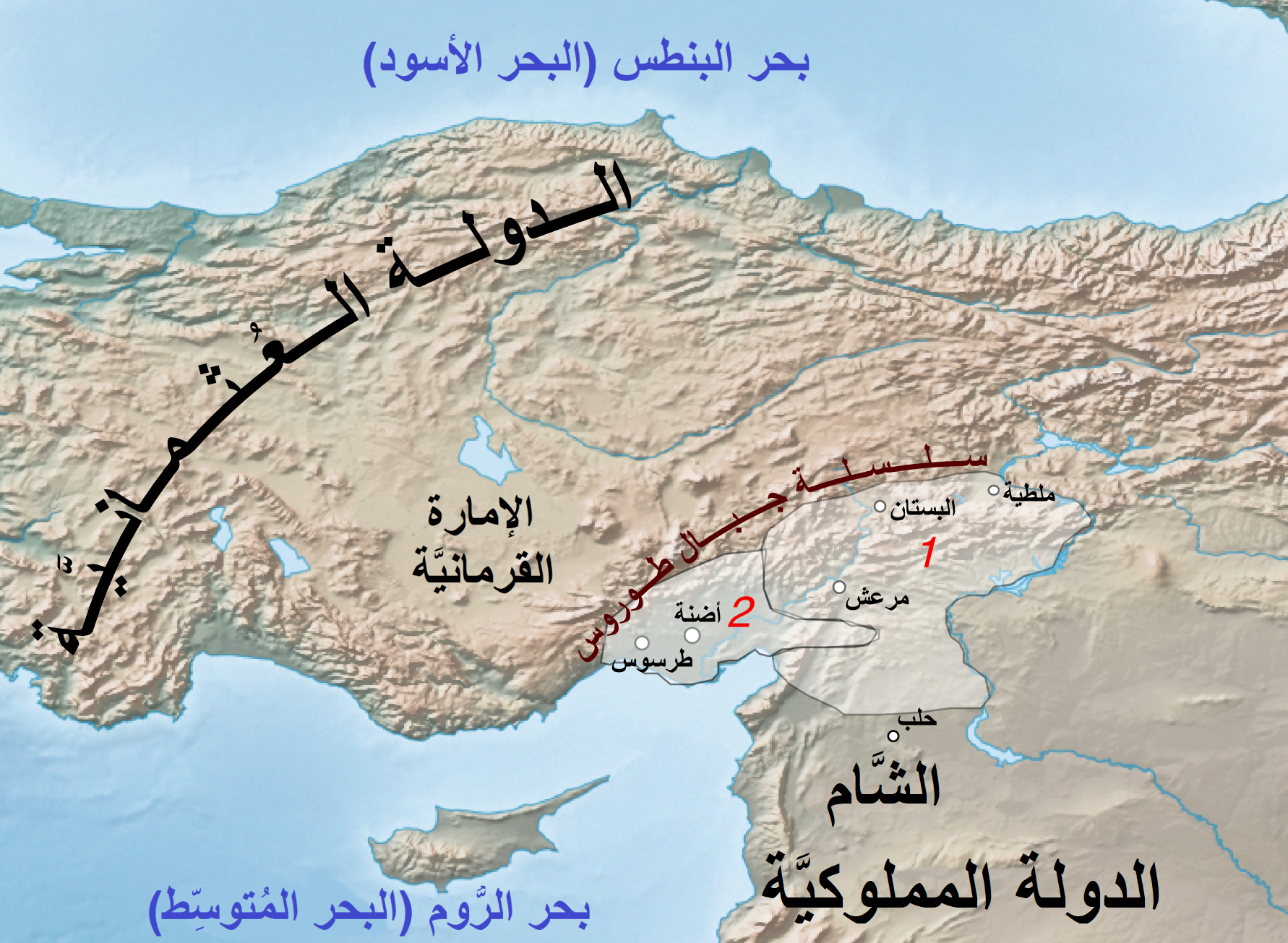
خريطة تُظهر موقع إمارتيّ رمضان (2) وذي القدريَّة (1) بين الدولتين العثمانية والمملوكيَّة.

كان في بلاد الأناضول آنذاك ثلاث إماراتٍ من الأُسر التُركمانيَّة، وهي إمارتا القرمانيين وذي القدريَّة، التابعتان لِلسيادة العثمانية، وإمارة رمضان، التابعة لِلمماليك في مصر والشَّام. وهكذا تطلَّعت البُندُقيَّة إلى إمارة القرمان لِتحريضها على مُهاجمة العثمانيين، وبِخاصَّةً أنَّ هذه الإمارة قد أخذت على عاتقها في السَّابق القيام بِمُضايقتهم، إلَّا أنَّ الفاتح كان قد أخضعها كما أُسلف، ولم يعد القرمانيين الحليف الذي يُمكن أن يُسدِّد ضربة لِلقُوَّة العثمانية. فتوجَّهت الأنظار نحو الدولة المملوكيَّة في سبيل تحريض المماليك على العثمانيين عبر استغلال الخلافات الحُدُوديَّة بين الطرفين، لكنَّ المماليك اعتبروا بِأنَّ خلافاتهم مع العثمانيين ليست مُهمَّة بِالدرجة التي تجعلهم يُقدمون على دُخول حربٍ واسعة، كما أنَّ السلطنة المملوكيَّة لن تُقدم على أيِّ عملٍ، بِالتحالف مع النصارى، ضدَّ دولةٍ إسلاميَّةٍ أُخرى، يُضاف إلى ذلك أنَّهُ لم تظهر من جانب السُلطان العُثماني أيَّة بوادر تُشير إلى رغبته باجتياز نهر الفُرات وجبال طوروس، وإنَّما ركَّز جُهُوده على أوروپَّا. نتيجةً لِهذه المواقف السياسيَّة، تطلَّعت البُندُقيَّة إلى الدولة الآق قويونلويَّة، وعقد آمالها على أوزون حسن الذي أبدى استعدادًا لِمُهاجمة العثمانيين، وأثبت هذا الأمير التُركماني أنَّهُ يملكُ قُوَّةً عسكريَّةً هائلة، فهو يُسيطر على الأناضول الشرقيَّة، ويتحرَّق غيظًا من السُلطان محمد الذي قضى على إمبراطوريَّة طربزون التي تشُدُّه إليها روابط عائليَّة، بِالإضافة إلى أنَّهُ أخضع إمارة القرمانيين ما أحدث تضعضُعًا وخللًا في التوازن في المنطقة. ورأى الأوروپيُّون أنَّهُ لو كان بِالإمكان إعطاء الدور الذي لعبه تيمورلنك في الماضي، إلى أوزون حسن، لكسبت أوروپَّا الحرب من الناحية الإستراتيجيَّة، وحتَّى إن لم يتيسَّر لها دحر القُدرة العثمانية، فإنَّهُ سيكون في إمكانها حصرها في حُدُود المعقول.
وكانت المصالح التجاريَّة دافعًا قويًّا لِأوزون حسن لِلاصطدام بِالعثمانيين، ذلك أنَّ طربزون كانت منفذًا لِلتجارة الإيرانيَّة ومُرتبطة تجاريًّا بِعاصمته تبريز، وقد خشي من أنَّ الامتداد التوسُّعي العُثماني، باتجاه الشمال والشرق، سوف يقضي على مصالحه التجاريَّة، لِأنَّ العثمانيين سيتحكَّمون عندئذٍ بِالطُرق التجاريَّة ويُضايقون التُجَّار الإيرانيين، لِذلك حاول الاستيلاء على أعالي الفُرات، وهي الطريق الطبيعي لِلتجارة الإيرانيَّة التي ترتبط بِالأناضول بِشبكةٍ من الطُرق التجاريَّة امتدادًا إلى شماليّ الشَّام. وكان القضاء على إمبراطوريَّة طربزون من قِبل السُلطان محمد الفاتح، الشرارة التي أشعلت نار الحرب بين العاهلين. وقد روادت الأمير التُركماني فكرة القضاء على العثمانيين والمماليك معًا لِيُقيم على أنقاض مُلكهما تلك الدولة الواسعة التي كان يحلم بها. وهكذا جرت مُفاوضاتٌ بين البُندُقيَّة وبين أوزون حسن شاركت فيها بعض الدُول الأوروپيَّة والبابويَّة، تميَّزت بِالأناة والهُدُوء، واتُّفق على وضع الخُطُوط العريضة لِلمُعاهدة التي تضمَّنت خطَّةً لِلتقسيم التي تحصل المجر بِموجبها على حصَّة الأسد لِتخصيصها أكبر قُوَّة عسكريَّة، فلها بلادُ الصرب وبُلغاريا والبُشناق والأفلاق، وتحصل البُندُقيَّة كذلك على حصَّةٍ كبيرة، بِفعل مُوافقتها على تحمُّل القسم الأكبر من النفقات الماليَّة، بِالإضافة إلى تقديمها أُسطولها البحري القويّ، فتكون المورة وآتيكة وتسالية وإپيروس من نصيبها. ويُعاد إحياء الإمبراطوريَّة البيزنطيَّة على أن تنحصر حُدُودها في تراقية لِكونها أرثوذكسيَّة، وتكون بِمثابة دولة حاجزة، وبِذلك يُطرد المُسلمون من أوروپَّا بِشكلٍ كاملٍ. أمَّا الأراضي التي ستبقى لِلعُثمانيين في الأناضول فتكون رهنًا بِسياسة أوزون حسن الذي سيُعيد إلى إمارة القرمان استقلالها ويُعيد تأسيس إمبراطوريَّة طربزون ويضعهما تحت حمايته، كما سيضم أراضي الأناضول الوسطى، وبِذلك تنحصر الدولة العثمانية بين بحر البنطس (الأسود) وبحر مرمرة وبحر إيجة والبحر المُتوسِّط، ولا يُسمح لها بِالاقتراب من الأناضول الأوسط. وعلم السُلطان الفاتح، الذي كان يملك أقوى شبكة تجسُّس في العالم، ولهُ عُيُونٌ وأرصادٌ في كُل منطقةٍ من أوروپَّا، إجراءات الاتفاق الذي رُتِّب ضدَّه، خُطوة بِخُطوة، فتحرَّك بِسُرعةٍ لِإحباطه، وتمكَّن من سبق الأعداء.

### الحملة الثانية على المجر
بعد هذه الترتيبات، تحرَّك البابا پيوس الثاني من رومة في 12 شوَّال 868هـ المُوافق فيه 18 حُزيران (يونيو) 1464م، على رأس جيشٍ صليبيٍّ، لكنَّهُ تُوفي في الطريق. صبَّت هذه الحادثة في مصلحة العثمانيين، لِأنَّ البابا الجديد بولس الثاني قد تحوَّل عن مُحاربة العثمانيين إلى مُحاربة ملك بوهيميا جُريج الپوديبرادي لِحمايته الهراطقة الهوسيِّين أتباع الكاهن يُوحنَّا هوس، وسُرعان ما خرج ملك المجر متياس كورڤن وأخذ قلعة يايجة وحصَّنها، وبلغ ذلك السُلطان فتجهَّز بِأكمل جهاز وسار في ربيع سنة 870هـ المُوافقة لِسنة 1466م إلى استرداد القلعة المذكورة، فحاصرها مُدَّةً مديدةً وقاتل حاميتها، لكنَّهُ لم يتمكَّن من فتحها، ثُمَّ بلغه أنَّ ملك المجر قد حاصر بلدة إزورنيق مع جمعٍ عظيمٍ من الجُنُود، فترك السُلطان محمد بك بن منت لِيستكمل حصار يايجة، وتوجَّه هو في بقيَّة العسكر إلى قتال متياس كورڤن؛ ولمَّا تبيَّن له أنَّ الدُرُوب والمعابر الجبليَّة كانت مشحونةً بِالأعداء والمدافع الكبار ويصعب عُبُورها، عيَّن الصدر الأعظم محمود باشا على رأس الجيش لِإنجاد إزورنيق، وعاد هو إلى صوفية وشتى فيها. وكان قائد حامية البلدة سالِفة الذِكر هو إسكندر بك ميخائيل أوغلي، ومعهُ خمسُمائة مُقاتل، وقد أظهروا الجلادة والتدبير في الدفاع عنها، إلَّا أنَّ الأمر اشتدَّ عليهم لمَّا طال أمد الحصار، ولم يبقَ عندهم شيءٌ من الزاد والذواد والآلات، وكان الوقت شتاء والأرض محفوفة بِالثُلُوج، فكادوا أن يستسلموا لولا أن وصلهم جاسوسٌ من طرف الصدر الأعظم يُثبِّتهم ويُعلمهم أنَّ النجدة قد أصبحت قاب قوسين أو أدنى. ووجد الجاسوس أنَّ المجريين قد استتروا في حُفرٍ تحت الأرض من شدَّة البرد، فعاد وأخبر الصدر الأعظم بما رآه، فأسرع الخُطى وأخذ المجريين على حين غرَّة وسحقهم سحقًا، وترك الملك المجريُّ مدافعه وسائر آلات الحصار وفرَّ ناجيًا بحياته، فتبعهُ محمود باشا إلى أن عبر نهر صوه، وهكذا نجا متياس كورڤن من الموت بِصُعُوبة، ولم يفلت معهُ سوى جمعٌ قليلٌ من جُنُوده، واغتنم العثمانيون أشياء كثيرة. ثُمَّ رمَّم الصدر الأعظم إزورنيق وحصَّنها بِالرجال والميرة، وعاد إلى ركاب السُلطان. أمام هذه المُستجدَّات، اضطرَّت البُندُقيَّة إلى تحمُّل عبء الحرب على الجبهة الغربيَّة بِمُفردها.

### الحملة ضد إسكندر بك

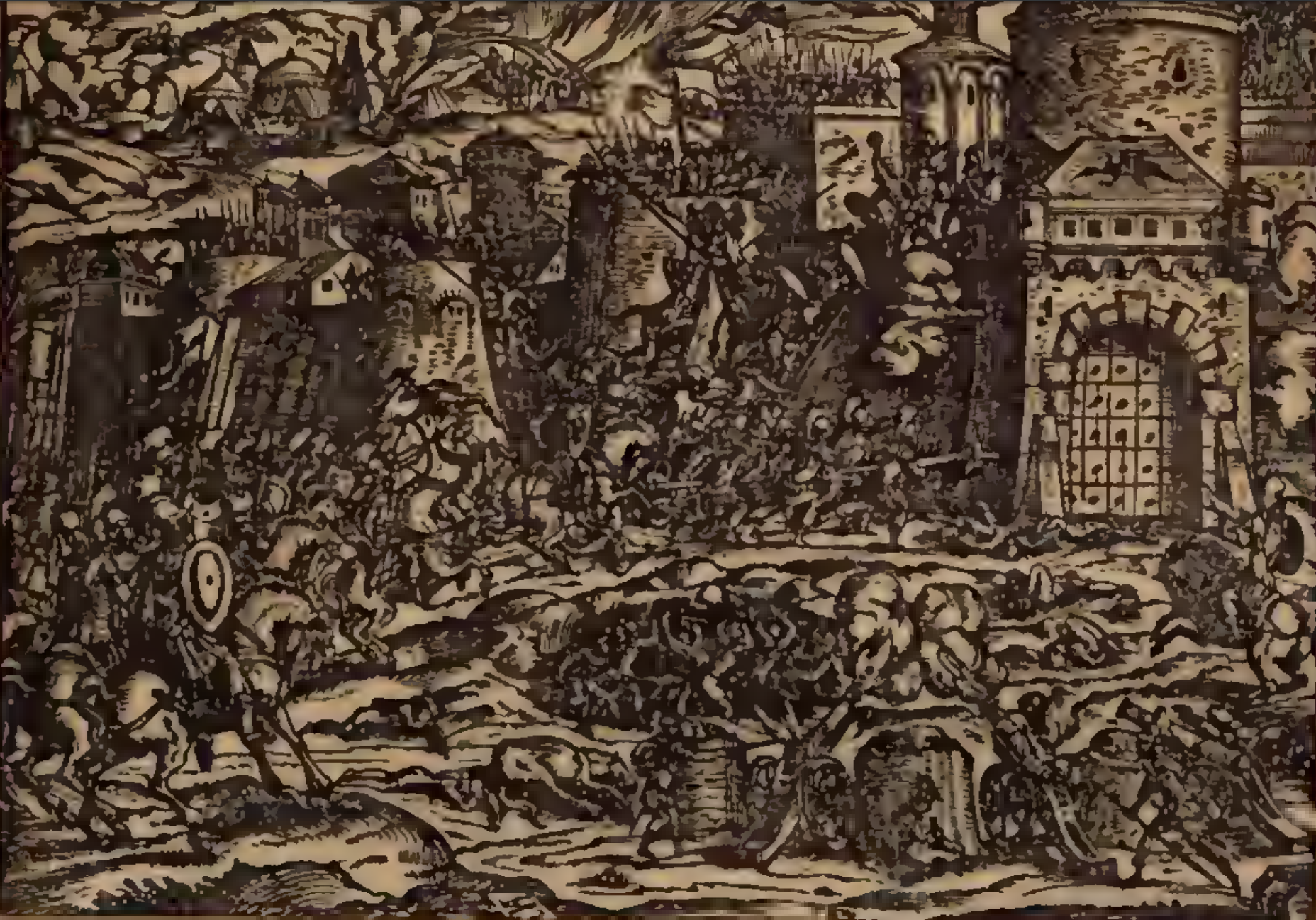
العثمانيون يُحاصرون مدينة آقچة حصار بِقيادة السُلطان محمد الفاتح.

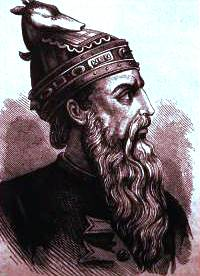
رسمٌ لِإسكندر بك، أبرز وأشد خُصُوم الدولة العثمانية طيلة 25 سنة، مُنذُ أن انشقَّ عن السُلطان مراد الثاني بُعيد هزيمته على يد الصليبيين، خلال الحملة الطويلة، وحتَّى وفاته سنة 1468م.

بعد هزيمة المجريين، حوَّل السُلطان محمد انتباهه إلى بلاد الأرناؤوط لِتسخيرها لِاتفاق أُمرائها وزُعماء عشائرها مع البنادقة، فعاث فيها وبثَّ سراياه إلى أطرافها، فأصاب العثمانيون غنائم وسبايا كثيرة، ثُمَّ استأمن إليه بقيَّة حُكَّام تلك البلاد، والتزموا أداء المال والخراج، فأمَّنهم السُلطان، ثُمَّ أمر ببناء قلعةٍ مُحكمةٍ في وسط تلك الديار لِمُحافظة عُهودهم، وسمَّاها إيلبصان، وشحنها بِالرجال وأودع فيها ما تحتاجه من المدافع وآلات الحرب. ثُمَّ بلغهُ أنَّ إسكندر بك العاصي قد نقض المُعاهدة التي أبرمها مع العثمانيين في شهر رمضان سنة 865هـ المُوافق فيه شهر حُزيران (يونيو) 1461م، التي ترك فيها السُلطان إقليميّ الأرناؤوط وإپيروس لِإسكندر بك، وأغار على بلاد قلقان دلن، فتوجَّه السُلطان في ربيع سنة 872هـ المُوافقة لِسنة 1468م لِدفع غائلة إسكندر بك، وحاصر عاصمته آقچة حصار، وعرض على حاميتها التسليم وتعهَّد لهم بِتأمينهم على حياتهم، لكنَّ أهل الحصن بادروا بِقصف المُحاصرين بِالمدافع، فردَّ عليهم العثمانيون بِالمثل، وقصفوا الحصن قصفًا عنيفًا، لكن بلا طائل، فقد صمدت المدينة، لكنَّ طول الحصار أضعف المُقاومة وقلَّل المؤونة والذخائر، فاضطرَّ إسكندر بك أن يبعث الكردينال «بولس أنجلوس» إلى البُندُقيَّة لِيُعلم حُكَّامها بِصُمُود الأرناؤوطيين في عاصمتهم، وأنَّ هذا الصُمُود لا يُمكن أن يدوم إلَّا لو أرسل البنادقة مددًا. لكنَّ البُندُقيَّة ردَّت بأنها غير قادرة على المُساعدة كونها تُواجه ضُغُوطًا مُتزايدةً من العثمانيين في كُلٍ من دلماسية وبحر إيجة، وأنَّها غير قادرة على تجنيد المزيد من العساكر بِسبب الصُعُوبات الماليَّة التي تُواجهها؛ ومن المعروف أنَّ السُلطان محمد كان قد منح غراندوقيَّة تُسكانة امتيازاتٍ تجاريَّةٍ كبيرة، وحسَّن أحوالها الماليَّة بِشكلٍ واسعٍ، وذلك بِغرض إضعاف القُدرة الماليَّة والاقتصاديَّة لِلبُندُقيَّة. تابع إسكندر بك قتال العثمانيين رُغم عدم حُصُوله على المُساعدة، حتَّى أدرك السُلطان أنَّ المدينة لن تسقط، ففكَّ الحصار عنها وعاد أدراجه، ثُمَّ عاود الكرَّة عليها مُجددًا بعد شهرين فقط، لكنَّهُ فشل في أخذها هذه المرَّة أيضًا، إذ التجأ إسكندر بك إلى الجبال الحصينة وأخذ يُناوش العثمانيين حتَّى أنهك قواهم، فاكتفى السُلطان بأنَّ قسَّم ما افتتحه من البلاد الأرناؤوطيَّة إلى سنجقين، وأعطاهما إلى أميرين، ثُمَّ قفل عائدًا إلى عاصمة مُلكه. وفي 22 جُمادى الآخرة 872هـ المُوافق فيه 17 كانون الثاني (يناير) 1468م، تُوفي إسكندر بك، بعد أن حارب الدولة العثمانية خمسًا وعشرين سنة بِدون أن تقوى على قمعه، فكان من أشدِّ خُصُوم الدولة وألدِّ أعدائها.

### فتنة القرمانيين والذيقدريين

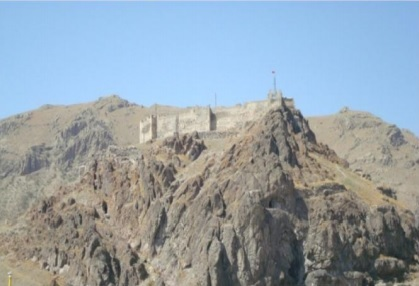
إحدى القلاع التي عمَّرها السُلطان محمد على الجبال المُحيطة بِقونية لمَّا ضمَّها إلى بلاده.

بعد وفاة إسكندر بك، حوَّل السُلطان أنظاره إلى بلاد القرمان بِآسيا الصُغرى ووجد فيها سبيلًا لِلتدخُّل وهو أنَّ أميرها إبراهيم بك بن محمد أوصى بعد موته بِالحُكم إلى أحد أولاده واسمه الأمير إسحٰق، ولكون أُمِّه أُمَّ ولد نازعهُ الحُكم أُخوته من أبيه الذين من الزوجات، واستنجد أكبرهم المدعو پير أحمد بِالسُلطان العُثماني، وتعهَّد لهُ بِالتنازل عن قسمٍ من الإمارة لِلدولة العثمانية، فرأى السُلطان في ذلك فُرصةً لا تُعوَّض، لكن كان عليه تأمين الجبهة الغربيَّة مع البُندُقيَّة أولًا قبل التحرُّك نحو آسيا. فقام الفاتح بِمُناوراتٍ سياسيَّةٍ مُعقدةٍ جدًا مع البنادقة، إذ فتح بابًا لِمُفاوضات الصُلح على الرُغم من أنَّ الحرب كانت ما تزال دائرة، وقدَّم لِلبُندُقيَّة شُرُوطًا مُبهرة دفعت ساستها إلى طاولة المُباحثات، فأوقفوا الحرب مُدَّةً من الزمن، فساد الأمن في أنحاء أوروپَّا حتَّى حين، وسار السُلطان وحارب الأمير إسحٰق وهزمه وأجبره على الإلتجاء إلى بلدة سُليقية على تُخُوم الإمارة، وولَّى محلُّه أكبر إخوته پير أحمد، وعاد هو إلى عاصمته. ولم يكد السُلطان محمد يرجع إلى إسلامبول حتَّى بلغه غدر پير أحمد، إذ عاد واستردَّ ما كان قد تنازل عنه لِلعُثمانيين من البلاد، وأشهر العصيان ضدَّهم، كما بلغه اضطراب الأوضاع في إمارة ذي القدريَّة، إذ ثار البكوات والقادة والأعيان على أميرهم «شهبُداق بن سُليمان»، بعد أن سعى لدى السُلطان المملوكي، الظاهر سيف الدين خُشقدم، في قتل أخيه الأكبر سيف الدين ملك أصلان، الأمير السابق لِلبلاد، أثناء زيارته القاهرة، ثُمَّ تولَّى العرش بدلًا منه بِدعمٍ من السُلطان سالف الذِكر. فقام بِوجهه أخيه الآخر «شهسوار»، واستنجد بِالسُلطان العُثماني لِيُعاونه على أخيه المُغتصب. توجَّه السُلطان الفاتح أولًا إلى دفع غائلة الأمير القرماني، فوصل إلى قونية وأخذها دون عناء، فهرب پير أحمد إلى لارندة، فسيَّر السُلطان الصدر الأعظم محمود باشا إلى قتاله، فسار إليه وقاتله بِخارج لارندة قتالًا شديدًا ثُمَّ انكسر فهرب شرقًا لِلاحتماء بِأوزون حسن، وأمر السُلطان بِقتل كُل من أُسر القرمانيين المُوالين لِلأمير العاصي، ثُمَّ أمر الصدر الأعظم بِتتبُّع الذيقدريين المُفسدين المُوالين للأمير شهبُداق، فلاحقهم وأسر جمعٌ من أتباعهم، وأُرسلوا إلى السُلطان فأمر بِقتلهم، وتولَّى شهسوار مكان أخيه، وتمكَّن بِفضل المُناصرة العثمانية من تحدِّي المماليك والصُمُود بِوجه حملاتهم العسكريَّة التي أُرسلت لِإعادة هذه الإمارة تحت جناح السلطنة المملوكيَّة. وأمر السُلطان محمد الصدر الأعظم بِنقل أهل الصنائع والحرف من قونية ولارندة إلى إسلامبول، فنفَّذ ما أُمر به، ثُمَّ قام بِتعمير قلعة قونية وهدم قلعة كوالة القديمة التي شيَّدها الروم، وعمَّر قلعة أحمدك، ثُمَّ أقطع تلك البلاد لِولده الشاهزاده مُصطفى لِيُريح باله من هذه الجهة، ثُمَّ عاد إلى صوب دار مُلكه. وجديرٌ بِالذكر أنَّ السُلطان محمد عزل بُعيد هذه الحملة الصدر الأعظم محمود باشا الصربي وولَّى مكانه محمد باشا الرومي، وتنص بعض المصادر أنَّ سبب ذلك كان مُعارضة محمود باشا ضم الإمارة القرمانيَّة عبر تعيين الشاهزاده مُصطفى واليًا عليها، وقيل أنَّ محمد باشا الرومي، الذي كان بينه وبين الصدر الأعظم نزاعٌ وشقاق، افترى عليه عند السُلطان أُمورًا قبيحة من جُملتها أنَّهُ قال أنَّهُ قد أخذ رشاوى من أغنياء قونية ولارندة فتركهم وأجلى الفُقراء والمساكين منهم وظلمهم، فصدَّقهُ السُلطان في ذلك.

### فتح جزيرة وابية

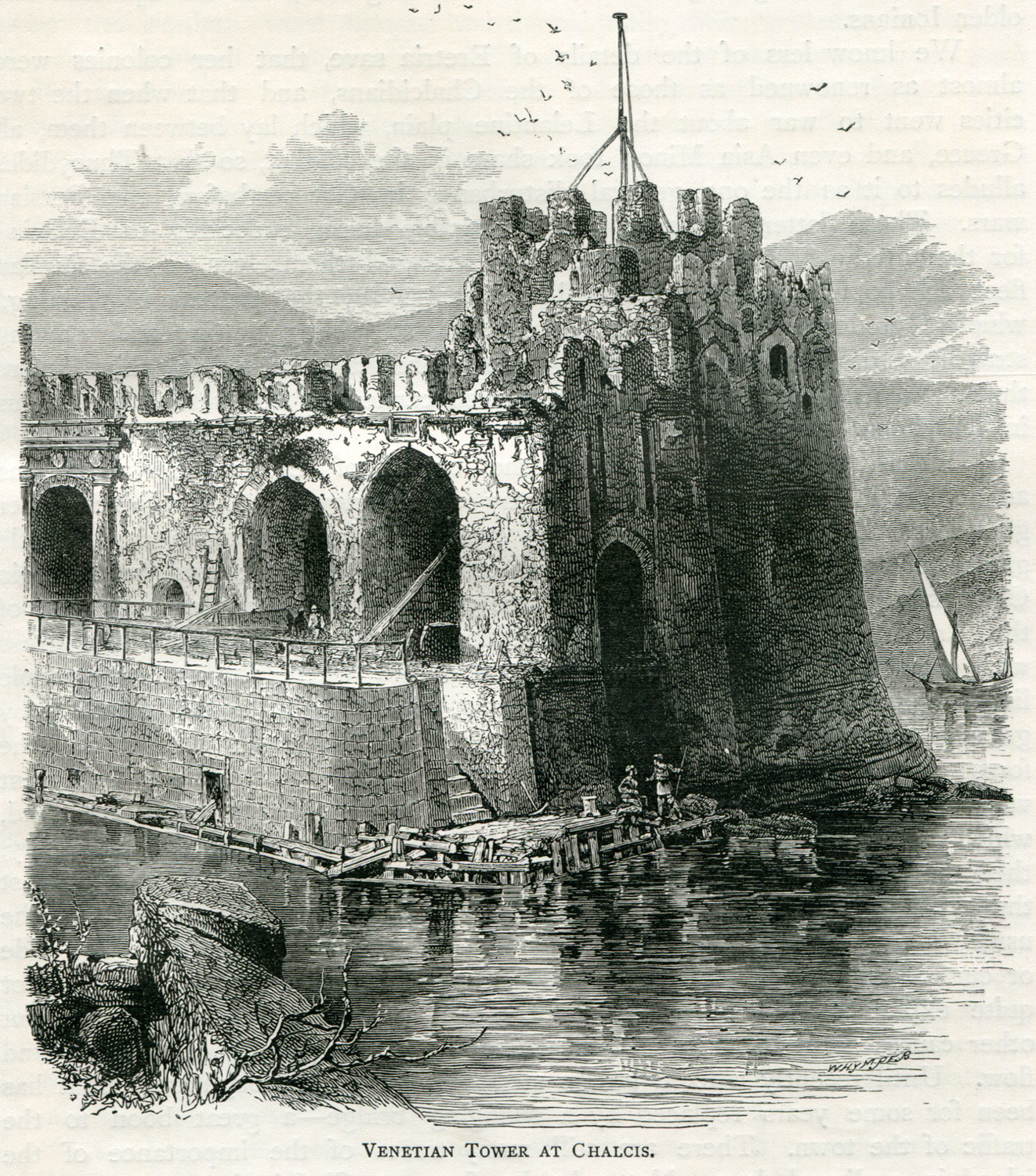
جانبٌ من قلعة نجربونت كما بدت في القرن التاسع عشر الميلاديّ.

أثناء انشغال السُلطان بِآسيا الصُغرى، هاجم البنادقة في ثمانين سفينة سواحل إينوز ونهبوها وخربوها وأسروا خلقًا كثيرًا من المُسلمين، فأراد السُلطان الانتقام لِهؤلاء. وفي الحقيقة فإنَّ السُلطان هدف من وراء فتح باب مُفاوضات الصُلح مع البُندُقيَّة، كما أُسلف، كسب الوقت فقط من أجل معالجة الأزمات المُستجدَّة في الأناضول، وكان عاقد العزم على تدمير القُدرة العسكريَّة والاقتصاديَّة لِجُمهُوريَّة البُندُقيَّة، لِذلك أسرع، ما أن انتهى من بلاد القرمان وعلم بِما حصل لِمُسلمي إينوز، إلى إعلان أنَّ المُفاوضات دخلت في طريقٍ مُغلق، وأنَّ الحرب مع البنادقة عادت مُجددًا. وكان أوَّل ما فعله أن أرسل الصدر الأعظم السابق محمود باشا إلى قلِّيبُلِي لِإعداد السُفن، وتوجَّه هو من جانب البر وبنيَّته فتح جزيرة وابية، المُسمَّاة في كُتب التُرك «أغريبوز». وكانت هذه الجزيرة - وهي أكبر جُزُر بحر إيجة - بِحوزة البنادقة مُنذُ سنة 1210م، أي لِمُدَّة 260 سنة، وقبلها كانت بِحوزة الروم. سار محمود باشا في مائة مركبٍ عظيمٍ من الغلايين و200 سفينة نقل إلى مضيق وابية، فحاصر الجزيرة من جانب البحر، أمَّا الجيش السُلطاني فقد دخل إلى تسالية من ممر ترموبيل، وانتقل منها إلى آتيكة وانتقل إلى صوب الجزيرة، وكان البنادقة قد قطعوا الجسر الذي يُعبر منه إليها من بر اليونان، فرتَّب محمود باشا جسرًا من السُفن حتَّى عبر عسكر السُلطان منه إلى قاعدة الجزيرة، وهي قلعة «نجربونت» التي سمَّاها العثمانيون بِنفس اسم الجزيرة، أي أغريبوز. وشرع العثمانيون في الحصار والقتال، وكانت سُفن البنادقة قد قرُبت من الجزيرة، لكنَّ قائدها لم يجسر على الاقتراب من الأُسطُول العُثماني. دام حصار نجربونت 17 يومًا، ثُمَّ سقطت القلعة في الهجوم الخامس، فافتُتحت عنوةً يوم 14 مُحرَّم 875هـ المُوافق فيه 12 تمُّوز (يوليو) 1470م، وقتل السُلطان المُقاتلة من أهلها وأمَّن الرعيَّة على أنفسهم ودينهم وأموالهم وعيالهم، وحوَّل قسمًا من كنائس الجزيرة إلى مساجد، ثُمَّ عاد إلى إسلامبول. كانت خسارة البُندُقيَّة بِوابية جسيمة، كون تلك الجزيرة كانت مركز مُستعمراتها في البحر المُتوسِّط، وأحدث سُقُوط الجزيرة في يد المُسلمين تأثيرًا كبيرًا في أوروپَّا، كسُقُوط القسطنطينية وطربزون، وحاولت البُندُقيَّة استرداد الجزيرة بِالمال، لكنَّ السُلطان رفض ردَّها إليها بِأيِّ ثمن.

### مُحاولة القضاء على بقايا القرمانيين
لم يكُف پير أحمد وأخوه قاسم عن إثارة أهالي القرمان وحثِّهم على مُحاربة الدولة العثمانية والولاء لِلأُسرة القرمانيَّة القديمة، فعادا إلى بلدة سُليقية على تُخُوم إمارتهما السابقة، وتحصَّنا بها واتخذاها مركزًا لِدعوتهما الثائرة. لِذلك، ما أن عاد السُلطان محمد من فتح جزيرة وابية حتَّى أرسل الصدر الأعظم محمد باشا الرومي في جمعٍ لِإخضاع البقيَّة الباقية من بلاد القرمان واستئصال بقيَّة القرمانيين. ولمَّا كان محمد باشا المذكور مشهورًا بِقساوته وغلظة قلبه وسوء تدبيره وظُلمه، فإنَّهُ ارتكب مظالم كثيرة في تلك البلاد ما أن وصلها، فألقى النار في أهلها وأفقرهم بِمُصادرة أموالهم ظُلمًا، وخرب مدينة لارندة وهدم معاهدها ومدارسها، ثُمَّ قصد مدينة أركلي فلم يدع شيئًا إلَّا دكَّه، وقد تضرَّع إليه السُكَّان وناشدوه الله أن يُبقي على الدور التي أوقفت على المدينة المُنوَّرة، ولكنَّهُ صمَّ آذانه. وطال أذى الصدر الأعظم حتَّى نال من أحد أحفاد المُلَّا جلال الدين الرومي، واسمه أحمد چلبي بن أمير علي، فأجلاه عن موطنه بِالظُلم والإكراه. وتوجَّه بعد ذلك إلى حيثُ تُقيم قبيلة وارساق القويَّة بِالقُرب من جبال طوروس في شمال غربيّ سُليقية، وكان يتولَّى قيادتها أميرٌ يُدعى «أويوز بك»، فجمع جمعًا من رجال القبيلة وكمنوا لِلصدر الأعظم في مضيقٍ وقتلوا أكثر رجاله واستولوا على جميع ما اكتسبه بِالظُلم والتعدِّي، فنجا محمد باشا في جمعٍ قليلٍ. ولمَّا علم السُلطان بِما اقترفته يدا الصدر الأعظم وما لحق به من هزيمةٍ فوق ذلك، استشاط غضبًا، فعزل محمد باشا وأعدمه عقابًا له على عُدوانه، وعيَّن بدلًا منه بكلربك الأناضول إسحٰق باشا وسيَّره إلى القرمان في ربيع سنة 875هـ المُوافقة لِسنة 1471م، في جيشٍ كبير. وما أن سمع پير أحمد بِقُدُوم هذا الجيش حتَّى لاذ بِالفرار إلى هضبة طاش إيلي، ثُمَّ لجأ إلى أوزون حسن، وسُرعان ما لحق به أخوه قاسم بك، فلم يجد إسحٰق باشا صُعُوبةً في استعادة المُدن والقلاع. وأكرم السُلطان الأهالي الذين وقع عليهم ظُلم محمد باشا وأعادهم مُعززين إلى أوطانهم. كما أمر إسحٰق باشا بِأن يُجلي بُيُوتًا من مدينة آق سراي إلى إسلامبول، وما زالت محلَّاتهم التي نزلوا فيها من العاصمة العثمانية تُسمَّى «آق سراي» إلى الآن.
وفي السنة التالية، أرسل السُلطان محمد الوزير كدك أحمد باشا إلى آسيا الصُغرى لِتقوية الجيش العُثماني فيها وشد أزر الشاهزاده مُصطفى وضم المدينتين الساحليتين الهامتين: العلائيَّة وسُليقية، خُصُوصًا بعد أن تواترت الأنباء بِتحفُّز أوزون حسن لِلهُجُوم من الشرق ووُصُول أُسطولٍ صليبيٍّ من الغرب. أمَّا العلائيَّة فكان يحكمها أميرٌ تابعٌ لِلقرمانيين يُدعى «قلج أرسلان بن لطيف»، وكان من بقايا السلاجقة، ولم يكن السُلطان محمد لِيسمح بِأن تقع مدينته في يد الصليبيين أو قراصنة الإسبتاريَّة، فتُصبح وكرًا لِلسُفن المُعادية، لِذلك عقد العزم على ضمِّها، ولمَّا حاصرها كدك أحمد باشا أدرك أهلها أنَّ لا قِبل لهم بِمُواجهة العثمانيين، فسلَّموا مدينتهم صُلحًا، وأُرسل الأمير قلج أرسلان إلى إسلامبول حيثُ رحَّب به السُلطان محمد وخلع عليه الخُلع الوفيرة، وعيَّن لهُ ولِأهله ريع أرضٍ واسعةٍ يعيشون به في رغدٍ ورفاهيَّة. وتسلَّم كدك أحمد باشا قلعتيّ سُليقية وموقن أيضًا بِالأمان، ووجد في موقن أموال الأُمراء القرمانيين وأهل پير أحمد وعياله وأقاربه، فأرسلهم جميعًا إلى إسلامبول، وسخَّر جميع القلاع والبلدات ولواحقها، وذهب بِذلك آخر أثر لِسيادة الأُسرة القرمانيَّة في الأناضول، ولم يبقَ من القرمانيين إلَّا من التجأ إلى أوزون حسن، وتحقَّقت السيطرة العثمانية التامَّة على سواحل البحر المُتوسِّط.

### قتال التُركمان الآق قويونلويين
كان من بين الأسباب التي دفعت السُلطان محمد إلى الإسراع في ضم العلائيَّة وسُليقية، أنَّ أُسطُولًا صليبيًّا تمركز في ساحل مدينة لارنقة بِقبرص، من بين سُفُنه 58 سفينة حربيَّة بُندُقيَّة، وأخذ يقصفُ قلاعًا عُثمانيَّةً في سواحل البحر المُتوسِّط، ولكنَّهُ لم يتمكَّن من تحقيق شيءٍ يُذكر، وكانت هذه السُفن تحملُ أسلحةً ناريَّةً لِمدِّ جيش أوزون حسن، فلم تتمكَّن من تمريرها، وانسحبت من المنطقة. بناءً على هذا، أصبحت أوروپَّا تُعلِّق الأمل أكثر من أيِّ وقتٍ مضى على أوزون حسن، الذي لُقِّب بِـ«التُركي الصغير»، لِضرب الدولة العثمانية في آسيا، كي تتمكَّن من ضربها في البلقان بعد أن يُخفف الهُجُوم التُركماني الضغط على الجبهة الغربيَّة. وكان أوزون حسن مُغترًا بِنفسه وبِقُوَّته، واعتقد أنَّهُ سيتمكَّن من إخضاع السُلطان الفاتح، كما تمكَّن تيمورلنك قبله من إخضاع السُلطان بايزيد الأوَّل، وممَّا زاد في ثقته بِقُدرته على النصر أنَّهُ سبق وقضى على حاكمين مُسلمين وأباد جيشهما وضمَّ بلادهما إلى دولته، الأوَّل هو مُظفَّر الدين جهانشاه بن يُوسُف، أمير الدولة القره‌قويونلويَّة، والآخر هو أبو سعيد ميرزا بن محمد ، أمير ما تبقَّى من الدولة التيموريَّة. كما كان الجيش التُركماني الآق قويونلوي أكثر عددًا من الجيش العُثماني. ولمَّا أتمَّ كدك أحمد باشا ضمِّ العلائيَّة وسُليقية، أرسل أوزون حسن الأميران القرمانيَّان پير أحمد وأخاه قاسم في جمعٍ من التُركمان إلى بلاد القرمان، فعاد أحمد باشا إلى دفعهما، وجهَّز أوزون حسن جيشًا مع وزيره عُمر بك بن بكطاش، وجعل معه ابن عمِّه يُوسُفجه ميرزا، ثُمَّ أرسلهم لِإمداد القرمانيين، فأغاروا على أطراف توقاد وأحرقوا البلدة مع نواحيها وقُراها ونهبوا أموال أهلها، ثُمَّ توجَّهوا إلى قيصريَّة ونهبوها أيضًا، ثُمَّ عاد عُمر بك وترك يُوسُفجه ميرزا في عشرة آلاف فارس لِمدد القرمانيين، فأغار يُوسُفجه على بلاد الحميد وغيرها بِدلالة الأميرين القرمانيين، ولمَّا وصل هذا الخبر إلى السُلطان محمد استدعى محمود باشا الصربي من سنجقه قلِّيبُلِي وأعاده إلى الصدارة العُظمى، وتجهَّز لِلمسير إلى أخذ الثأر من أوزون حسن، وأرسل إلى ولده الشاهزاده مُصطفى والي القرمان يأمره بِالقُدُوم إلى بلدة «قره‌حصار» لِمناعة حصنها. ولمَّا وصل محمود باشا إلى الركاب شاهد عجلة السُلطان على أخذ الثأر، وكان الشتاءُ قريبًا، فأخَّر الحملة إلى الربيع بِحُسن التدبير، وأرسل إلى بكلربك الأناضول داود باشا يأمره بِالتوجُّه إلى الشاهزاده مُصطفى بِقره‌حصار، ثُمَّ يسير معه إلى دفع التُركمان والأميران القرمانيَّان، فسار داود باشا مع الشاهزاده إلى أن وصلا بلدة «قيرايلي» غرب قونية، وكان يُوسُفجه ميرزا نازلًا فيها، فالتقى الجمعان واقتتلوا قتالًا شديدًا، فانكسر أصحاب يُوسُفجه من التُركمان وأوباش القرمان، وأُسر يُوسُفجه مع كثيرٍ من أعيان أتباعه، وقُتل كثيرٌ منهم، فأرسل الشاهزاده مُصطفى يُوسُفجه ميرزا مُكبلًا بِالحديد إلى أبيه السُلطان محمد ، فحبسهُ السُلطان مع أعيان أصحابه، وأمر بِقتل الباقين.

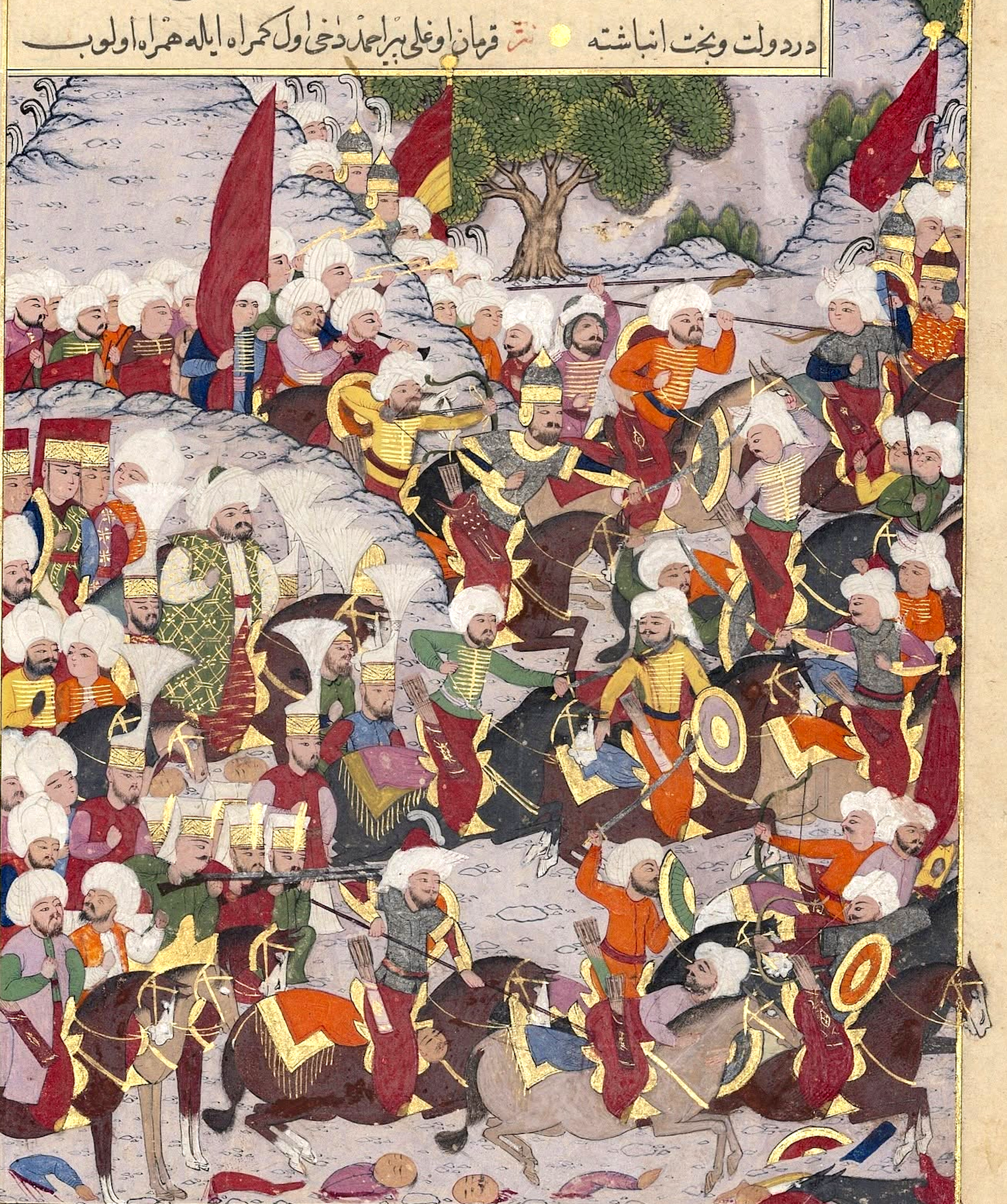
مُنمنمة عُثمانيَّة تُصوِّرُ تقاتُل الجيشان العُثماني والآق قويونلوي في أوتلق بلي بِالأناضول الشرقيَّة.

وفي ربيع سنة 878هـ المُوافقة لِسنة 1473م، توجَّه السُلطان محمد إلى قتال أوزون حسن في جميع عساكر الروملِّي والأناضول، وخرج معهُ في هذه الحملة بكلربك الروملِّي مراد بك الخاصكي مع أربعين أميرًا من أُمراء السناجق، وكذلك حضر بكلربك الأناضول داود باشا مع أربعةٍ وعشرين أميرًا من أُمراء سناجق الأناضول، كما حضر إبنا السُلطان كُلٌ مع جُنُود الإيالة التي يتولَّاها: الشاهزاده مُصطفى مع عسكر إيالة القرمان، والشاهزاده بايزيد مع عسكر إيالة الرُّوم، فاجتمع على السُلطان مائة ألف مُقاتل بين فارسٍ وراجل، وسار بهم إلى سيواس لِلتصدي لِلتُركمان. وتحرَّك أوزون حسن، في الوقت نفسه، من معمورة العزيز في ديار بكر إلى إرزنجان، وهو يعلم أنَّ اللقاء سيكون رهيبًا وفاصلًا، وأرسل في غُضُون ذلك إلى دوق البُندُقيَّة وإمبراطور ألمانيا وملك المجر يُعلمهم بِخُرُوجه ويحُثُّهم على الزحف بِاتجاه الأراضي العثمانية. وأرسل السُلطان محمد البكلربك مراد الخاصكي في جمعٍ من عسكر الروملِّي وأُمرائها في طليعة الجيش، وحذَّره ألَّا يُقدم على المهالك والمخاوف ويشتبك مع أوزون حسن قبل وُصُول بقيَّة الجيش، لكنَّ مُرادًا لمَّا كان شابًا جلدًا مُتهورًا مُغترًّا بِنفسه وقُوَّته، سار لِلقاء الآق قويونلويين والظفر بهم، فوقع في كمينٍ نصبه له أوزون حسن في إحدى الممرَّات، فقُتل مع كثيرٍ من أتباعه، وأُسر آخرون، فحبسهم أوزون حسن في قلعة بايبُرد. ولمَّا وصلت الأنباء إلى السُلطان محمد جدَّ في السير حتَّى التقى بِعدُّوِّه في مُرتفعات «أوتلق بلي»، على بُعد أربعين كيلومتر شماليّ شرقيّ إرزنجان، في 12 ربيع الأوَّل المُوافق فيه 12 آب (أغسطس)، فرتَّبوا الصُفُوف بحيث وقف الشاهزاده بايزيد في الميمنة ومعه الوزير كدك أحمد باشا، وأخوه الشاهزاده مُصطفى في الميسرة ومعه البكلربك داود باشا، والسُلطان محمد ومعهُ طائفة القپوقوليَّة في القلب. وكان في ميمنة أوزون حسن ولده زينل بك، وفي ميسرته ولده الآخر أوغورلي محمد بك. ولم يكن أوزون حسن قد شاهد بِعينيه قبلًا الجُيُوش العثمانية السيَّارة، فانبهر انبهارًا شديدًا لمَّا رأى الجُنُود تسيرُ بِتشكيلاتٍ مُحكمة التنظيم ناشرةً بيارقها، واندهش لمَّا سمع موسيقاها العسكريَّة المُثيرة لِلحمية، وشاهد نوعيَّة قماش ملابس الجُنُود وتجهيزاتهم الثقيلة، ويُروى أنَّهُ قال: «وَيْحُكَ يَا ابْنَ عُثمَان، أيُّ بَحْرٍ هَذَا الذِي جَهَّزتَه؟!». والتحم الجمعان في معركةٍ قاسيةٍ دامت عدَّة ساعات، بادر فيها البكلربك داود باشا في القتال، وتساقطت كتائب الخيَّالة التُركمانيَّة الواحدة تلو الأُخرى بِنيران المدفعيَّة العثمانية والمُشاة حملة البنادق الثقيلة، ولم يتمكَّن أوزون حسن من السيطرة على وحداته التي تبعثرت بِفعل الأسلحة الناريَّة التي لم يعهدوها قبلًا، وحمل الشاهزاده مُصطفى مع فيلقه على ميسرة العدوّ، وأبادها مع قائدها زينل سالف الذِكر، كما هاجم الشاهزاده بايزيد سرادق أوزون حسن، الذي سارع بِالهرب من الميدان بعد أن أدرك هزيمته ومقتل ولده، ووقع في الأسر عدَّة أُمراء من كبار التُركمان، فسيقوا إلى السُلطان. ويُروى أنَّ أوزون حسن قال لِپير أحمد القرماني أثناء هُروبهما: «يَا ابْنَ قَرَمَان، خَرَّبَ الله سُلَالَتَك، سَبَّبتَ عَارِي وَخَزْيي. مَا لِي وَبَنِي عُثْمَان!». كان سُرُور السُلطان محمد بِهذا النصر عظيمًا، فلم يبقَ لهُ من عدوٍّ من جهة الشرق، وقضى على أكبر خطرٍ مرَّ على دولته مُنذُ عهد تيمورلنك، فافتدى الأسرى التُركمان من ماله وأخلى سبيلهم شُكرًا لله على النصر المُبين، ولم يأمر بِمُطاردة أوزون حسن وفُلُول جيشه. كما أمر بِإرسال المُبشرين إلى الأطراف وتزيين البلاد، وأعتق جميع مماليكه من الذُكُور والإناث - وكانوا أربعين ألفًا - ووهب العسكر ما كانوا قد استقرضوا من الخزينة عند الخُرُوج إلى هذه الحملة، وكان ذلك المال مائة حمل من الدراهم العثمانية، فعفاهم عنه.

### نهاية القرمانيين
بعد هزيمته المُذلَّة، سعى أوزون حسن إلى الصُلح مع العثمانيين رُغم رجاء حُلفاؤه القرمانيين والأوروپيين ألَّا يفعل، لكنَّهُ لم يُعرهم انتباهًا، فاعترف بِإلحاق طربزون وبلاد القرمان بِالدولة العثمانية، كما جمع أولاده وأوصاهم بِعدم الهُجُوم على العثمانيين أبدًا، وتُوِّج الصُلح بين الطرفين بِزواج ابنة السُلطان محمد جوهرخان خاتون من أوغورلي محمد ابن أوزون حسن. وبِذلك أضحى الأميران القرمانيَّان پير محمد وقاسم بلا حليفٍ يدعم مُطالبتهما بعرش آبائهما وأجدادهما، فتوجَّها مع حفنةٍ من الرجال نحو الأناضول، واستولى قاسم على قلعة سُليقية وتحصَّن فيها، بينما سار أحمد إلى قلعة أرمناك جنوبيّ لارندة، وكانت قد بقيت في أيدي نُوَّابه، وكذلك قلعة مينان التي كانت مضرب المثل في الحصانة والمناعة، وشرع منهما في الغارة على البلاد المُجاورة، فأرسل السُلطان الوزير كدك أحمد باشا إلى دفع غائلته، فسار أحمد باشا واستولى على أرمناك ومينان أيضًا بعد حصارٍ شديد وقتالٍ طويل، ممَّا أجبر قائد حاميتها، وهو أحد مماليك پير أحمد، أن يُسلِّمها بِالأمان، وكان فيها جميع أموال أحمد المذكور وحريمه، فأرسلها الباشا إلى قونية، وعمَّر القلعة ورتَّب فيها حاميةً جديدة. وكان پير أحمد قد هرب من القلعة إلى رؤوس الجبال حيثُ شاهد سُقُوطها بِيد العثمانيين، فانتابه اليأس والبؤس، وألقى بنفسه من رأس الجبل، فمنعه من السُقُوط إلى الهلاك بعض الأشجار، ووجده بعض أصحابه مُغشيًا عليه، فحملوه إلى مكانهم، ولمَّا استفاق وعوفي سار إلى الشَّام وبقي فيها حتَّى مماته. أمَّا قاسم بك فقد استسلم لِأحمد باشا ودخل في طاعة السُلطان محمد ، وكان ذلك في سنة 879هـ المُوافقة لِسنة 1474م. وفي هذه السنة أيضًا أمر السُلطان ولده الشاهزاده مُصطفى بِتسخير قلعة «دوه لوقره حصار»، وكان فيها من جانب القرمانيين من كبار أُمرائهم «أتمجه بك»، لكنَّ الشاهزاده لم يتمكَّن من القيام بِهذه المُهمَّة بِنفسه نظرًا لِمرضٍ ألمَّ به، فأوكله إلى أحد أُمرائه المدعو «قوجي بك»، فحاصر الأخير القلعة، لكنَّ أميرها رفض تسليمها إلَّا لِلشاهزاده مُصطفى، فتجلَّد وسار إليها واستلمها بِالأمان وأكرم واليها، ثُمَّ عاد إلى قونية حيثُ داهمه الموت ولهُ من العُمر 23 سنة فقط، فحزن عليه السُلطان محمد وأمر بِنقل جُثمانه إلى بورصة لِيُدفن فيها. وبِهذا زال مُلك بني قرمان وأصبحت إمارتهم جُزءًا من الدولة العثمانية، بعد أن هلك جميع أُمرائهم أو خضعوا لِلسُلطان محمد.

### فتح القرم

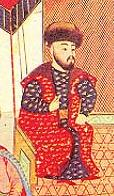
منكلي كراي، خان القرم زمن السُلطان محمد الفاتح. وافق على خُضُوعه لِلُعثمانيين وعلى إمدادهم بِالجُنُود.

كانت بلاد الروسيا الغربيَّة وشبه جزيرة القرم، والأراضي الواقعة شماليّ بحر البنطس (الأسود) يحكمها، مُنذُ أيَّام جنكيز خان، أُمراءٌ من المغول الذين اعتنقوا الإسلام، وعُرفت دولتهم باسم خانيَّة القبيلة الذهبيَّة أو خانيَّة مغول القفجاق، وقد تفتَّتت هذه الدولة نتيجة غزوات تيمورلنك واسعة النطاق، وكانت خانيَّة القرم إحدى الدُول الجديدة التي قامت على أنقاض القبيلة الذهبيَّة، في سنة 1449م، على يد «پير حاجي كراي». ولم يلبث أن دبَّ الوهن في جسم هذه الدولة بِفعل الصراع الداخلي على السُلطة والحُرُوب المُتواصلة ضدَّ الروس، فانتهز الجنويُّون هذه الفُرصة واستولوا على ثُغُورها: آزاق وكفَّة ومنكب وغيرها، واتَّخذوها محطَّاتٍ تجاريَّةٍ في ظلِّ تراجع نُفُوذ البنادقة، وأضحى جميع ساحل القرم الجنوبي عمليًّا بِيد التُجَّار الجنوييين ابتداء من سنة 766هـ المُوافقة لِسنة 1365م، فتبادلوا التجارة مع أوروپَّا، وصدَّروا إليها الحُبُوب والخُيُول والرصاص والأسماك، حيثُ جنوا الرِّبح الوفير. وما جرى من النُموِّ المُضطَّرد لِلدولة العثمانية في عهد محمد ٍِ الفاتح وسيطرته على السواحل الجنوبية لِبحر البنطس (الأسود)؛ دفعهُ إلى التمدُّد بِاتجاه الشمال لِلسيطرة على سواحله الشماليَّة لِأربعة أسبابٍ رئيسيَّة: طرد الجنويين من مُستعمراتهم، إذ أنَّ بقاء قُوَّة مسيحيَّة فيها سيُشكِّلُ مصدر تهديدٍ دائمٍ لِدولته، والسيطرة على التجارة الدُوليَّة بين القرم وأوروپَّا، وتحويل الطرق التجاريَّة إلى إسلامبول لِتمويلها بِالغلال والحُبُوب والأخشاب، وجعل بحر البنطس بُحيرة عُثمانيَّة. ويُضيف الأُستاذ محمد فريد بك المُحامي سببًا خامسًا هو رغبة السُلطان محمد بِالاستعانة بِفُرسان القرم المشهورين في القتال على مُحاربة إمارة البُغدان. وساعدت الظُرُوف السياسيَّة السُلطان الفاتح كي يُسيطر على بلاد القرم، فقد شهدت هذه البلاد صراعًا داخليًّا مريرًا بين الخان «منكلي كراي الجنكيزي» وخُصُومه، أمثال نور دولت خان وكلدي خان، وتدخَّل الجنويُّون في هذا الصراع لِلمُحافظة على مصالحهم التجاريَّة، ما أثار وُجهاء البلاد، فالتمسوا المُساعدة من السُلطان العُثماني، فعهد إلى كدك أحمد باشا القيام بِتنفيذ هذه المُهمَّة، بعد أن عيَّنهُ صدرًا أعظمًا وخلع محمود باشا من المنصب. تجهَّز أحمد باشا وسار في ثلاثمائة سفينة من الأغربة والغلايين وغيرها، ورسا قبالة كفَّة في 25 مُحرَّم 880هـ المُوافق فيه 1 حُزيران (يونيو) 1475م، ثُمَّ استولى على هذا الميناء والموانئ والثُغُور الأُخرى، مثل سوغداق ومنكب وآزاق. وأعطى أحمد باشا الأمان لِلجنويين الذين استسلموا وسلَّموا القلاع، فارحتلوا عائدين إلى بلادهم. وبِذلك يكون العثمانيون قد قضوا نهائيًّا على الوُجُود الجنوي في القرم، وأضحت شواطئ هذه المنطقة تابعةً لِلدولة العثمانية مُنذُ ذلك الوقت.
ويُعدُّ فتح القرم من أهم فُتُوح السُلطان محمد الثاني بعد القُسطنطينيَّة، لِما كان لِهذه البلاد من وفرة الثروة والحُصُون المنيعة، ومن ثُمَّ سُمِّيت بِـ«القسطنطينية الصُغرى». ووافق الخان منكلي كراي على الخُضُوع لِلدولة العثمانية ودفع الخِراج، ونصَّ الاتفاق بينه وبين السُلطان محمد على أن يُعيِّن الأخير أميرًا على البلاد يكون من نسل جنكيز خان، يُذكر اسمه في الخِطبة بعد الخليفة العبَّاسي والسُلطان العُثماني، كما يُسمح بِضرب اسمه بعد اسم السُلطان على قطع النُقُود التي يسُكَّها الخان. وأسَّس العثمانيون سنجقًا في كفَّة لا علاقة له بِإمارة القرم، فاكتسب الحُكم العُثماني بِذلك صفته القطعيَّة في حوض بحر البنطس، ودخل هذا البحر تحت السيادة العثمانية. وتوثَّقت عُرى الاتحاد بين العثمانيين ومغول القرم عبر المُصاهرة، فقد تزوَّج حفيدا السُلطان: الشاهزادان سليم ومحمد ، بِعائشة حفصة وعائشة خاتون، ابنتا الخان منكلي كراي. كما عُيِّن الشاهزاده محمد سالف الذكر أميرًا على سنجق كفَّة، وبقي يتولَّى هذا المنصب إلى أن تُوفي سنة 1504م.

### الحملة على البُغدان

مُخطط معركة واسلوي بين العثمانيين والبُغدانيين، التي ألحق فيها الأمير أسطفان هزيمةً كبيرةً بِالجيش العُثماني، الأمر الذي دفع البابا إلى تلقيبه بِشُجاع النصرانيَّة وحامي المسيحيَّة، رُغم انهزامه على يد العثمانيين لاحقًا.

اتَّسمت سياسة إمارة البُغدان تجاه الدولة العثمانية بِالتذبذُب، شأنها شأن جارتها الجنوبية إمارة الأفلاق، وذلك لِوُقُوعها وجارتها بين ثلاث دُولٍ كُبرى تتنازع السيطرة عليها: مملكة بولونيا ومملكة المجر والدولة العثمانية، كما أُسلف. وكان حاكمُ هذه الإمارة المدعو أسطفان بن بُغدان قد رفض الدُخُول في طاعة العثمانيين ولم يقبل دفع الجزية لهم، ثُمَّ استغلَّ انهماك السُلطان الفاتح بِالحُرُوب المُتواصلة في آسيا الصُغرى وبلاد اليونان، وهاجم إمارة الأفلاق وبِنيَّته خلع أميرها راؤول، الذي نصَّبه السُلطان محمد على العرش كما أُسلف، وعاد واعتنق الإسلام مُتأثرًا بِتربيته في البلاط السُلطاني العُثماني. فلم يقبل أسطفان بأن تكون السيادة على جارته الجنوبية لِأميرٍ مُسلمٍ، وسعى إلى تنصيب أميرٍ من قبله يُدعى «بساراب»، ونجح في مسعاه وتمكَّن من خلع راؤول وتنصيب الذي أراده. لِذلك قرَّر السُلطان قتال أسطفان وإخضاعه، فأرسل بكلربك الروملِّي سُليمان باشا الخادم البُشناقي على رأس 120,000 جُندي لِتسخير البُغدان سنة 881هـ المُوافقة لِأواخر سنة 1475م، ولم يخرج أسطفان إلى مُقاتلة العثمانيين لمَّا علم بِقُدُومهم، وصبر حتَّى تفرَّق العسكر لِلإغارة على الأطراف واغتنام ما تيسَّر، فكبسهم على حين غرَّة قُرب مدينة واسلوي، وبعد مُحاربةٍ عنيفةٍ قُتل فيها كثيرٌ من الجيشين المُتحاربين، عاد ما تبقَّى من الجُيُوش العثمانية بِدون فتح شيءٍ من هذا الإقليم، إذ كانت أغلب العساكر الإسلاميَّة قد قُتلت في المعركة، ولم يفلت منهم سوى مُقدِّمهم سُليمان باشا في جمعٍ من خواصه. ولمَّا بلغ خبر هذا الانهزام آذان السُلطان محمد تكدَّر عظيمًا، فجمع الجيش وأرسل أُسطوله إلى فتح ميناء آق كرمان على ساحل البُغدان، ولمَّا تمَّ هذا الأمر أقلعت السُفن الحربيَّة إلى مصاب نهر الطونة (الدانوب) لِإعادة الكرَّة على البلاد البُغدانيَّة، وحملت معها ذخائر كثيرة ومؤونة وفيرة من القرم، وسار السُلطان بِنفسه يُريد أسطفان، فتقهقر أمامه وانسحب بِجيشه لِعدم إمكانيَّته المُحاربة في السُهُول، والتجأ إلى الجبال الشاهقة ذات الغابات الكثيفة لِيُناوش العثمانيين، وأحرق العلف والمحاصيل، ولولا أنَّ السُلطان كان قد أعدَّ لِهذه الحملة الزاد الكثير لَهلك الجيش جوعًا. وبثَّ السُلطان العُيُون إلى الأطراف لِلاستخبار عن مكان الأمير البُغداني، فاكتشف أنَّهُ اتخذ لهُ مكمنًا مع جُنُوده في تل «آغاج دكزي» أي «بحر الشجر»، فتوجَّه السُلطانُ إليه وقاتله قتالًا شديدًا حتَّى هزمه، ونجا أسطفان من سُيُوف العثمانيين بِصُعُوبة، وفرَّ هاربًا إلى بولونيا، وترك جُنُوده يتساقطون تحت الضربات العثمانية حتَّى امتلأت بِجُثثهم ساحة القتال، وعُرف هذا المكان لاحقًا باسم «الوادي الأبيض» لِكثرة ما تكوَّم وتناثر هُناك من عظام الجُنُود البُغدانيين، وغنم العثمانيون غنائم عظيمة، لكنَّهم لم يمكثوا في البلاد أكثر من شهرين بٍسبب تفشِّي الأمراض في الجو لِكثرة ما قُتل من الجُنُود في المعارك، فقفل السُلطان وعاد إلى إسلامبول. وعلى الرُغم من هزيمته الأخيرة، اشتهر أسطفان بن بُغدان في أوروپَّا بِمُقاومة العثمانيين، كما اشتهر يُوحنَّا هونياد وإسكندر بك من قبل، وسمَّاه البابا سيكست الرابع «شُجاع النصرانيَّة وحامي الديانة المسيحيَّة».

### الحملة الثالثة على المجر
بعد عودة السُلطان محمد من حملته على البُغدان، وصل الخبر إلى ركابه ما أن بلغ صوب أدرنة، من طرف علي بك ميخائيل أوغلي، بِأنَّ ملك المجر متياس كورڤن قد أشهر العداء وبنى في موضع قوملوج بين نهريّ الطونة والموراوة قلعتين حصينتين من الأحجار والأخشاب، وكذلك قلعة أُخرى في شط الطونة في مُحاذاتهما، وحصَّن هذه القلاع بِالمُقاتلة والمدافع، وكان الشتاءُ في ذُروته، فتوجَّه السُلطان فيمن وُجد عنده من عسكر الروملِّي إلى هدم تلك القلاع في تلك الظُرُوف المُناخيَّة الصعبة، ووصل إليها بعد مشاقٍ كثيرة ومتاعب عظيمة، فعبر العسكر نهر الطونة - وكان قد تجمَّد تجمُّدًا ثخينًا - فحاصروا تلك القلاع وأخذوها ثُمَّ هدموها هدمًا كاملًا وألقوا أحجارها في الطونة، وأحرقوا أخشابها، ثُمَّ عاد السُلطان إلى دار مُلكه إسلامبول. وفي سنة 882هـ المُوافقة لِسنة 1478م، أرسل السُلطان علي بك ميخائيل أوغلي في الآقنجيَّة عن طريق بلاد الأفلاق إلى الإغارة على المجر، فانكسروا من طرف المجريين وعادوا خائبين، فغضَّ السُلطان النظر على مُتابعة الحرب مع المجر، وقرَّر زيادة الضغط على البُندُقيَّة وإنهاء هذه الحرب التي طالت.

### فتح إشقودرة وما حولها

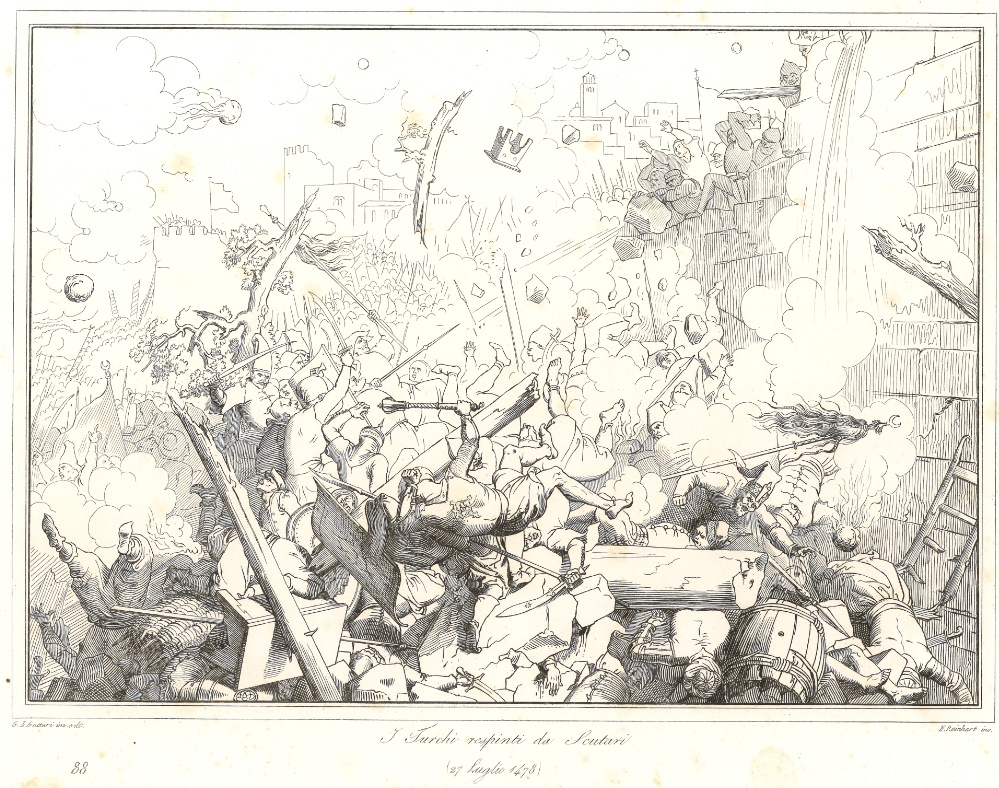
رسمٌ لِحصار العثمانيين مدينة إشقودة ومُحاولتهم اقتحامها.

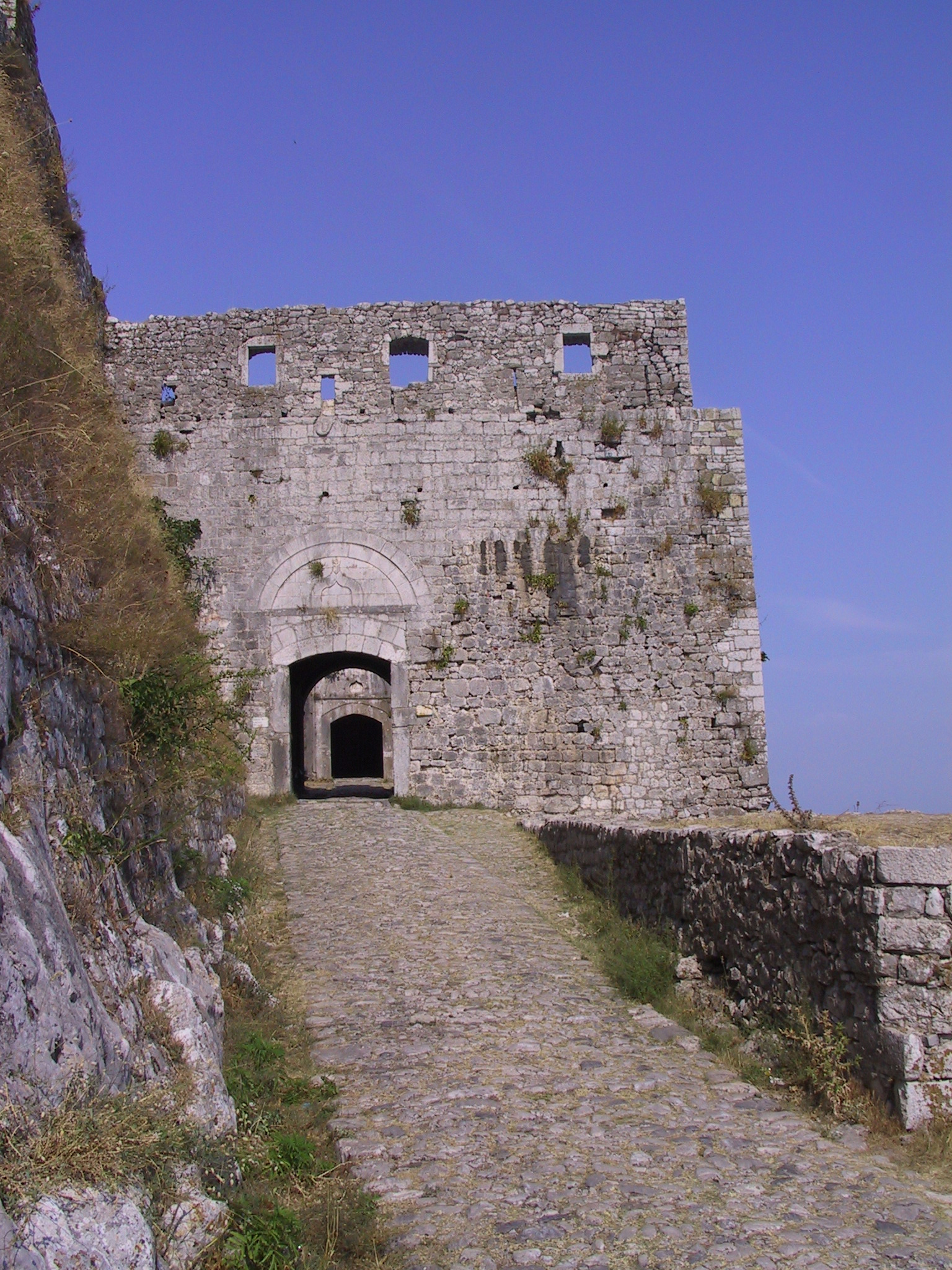
الجانب الشمالي من حصن إشقودرة العتيق الذي حاصره العثمانيون بِقيادة السُلطان محمد ، ويبدو فيه البابان: باب البُندُقيَّة (الخارجي) والباب الإيليري (الداخلي).

كان السُلطان الفاتح يُمني النفس بِفرض الصُلح على البنادقة وفق شُروطه، وخلعهم من قواعدهم في البلقان بعد أن كسرهم وحُلفائهم وأفشل مُخططاتهم في طرد المُسلمين من أوروپَّا، لِذلك أرسل بكلربك الروملِّي سُليمان باشا الخادم البُشناقي إلى تسخير قلعة ليپانت في المورة، فلم يتيسَّر لهُ فتحها، فعزلهُ السُلطان عن منصبه وعيَّنه على بكلربكيَّة الأناضول، وأقام بكلربك الأناضول داود باشا مقامه، ثُمَّ أمر الصدر الأعظم كدك أحمد باشا بِأن يسير إلى فتح إشقودرة من بلاد الأرناؤوط، فاعتذر واستعفى عن ذلك، فلم يقبل السُلطان عُذره وحبسه في قلعة روملِّي حصار. ثُمَّ توجَّه بِنفسه على رأس الجيش في سنة 883هـ المُوافقة لِسنة 1478م إلى فتح المدينة المذكورة وأخذها من البنادقة، لكنَّهُ أغار أولًا على إقليميّ الكروات ودلماسية ووصل إلى إقليم الفريول الواقع إلى الشمال من الخليج في رأس البحر الأدرياتيكي، وخرَّب سهل البُندُقيَّة الشرقي، فخاف البنادقة على مدينتهم الأصليَّة، وتنازلوا لِلسُلطان عن مدينة آقچة حصار التي كانت عاصمة إسكندر بك الشهير، فأخذها السُلطان أمانًا، ثُمَّ طلب منهم تسليم إشقودرة أيضًا، لكنَّهم رفضوا التنازل عنها، فحاصر السُلطان المدينة سالِفة الذِكر وسلَّط عليها مدافعهُ من رؤوس الجبال طيلة ستَّة أسابيعٍ مُتوالية، دون أن يُضعف ذلك قُوَّة سُكَّانها وعزيمتهم، وقُتل كثيرٌ من الجُنُود، فتركها السُلطان وقرَّر أن يفتتح الحُصُون الثلاثة المُحيطة بها أولًا، وهي: ليجه ودرغوس وكولباشي، وكانت هذه الحُصُون تحفظ إشقودرة من جهاتها الثلاث، فتوجَّه داود باشا إلى حصن كولباشي وفتحهُ صُلحًا، وحاصر سُليمان باشا حصن درغوس، ثُمَّ انضمَّ إليه داود باشا، فجدَّا في الحصار والقتال حتَّى أخذاه عنوةً، ثُمَّ حاصرا حصن ليجه وتسلَّماه بِالأمان، فهرب البنادقة الذين كانوا قد جاؤوا لِمُساعدة حاميته عبر النهر، فاعترضهم الجُنُود العثمانيون وأسروهم وغنموا ما كان معهم. ولمَّا فُتحت الحُصُون الثلاثة أمر السُلطان بِبناءٍ بُرجٍ حصينٍ بجانب إشقودرة لِتضييق الخناق عليها، وترك فيه أحمد بك بن أفرنوس في عسكر الروملِّي، وعاد هو إلى إسلامبول. ولم يلبث أهل المدينة أن ضاق بهم الحال، فاستأمنوا إلى أحمد بك، فاستأذن هو السُلطان في ذلك، فأمَّنهم السُلطان، فخرج البنادقة من القلعة مع أهلهم وعيالهم وعادوا إلى بلادهم، ودخل أحمد بك المدينة وأمَّن أهلها الأصليين، وابتنى فيها المساجد، فصارت مُنذُ ذلك الوقت من بلاد الإسلام، وأقبل أغلب أهلها على اعتناق الدين الجديد أفواجًا.

### صُلح العثمانيين والبنادقة
اضطرت البُندُقية، تحت ضغط الأحداث العسكرية التي أرهقتها من جهة، ووفاة حليفها السابق أوزون حسن في سنة 883 هـ المُوافقة لِسنة 1478م، من جهة أخرى، إلى الدخول في مفاوضات مع الدولة العثمانية بشأن الصلح، ووافقت على الشروط العثمانية الصعبة في معاهدة أبرمت بإسلامبول، وانسحبت من الحرب في 2 ذي القعدة 883هـ المُوافق فيه 25 كانون الثاني (يناير) 1479م، وتضمَّنت شُرُوط الصُلح ما يلي:
- تدفع البُندُقية غرامة حربية مقدارها مائة ألف دوقية.
- تدفع البُندُقية جزية سنوية قدرها عشرة آلاف دوقية.
- تتنازل البُندُقية عن مدينة آقچة حصار عاصمة إسكندر بك، وتُعيد إلى العثمانيين جزيرة لمنى (لمنوس) وجزءًا من المورة وجميع الأماكن التي استولت عليها مُنذُ بداية الحرب، كما تتخلَّى عن آرغوس وكامل الأرناؤوط، باستثناء بضع مواقع على الساحل.
- يمنح السلطان محمد البنادقة حُريَّة التجارة في جميع أرجاء الدولة العثمانية، ويُوافق على تعيين قُنصُل لهم في إسلامبول يُشرف على شؤونهم وينظر في قضاياهم المدنيَّة.

وبِهذا الصلح انتهت الحرب بين جمهورية البُندُقية والدولة العثمانية، وبسطت الدولة العثمانية سيطرتها على المورة والأرناؤوط، وأصبح السلطان محمد الفاتح في نظر بعض المؤرخين الغربيين هو «غالب الكون».

## ظُهُور الوحشة بين العثمانيين والمماليك

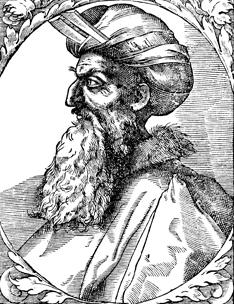
رسمٌ تخيُّلي لِلسُلطان الأشرف أبو النصر سيف الدين قايتباي المحمودي الظاهري. شهد عهده بداية تردِّي العلاقات العثمانية المملوكيَّة.

بعد إبرامه الصُلح مع البنادقة، رغب السُلطان محمد أن يُعمِّر البرك التي في طريق الحج إلى مكَّة، أثناء إرساله الصرَّة السنويَّة إلى فُقراء الحرمين الشريفين، كما جرت العادة مُنذ عهد السُلطان محمد الأوَّل، فلم يُجبهُ إلى ذلك السُلطان المملوكي الأشرف سيف الدين قايتباي، إذ كانت الحجاز تدخُل ضمن نطاق دولته، فانزعج السُلطان محمد لِعدم منحه ذلك الشرف. والحقيقة أنَّ علاقة الدولتان المملوكيَّة والعثمانية كانت حتَّى سنة 857هـ المُوافقة لِسنة 1453م، علاقة مودَّة ومُجاملة ومُؤازرة عن طريق المُراسلة وتبادل الهدايا والوُفُود. وحتَّى سُقُوط القسطنطينية في هذا العام، كان السلاطين العثمانيون يعترفون بِالأولويَّة الدينيَّة والسياسيَّة لِلمماليك كزُعماء لِلعالم الإسلامي وحُماة الخِلافة العبَّاسيَّة، بينما خطَّطوا لِأنفُسهم دورًا مُتواضعًا هو دور البكوات حُماة الحُدُود. هذا وقد ظلَّ المماليك ينظُرون إلى تحرُّكات العثمانيين الجهاديَّة كجُزءٍ من المسألة الإسلاميَّة العامَّة، كما أنَّ القاهرة اعتبرت فتح القسطنطينية نصرًا لِلمُسلمين. لكنَّ الأوضاع تبدَّلت بعد سنة 1453م، وكان تبادل البعثات، ومظاهر الاحتفال التي أُقيمت في القاهرة بِمُناسبة فتح القُسطنطينيَّة، آخر مظهر من مظاهر الوفاق المملوكي العُثماني. إذ في هذه المرحلة، كانت الدولة العثمانية قد توسَّعت في الأناضول والجزيرة الفُراتيَّة شمالًا حتَّى البحر المُتوسِّط جنوبًا، وجبال طوروس، وفي الوقت نفسه كانت الدولة المملوكيَّة قد سيطرت على قيليقية، معقل إمارة الرمضانيين. ومع حرص العثمانيين على استمرار تعزيز الروابط مع المماليك، إلَّا أنَّ هؤلاء بدأوا يُقابلون بِشيءٍ من الفُتُور تنامي العلاقات بين الدولتين بعد ما شعروا بِتعاظم شعبيَّة العثمانيين بين المُسلمين نتيجة فتح القُسطنطينيَّة، كما لاحظوا، بِقلقٍ شديدٍ، بُرُوز دولة إسلاميَّة قويَّة أخذت تنمو على حُدُودهم، وتشُق طريقها الخاص بها. وتزايد قلقهم عندما نشطت في العاصمة العثمانية المساعي لِتغيير نظام العلاقات بين الدولتين بعد أن أخذ السلاطين العثمانيين يتلقبون بِألقاب السلطنة دون أن يُخلع عليهم هذا اللقب من قِبل الخليفة العبَّاسي، ويُساوون أنفسهم بِسلاطين مصر والشَّام، ويذكر ابن إياس أنَّ محمد الفاتح كان أوَّل حاكمٍ من بني عُثمان ساوى نفسه بِسلاطين المماليك.
كان اتخاذ الألقاب السُلطانيَّة يرمز إلى تحوُّل العثمانيين إلى سياسة الدولة العُظمى، وأنَّ المقصود بِذلك تأكيد الدور العالمي لِلسلطنة العثمانية. وقد أدَّت هذه السياسة إلى تدهورٍ حادٍ في العلاقات المملوكيَّة العثمانية، وبدأ المماليك يتوجَّسون خيفةً من العثمانيين، فتبدَّلت نظرتهم إليهم من مشاعر الاعتزاز إلى مشاعر الغيرة، ثُمَّ أضحى الصراع على الهيمنة على زعامة العالم الإسلامي السبب الأساسي والرئيسي لِلنزاع المملوكي العُثماني. وتمثَّل أوَّل اختبارٍ علنيٍّ لِهذا التنافس بِفضيحةٍ دبلوماسيَّةٍ في سنة 868هـ المُوافقة لِسنة 1463م، في عهد السُلطان خُشقدم، عندما رفض السفير العُثماني الانحناء أمام السُلطان المملوكي في القاهرة. وأدَّى زوال الإمارة القرمانيَّة ودُخُولها في حوزة الدولة العثمانية، وإقطاع أراضيها لِلشاهزاده مُصطفى بن محمد ، وتبعيَّة ميراث القرمانيين، أدَّى إلى تمهيد الطريق لِمُواجهةٍ واسعةٍ بين العثمانيين والمماليك، الذين رأوا في إجلاس بني عُثمان ابنهم الأوسط على عرش قرمان وشهسوار بن سُليمان على عرش إمارة ذي القدريَّة، ومُساندته بِالمال والسلاح، خطرًا يُهددهم في الشَّام، ولم يُوافقوا على حُدُوث أي تغييرٍ في الوضع القائم لِلإمارات التُركمانيَّة الفاصلة بين الدولتين. لكن يبدو أنَّ الطرفين سُرعان ما مالا إلى التفاهم، واتفقا على عدم التدخُّل في شُؤون الإمارتين الحُدوديتين: الرمضانيَّة في قيليقية وذي القدريَّة في قباذوقيَّة، ذلك أنَّ السُلطان محمد الفاتح كان مُنهمكًا في فُتُوحاته في أوروپَّا، فأراد تبريد الجبهة الشرقيَّة، ومن جهتهم فإنَّ المماليك أرادوا التفرُّغ لِمُشكلاتهم الداخليَّة، كما يظهر أنَّهم اعتبروا أنَّ التحرُّك ضدَّ بني عُثمان، الغُزاة العظام وحملة الإسلام إلى قلب أوروپَّا، أمرٌ لا يليق بهم. ويذكر المُؤرِّخ التُركي يلماز أوزتونا أنَّ السُلطان محمد كان يرى في سلاطين المماليك القائمين على حُكم مصر والشَّام آنذاك عبيدًا شركسيين مجهولي النسب، ولا يتحدَّرون من نسبٍ عريقٍ كبني عُثمان، الذين هم خُلفاء بني سُلجُوق. وبنو سُلجُوق هُم أسياد الزنكيين الذين هُم أسياد الأيوبيين الذين هُم أسياد المماليك البحريَّة الذين هُم أسياد المماليك البُرجيَّة الشراكسة. لكنَّهُ بقي رُغم ذلك يكُنُّ لهم شيئًا من الاحترام والتوقير كونهم قائمين على حماية الخِلافة الإسلاميَّة والمُدن المُقدَّسة الثلاثة: مكَّة والمدينة المُنوَّرة وبيت المقدس، ولأنَّهم «يتمتعون بِفضل الإسلام».

## حصار رودس وفُتُوحات جنوب إيطاليا

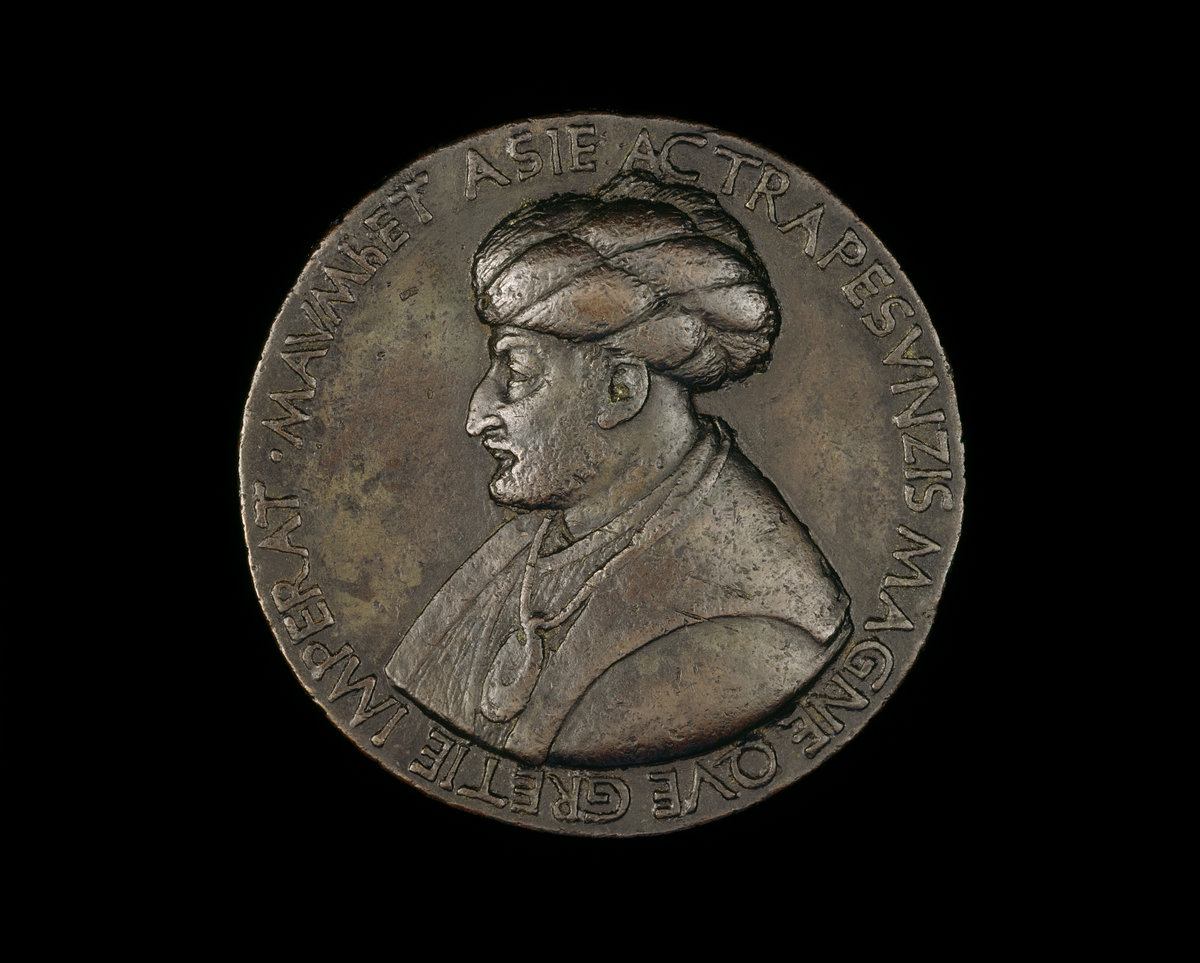
نوطٌ برونزيّ ضُرب في فلورنسة حوالي سنة 1480م، وتظهر عليه صورة السُلطان محمد الفاتح مع عبارةٍ لاتينيَّة. ظهرت هذه الأنواط في الدُويلات الإيطاليَّة الصغيرة تمهيدًا لِاعترافها بِسيطرة العثمانيين على بلادها وبِهيمنة السُلطان الفاتح بِصفته قيصر الروم غربًا وشرقًا، تزامنًا مع الحديث عن اقتراب حملته على شبه الجزيرة الإيطاليَّة.

بعد عقد الصُلح مع البنادقة، حاول السُلطان محمد فتح بلاد الأردل (ترانسلڤانيا)، الخاضعة لِلسيطرة المجريَّة، فأرسل سريَّةً من نحو ثلاثين ألف فارسٍ بًقيادة عيسى بك بن حسن وعلي بك ميخائيل أوغلي وبالي بك بن مالقوج، من طريق الأفلاق لِلإغارة عليها. فوقع الشقاق بينهم وادَّعى كُلُّ واحدٍ من الأُمراء المذكورين الاستبداد بِرأيه، فتفرَّق شملهم وتمكَّن قُمَّس مدينة طمشوار المدعو «كينيس» من قهرهم، وقيل ظفر بهم أمير البلاد «إيتيان باتوري» وملك المجر متياس كورڤن، فقتلوا أكثرهم، بما فيهم عيسى بك، وهرب الآخرون بِمشقَّةٍ عظيمة. وارتكب المجريُّون فظائع وحشيَّة بعد الانتصار، فعذَّبوا الأسرى ثُمَّ قتلوهم جميعًا ونصبوا موائدهم على جُثثهم.
بعد هذا الإخفاق، قرَّر السُلطان العمل على مشروعه الضخم الأخير، ألا وهو فتح إيطاليا. والواقع أنَّ فتح هذه البلاد كان الهدف الحقيقي لِسلاطين آل عُثمان مُنذُ أن وضعوا أقدامهم في أوروپَّا الشرقيَّة، وتهيَّأت الظُرُوف التي أدَّت إلى زحف العثمانيين بِاتجاه إيطاليا في عهد السُلطان محمد الفاتح. فقد استتبَّ السلام على جميع الحُدُود الشرقيَّة لِلدولة، وأضحى في مقدور قادتها توجيه قواهم نحو الغرب من جهة، ومن جهةٍ أُخرى كانت إيطاليا مُقطَّعة الأوصال، بِفعل الصراعات الداخليَّة بين دُولها. كما كان من بين أهداف الفاتح أن يكون سُلطانًا على الإمبراطوريَّة الرومانيَّة المُوحَّدة، وبعد أن حمل لقب قيصر الروم بُعيد فتحه القسطنطينية سنة 1453م، كان عليه توحيد تاجيّ الإمبراطوريَّة العتيقة بِحُلَّةٍ إسلاميَّة، وذلك لا يكون إلَّا بِفتح إيطاليا ورومة. وكانت شبه الجزيرة الإيطاليَّة مُقسَّمة إلى عدَّة دُول، هي: جُمهُوريَّة البُندُقيَّة في الشمال الشرقي، وكانت قد صالحت العثمانيين كما أُسلف، ومملكة النبلطان (ناپولي) في الجنوب، والدولة البابويَّة في الوسط، وجُمهُوريَّتا فلورنسة وجنوة، ودوقيَّة ميلانو، بِالإضافة إلى جزيرة صقلية التي كانت تتبع مملكة أرغون. وكان الفاتح يُفكِّر بِإلحاق جنوب إيطاليا بِدولته، لِتكون له السيادة - بِصفته قيصر الروم - على الدُول الإيطاليَّة الأُخرى، ورأى أنَّ من حقِّه طرد الأرغونيين من صقلية كونها كانت تعود لِلمُسلمين قديمًا، وقبل ذلك كانت لِلإمبراطوريَّة البيزنطيَّة، فيكون من حقِّه بِكلتا الحالتين أن يأخذها. وكانت بعض الدُويلات الإيطاليَّة قد تقبَّلت فكرة دُخُولها تحت الحُكم العُثماني، وقبلت صفة الفاتح كقيصرٍ لِلرُّوم المُوحدين، بل إنَّ بعضها سكَّ أنواطًا تحملُ صورة الفاتح ونقش عليها عبارات من شاكلة: «سُلطان محمد بني عُثمان إمبراطور التُرك ورومة الشرقيَّة» (باللاتينية: Svltani Mohammeth Octhomoni Vgli Bizantii Imperatoris).

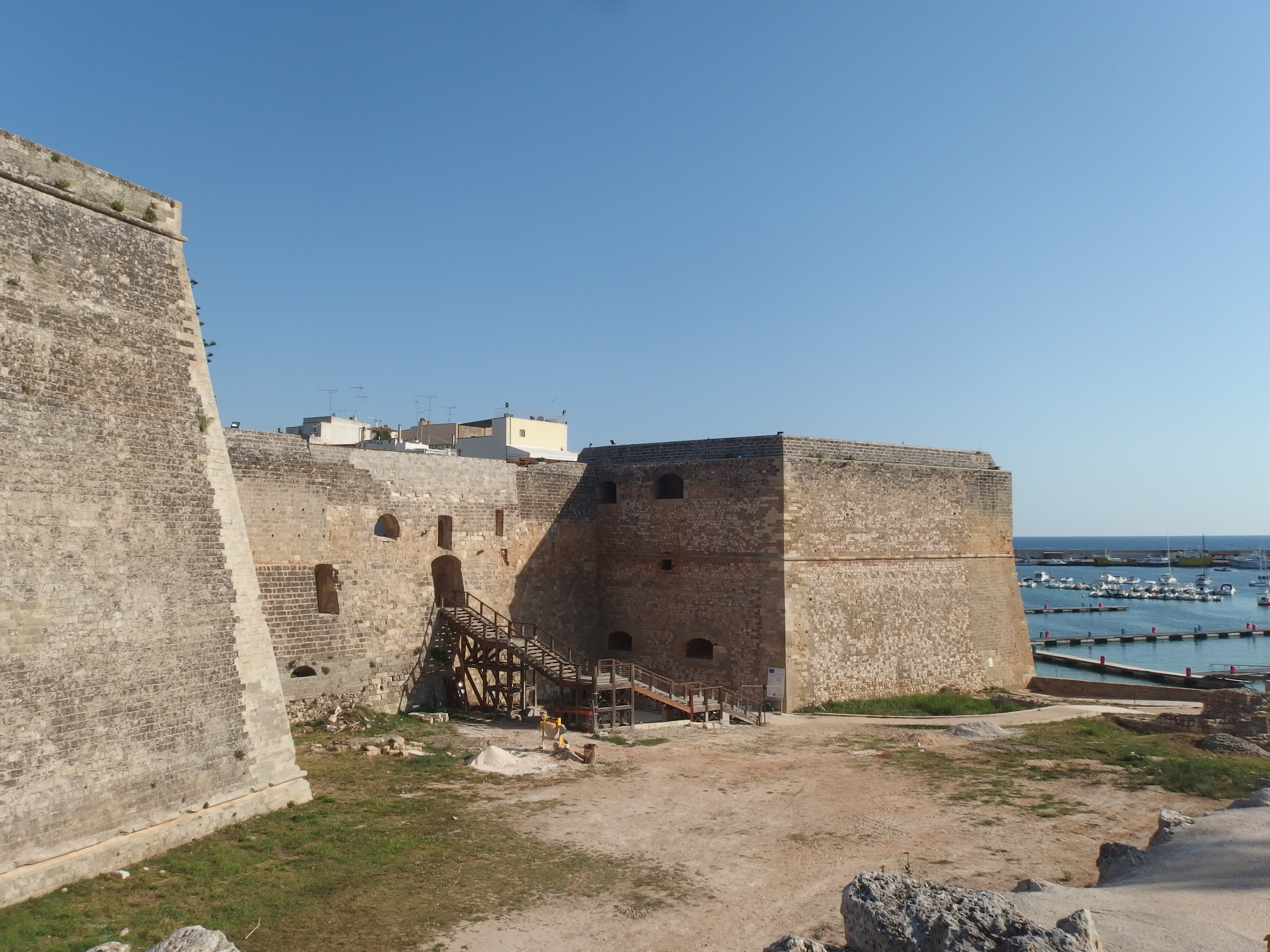
جانبٌ من قلعة أطرانط. افتتحها العثمانيون بِقيادة كدك أحمد باشا، واتخذوها نُقطةً مُتقدِّمةً لِلإغارة على البلاد الإيطاليَّة المُجاورة.

استغلَّ الفاتح هذه الظُرُوف والمُعطيات، وأرسل أُسطُولًا بِقيادة كدك أحمد باشا في سنة 885هـ المُوافقة لِسنة 1480م، ووكَّله فتح جُزر البحر الأيوني الواقعة بين اليونان وإيطاليا، في مُحاولةٍ منه لِلسيطرة عليها في سبيل التمدُّد نحو شبه الجزيرة المذكورة، وهذه الجُزر هي: كفالونية، وزانطة، ولفكدة، وكورفو. فنفَّذ أحمد باشا المُهمَّة الموكلة إليه بِسُهُولة، وأضحى الطريق إلى جنوب إيطاليا مفتوحًا أمام العثمانيين. بعد هذا النصر، تجمَّع الأُسطول العُثماني، المُكوَّن من 40 سفينة حربيَّة كبيرة و52 سفينة صغيرة و40 سفينة نقل، في ميناء أفلونية الواقع على مضيق أطرانط، وتحرَّك منها يوم 19 جُمادى الأولى 885هـ المُوافق فيه 26 تمُّوز (يوليو) 1480م، فاجتاز المضيق المذكور ونزل أفراده البرَّ الإيطالي بعد يومين، قُرب قلعة أطرانط، وشرعوا في حصارها وقتال حاميتها. استسلمت القلعة بعد مُقاومةٍ شديدة، ودخلها العثمانيون في 4 جُمادى الآخرة المُوافق فيه 11 آب (أغسطس)، ثُمَّ راحوا يشُنُّون الغارات على المواقع الداخليَّة، وانتشر الفرع والخوف في رُبُوع مملكة النبلطان، حتَّى أنَّ بعض أهل العاصمة تركوا بُيُوتهم وهربوا وهُم يتوقعون سُقُوط بلاد المملكة في يد المُسلمين، ولم يجسُر الملك فرديناند الأوَّل على الهُجُوم على العثمانيين، خُصُوًصا بعدما تسلَّم كتابًا من أحمد باشا يُطالبه فيه بِتسليم إقليم بولية، وإن لم يفعل ذلك، فإنَّ السُلطان محمد سيأتي في الربيع إلى إيطاليا ومعهُ مائة ألف راجل وثمانية عشر ألف فارس ومدافع ضخمة لم يعرفها العالم قبلًا، ويأخذ البلاد عنوةً.

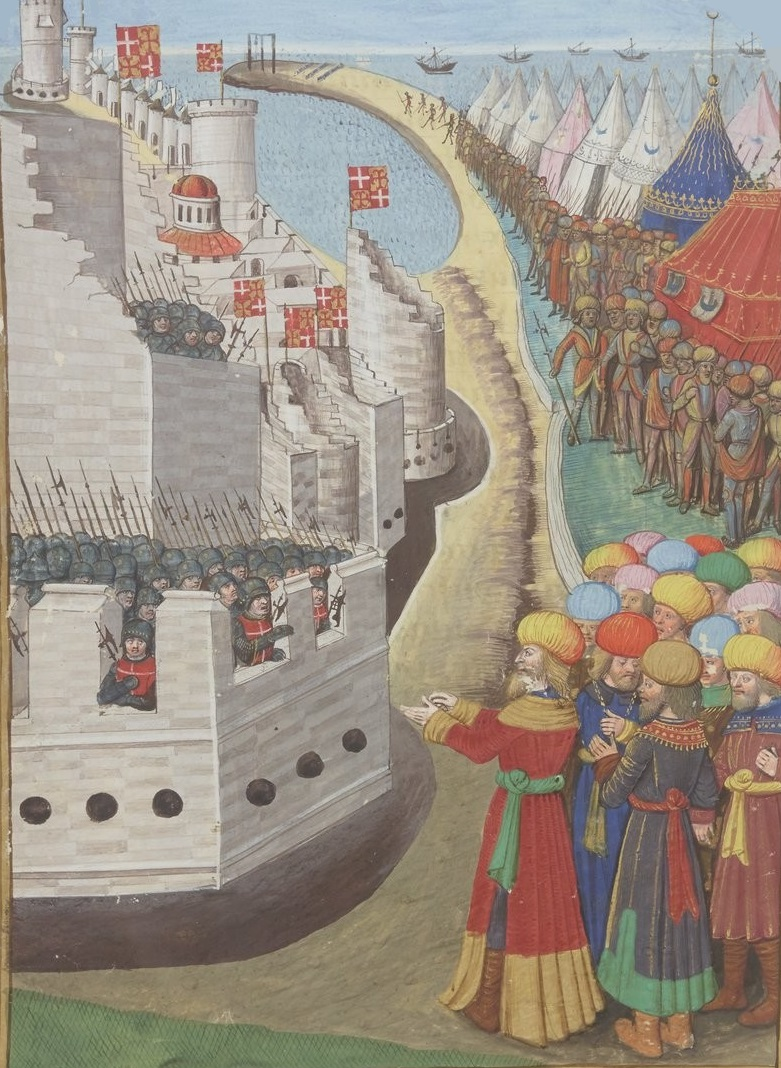
مُنمنمة إفرنجيَّة تُصوِّرُ حصار العثمانيين قلعة القدِّيس نقولا في رودس، بِقيادة مسيح باشا (الرجل الأشقر ذي الثوب الأحمر).

وفي هذا الحين، كان السُلطان قد أرسل أُسطُولًا بحريًّا آخر بِقيادة مسيح باشا لِفتح جزيرة رودس، معقل فُرسان الإسبتاريَّة. والمعروف أنَّ هذه الجزيرة المُحصَّنة والمنيعة تقع على بُعد أميالٍ من آسيا الصُغرى، وتُشكِّلُ تهديدًا خطيرًا لِلدولة العثمانية، وكان الإسبتاريُّون يتخذونها معقلًا لِلقيام بِأعمال القرصنة ضدَّ سُفن المُسلمين، لِذلك رأى الفاتح ضرورة القضاء على هذا الخطر لا سيَّما وأنَّ أهلها قد يُرسلون المدد إلى إيطاليا ويضربون الجُيُوش العثمانية من الخلف. ابتدأ الحصار العُثماني لِلجزيرة يوم 13 ربيع الأوَّل 885هـ المُوافق فيه 23 أيَّار (مايو) 1480م، واستولى العثمانيون على المُرتفعات المُطلَّة على الشاطئ، ثُمَّ راحت المدافع تقذف القنابل الحجريَّة على قلعة القدِّيس نقولا التي كانت تتحكَّم بِمدخل الميناء وتُعدُّ مفتاح قصبة الجزيرة. وتمكَّنت المدفعيَّة العثمانية من هدم أسوار القلعة المذكورة، لكنَّ سُكَّانها كانوا يُصلحون في الليل كُلَّ ما تُخرِّبه المدافع بِالنهار، ولِذلك دام الحصار ما يزيد عن شهرين حاول العثمانيون خلالها الاستيلاء على القلعة دون نتيجة، فقد قوبلوا بِمُقاومةٍ باسلةٍ مُستميتة. وفي يوم 20 جُمادى الأولى المُوافق فيه 27 تمُّوز (يوليو)، أمر مسيح باشا بِالهُجُوم على القلعة ودُخُولها من الفتحة التي فتحتها المدافع في أسوارها، فهجمت عليها الجُيُوش، وتمكَّن بعض الجُنُود من الصُعُود إلى الأبراج وركَّزوا فيها سناجق السُلطان وأعلامه. وبينما كانت القلعة على وشك السُقُوط، نادى مسيح باشا - من تلقاء نفسه - بِأنَّ الأموال التي في القلعة من حق السُلطان وحده، فلا يتعرَّض لها أحد بِالنهب، ولمَّا كان هذا الأمر يُخالف القواعد الشرعيَّة المُتفق عليها آنذاك، من أنَّ ما يقع بِأيدي الجُند هو غنيمة لهم بعد أداء الخُمس لِلدولة، وأنَّ عدم أخذ الغنائم يكون فقط فيما لو استسلمت القلعة ودخلها الجُند صُلحًا، فقد تراخت همَّة الجُند، ولم يُبادر أحدٌ منهم إلى الهُجُوم والاقتحام، وبقي من دخل القلعة ومن صعد الأبراج بلا مدد، فقتلهم الإسبتاريُّون عن آخرهم، ثُمَّ خرجوا إلى المُحاصرين وكبَّدوهم خسائر ليست قليلة، ورجع الباقون إلى السُفن دون أن يجسُر مسيح باشا على تكليفهم بِهُجُومٍ آخر. ولمَّا عاد مسيح باشا إلى إسلامبول وبَّخهُ السُلطان وعزله من الوزارة، وأبعده إلى قلِّيبُلِي. وانتاب الخوف أُمراء ومُلوك إيطاليا، واستحوذ الرُعب على البابا سيكست الرابع نتيجة الهجمات العثمانية على إيطاليا ورودس، ولاح لهُ أنَّ رومة ستسقط في أيدي المُسلمين كما سقطت القُسطنطينيَّة، فدعا أُمراء ومُلُوك إيطاليا وأوروپَّا إلى التهادن وتناسي الخلافات، والاتحاد في مُواجهة الإسلام، وضرب المثل بِنفسه في تناسي الأحقاد، فهادن أعداءه آل مديتشي، أصحاب فلورنسة، وصالحهم. والواقع أنَّهُ لم يرُدّ العثمانيين عن إيطاليا سوى وفاة السُلطان محمد الفاتح، ممَّا أوقف المد الإسلامي نحو أوروپَّا مُدَّةً من الزمن.

## وفاة محمد الفاتح

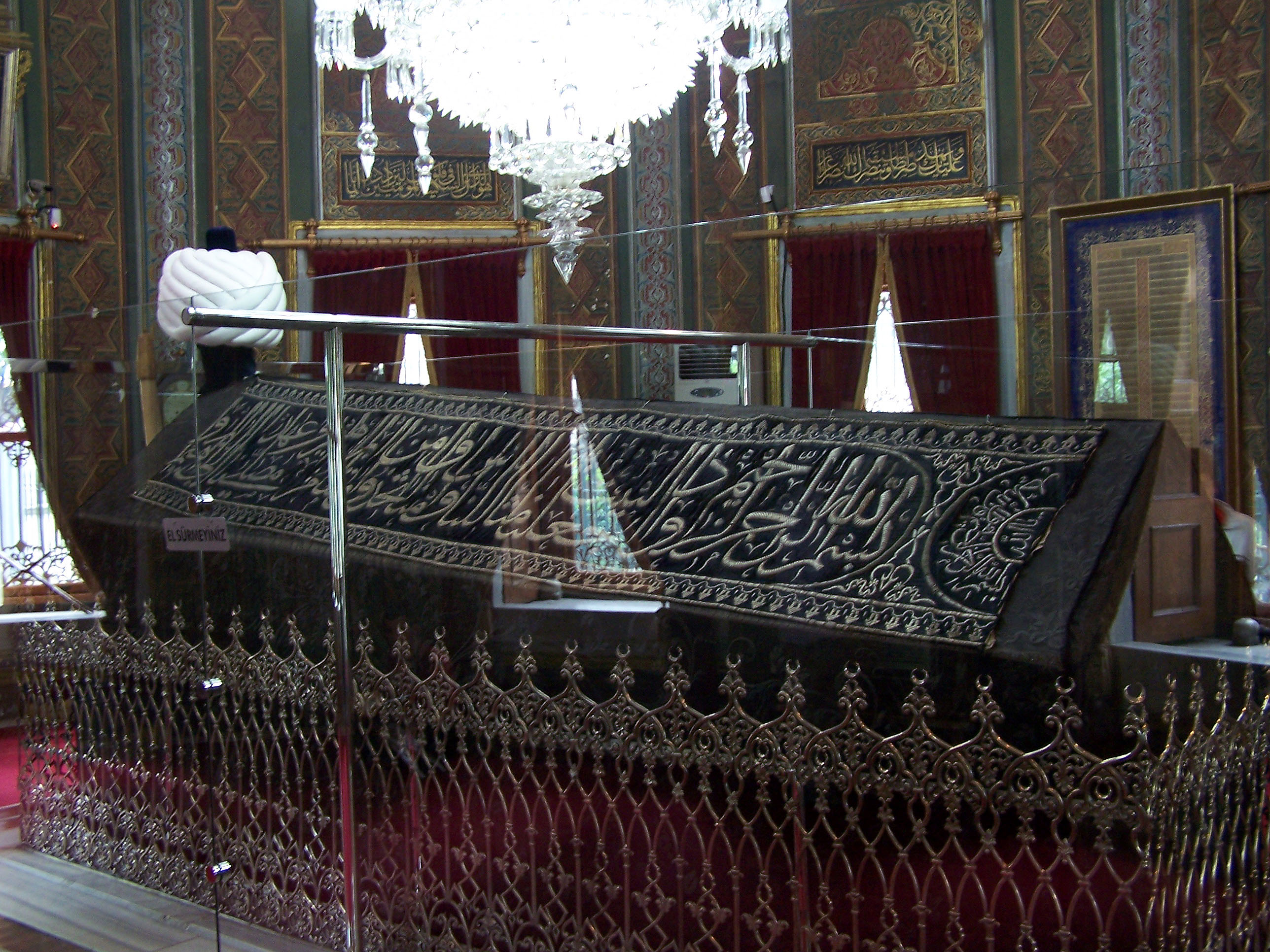
قبر السُلطان محمد الفاتح.

يوم 26 صفر 886هـ المُوافق 25 نيسان (أبريل) 1481م، غادر السُلطان محمد إسلامبول وعبر إلى أُسكُدار على الضفَّة الشرقيَّة لِلبُسفور، ونصب السرادق السُلطاني في موضعٍ يُقال له «تكفور چايري»، وشرع في الاستعداد لِحملةٍ كبيرةٍ يغلب الظن أنَّها كانت مُوجَّهة إلى إيطاليا، لكن داهمه مرضٌ مُفاجئ، وأخذ يشتد ويقوى حتَّى تُوفي السُلطان يوم الخميس 4 ربيع الأول المُوافق فيه 3 أيار (مايو) من السنتين سالِفتيّ الذِكر. وهُناك روايتان تُحددان سبب وفاة الفاتح، واختلف المُؤرخون حول تحديد أيُّها الأصح. تنص الرواية الأولى أنَّ الفاتح كان يشكو من قدمه جرَّاء إصابته بِالنقرس، وهو المرض الوراثي لِآل عُثمان، فتشاور الأطبَّاء في حالته، فزادوا كميَّة الدواء. وعندما زاد عليه الألم أعطوه شرابًا مُسكِّنًا، فتُوفي على إثره. ولم يُشر المُؤرخون العثمانيون أمثال محمد نشري أفندي ولُطفي باشا ومحمد صولاق زاده وعاشق باشا زاده إلى أيِّ شيءٍ حول وفاة الفاتح مُسمَّمًا. أمَّا الرواية الأُخرى فتنص أنَّ الفاتح مات جرَّاء سُمٍّ دُسَّ له أو جرَّاء إهمالٍ طبيٍّ مُتعمَّد، فقد ذكر بعض المُؤرخين أنَّ طبيب السُلطان يعقوب باشا، الذي كان من جُملة وُزرائه أيضًا، بينما كان مُنكبًّا على علاجه، قام الصدر الأعظم محمد باشا القرماني - الذي خلف كدك أحمد باشا وكان مُمتعضًا من كون يعقوب باشا وزيرًا كونه كان يهوديًّا - بِإدخال الطبيب «لاري الأعجمي» ضمن الأطباء المعالجين، وأنَّ صحَّة الفاتح عندما بدأت تتدهور بسرعة نتيجة الأدوية المُعطاة له وفقدوا الأمل في إنقاذ حياته، لم يتدخَّل يعقوب باشا، لِذا اعتبر هؤلاء المُؤرخين محمد باشا القرماني والطبيب لاري الأعجمي مسؤولين عن هذه الوفاة. من جهةٍ أُخرى، هُناك بعض المُؤرخين الذين يذكرون بِأنَّ يعقوب باشا تظاهر بالإسلام، وأنَّهُ كان عميلًا لِلبنادقة، وأنَّ هؤلاء قاموا بِتحريضه على قتل الفاتح عندما رأوا أنَّهُ وصل في فُتُوحاته حتَّى إيطاليا، فدسَّ له السُّم تدريجيًّا حتَّى فتك به. ولكن بقاء يعقوب باشا واستمراره في وظيفته نفسها في عهد بايزيد الثاني يُضعفُ هذا الزعم.
نُقل جُثمان السُلطان الفاتح إلى إسلامبول حيثُ صُلِّي عليه صلاة الجنازة ثُمَّ وُري الثرى في ضريحه الكائن بِجهة قبلة المسجد الجامع الذي بناه في المدينة، فكان أوَّل سُلطانٍ يُدفن في إسلامبول، وأحد سُلطانين (الآخر هو حفيده سليم بن بايزيد) لم يُدفن في قبرهما غيرهما من بني عُثمان. وبلغت جُملة سلطنته 31 سنة و21 يومًا، تمَّم في خلالها مقاصد أجداده، ففتح القسطنطينية وزاد عليها فتح إمبراطوريَّة طربزون والصرب والبُشناق والأرناؤوط وأغلب أقاليم آسيا الصُغرى، ولم يبقَ في البلقان سوى مدينة بلغراد التابعة لِلمجر وبعض الجُزر التابعة لِلبُندُقيَّة. وترك السُلطان محمد وصيَّةً لِوليّ عهده بايزيد، وهو على فراش الموت، وقال فيها:

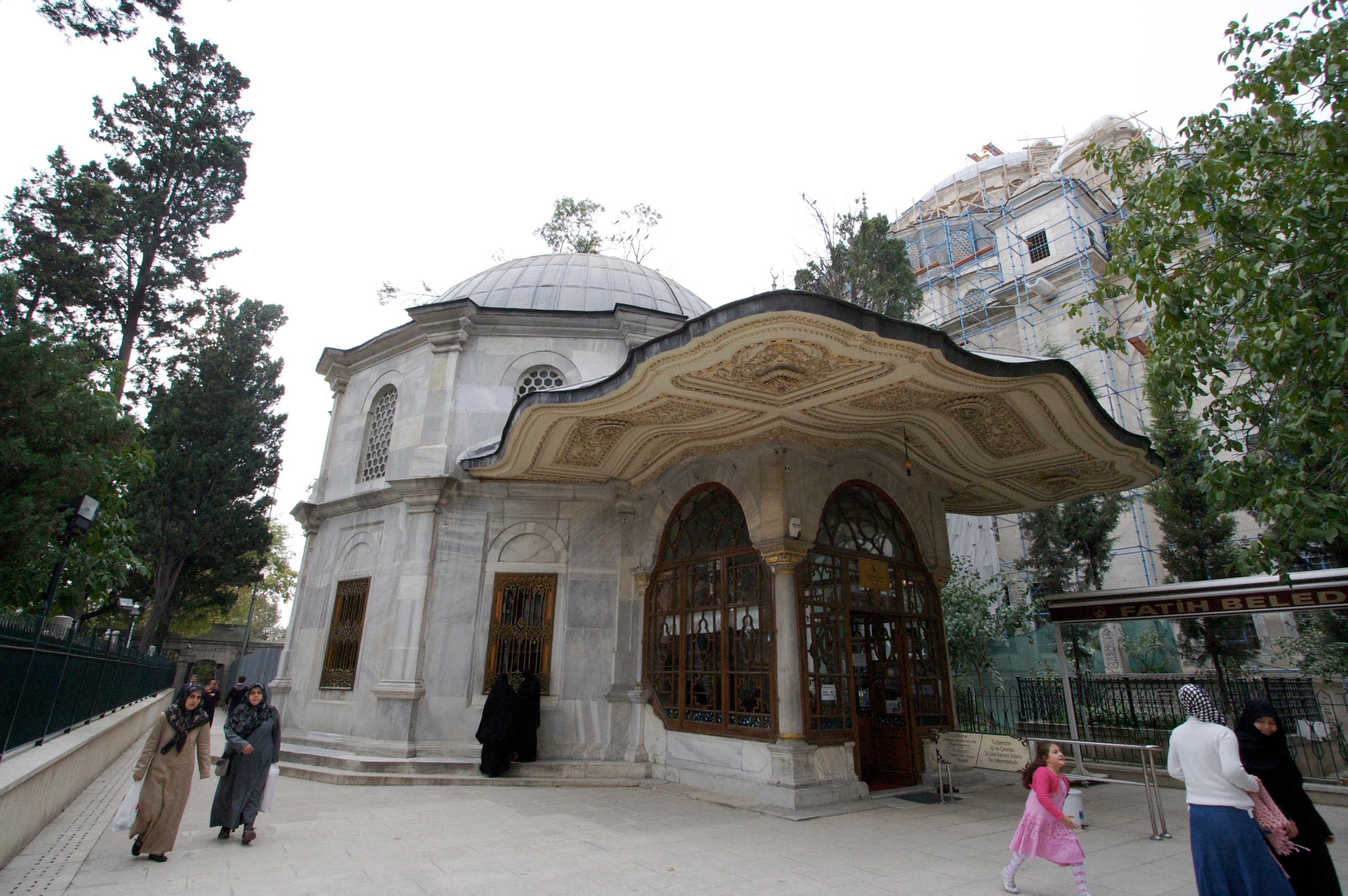
تُربة السُلطان محمد الكائنة بِجهة قبلة المسجد الجامع المُسمَّى باسمه، والذي بناه في مدينة إسلامبول (إستنبول المُعاصرة).

ها أنذا أموت ولكنني غير آسف لِأنِّي تاركٌ خلفًا مثلُك. كُن عادلًا صالحًا رحيمًا، وابسط على الرعيَّة حمايتك بِدون تمييز، واعمل على نشر الدين الإسلامي، فإنَّ هذا هو واجب المُلُوك على الأرض. قدِّم الاهتمام بِأمر الدين على كُلِّ شيء، ولا تفتر بِالمُواظبة عليه، ولا تستخدم الأشخاص الذين لا يهتمُّون بِأمر الدين، ولا يجتنبون الكبائر وينغمسون في الفُحش، وجانب البدع المُفسدة، وباعد الذين يُحرِّضونك عليها. وسِّع رُقعة البلاد بِالجهاد، واحرُس أموال بيت المال من أن تتبدَّد.
إيَّاك أن تمُدَّ يدك إلى مال أحدٍ من رعيَّتك إلَّا بِحق الإسلام، واضمن لِلمعوزين قوتهم، وابذل إكرامك لِلمُستحقين. وبِما أنَّ العُلماء هم بِمثابة القُوَّة المبثوثة في جسم الدولة، فعظِّم جانبهم وشجعِّهُم، وإذا سمعت بِأحدٍ منهم في بلدٍ آخر فاستقدمه إليك وأكرمه بِالمال. حذارِ حذارِ لا يغُرَّنَّك المال ولا الجُند، وإيَّاك أن تُبعد أهل الشريعة عن بابك، وإيَّاك أن تميل إلى أيِّ عملٍ يُخالف أحكام الشريعة، فإنَّ الدين غايتنا، والهداية منهجنا، وبِذلك انتصرنا.

خُذ منِّي هذه العبرة: حضرتُ هذه البلاد كنملةٍ صغيرة، فأعطاني الله تعالىٰ هذه النعم الجليلة، فالزم مسلكي، واحذُ حُذوي، واعمل على تعزيز هذا الدين وتوقير أهله، ولا تصرف أموال الدولة في ترفٍ أو لهوٍ أو أكثر من قدر اللُّزوم، فإنَّ ذلك من أعظم أسباب الهلاك.
علمت البُندُقيَّة بِخبر موت الفاتح بعد 16 يومًا من وقوع الأمر، وكانت الرسالة التي جلبها حامل البريد السياسي لسفارة البندقية في إسلامبول تحتوي جُملةً استحالت من الجُمل التاريخيَّة، وهي: «مات العُقاب الكبير» (بالإيطالية: La Grande Aquila è morta). ولمَّا شاع الخبر، دُقَّت أجراس كافَّة الكنائس في أوروپَّا، وجرت مراسم الشُكر لِمُدَّة ثلاثة أيَّام بِلياليها، بِأمر البابا.

## شخصيَّته وصفاته

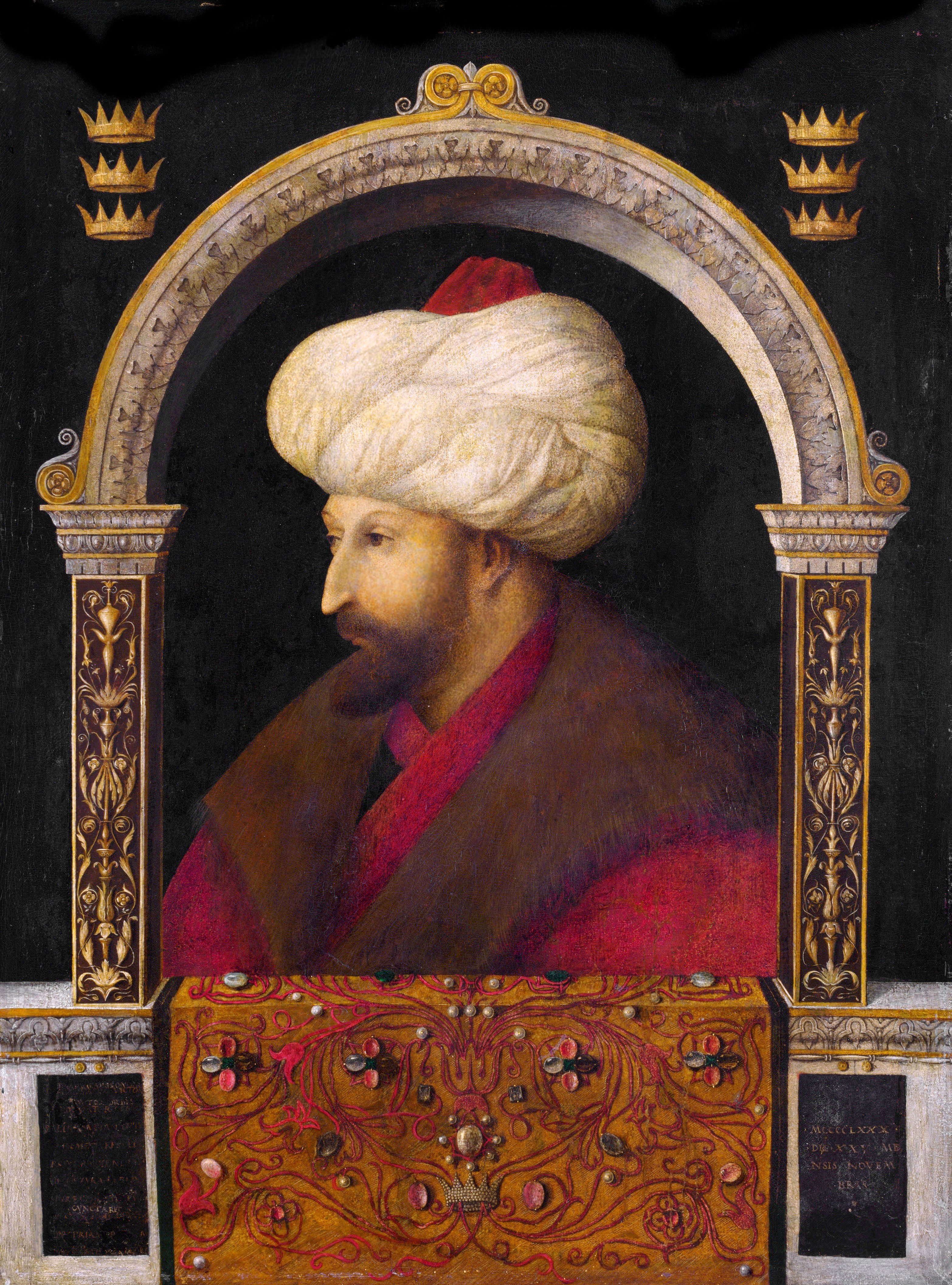
لوحة جينتيلي بيليني الشهيرة التي تُصوِّر هيئة السُلطان الفاتح في آخر حياته.

بِحسب المصادر، كان السُلطان محمد الفاتح مربوع القامة، وعريض المنكبين. جسده من الخصر إلى الأعلى طويل بِعكس النصف الأسفل من جسده؛ شأنه شأن السُلطان عُثمان الأوَّل، ووجهه أبيض مُحمرّ، وحاجباه مُقوَّسان، وشعره أجعد، ولحيته سوداء، ورقبته غليظة وقصيرة، وأنفه رفيع وطويل مُقدِّمته تتجه نحو الأسفل مثل منقار العُقاب. ولكن يبدو أنَّ هذا الوصف لِلفاتح يُصوِّره عندما تقدَّم به العُمر، لِأنَّ لا أحد تمكَّن من رسم صورةٍ له عندما فتح القسطنطينية وهو في الحادية والعشرين من عُمره، حيثُ يُعتقد أنَّ لحيته لم تكن قد نبتت بعد وقتئذٍ، وإن نبتت فستكون في بداياتها. أي إنَّ الرسَّامين لم يتمكنوا من رسم الفاتح الشاب، ولوحة جينتيلي بيليني الشهيرة تعود إلى سنوات حياته الأخيرة (أُنجزت سنة 1480م)، وفي مرحلة ضعفه الشديد بِسبب المرض، وبحسب المُنمنمات العثمانية المرسومة في وقتٍ أسبق فإنَّ الفاتح لم يكن ضعيفًا إلى الحد الظاهر في لوحة بيليني. وقد أورد الأديب والشاعر نامق كمال وصفًا لِلسُلطان محمد في مُؤلَّفه حامل عنوان «الأوراق المُتعبة»، فقال: «أَكثَرُ مَا يَلفِتُ الانتِبَاهَ فِيهِ طِبَاعَهُ، وَجَبهَتُهُ العَرِيضَةِ الصَّافِيَةِ، وَعَينَاهُ البَرَّاقَتَانِ الرَّائِعَتَان، وَأَنفِهِ المُقَوَّس الشَّبِيهِ بِمِنقَارِ الصَّقرِ فَوقَ فَمِهِ الصَّغِيرِ جِدًا دَائِم الحَرَكَةِ الأَحمَرِ نَاهِضِ الطَّرَفَينِ. كَأَنَّ تِلكَ العَلَامَاتِ حُفِرَت لِتَكُونَ دَلِيلًا وَاضِحًا عَلَى مِيزَاتِهِ العُظمَى؛ كَذَكَائِهِ الحَاد، وَنَظَرِهِ الثَّاقِب، وَحِلمِه، وَأَخلَاقِه السَّامِيَةِ المَجبُولِ عَلَيهَا، وَمُتعَتِهِ بِالإِدَارَةِ، وَمَوهِبَتِهِ الحَربِيَّةِ».
| نيَّتي هي الامتثالُ لِلجِهاد في سبيل الله غايتي هي غاية الدين الإسلاميّ بِفضل الله وبِهمَّة رجال الله أُريدُ قهر الكُفَّار كُلِّهم أنا أستندُ إلى الأنبياء والأولياء وأملي أن يتلطَّف علينا المولى بِالنصر ما أنال لو كان المالُ والنفس غايتي في الدُنيا؟ لله الحمد أملكُ مئات الآلاف من الرغبات في الجهاد بِفضل محمدٍ المُختار وبِفضل المُعجزات الأحمديَّة كُل أملي أن تتغلَّب دولتي على أعداء الدين |
| —شعرٌ لِمحمدٍ الفاتح |

كان الفاتح يكنُّ احترامًا شديدًا لِلعُلماء المُسلمين، واعتقد بِسُمُوِّ مكانة العلم. ونتيجةً لِاحترامه العُلماء فقد تزيَّا بِزيِّهم، واستبدل قُبَّعة الفراء التي كان أجداده يعتمرونها بِعمامةٍ كان يلُفَّها بِنفسه، كما ارتدى سُترةً مُطرَّزةً بِالذهب فوق أطلسٍ أحمر. ويظهر في لوحة بيليني مُرتديًا فراء من دون كُمَّين، وقفطانًا أحمر، مما يوحي أنَّ الرسم وُضع خِلال الشتاء. وكان هذا السُلطان تقيًّا صالحًا مُلتزمًا بِحُدُود الشريعة، ووُصف بِأنَّهُ كان هو نفسه من كبار العُلماء المُسلمين في عصره، فهو «سُلطانٌ عالم»، آمن بأنَّ غايته نشر الإسلام وتوسيع رُقعة ديار الإسلام، دون أن يحمل في قلبه موقفًا مُعاديًا تجاه الأديان الأُخرى، وفي هذا يقول المُؤرِّخ الفرنسي إرنست لاڤيس: «كَانَ مُحَمَّد الثانِي لَا يَحمِلُ إِطلَاقًا مَوقِفًا مُعَادِيًا تِجَاهَ الأَديَانِ الأُخرَى وَذَلِكَ عَلَى خِلَافِ الحُكَّامِ الأَترَاكِ وَالمَغُولِ... وَفِي أَعمَارِ إِسْتَنبُولِ، أَصبَحَ جُستِنيَانَ المُسلِم... وَكَافَّة الرُّوحَانِيَين الأُرثُوذُكسِ يَلهَجُونَ بِالامتِنَانِ لِحَارِسِ دِينِهِمُ العَجِيبِ. وَقَد أَظهَرُوا هَذَا الامتِنَانِ فِي كُلِّ مُنَاسَبَة». وصف الشاهد البُندُقيّ المدعو «جرجس دُلفين» السُلطان محمد بِأنَّهُ إنسانٌ قليل الضحك، وذكيّ، ومُجدّ، وكريم، وذو عزيمةٍ لا تلين في سبيل الوُصُول إلى غايته، وحريصٌ على قراءة الكُتُب يوميًّا. فكان يقرأ تاريخ رومة، وحياة البابوات، وتاريخ هيرودوت، والكثير من كُتُب التاريخ، ويستمع لِما يُقرأ عليه. هوايته الأُخرى التي وصلت إلى درجة الشغف هي الخرائط. فكان طبَّاعو البُندُقيَّة في عصره يتسابقون لِكي يُقدِّموا لهُ خرائط تحظى بِإعجابه. وقد أمر بِترجمة كتاب الجُغرافية الشهير لِبطليموس إلى العربيَّة، وكلَّف المُعلِّم جرجس أميروتزس الطربزُني وابنه الذي أسلم وأسمى نفسه «محمد»، بِإعداد خريطةٍ لِلعالم. كما أمر الفاتح بِإعداد خريطةٍ لِإسلامبول، وقد طُبعت في أوروپَّا في عهد السُلطان سليم الثاني، وهي من أقدم خرائط المدينة المذكورة. وأولى الفاتح اهتمامًا بِالمُوسيقى، وفي سراي طوپ قاپي كتابين مُوسيقيين كُتبا بِطلبٍ منه. لكنَّ مهارة الفاتح الفنيَّة الأساسيَّة برزت في الشعر، فكان أوَّل سلاطين بني عُثمان المُتميزين بِشعرهم، وإن لم يصل الباحثين ديوانٌ كاملٌ له، إلَّا أنَّ هُناك «دُويون» (ديوانٌ صغير) يُؤكَّد أنَّهُ يعود لِهذا السُلطان، وقد طُبع لِأوَّل مرَّة في ألمانيا سنة 1904م. وكان الفاتح ينظم الشعر بِالتُركيَّة والعربيَّة والفارسيَّة، واستخدم اسمًا فنيًّا في شعره هو «عوني».

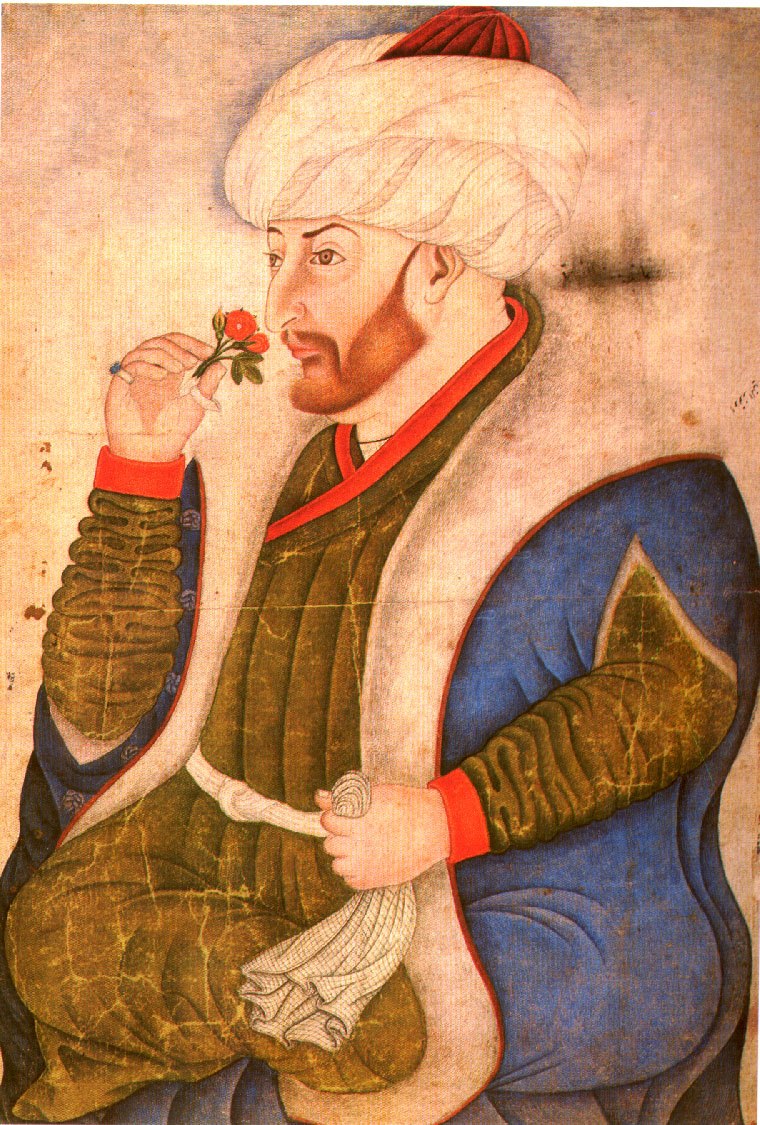
مُنمنمة عُثمانيَّة تُصوِّرُ السُلطان محمد وهو يستنشق عبير وردة، في إشارةٍ إلى اهتمامه بِالبستنة.

ولم يكتفِ السُلطان محمد بِكتابة الشعر فحسب، بل أعطى مُجالسة الشُعراء، ومُبادلتهم الحديث، ورعايتهم تحت جناحيه أهميَّةً خاصَّة. ولم تقتصر رعايته هذه على الشُعراء العثمانيين، بل امتدَّت إلى شُعراءٍ يعيشون خارج بلاده، فمن المعروف أنَّهُ أرسل نُقُودًا إلى سُلطان الشعر الشرقي في مدينة هراة، المُلَّا عبد الرحمٰن الجامي، ودعاه إلى إسلامبول، وأنَّ الشاعر علي شير النوائي أرسل بعض قصائده التي كتبها بِاللُغة الجغطائيَّة إلى الفاتح، وكان هُناك ثلاثون شاعرًا يعيشون من الرواتب التي خصَّصها لهم السُلطان. ومن هوايات الفاتح الأُخرى: صناعة الخواتم الخاصَّة بِالرُماة، وإبزيمات الأحزمة، وأغماد السُيُوف، واشتهر بِكونه بُستانيًّا ماهرًا، فقد خصَّص جُلَّ وقت فراغه لِاعتناء بِحديقة سرايه والقيام بِأعمال البستنة، وكان شغوفًا بِزراعة الأشجار والخُضراوات والأزهار. والسُلطان الفاتح هو من استحدث عادة تناول السلاطين طعامهم وحدهم، كما أنَّهُ من السلاطين النادرين الذين يُعرف ما أحبُّوه من الطعام، فكان يستلذ بِالحساء والدجاج المشوي والبيض والسمك وفطائر الجُبن ورقائق العجين والشيشبرك والسبانخ والعسل والحلاوة الطحينيَّة والبقلاوة والقشدة والمهلبيَّة والأرُز المُحلَّى والقطائف بِالحليب. وكان يميلُ إلى ثمار البحر ولا يُحب اللحم الأحمر كثيرًا. وأحبَّ من المشروبات شراب العنب بِالنعناع، والدِّبس، واللبن الرائب. وكان السُلطان محمد رياضيًّا، أولى الرياضة أهميَّةً خاصَّة، فبنى تكيَّةً لِلمُصارعين وأوقفها، وكان يتردَّد عليها بين الحين والآخر، كما كان يخرج إلى الصيد حين تسنح له الفُرصة. أضف إلى ذلك فقد أنشأ ميدانًا لِلرماية، ووضع لها قواعد في المُسابقات، وأحبَّ لعب الشطرنج.

### تلقبه بِلقب «خليفة»
يقول المُستشرق البريطاني طوماس آرنولد أنَّ السلاطين العثمانيين تسمُّوا بِلقب «خليفة» قبل فتح الشَّام ومصر بِزمنٍ طويل، وسبب تلقبهم بِهذا يرجع إلى أنَّ الكثير من الأُمراء المُسلمين قليلي الأهميَّة في العالم الإسلامي كانوا ينتحلون هذا اللقب الفخم مُنذُ أن سقطت بغداد بِيد المغول وقُتل آخر خُلفاء بني العبَّاس أبو عبد المجيد عبدُ الله المُستعصم بِالله سنة 656هـ المُوافقة لِسنة 1258م، فلا يُستغرب عندها - برأيه - ألَّا يرفض سلاطين آل عُثمان الأقوياء هذا المديح. ويُقال أنَّ أوَّل سُلطانٍ عُثمانيٍّ لقَّب نفسه بِخليفة المُسلمين كان مراد الأوَّل، وأنَّ ابنه بايزيد استعمل هذا اللقب أيضًا، ثُمَّ انتحله ابنه محمد، ثُمَّ مراد الثاني.
استمرَّ السُلطان محمد الفاتح على سياسة أسلافه في ادعاء الخِلافة، فقد كتب إليه أوزون حسن يُهنِّئه، فدعا لهُ قائلًا: «اللهُمَّ أدم مُلك محمد وخِلافته وسُلطانه إلى الأبد في الأرض كافَّة»، وسمَّاه «نور إنسان عين الخِلافة». ولكنَّ محمد الفاتح لم يستعمل لقب الخليفة في رسائله الخاصَّة سواء إلى المُلُوك والسلاطين المُعاصرين أو رعاياه.

## إنجازاته المدنيَّة والعسكريَّة وأهميتها

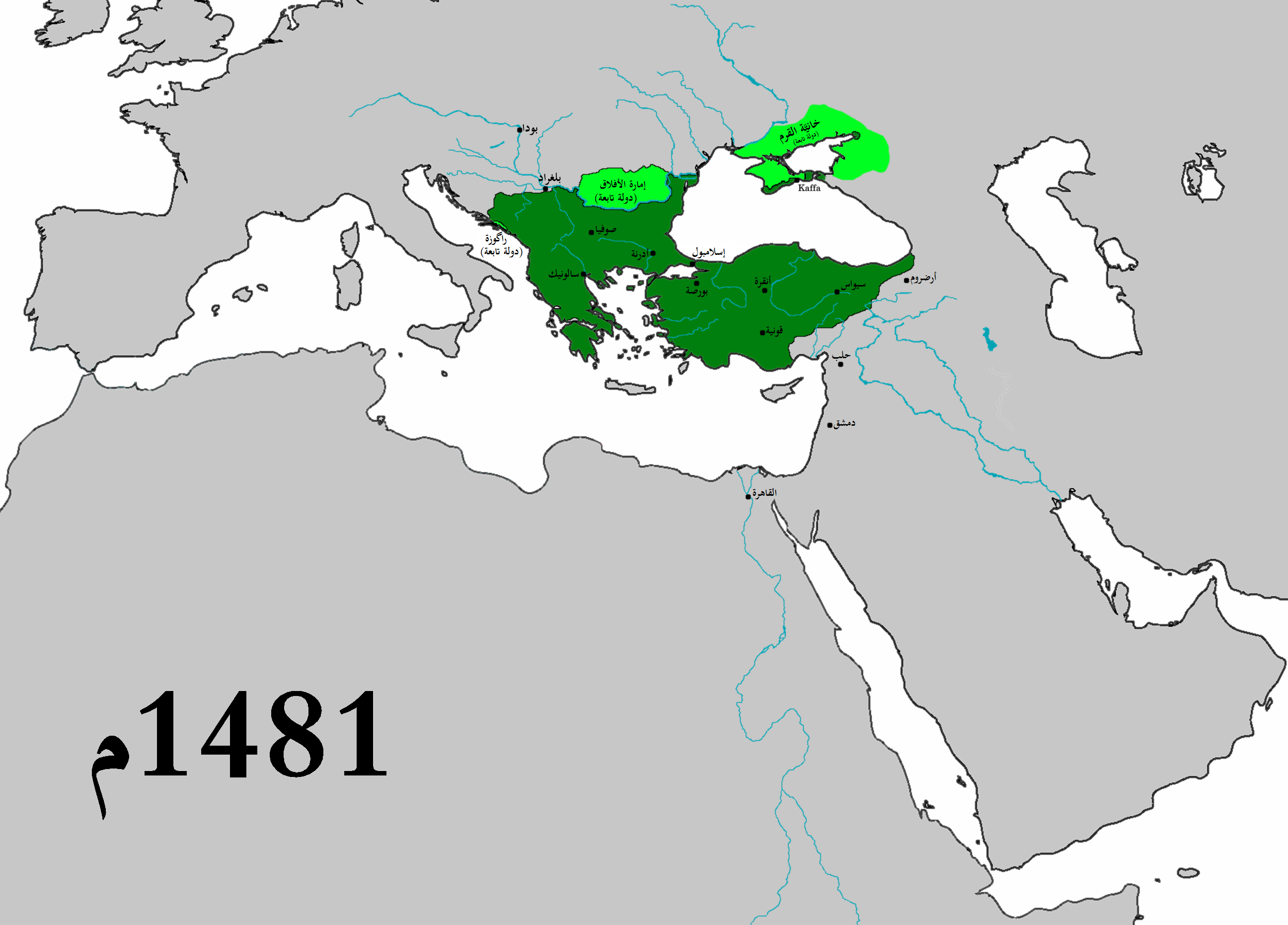
الحُدُود التقريبيَّة لِلدولة العثمانية عشيَّة وفاة السُلطان محمد الفاتح، بِالإضافة لِلبلاد التابعة لها ذات الاستقلال الإداري.

عند وفاة محمد الفاتح، كانت خريطة الدولة العثمانية ومكانتها في العالم قد تغيَّرت من أساسها؛ فقد اتسعت ووصلت مساحتها إلى 2,214,000 كلم2، منها 1,703,000 كلم2 في أوروپَّا و511,000 كلم2 في آسيا، وكانت خانيَّة القرم وحدها تشمل أراضٍ بلغت مساحتها 982,000 كلم2. وبِذلك تكون مساحة الأراضي الأوروپيَّة قد زادت كثيرًا على مساحة الأراضي الآسيويَّة، وأصبحت الدولة العثمانية - عدا كونها في البلقان - قُوَّة كبيرة في شمال بحر البنطس (الأسود) وأوروپَّا الشرقيَّة. كما أصبحت الأولى بين الدُول الأوروپيَّة من حيث تعداد السُكَّان ومن حيث المساحة أيضًا. وقد تساوت عبقريَّة السُلطان الفاتح في التنظيم المدني مع خبرته في الأعمال العسكريَّة، فإليه يُنسبُ تنظيم الأوضاع الحُكُوميَّة لِلدولة العثمانية، حيثُ وضع أنظمةً جديدةً سار عليها من جاء بعده، فأطلق على الحُكُومة العثمانية اسم «الديوان الهمايوني»، وجعل لها أربعة أركان، هُم: الصدر الأعظم، وقاضي العسكر والدفتردار، وهو ماسك السجلَّات الماليَّة، والنيشانجي، وهو كاتب سر السُلطان. واستطاع، بِالتعاون مع الصدر الأعظم محمد باشا القرماني وكاتبه محمد چلبي ليث زاده، من وضع الدُستُور المُسمَّى «فاتح قانون نامه سي» أي «دُستُور الفاتح»، والذي بقيت مبادئه الأساسيَّة سارية المفعول في الدولة العثمانية حتَّى سنة 1255هـ المُوافقة لِسنة 1839م. ونتيجة التوسُّع العُثماني في أوروپَّا، وامتداد سُلطة الدولة، أنشأ السُلطان وظيفة قاضي عسكر الروملِّي ووظيفة قاضي عسكر الأناضول، وحدَّد اختصاصهما بِالتعيين في مناصب القضاء، باستثناء بعض الوظائف الخاصَّة التي اختصَّ بها الصدر الأعظم.
ورتَّب الفاتح وظائف الجُند، فعيَّن قائدًا خاصًا لِجيش الإنكشارية، سمَّاه «آغا»، كما عيَّن قائدًا آخر لِسلاح المدفعيَّة، وثالثًا مسؤولًا عن تموين الجيش. ضاعف الفاتح، خِلال الإحدى وثلاثين سنة التي حكم خِلالها، قُدرة وقُوَّة الجُيُوش والأساطيل العثمانية إلى عدَّة أضعاف، إذ جعل من الجيش قُوَّةً ضاربةً كبيرةً جدًا على نطاقٍ عالميٍّ، وعزَّزه كذلك بِمدفعيَّةٍ واسعة النطاق لِأوَّل مرَّة بين جُيُوش العالم. كان الأُسطُول العُثماني عند اعتلاء الفاتح العرش، يحتوي على 30 سفينة حربيَّة، والأُخريات قطعٌ صغيرة، وكان الأُسطُول البُندُقي مُتفوقًا على الأُسطُول العُثماني بِمراحل. وبِحُلُول سنة 1474م، جعل الفاتح هذا الأُسطُول يفوق الأُسطُول البُندُقي، فبلغ عدد سُفُنه على الشكل التالي: 92 فرقاطة، و16 غليونًا، ونحو من 400 سفينة نقل وإنزال، وشحنها كُلُّها بِالمدافع، بِحيث لم تبقَ أيَّة سفينة حربيَّة بلا مدفع. وكوَّن السُلطان قُبيل وفاته أُسطُولًا يُعادل ضعفيّ الأُسطُول البُندُقي، فبلغ عدد سُفنه 250 سفينة حرب و500 سفينة نقل. وأولى الفاتح سلاح المدفعيَّة أهميَّةً كُبرى، فبرزت كعُنصر استراتيجي فعَّال في الحُرُوب، وأثبت دورها كسلاحٍ من الدرجة الأولى في الحُرُوب الميدانيَّة، في حين أنَّ كافَّة الممالك الأوروپيَّة لم تكن تُدرك دور المدفعيَّة في هذا النوع من الحُرُوب، ولم تعتمدها فيها إلَّا بعد اطلاعها على الحُرُوب الميدانيَّة للسُلطان سليم بن بايزيد، حفيد الفاتح، وبقيت حتَّى ذلك الوقت تعتمد عليها في حصار القلاع وهدم أسوارها فقط.

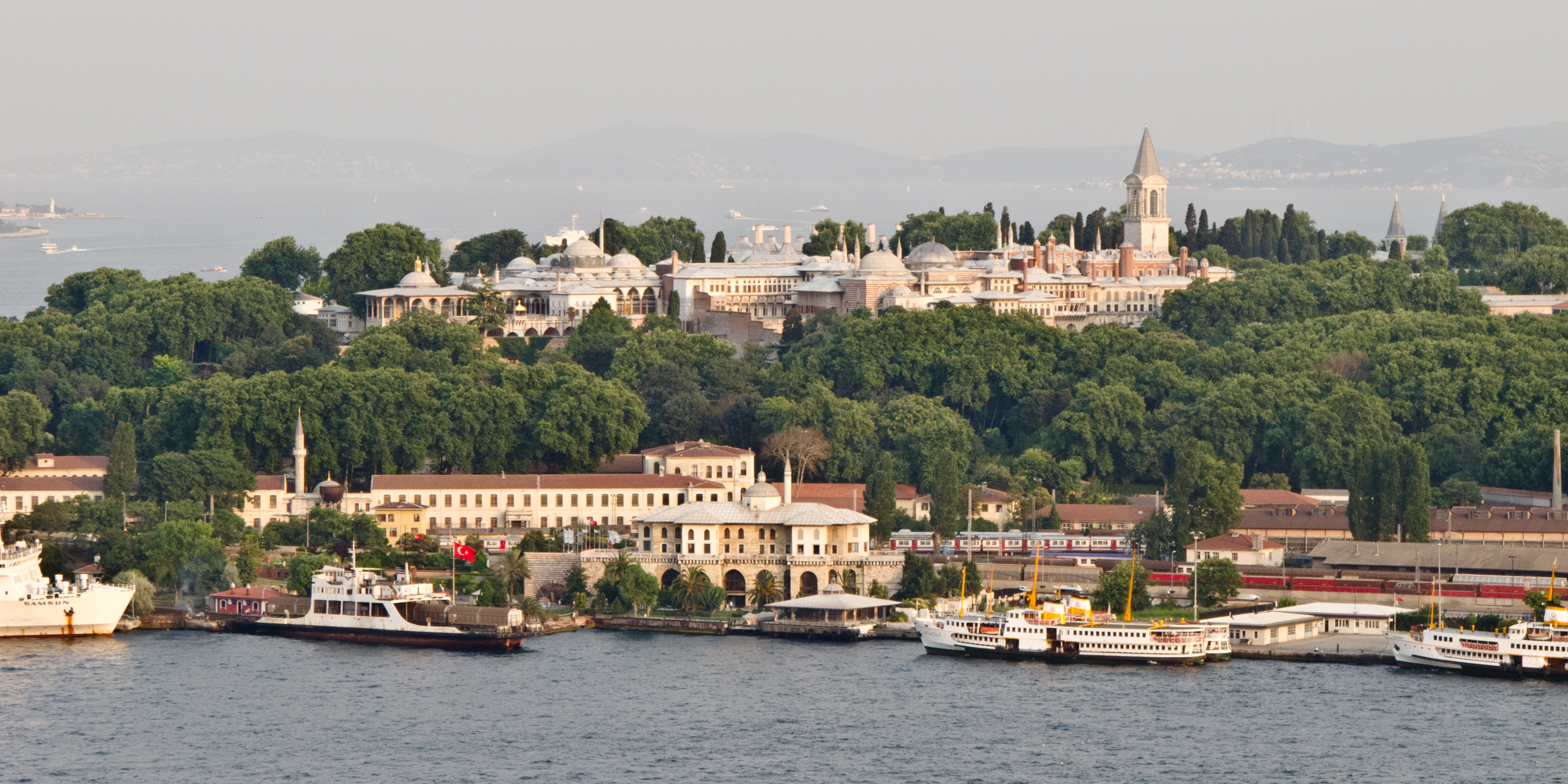
منظرٌ شامل لِسراي طوپ قاپي، أو السراي الجديدة العامرة، بناها السُلطان محمد وأصبحت نزل سلاطين بني عُثمان لِحوالي 400 سنة.

أمَّا أهم أعمال السُلطان في الحقل المدني فهي ترتيبه وظائف القضاء، ووضعه مبادئ القانون المدني وقانون العُقُوبات. فأبدل العُقُوبة العينيَّة ووضع مكانها غرامات نقديَّة، كما عُني، بِوجهٍ خاص، بِرجال القضاء، فأغدق عليهم في الرزق لِسدِّ سُبُل الإغراء والرشوة، وأحاط منصبهم بِهالةٍ مُهيبةٍ من الحرمة والجلالة والقداسة حرَّم مساسها من قِبل الآخرين. وبنى الفاتح مساجد عدَّة في إسلامبول وغيرها من المُدن التي افتتحها، وأنشأ الكثير من المكاتب والمدارس التي أوقف عليها الأوقاف، ورتَّبها على درجاتٍ ومراحل، ووضع لها المناهج، وحدَّد العُلُوم والمواد التي تُدرَّس في كُلِّ مرحلة، وفرض الامتحانات، فلا ينتقل الطالب من مرحلةٍ إلى مرحلةٍ أُخرى أعلى منها إلَّا بعد أدائه امتحانٌ يُخوِّله ذلك، وأدخل في مناهج التعليم نظام التخصُّص. وأنشأ، إلى جانب المدارس، الخانات والبيمارستانات والحمَّامات والأسواق والحدائق العامَّة، وأدخل المياه إلى المُدن بِواسطة قناطر خاصَّة، وشجَّع على تشييد المباني وإنشاء الدكاكين. ومن أبرز المُنشآت المعماريَّة لِلسُلطان محمد : المسجد الجامع الذي سُمِّي باسمه (مسجد الفاتح)، والبازار الكبير المُشتمل على أكثر من 60 شارعًا ونحو 400 حانوت، والسراي السُلطانيَّة العتيقة التي كانت قائمةً في وسط إسلامبول ثُمَّ زالت نهائيًّا، وسراي طوپ قاپي، التي عُرفت حتَّى القرن الثامن عشر الميلاديّ بِـ«السراي الجديدة العامرة»، والتي بقيت نزل سلاطين بني عُثمان حتَّى بُني قصر طولمة باغجة سنة 1856م.

## زوجاته وأولاده

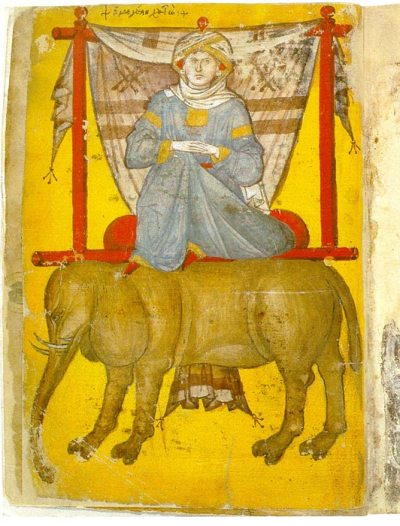
مُنمنمة لِمُكرَّمة خاتون.

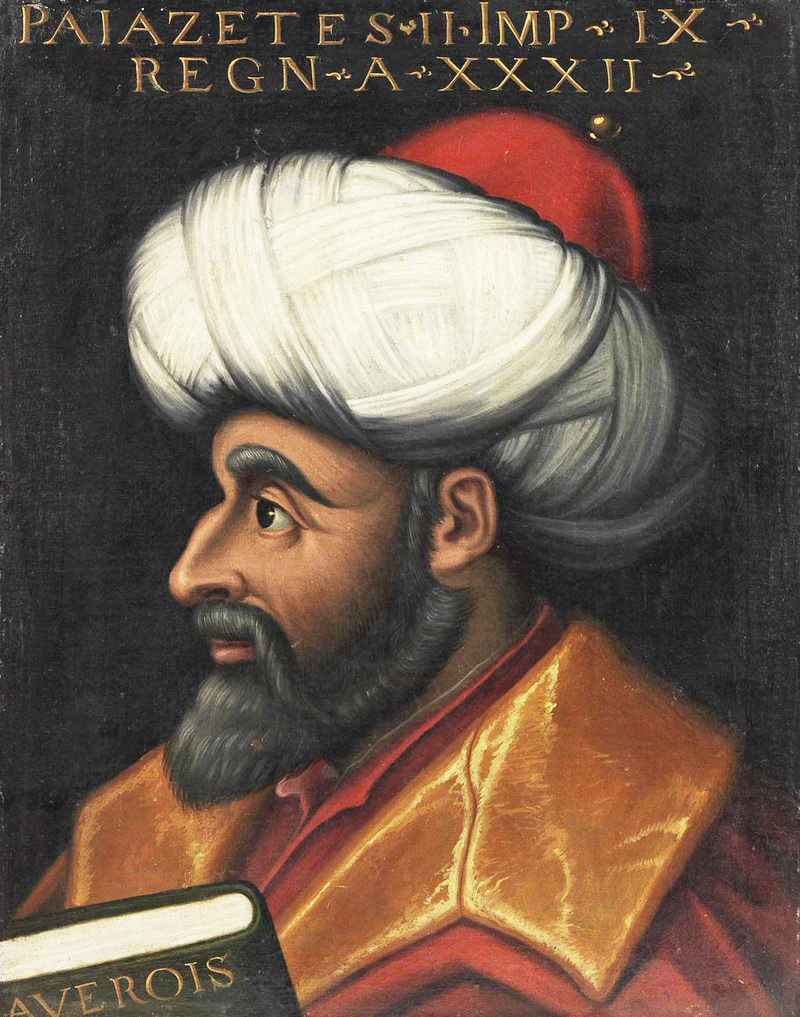
رسمٌ غربيّ لِبايزيد الثاني، خليفة الفاتح على عرش آل عُثمان.

تزوَّج محمد الفاتح عدَّة نساء خِلال حياته وأنجب منهُنَّ جميع أبنائه وابنته الوحيدة، وكانت بعض زيجاته لِأغراضٍ محض سياسيَّةٍ، بينما كان بعضها الآخر تقليديًّا. أمَّا زوجاته وأولاده فهم:
زوجاته
- أمينة گُلبهار خاتون، ابنة رجل أرناؤوطي يُدعى «عبد الله»، ويُحتمل أنَّهُ من أوَّل الأرناؤوطيين الذين اعتنقوا الإسلام. تزوَّجها السُلطان سنة 1446م في مغنيسية[la 86][la 87]
- گُلشاه خاتون، أصلها أباظي. تزوَّجها السُلطان سنة 1449م في مغنيسية قُبيل وفاة والده مُراد؛
- مُكرَّمة خاتون، بنت سُليمان بك أمير ذي القدريَّة. تزوَّجها السُلطان سنة 1449م لِأغراضٍ سياسيَّة؛
- چيچك خاتون، أميرة مملوكيَّة وُلدت في القاهرة، وتزوَّجها الفاتح في إسلامبول؛
- حنَّة خاتون، ابنة الإمبراطور الطربزُني داود كومنين. تزوَّجها الفاتح لِفترةٍ قصيرةٍ بُعيد فتحه طربزون؛
- خديجة خاتون، ابنة زغانوس باشا. تزوَّجها الفاتح حتَّى حين ثُمَّ طلَّقها؛

كذلك، تُشير بعض المصادر الروميَّة والغربيَّة أنَّ السُلطان تزوَّج بِأميرتين روميَّتين، الأولى هي ألكسياس كومنين خاتون التي تزوَّجها سنة 1463م بُعيد فتحه طربزون؛ والأُخرى هي هيلانة خاتون، ابنة أمير المورة دمتريوس شقيق الإمبراطور البيزنطي قُسطنطين الحادي عشر، على أنَّ المصادر العثمانية لا تأتي على ذكر هذا الأمر.
أبناؤه
- بايزيد الثاني، ابن أمينة گُلبهار خاتون وبكر أولاد السُلطان الفاتح وخليفته على عرش آل عُثمان؛
- مُصطفى (1450 - 1474، ابن گُلشاه خاتون. كان الابن المُفضَّل لدى السُلطان،[la 88] وواليه على بلاد القرمان. تُوفي لِأسبابٍ طبيعيَّةٍ ودُفن في بورصة إلى جانب أسلافه)؛
- جَمّ سُلطان (1459 - 1495، ابن چيچك خاتون. نازع أخاه بايزيد المُلك ولم يقدر عليه، فطاف في الدولة المملوكيَّة أولًا ثُمَّ في أوروپَّا إلى أن أدركه الموت في مدينة كاپوة النبلطانيَّة، فدُفن في بلدة غيطة بِإيطاليا ثُمَّ نُقل جُثمانه بعد ذلك بِمُدَّة ودُفن في بُورصة إلى جانب أجداده)

ابنته
- جوهرخان خاتون (1454 - 1514، ابنة أمينة گُلبهار خاتون. تزوَّجت من أوغورلي محمد ابن أوزون حسن وأنجبت له وليّ عهده أبو النصر أحمد كوده. ودُفنت بِجانب والدتها في تُربتها بِإسلامبول).

## في الثقافة الشعبيَّة

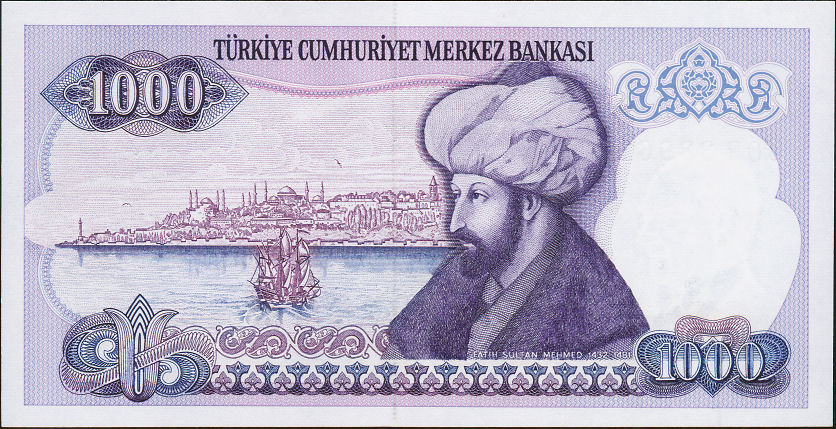
خلفيَّة ورقة الألف ليرة التُركيَّة (1986-1992م). يظهر عليها رسمُ السُلطان الفاتح.

ظهرت شخصيَّة السُلطان محمد الفاتح في مجموعةٍ من الأعمال السينمائيَّة والتلفزيونيَّة، أبرزُها فيلم «فتح 1453» العائد لِسنة 2012م، الذي يتحدَّث عن ملحمة فتح القُسطنطينيَّة، وجسَّد شخصيَّة الفاتح المُمثل التُركي دوريم إوين. كما جُسِّدت شخصيَّة الفاتح في المُسلسل التُركي العائد لِسنة 2013م، حامل عنوان «فاتح»، وفيه لعب المُمثل محمد عاكف ألاقورد دور السُلطان. وفي الفيلم الأمريكي حامل عنوان «دراكولا غير المروي» (بِالإنگليزيَّة: Dracula Untold)، أدَّى المُمثل الإنگليزي دومينيك كوپر دور السُلطان محمد، الذي صُوِّر على أنَّه شرير يختطف الأولاد من قُراهم لِيزج بهم في الجيش العُثماني. ومن المُمثلين الآخرين الذين لعبوا دور الفاتح أيضًا: كنعان إميرزالي أوغلي في مُسلسل «محمد فاتح العالم» (بالتركية: Mehmed Bir Cihan Fatihi)، و«جم يكن أوزوم أوغلي» في وثائقي «بزوغ الإمبراطورية: العثمانيون». وإلى جانب الأعمال الترفيهيَّة المُصوَّرة، أُطلق اسم السُلطان محمد على مجموعةٍ من المعالم المعماريَّة في العالم الإسلامي، كالجسر المُعلَّق الذي يقطع مضيق البُسفور واصلًا القسمين الأوروپي والآسيوي من مدينة إستنبول، وعددٌ كبيرٌ من المساجد. وظهرت صورته على خلفية العملة الورقيَّة التُركيَّة من فئة الألف ليرة والتي وُضعت بالتداول من سنة 1986م حتَّى سنة 1992م.

## هوامش
- ^ أ: كان التوحُّد التُركي العُثماني مع الإسلام قويًّا جدًّا إلى درجة أنَّ الأوروپي كان يقول عن أخيه الذي يدخل الإسلام أنَّهُ «تترَّك» بِمعنى أسلم، فكانت كلمتا «تُركي» و«مُسلم» تعنيان لِلأوروپي شيئًا واحدًا بِحيثُ إذا كان مُمكنًا القول بِوُجُود «عربي مسيحي» فإنَّهُ غير ذي معنى القول بِوُجُود «تُركي مسيحي»، فالتُركي والمسيحيَّة لا يجتمعان في العقليَّة الأوروپيَّة العائدة لِذلك الزمن، فالتُركي هو المُسلم والمُسلم هو التُركي. والواقع أنَّ العثمانيون أنفُسهم مُنذُ بدايتهم وحتَّى وقتٍ مُتأخرٍ جدًا من تاريخهم كانوا يُعرِّفون أنفُسهم على أنهم مُسلمون قبل أن يكونوا أتراكًا، وأنَّ دولتهم دولة إسلاميَّة وليست دولة تُركيَّة، وبِالتالي فهي استمرارٌ لِلسُلالات الأُمويَّة والعبَّاسيَّة والمملوكيَّة والأيُّوبيَّة، بِغض النظر عن عرقيَّة هذه السُلالة سواء أكانت عربيَّة أو قفقاسيَّة أو كُرديَّة أو تُركيَّة.[40][130]

- ^ ب: حدَّد الأُستاذان الدكتوران أحمد آق كوندز وسعيد أوزتورك (بالتركية: Ahmet Akgündüz & Said Öztürk) التاريخ الهجري لِمولد محمد  الثاني بِيوم 19 رجب 835هـ، وذكرا أنَّ هذا يُوافق 30 آذار (مارس) 1432م،[14] لكنَّ التاريخ الميلادي المذكور لا يُوافق نظيره الهجري، بل يُقابله 28 رجب 835هـ، فيبدو أنَّ الباحثان أخطآ في هذه النُقطة.

- ^ ت: «اليَابَابَاشِيَّة»، مُفردُها «يَابَابَاشِي»، هي رُتبة عسكريَّة عُثمانيَّة كان من مهام حملتها الإشراف على كُل أُمُور الكتيبة العسكريَّة التي يتبعون لها، وكان لهم حق تأديب الجُند في الجرائم الصغيرة.[42]

- ^ ث: المزاغل هي فتحاتٌ طويلة مُخصصة لِلرماية والمُراقبة. كانت تُجعل في جدار الذروة، وهو جدارٌ يرتفع عن السور الأصلي لِلقلعة أو الحصن، وكانت حامية القلعة ترمي السِّهام والمواد الحارقة من هذه الفتحات، على الأعداء المُحاصرين.[131][132]

- ^ ج: ينقل الأُستاذ محمد فريد بك المُحامي في كتابه «تاريخ الدولة العليَّة العثمانية»، ما نصَّت عليه المصادر العثمانية بِأنَّ قذائف المدفعيَّة كانت عبارة عن كُراتٍ من الحجارة زنة كُلُّ واحدةٍ منها اثنا عشر قنطارًا، وإنها كانت تُقذف إلى مسافة ميلٍ. ويُعلِّق مُحقق الكتاب المذكور، الدكتور إحسان حقِّي، قائلًا بِأنَّ في هذا القول مُبالغة كبيرة، كما هو معروفٌ في المُؤلَّفات التاريخيَّة القديمة، فالقنطار يُساوي 250 كيلوغرامًا، فيكون وزن القذيفة على هذا الاعتبار 3000 كيلوغرامًا، ولم توجد في ذلك الزمن أي آلة قادرة على قذف هذا الوزن الكبير، وإن وُجدت فإنَّهُ لا يُوجد أُناسٌ يستطيعون أن يرفعوا حجرًا هذا وزنه لِيضعوه في المدفع. لِذلك يعتقد حقِّي أنَّ وزن القذيفة كان 12 رطلًا لا قنطارًا. ويذكر حقِّي أيضًا أنَّ المُستشرق الفرنسي البارون برنار كرَّا دي ڤو (بالفرنسية: Bernard Carra de Vaux) يقول في كتابه «مُفكرو الإسلام» (بالفرنسية: Les penseurs de l'Islam) أنَّ وزن الكُرة المدفعيَّة التي استعملها السُلطان محمد  وصل إلى 300 كيلوغرام، وكان مدى مرمى المدفع أكثر من ميل.[62]

- ^ ح: «التنفيل» في الفقه هو إعطاء الإمام المُحارب فوق سهمه من الغنيمة، وهي مُشتقَّة من «النَّفَلُ»: غنيمة يستولي عليها الجيشُ المُنتصر.[133][134]

- ^ خ: التُركمان البايندريُّون أو البايندريَّة هم التُركمان الآق قويونلويَّون، إذ كانت الدولة الآق قويونلويَّة تُعرف أيضًا باسم الدولة البايندريَّة، تيمُنًا بِالخاقان الأُسطُوري بايندر خان حفيد أوغوز خان، المُؤسس المُفترض لِلقبائل التُركيَّة الغُزيَّة.[90]

- ^ د: ذُكر هذا الرجل في الكثير من المراجع العربيَّة باسم «ڤلاد دراكول»، والصواب «دراكولا» (بالرومانية: Drăculea)، كما مصَّاص الدماء الأُسطُوري في الرواية المشهورة. وسبب ذلك أنَّ «دراكول» هو لقب ڤلاد الثاني والد ڤلاد الثالث المُخوزق، ومعناه «التنين» أو «الشيطان»، ولم يُلقَّب به سواه، أمَّا أبناؤه فعُرف الواحد منهم بـ«دراكولا» أي «ابن دراكول».[la 91]

### فهرست المراجع
بِاللُغتين العربيَّة والعُثمانيَّة
1. 1 2 3  الشهابي (1900)، ص. 526-527.
2. 1 2 3 4 5 6  فريد بك (1981)، ص. 160-161.
3. 1 2  جحا وآخرون (1972)، ص. 122-126.
4. 1 2 3 4  حلاق (2000)، ص. 26-27.
5. ↑  أرمغان (2014)، ص. 41 و44.
6. 1 2 3 4  القرماني (1865)، ص. 306-309.
7. ↑  البخاري (1959)، ص. 81.
8. ↑  ابن عبد البر (1992)، ص. 170.
9. ↑  أحمد (2001)، ص. 287.
10. ↑  الحقيل (2008)، ص. 1.
11. ↑  إسلام ويب.
12. ↑  منجم باشي (2009)، ص. 455.
13. 1 2  أوزتونا (2010)، ص. 131.
14. 1 2  آق كوندوز وأوزتورك (2008)، ص. 109.
15. ↑  طوباش (2016)، ص. 100.
16. ↑  المنياوي (2011)، ص. 37.
17. ↑  البكري (1995)، ص. 42.
18. 1 2 3  المنياوي (2011)، ص. 40-43.
19. 1 2 3 4 5 6 7 8 9  فريد بك (1981)، ص. 156-158.
20. ↑  طقوش (2013)، ص. 92.
21. 1 2  أوزتونا (2010)، ص. 124-125.
22. ↑  طقوش (2013)، ص. 95.
23. 1 2 3 4 5  منجم باشي (2009)، ص. 437-444.
24. 1 2 3 4  آق كوندوز وأوزتورك (2008)، ص. 112-113.
25. 1 2  القرماني (1865)، ص. 305.
26. 1 2 3 4  2018 (296-302).
27. ↑  أوزتونا (2010)، ص. 125-127.
28. 1 2 3 4 5  البكري (1995)، ص. 32-34.
29. 1 2 3 4 5  المصري (1951)، ص. 103-104 (الهامش).
30. ↑  الطهراني (1983)، ص. 1217.
31. ↑  الحفني (1993)، ص. 179-180.
32. ↑  ملكاوي وآخرون (2014)، ص. 381.
33. ↑  طقوش (2013)، ص. 98-100.
34. ↑  مانتران (1993)، ص. 106-108.
35. 1 2 3  علي (2018)، ص. 309-314.
36. ↑  منجم باشي (2009)، ص. 445-450.
37. 1 2 3 4  طقوش (2013)، ص. 101.
38. 1 2 3 4 5 6 7 8  علي (2018)، ص. 315-317.
39. 1 2 3 4 5 6 7  علي (2018)، ص. 318-321.
40. 1 2 3 4 5  منجم باشي (2009)، ص. 456-457.
41. ↑  طقوش (2013)، ص. 102.
42. 1 2 3 4  منجم باشي (2009)، ص. 457-458.
43. ↑  مانتران (1993)، ص. 115.
44. 1 2 3  آق كوندوز وأوزتورك (2008)، ص. 140-142.
45. ↑  آمجن (1999)، ص. 23.
46. ↑  إينالجك (2002)، ص. 41.
47. 1 2  طقوش (2013)، ص. 103-105.
48. ↑  لويس (1982)، ص. 48.
49. ↑  مصطفى (1986)، ص. 65.
50. 1 2 3 4 5 6 7 8  منجم باشي (2009)، ص. 458-464.
51. 1 2 3 4 5 6 7 8 9  علي (2018)، ص. 322-327.
52. 1 2 3 4  الرشيدي (2013)، ص. 71-73.
53. 1 2  كلتي (1962)، ص. 74-75.
54. 1 2 3 4 5  أوزتونا (2010)، ص. 132-135.
55. ↑  الرشيدي (2013)، ص. 79.
56. 1 2  كلتي (1962)، ص. 80-81.
57. 1 2  رستم (1956)، ص. 289-290.
58. ↑  كلتي (1962)، ص. 78.
59. ↑  الصلابي (2001)، ص. 113.
60. ↑  كلتي (1962)، ص. 86.
61. ↑  كلتي (1962)، ص. 96-104.
62. 1 2 3 4 5 6 7 8 9  فريد بك (1981)، ص. 161-164.
63. ↑  حسون (1986)، ص. 90.
64. 1 2  الرشيدي (2013)، ص. 89-91.
65. ↑  كلتي (1962)، ص. 103.
66. ↑  فهمي (1993)، ص. 102.
67. ↑  العمري (2000)، ص. 370.
68. 1 2  الرشيدي (2013)، ص. 103.
69. 1 2 3 4 5 6 7 8 9  أوزتونا (2010)، ص. 136-142.
70. 1 2 3 4 5 6 7 8 9 10 11 12 13 14 15 16  فريد بك (1981)، ص. 165-170.
71. ↑  خوئى (1392).
72. ↑  عمر (1985)، ص. 43-44.
73. ↑  ابن إياس (1984)، ص. 316.
74. 1 2  ابن تغري بردي (1963)، ص. 70-71.
75. 1 2 3  رستم (1988)، ص. 5-6.
76. 1 2 3 4  مصطفى (1986)، ص. 67-68.
77. ↑  طقوش (2013)، ص. 111.
78. ↑  أيدين (2011)، ص. 12.
79. 1 2 3 4 5 6 7 8 9 10  منجم باشي (2009)، ص. 464-471.
80. ↑  ديل (1948)، ص. 137.
81. 1 2 3  طقوش (2013)، ص. 115.
82. ↑  مانتران (1993)، ص. 128.
83. 1 2 3  الرشيدي (2013)، ص. 161-164.
84. 1 2 3 4 5 6 7 8  منجم باشي (2009)، ص. 471-477.
85. 1 2 3 4  طقوش (2013)، ص. 116-117.
86. 1 2 3 4 5 6 7  أوزتونا (2010)، ص. 150-152.
87. 1 2  حاجي خليفة (2009)، ص. 200.
88. 1 2 3 4  طقوش (2013)، ص. 120-122.
89. 1 2 3  الرشيدي (2013)، ص. 219-223.
90. 1 2 3 4 5 6 7 8 9 10  منجم باشي (2009)، ص. 478-485.
91. ↑  الصلابي (2001أ)، ص. 128.
92. ↑  سعد الدين (1862)، ص. 486.
93. 1 2 3  طقوش (2013)، ص. 118-119.
94. 1 2 3 4 5 6 7 8 9 10 11 12 13 14  منجم باشي (2009)، ص. 486-494.
95. ↑  بهادر أوغلي (2016)، ص. 165 وما بعدها.
96. 1 2 3 4  ديل (1948)، ص. 135-138.
97. 1 2 3 4 5 6 7 8 9 10 11 12 13 14 15  أوزتونا (2010)، ص. 153-159.
98. ↑  مانتران (1993)، ص. 137.
99. 1 2 3 4  طقوش (2013)، ص. 123-127.
100. 1 2 3  وصفي (2015)، ص. 163-164.
101. ↑  ديورانت (1988)، ص. 56-61.
102. ↑  مقديش (1988)، ص. 30-31.
103. 1 2 3 4 5 6 7 8 9 10 11 12 13 14 15 16  فريد بك (1981)، ص. 172-178.
104. 1 2  الزيدي (148-149)، ص. 1.
105. 1 2 3 4 5 6 7 8 9 10 11 12  منجم باشي (2009)، ص. 495-505.
106. ↑  الرشيدي (2013)، ص. 259.
107. 1 2 3  الرشيدي (2013)، ص. 250-252.
108. 1 2 3 4 5 6 7 8 9 10 11  أوزتونا (2010)، ص. 160-172.
109. 1 2 3  القرماني (1865)، ص. 310.
110. 1 2  طقوش (2013)، ص. 126.
111. 1 2 3 4 5 6 7 8  منجم باشي (2009)، ص. 507-517.
112. 1 2 3 4 5  طقوش (2013)، ص. 128-130.
113. ↑  محمد (2018)، ص. 55-56.
114. 1 2 3 4 5 6 7 8  منجم باشي (2009)، ص. 517-525.
115. 1 2 3 4  طقوش (2013)، ص. 485-487.
116. ↑  ابن إياس (1984أ)، ص. 364.
117. 1 2  إيفانوف (1988)، ص. 54-55.
118. ↑  أرسلان (2011)، ص. 140.
119. ↑  الرشيدي (2013)، ص. 309-321.
120. 1 2 3 4 5 6 7 8  أوزتونا (2010)، ص. 173-179.
121. 1 2 3 4 5 6 7 8  طقوش (2013)، ص. 130-134.
122. 1 2  أوزكان (2015)، ص. 214.
123. ↑  فهمي (1993)، ص. 171-172.
124. 1 2 3 4 5 6  أرمغان (2014)، ص. 40-46.
125. 1 2  آق كوندوز وأوزتورك (2008)، ص. 147-148.
126. ↑  أوزتونا (2010)، ص. 181.
127. 1 2  الخربوطلي (1969)، ص. 255.
128. 1 2 3  أوزتونا (2010)، ص. 180-182.
129. ↑  متحف بلا حدود (2012).
130. ↑  نور الدين (1998)، ص. 24.
131. ↑  الاقتصادية (2016).
132. ↑  البيان (2011).
133. ↑  ابن منظور (1994)، ص. 671.
134. ↑  أبو حرب (1985)، ص. 1068.

باللُغات التُركيَّة والأوروپيَّة
1. ↑  İpşirli (2003), p. 67.
2. ↑  Stavrides (2001), p. 23.
3. ↑  Runciman (1990), p. 56.
4. ↑  Ortaylı (2012).
5. ↑  Kinross (1977), p. 95.
6. ↑  Sözcü (2019).
7. ↑  Aslantaş (2011), p. 19.
8. ↑  İnalcık (1995), p. 56-57.
9. ↑  Babinger (2003), p. 40-41.
10. ↑  Britannica (n.d).
11. ↑  Kongar (2019), p. 59.
12. ↑  Babinger (2003), p. 62.
13. ↑  Peirce (1993), p. 120.
14. ↑  Kinross (1977), p. 93.
15. ↑  Babinger (2003), p. 67.
16. ↑  Francione (2006), p. 88.
17. ↑  Kritovoulos (1970), p. 13.
18. ↑  Taşkıran (2016), p. 797—808.
19. ↑  Birken (1976), p. 115.
20. ↑  Babinger (2003), p. 73-74.
21. ↑  Silburn (1912), p. 71-72.
22. ↑  Agostino (1976), p. 434.
23. ↑  Lanning (2005), p. 139-140.
24. ↑  Ágoston (2005), p. 43.
25. ↑  Runciman (1990), p. 77–78.
26. ↑  Runciman (1990), p. 83-84.
27. ↑  Uzunçarşılı (2011), p. 408-409.
28. ↑  Özdek (1990), p. 410.
29. ↑  Nicolle (2000), p. 44.
30. ↑  Stavrides (2001), p. 22.
31. ↑  Danişmend (1971), p. 10.
32. 1 2  Nicolle & Haldon (2007), p. 189.
33. ↑  Mansel (1995).
34. ↑  Crowley (2009), p. 5.
35. ↑  Soustal (1991), p. 171.
36. ↑  Miller (1913), p. 431.
37. ↑  Babinger (1992), p. 136.
38. ↑  Setton (1984), p. 174.
39. ↑  Ayton & Price (199).
40. ↑  Norwich (1982), p. 269.
41. ↑  Setton (1984), p. 175.
42. 1 2  Cheetham (1981), p. 218.
43. ↑  Wright (2012), p. 35-36.
44. ↑  Soustal (1991), p. 170.
45. ↑  Popović (1988), p. 163.
46. ↑  Babinger (1992), p. 185.
47. ↑  Miller (1926), p. 89-91.
48. ↑  Kritovoulos (1970), p. 165-167.
49. ↑  Babinger (1992), p. 193.
50. ↑  Academia Romana (2012), p. 375.
51. ↑  Cazacu (1991), p. 58.
52. ↑  Andreescu (1991), p. 58.
53. ↑  Kritovoulos (1970), p. 178.
54. 1 2  Exploringromania.
55. ↑  Treptow (2000), p. 123.
56. ↑  Florescu & McNally (1989), p. 133.
57. ↑  Rezachevici (1991), p. 259.
58. ↑  Treptow (2000), p. 132.
59. ↑  Florescu & McNally (1989), p. 147.
60. ↑  Miller (1913), p. 345.
61. ↑  Setton & Babinger (1992), p. 211.
62. ↑  Ćirković (1964), p. 324.
63. ↑  Ćirković (1964), p. 325.
64. ↑  Babinger (1992), p. 221.
65. ↑  Croatian History.
66. ↑  Bašagić (1900), p. 20.
67. ↑  Setton (1978), p. 248.
68. ↑  Franco (1539), p. 343.
69. ↑  Freely (2009), p. 110.
70. ↑  Frashëri (2002), p. 431.
71. ↑  Stavrides (2001), p. 163.
72. ↑  Noli (1947), p. 38.
73. ↑  Iorga (2005), p. 147.
74. ↑  Sevim & Yücel (1991), p. 256-257.
75. ↑  Sevim & Yücel (1991), p. 314-315.
76. ↑  Buz (2009), p. 22.
77. ↑  Cambridge (1985), p. 299.
78. ↑  Sakaoğlu (2008), p. 179.
79. ↑  Vernadsky (1953), p. 329.
80. ↑  Florescu & McNally (1989), p. 165.
81. ↑  Mikaberidze (2011), p. 914.
82. ↑  Sonyel (1993), p. 14.
83. ↑  Tarim Ertuğ (2012).
84. ↑  Uzunçarşılı (2011), p. 108.
85. ↑  Sakaoğlu (2008), p. 131.
86. ↑  Edmonds (1997), p. 211.
87. ↑  Babinger (1992), p. 51.
88. ↑  Uluçay (1985), p. 39.
89. ↑  Kroll (2013).
90. ↑  Kelebek (2019).
91. ↑  Britannica(B) (n.d).

### ثبت المراجع(مُرتَّبة حسب تاريخ النشر)
كُتُب ودوريَّات باللُّغة العربيَّة:
- أحمد بن يوسف القرماني (1865)، أخبار الدُّول وآثار الأُول في التَّاريخ (PDF)، بغداد: مطبعة الميرزا عباس التبريزي، OCLC:40611708، QID:Q119792227
- حيدر بن أحمد الشهابي (1900)، تاريخ الأمير حيدر أحمد الشهابي المُسمَّى الغُرر الحسان فى تاريخ حوادث الأزمان: وهو يتضمَّن تاريخ ألف وماية واثنين وستين سنة من مولد النبي ﷺ إلى موت الأمير أحمد المعني، تحقيق: نعوم مغبغب، القاهرة، ج. 1، OCLC:70801467، QID:Q125258899{{استشهاد}}:  صيانة الاستشهاد: مكان بدون ناشر (link)
- شارل ديل (1948)، البُندُقيَّة جُمهُوريَّة أرستقراطيَّة، ترجمة: أحمد عزت عبد الكريم؛ توفيق إسكندر، القاهرة: دار المعارف، OCLC:1041875529، QID:Q125904020
- حسين مجيب المصري (قرابة 1951)، تاريخ الأدب التُركي، القاهرة: مطبعة الفكرة، OCLC:24779843، QID:Q125678815 {{استشهاد}}: تحقق من التاريخ في: |publication-date= (مساعدة)
- أسد رستم (1956)، الروم في سياستهم وحضارتهم ودينهم وثقافتهم وصلاتهم بالعرب (ط. 1)، بيروت: دار المكشوف، ج. 2، QID:Q112624007
- محمد بن إسماعيل البخاري (1959)، التاريخ الكبير، تحقيق: عبد الرحمن المعلمي، أبو الوفاء الأفغاني، حيدر آباد: دائرة المعارف العثمانية، ج. 2، QID:Q121085465
- برناردين كلتي (1962)، فتح القُسطنطينيَّة، ترجمة: شكري محمود نديم، بغداد: مكتبة النهضة العربية، OCLC:1253438728، QID:Q125887481
- ابن تغري بردي (1963)، النُّجُوم الزَّاهرة في مُلُوك مصر والقاهرة (PDF)، القاهرة: وزارة الثقافة المصرية، ج. 16، QID:Q125657734، مؤرشف من الأصل (PDF) في 2019-12-17{{استشهاد}}:  صيانة الاستشهاد: ref duplicates default (link)
- علي حسني الخربوطلي (1969)، الإسلام والخلافة، بيروت: دار بيروت للطباعة والنشر، OCLC:13262557، QID:Q123735153
- شفيق جحا؛ منير البعلبكي؛ بهيج عثمان (1972)، المُصوَّر في التاريخ (ط. 1)، بيروت: دار العلم للملايين، ج. 6، QID:Q119020382
- محمد فريد (1981)، تاريخ الدولة العليَّة العُثمانيَّة، تحقيق: إحسان حقي (ط. 1)، بيروت: دار النفائس للطباعة والنشر والتوزيع، OCLC:6150666، QID:Q113541212
- برنارد لويس (1982)، إستنبول وحضارة الخلافة الإسلاميَّة، ترجمة: سيد رضوان علي (ط. 2)، جدة: الدار السعودية للنشر والتوزيع، OCLC:4770115267، QID:Q125886939
- آغا بزرك الطهراني (1983)، الذريعة إلى تصانيف الشيعة (ط. 3)، بيروت: دار الأضواء، ج. 9، OCLC:13893654، QID:Q121664817
- ابن إياس (1984)، بدائع الزُهُور في وقائع الدُهُور (PDF)، القاهرة: الهيئة المصرية العامة للكتاب، ج. 2، QID:Q125901428{{استشهاد}}:  صيانة الاستشهاد: ref duplicates default (link)
- ابن إياس (1984)، بدائع الزُهُور في وقائع الدُهُور (PDF)، القاهرة: الهيئة المصرية العامة للكتاب، ج. 5، QID:Q123956503
- محمد خير أبو حرب (1985)، المعجم المدرسي، مراجعة: ندوة النوري (ط. 1)، دمشق: وزارة التربية، OCLC:1136027329، QID:Q116176016
- عمر عبد العزيز عمر (1985)، تاريخ المشرق العربي (1516-1922)، بيروت: دار النهضة العربية، OCLC:15640311، QID:Q125899225
- أحمد عبد الرحيم مصطفى (1986)، في أُصُول التاريخ العُثماني (ط. 2)، القاهرة: دار الشروق، OCLC:4771066482، QID:Q119368991
- علي حسون (1986)، العُثمانيُّون والبلقان (ط. 2)، بيروت: المكتب الإسلامي، OCLC:4771116197، QID:Q125887744
- أسد رستم (1988)، كنيسة مدينة الله أنطاكية العُظمى، بيروت: المكتبة البولسية، ج. 3، QID:Q125902687
- نيقولاي إيفانوف (1988)، الفتح العُثماني للأقطار العربيَّة 1516 - 1574، ترجمة: يوسف عطا الله، مراجعة: مسعود ضاهر (ط. 1)، بيروت: دار الفارابي، OCLC:25214737، QID:Q125952959
- محمود بن سعيد مقديش (1988)، نُزهة الأنظار في عجائب التواريخ والأخبار ومناقب السَّادة الأطهار، تحقيق: علي الزواري، محمد محفوظ (ط. 1)، بيروت: دار الغرب الإسلامي، ج. 2، QID:Q125940563
- ويل ديورانت (1988)، قصَّة الحضارة (PDF)، ترجمة: محمد بدران، بيروت: دار الجيل للطبع والنشر والتوزيع، ج. 3 من المجلد الخامس، QID:Q125919457، مؤرشف من الأصل (PDF) في 2017-06-11
- ابن عبد البر (1992)، الاستيعاب في معرفة الأصحاب، تحقيق: علي محمد البجاوي (ط. 1)، بيروت: دار الجيل للطبع والنشر والتوزيع، OCLC:4769991634، QID:Q116749659{{استشهاد}}:  صيانة الاستشهاد: ref duplicates default (link)
- روبير مانتران (1993). تاريخ الدولة العُثمانيَّة. ترجمة: بشير السباعي (ط. 1). القاهرة: دار الفكر للدراسات والنشر والتوزيع. ج. 1. ISBN:977-5091-13-6. QID:Q119268097.
- عبد السلام عبد العزيز فهمي (1993)، السُلطان مُحمَّد الفاتح: فاتح القُسطنطينيَّة وقاهر الرُّوم (PDF) (ط. 5)، دمشق: دار القلم، OCLC:85854543، QID:Q125678663، مؤرشف من الأصل (PDF) في 2019-06-07
- عبد المنعم الحفني (1993). موسوعة الفرق والجماعات والمذاهب الإسلاميَّة (ط. 1). القاهرة: دار الرشاد. ISBN:977-00-4341-9. OCLC:28826741. QID:Q125873376.
- ابن منظور (1994)، لسان العرب (ط. 3)، بيروت: دار صادر، ج. 11، OCLC:4770578388، QID:Q114878607{{استشهاد}}:  صيانة الاستشهاد: ref duplicates default (link)
- ابن أبي السرور البكري (1995)، المنح الرحمانيَّة في الدولة العُثمانيَّة: وذيله، اللطائف الربَّانيَّة على المنح الرحمانيَّة، تحقيق: ليلى الصباغ (ط. 1)، دمشق: دار البشائر، OCLC:33598636، QID:Q125850560
- محمد نور الدين (1998)، تُركيَّا الجُمهُوريَّة الحائرة: مُقاربات في الدين والسياسة والعلاقات الخارجيَّة (PDF) (ط. 1)، بيروت: مركز الدراسات الاستراتيجية والبحوث والتوثيق، OCLC:40747903، QID:Q125966864، مؤرشف من الأصل في 2019-12-22
- فريدون آمجن (1999). "الدولة العُثمانيَّة مُنذُ قيامها حتَّى مُعاهدة قينارجة الصُغرى عام 1774م". الدولة العُثمانيَّة: تاريخ وحضارة. ترجمة: صالح سعداوي (ط. 1). إسطنبول: مركز الأبحاث لِلتاريخ والفُنُون والثقافة الإسلاميَّة. ج. 1. ISBN:9290630833. مؤرشف من الأصل في 19 مارس 2020. اطلع عليه بتاريخ 6 كانون الثاني (يناير) 2020م. {{استشهاد بكتاب}}: تحقق من التاريخ في: |تاريخ الوصول= و|سنة= (مساعدة)
- حسان حلاق (2000)، تاريخ الشُعُوب الإسلاميَّة الحديث والمُعاصر (ط. 1)، بيروت: دار النهضة العربية، OCLC:4770535155، QID:Q119079207
- عبد العزيز بن إبراهيم العمري (2000). الفُتُوحات الإسلاميَّة عبر العُصُور: دراسة تاريخيَّة لحركة الجهاد الإسلامي من عصر الرسول ﷺ حتَّى أواخر العصر العُثماني (ط. 3). الرياض: دار إشبيليا للنشر والتوزيع. ISBN:9960-36-997-8. QID:Q123652201.
- أحمد بن حنبل (2001)، مسند الإمام أحمد بن حنبل، تحقيق: شعيب الأرنؤوط (ط. 1)، بيروت: مؤسسة الرسالة، ج. 31، OCLC:38490947، QID:Q115484580
- علي الصلابي (2001). الدولة العُثمانيَّة: عوامل النُهُوض وأسباب السُقُوط (PDF) (ط. 1). القاهرة: دار التوزيع والنشر الإسلامية. ISBN:977-265-314-1. OCLC:4771066225. QID:Q123643510. مؤرشف من الأصل في 2019-12-17.
- علي الصلابي (2001). السُلطان مُحمَّد الفاتح وعوامل النُهُوض في عصره. الإسكندرية: دار الإيمان للطباعة والنشر والتوزيع. ISBN:977-331-105-8. QID:Q114357988.
- خليل إينالجك (2002). تاريخ الدولة العُثمانيَّة من النُشُوء إلى الانحدار. ترجمة: محمد م. الأرناؤوط (ط. 1). بيروت: دار المدار الإسلامي. ISBN:9959-29-088-3. OCLC:4770974758. QID:Q43033337.
- مفيد الزيدي (2003)، موسوعة التاريخ الإسلامي: العصر المملوكي، عَمَّان: دار أسامة للنشر والتوزيع، OCLC:53401771، QID:Q125941288
- أحمد آق كوندوز؛ سعيد أوزتورك (2008). الدولة العُثمانيَّة المجهولة: 303 سُؤال وجواب توضح حقائق غائبة عن الدولة العُثمانيَّة. إسطنبول: وقف البحوث العثمانية. ISBN:978-975-7268-39-0. OCLC:4770841329. QID:Q114411691.
- أحمد منجم باشي (2009)، جامع الدُّول في التَّاريخ: قسم سلاطين آل عُثمان إلى سنة 1083هـ، تحقيق: غسان علي الرمال (ط. 1)، مكة المكرمة: دار الشفق للطباعة والنشر، OCLC:543658290، QID:Q119705199
- حاجي خليفة (2009). فذلكة أقوال الأخيار في علم التاريخ والأخبار: تاريخ مُلُوك آل عُثمان. تحقيق: سيد محمد السيد. أنقرة: مؤسسة العالي أتاتورك للثقافة واللغات والتاريخ. ISBN:978-975-16-2183-2. LCCN:2010449393. OCLC:908454327. OL:30470281M. QID:Q119174278.{{استشهاد بكتاب}}:  صيانة الاستشهاد: ref duplicates default (link)
- يلماز أوزتونا (2010)، موسوعة تاريخ الإمبراطوريَّة العُثمانيَّة السياسي والعسكري والحضاري: 629 - 1341هـ / 1231 - 1922م، ترجمة: عدنان محمود سلمان (ط. 1)، بيروت: الدار العربية للموسوعات، ج. 1، QID:Q119025953
- رمزي المنياوي (2011). مُحمَّد الفاتح: النسر الكبير فاتح القُسطنطينيَّة ومُحقِّق البشارة النبويَّة (ط. 1). القاهرة: دار الكتاب العربي. ISBN:978-977-376-570-5. OCLC:694829480. QID:Q20422639.
- شكيب أرسلان (2011). تاريخ ابن خلدون: المُسمَّى بكتاب العبر وديوان المُبتدأ والخبر في أيَّام العرب والعجم والبربر ومن عاصرهم من ذوي السُلطان الأكبر (PDF). وندزر، بيركشاير: مؤسسة هنداوي. ISBN:978-1-5273-0365-2. QID:Q114703395.
- ممتاز أيدين (سبتمبر - أكتوبر 2011). "السلطان محمد الفاتح، فاتح الإنسان والعمران". حراء: مجلَّة علميَّة فكريَّة ثقافيَّة. ترجمة: سارة رفعت حمدان محمد. إسطنبول. ع. 26، السنة السابعة. ISSN:1306-1879. مؤرشف من الأصل في 2024-05-12. {{استشهاد بمجلة}}: تحقق من التاريخ في: |تاريخ= (مساعدة)
- سالم الرشيدي (2013). مُحمَّد الفاتح (ط. 2). القاهرة: دار البشير للثقافة والعلوم. ISBN:978-977-278-145-4. OCLC:1230017427. OL:19142507M. QID:Q119858534.
- محمد سهيل طقوش (2013). تاريخ العُثمانيين من قيام الدولة إلى الانقلاب على الخلافة (ط. 3). بيروت: دار النفائس للطباعة والنشر والتوزيع. ISBN:978-9953-18-443-2. OCLC:1025663587. QID:Q107311111.
- فتحي حسن ملكاوي؛ رائد جميل عكاشة؛ ماجد فوزي أبو غزالة (2014). التحولات الفكريَّة في العالم الإسلامي: أعلام وكتب وحركات وأفكار من القرن العاشر إلى الثاني عشر الهجري (ط. 1). عَمَّان: المعهد العالمي للفكر الإسلامي. ISBN:978-1-5656-4621-6. OCLC:8575961707. OL:31117404M. QID:Q118124873. مؤرشف من الأصل في 2019-12-28.
- مصطفى أرمغان (2014). التاريخ السرِّي للإمبراطوريَّة العُثمانيَّة: جوانب غير معروفة من حياة سلاطين بني عُثمان. ترجمة: عبد القادر عبد اللي (ط. 1). بيروت: الدار العربية للعلوم ناشرون. ISBN:978-614-01-1122-6. OCLC:913807734. QID:Q119023002.
- آيتاج أوزكان (2015). السُلطان مُحمَّد الفاتح. ترجمة: أحمد كمال (ط. 1). القاهرة: دار النيل للنشر. ISBN:978-977-618-367-4. OCLC:968694721. QID:Q125961589. مؤرشف من الأصل في 2020-03-18.
- محمد رضا وصفي (2015). التفاعل بين الإسلام والمسيحيَّة في إيران: العهد الصفوي (1501 - 1722م) (ط. 1). بيروت: مركز الحضارة لتنمية الفكر الإسلامي. ISBN:978-614-427-059-2. OCLC:936477201. OL:44431548M. QID:Q125919185. مؤرشف من الأصل في 2020-03-03.
- عثمان نوري طوباش (2016). العثمانيون: رجالهم العظماء ومؤسساتهم الشامخة. ترجمة: محمد حرب. إسطنبول: مؤسسة دار الأرقم. ISBN:978-9944-83-525-1. QID:Q114356158.
- ياووز بهادر أوغلي (2016). السُلطان مُحمَّد الفاتح. ترجمة: مصطفى حمزة؛ محمد حمزة. بيروت: دار المعارف. ISBN:978-9953-69-633-1. OCLC:1078699283. QID:Q125908484.
- عبد الله نبيل علي (2018). الدولة العُثمانيَّة: الدُستور، الإستخلاف والتمكين، سلاطين الدولة العُثمانيَّة، عهد الفوضى (ط. 1). الإسكندرية: مؤسسة شباب الجامعة. ISBN:978-977-212-331-5. OL:44389084M. QID:Q125657961.
- أحمد صالح علي مُحمَّد (ذو الحجَّة 1439هـ \ أيلول - سپتمبر 2018م). "الأفلاق والبُغدان في العصر العُثماني" (PDF). آفاق الثقافة والتُراث. مركز جمعة الماجد للثقافة والتُراث. السنة السادسة والعُشرون ع. 103. مؤرشف من الأصل (PDF) في 8 آذار (مارس) 2020م. اطلع عليه بتاريخ 8 آذار (مارس) 2020م. {{استشهاد بدورية محكمة}}: تحقق من التاريخ في: |تاريخ الوصول=، |سنة=، و|تاريخ أرشيف= (مساعدة)

مواقع وب بالعربيَّة والفارسيَّة:
- إبراهيم بن محمد الحقيل (21 ذي القعدة 1429هـ - 20 تشرين الثاني [نوڤمبر] 2008م). "إبطال الاحتجاج بحديث فتح القسطنطينية على صحة مذاهب المُبتدعة". شبكة الألوكة. مؤرشف من الأصل في 24 كانون الأوَّل (ديسمبر) 2019م. اطلع عليه بتاريخ 24 كانون الأوَّل (ديسمبر) 2019م. {{استشهاد ويب}}: تحقق من التاريخ في: |تاريخ الوصول=، |تاريخ=، و|تاريخ أرشيف= (مساعدة)
- "العمارة الإسلاميَّة أحد مظاهر الحضارة التي ميزت التاريخ الإسلامي". صحيفة البيان. 15 نيسان (أبريل) 2011م. مؤرشف من الأصل في 6 كانون الثاني (يناير) 2020م. اطلع عليه بتاريخ 6 كانون الثاني (يناير) 2020م. {{استشهاد ويب}}: تحقق من التاريخ في: |تاريخ الوصول=، |تاريخ=، و|تاريخ أرشيف= (مساعدة)
- محمد أمین ریاحى خوئى (۱۵ ارديبهشت ۱۳۹۲). "زبان و ادب فارسی در قلمرو عثمانی". راسخون.نت (بالفارسية). مؤرشف من الأصل في 19 كانون الثاني (يناير) 2020م. اطلع عليه بتاريخ 19 كانون الثاني (يناير) 2020م. {{استشهاد ويب}}: تحقق من التاريخ في: |تاريخ الوصول=، |تاريخ النشر=، و|تاريخ أرشيف= (مساعدة)
- "البازار الكبير". متحف بلا حدود. 2012. مؤرشف من الأصل في 19 مارس 2016. اطلع عليه بتاريخ تشرين 2012. {{استشهاد ويب}}: تحقق من التاريخ في: |تاريخ الوصول= (مساعدة)
- "فتح القسطنطينية والمذهب الماتريدي والأشعري". إسلام ويب. الأحد 22 شعبان 1434هـ - 30 حُزيران (يونيو) 2013م. مؤرشف من الأصل في 24 كانون الأوَّل (ديسمبر) 2019م. اطلع عليه بتاريخ 24 كانون الأوَّل (ديسمبر) 2019م. {{استشهاد ويب}}: تحقق من التاريخ في: |تاريخ الوصول=، |تاريخ=، و|تاريخ أرشيف= (مساعدة)
- "العمارة الحربية .. قلاع وحصون وأبراج". جريدة الاقتصاديَّة. الرياض. 1 كانون الثاني (يناير) 2016م. مؤرشف من الأصل في 6 كانون الثاني (يناير) 2020م. اطلع عليه بتاريخ 6 كانون الثاني (يناير) 2020م. {{استشهاد ويب}}: تحقق من التاريخ في: |تاريخ الوصول=، |تاريخ=، و|تاريخ أرشيف= (مساعدة)

باللُّغة العُثمانيَّة:
- سعد الدين بن حسن جان (١٨٦٢ - ١٨٦٣). تاج التواريخ (بالتركية العثمانية). إستانبول: طبعخانۀ عامره. ج. ١. مؤرشف من الأصل في 2023-06-05. {{استشهاد بكتاب}}: تحقق من التاريخ في: |سنة= (مساعدة)

باللُغات التُركيَّة والأوروپيَّة:
- "Murad II". Encyclopædia Britannica (بالإنجليزية). Archived from the original on 2018-10-19. Retrieved 2017-01-20.
- "Vlad the Impaler". Encyclopædia Britannica (بالإنجليزية). Archived from the original on 2021-04-23. Retrieved 2025-01-26.
- "Vlad the Impaler the second reign – Part 3". Exploringromania.com (بالإنجليزية). Archived from the original on 2009-06-08. Retrieved 2012-08-17.
- "The Oath (Ahdnama) of Sultan Mehemt II the Conqueror". Croatian History (بالإنجليزية). Archived from the original on 2016-03-18.
- Franco، Demetrio (1539)، Comentario de le cose de' Turchi, et del S. Georgio Scanderbeg, principe d' Epyr (PDF)، Venice: Altobello Salkato، مؤرشف من الأصل (PDF) في 2024-08-05{{استشهاد}}:  صيانة الاستشهاد: ref duplicates default (link)
- Bašagić, Safvet-beg (1900). Kratka uputa u prošlost Bosne i Hercegovine, od g. 1463–1850 (بالصربية). Archived from the original on 2018-03-22.{{استشهاد بكتاب}}:  صيانة الاستشهاد: ref duplicates default (link)
- Silburn, P. A. B. (1912). The Evolution of Sea-power (بالإنجليزية). Longmans, Green and Company. Archived from the original on 2023-05-20.{{استشهاد بكتاب}}:  صيانة الاستشهاد: ref duplicates default (link)
- Miller, William (1913). "The Gattilusj of Lesbos (1355–1462)". Byzantinische Zeitschrift (بالإنجليزية). Druck und Verlag von B. G. Teübner. 22.{{استشهاد بدورية محكمة}}:  صيانة الاستشهاد: ref duplicates default (link)
- Miller, William (1926). Trebizond: The last Greek Empire (بالإنجليزية). London: Society for Promoting Christian Knowledge. Archived from the original on 2024-05-20.{{استشهاد بكتاب}}:  صيانة الاستشهاد: ref duplicates default (link)
- Noli, Fan S. (1947), George Castrioti Scanderbeg (1405–1468) (بالإنجليزية), New York: International Universities Press, OCLC:732882{{استشهاد}}:  صيانة الاستشهاد: ref duplicates default (link)
- Vernadsky, George (1953), The Mongols and Russia (بالإنجليزية), Yale University Press{{استشهاد}}:  صيانة الاستشهاد: ref duplicates default (link)
- Ćirković, Sima (1964). Историја средњовековне босанске државе (بالصربية). Srpska književna zadruga.{{استشهاد بكتاب}}:  صيانة الاستشهاد: ref duplicates default (link)
- Kritovoulos, Michael (1970). History of Mehmed the Conqueror (بالإنجليزية). Translated by Charles T. Riggs (Reprint ed.). Greenwood Press. ISBN:9780837131191.{{استشهاد بكتاب}}:  صيانة الاستشهاد: ref duplicates default (link)
- Danişmend, İsmail Hâmi (1971). Osmanlı Devlet Erkânı (بالتركية). İstanbul: Türkiye Yayınevi. Archived from the original on 2024-04-16.{{استشهاد بكتاب}}:  صيانة الاستشهاد: ref duplicates default (link)
- Pertusi, Agostino, ed. (1976). La Caduta di Costantinopoli, I: Le testimonianze dei contemporanei scrittori greci e latini (بالإيطالية). Verona: Fondazione Lorenzo Valla. Vol. I. Archived from the original on 2024-05-19.
- Birken, Andreas (1976). Die Provinzen des Osmanischen Reiches. Beihefte zum Tübinger Atlas des Vorderen Orients (بالألمانية). Reichert. Vol. 13. ISBN:9783920153568.{{استشهاد بكتاب}}:  صيانة الاستشهاد: ref duplicates default (link)
- Kinross, Lord (1977). The Ottoman Centuries (بالإنجليزية). İstanbul: Sander Kitabevi. ISBN:0688030939. Archived from the original on 21-03- 2022. {{استشهاد بكتاب}}: تحقق من التاريخ في: |سنة= and |تاريخ أرشيف= (help)
- Setton, Kenneth M. (1978). The Papacy and the Levant (1204–1571), Volume II: The Fifteenth Century (بالإنجليزية). Philadelphia: The American Philosophical Society. ISBN:0871691272. Archived from the original on 2019-05-11.{{استشهاد بكتاب}}:  صيانة الاستشهاد: ref duplicates default (link)
- Cheetham, Nicolas (1981). Mediaeval Greece (بالإنجليزية). New Havan & London: Yale University Press. ISBN:0300024215.{{استشهاد بكتاب}}:  صيانة الاستشهاد: ref duplicates default (link)
- Norwich, John Julius (1982). A History of Venice. Lecture Notes in Mathematics 1358 (بالإنجليزية). New York: Alfred B. Knopf. ISBN:0679721975.{{استشهاد بكتاب}}:  صيانة الاستشهاد: ref duplicates default (link)
- Setton, Kenneth M. (1984). The Papacy and the Levant, 1204-1571 (بالإنجليزية). Vol. 3: The Sixteenth Century to the Reign of Julius III. ISBN:9780871691613.{{استشهاد بكتاب}}:  صيانة الاستشهاد: ref duplicates default (link)
- Lambton, Ann Katherine Swynford; Lewis, Bernard; Holt, P.M., eds. (1985). The Cambridge History of Islam (بالإنجليزية). Cambridge University Press. Vol. 2.
- Uluçay, M. Çağatay (1985). Padişahların Kadınları ve Kızları (بالتركية). Ankara: Türk Tarih Kurumu. Archived from the original on 2024-05-02.{{استشهاد بكتاب}}:  صيانة الاستشهاد: ref duplicates default (link)
- Popović, Tanya (1988). Prince Marko: the hero of South Slavic epics (بالإنجليزية). ISBN:9780815624448. Archived from the original on 2020-03-19. Retrieved 2011-06-22.{{استشهاد بكتاب}}:  صيانة الاستشهاد: ref duplicates default (link)
- Florescu, Radu R.; McNally, Raymond T. (1989). Dracula, Prince of Many Faces: His Life and his Times (بالإنجليزية). Back Bay Books. ISBN:9780316286565.
- Özdek, Refik (1990). Türklerin Altın Kitabı (بالتركية). İstanbul: Tercüman Yayınları. Vol. II. ve III.{{استشهاد بكتاب}}:  صيانة الاستشهاد: ref duplicates default (link)
- Runciman, Steven (1990), The Fall of Constantinople: 1453 (بالإنجليزية), London: Cambridge University Press, ISBN:9780521398329{{استشهاد}}:  صيانة الاستشهاد: ref duplicates default (link)
- Andreescu, Ștefan (1991). "Military actions of Vlad Țepeș in South-Eastern Europe in 1476". In Treptow, Kurt W. (ed.). Dracula: Essays on the Life and Times of Vlad Țepeș (بالإنجليزية). East European Monographs, Distributed by Columbia University Press. ISBN:9780880332200.{{استشهاد بكتاب}}:  صيانة الاستشهاد: ref duplicates default (link)
- Cazacu, Matei (1991). "The reign of Dracula in 1448". In Treptow, Kurt W. (ed.). Dracula: Essays on the Life and Times of Vlad Țepeș (بالإنجليزية). East European Monographs, Distributed by Columbia University Press. ISBN:9780880332200.{{استشهاد بكتاب}}:  صيانة الاستشهاد: ref duplicates default (link)
- Rezachevici, Constantin (1991). "Vlad Țepeș – Chronology and historical bibliography". In Treptow, Kurt W. (ed.). Dracula: Essays on the Life and Times of Vlad Țepeș (بالإنجليزية). East European Monographs, Distributed by Columbia University Press. ISBN:9780880332200.{{استشهاد بكتاب}}:  صيانة الاستشهاد: ref duplicates default (link)
- Sevim, Ali; Yücel, Yaşar (1991). Türkiye Tarihi (بالتركية). Ankara: Türk Tarih Kurumu. Vol. 1. ISBN:9751602580.
- Soustal, Peter (1991). Tabula Imperii Byzantini, Band 6: Thrakien (Thrakē, Rodopē und Haimimontos) (بالألمانية). Vienna: Verlag der Österreichischen Akademie der Wissenschaften. ISBN:3700118988. Archived from the original on 2020-03-19.{{استشهاد بكتاب}}:  صيانة الاستشهاد: ref duplicates default (link)
- Babinger, Franz (1992). Mehmed the Conqueror and His Time (بالإنجليزية). Princeton, New Jersey: Princeton University Press. ISBN:0691099006. OCLC:716361786. Archived from the original on 2020-03-19.{{استشهاد بكتاب}}:  صيانة الاستشهاد: ref duplicates default (link)
- Peirce, Leslie (1993). The Imperial Harem: Women and Sovereignty in the Ottoman Empire (بالإنجليزية). Oxford University Press. ISBN:0195086775. Archived from the original on 2019-07-15.{{استشهاد بكتاب}}:  صيانة الاستشهاد: ref duplicates default (link)
- Sonyel, Salâhi Ramadan (1993). Minorities and the Destruction of the Ottoman Empire (بالإنجليزية). Turkish Historical Society Printing House. ISBN:975160544X. Archived from the original on 19 مارس 2020. {{استشهاد بكتاب}}: تحقق من التاريخ في: |سنة= (help)
- İnalcık, Halil (1995). Fatih Devri Üzerinde Tetkikler ve Vesikalar I (بالتركية). Ankara: Türk Tarih Kurumu. ISBN:9751607493.{{استشهاد بكتاب}}:  صيانة الاستشهاد: ref duplicates default (link)
- Mansel, Philip (1995). "Constantinople: City of the World's Desire 1453-1924". Washington Post (بالإنجليزية). Archived from the original on 2019-07-24. Retrieved 2017-04-09.{{استشهاد ويب}}:  صيانة الاستشهاد: ref duplicates default (link)
- Edmonds, Anna (1997). Turkey's religious sites (بالإنجليزية). Damko. ISBN:9758227009. Archived from the original on 2020-03-28.{{استشهاد بكتاب}}:  صيانة الاستشهاد: ref duplicates default (link)
- Ayton, Andrew; Price, Leslie (1998). "The Military Revolution from a Medieval Perspective". The Medieval Military Revolution: State, Society and Military Change in Medieval and Early Modern Society (بالإنجليزية). London, England: I.B. Tauris. ISBN:1860643531. Archived from the original on 2010-11-12. Retrieved 2010-10-01.
- Nicolle, David (2000). Constantinople 1453: The End of Byzantium (Campaign) (بالإنجليزية). Oxford: Osprey Publishing. Vol. 78. ISBN:1841760919.{{استشهاد بكتاب}}:  صيانة الاستشهاد: ref duplicates default (link)
- Treptow, Kurt W. (2000). Vlad III Dracula: The Life and Times of the Historical Dracula (بالإنجليزية). The Center of Romanian Studies. ISBN:9789739839228.{{استشهاد بكتاب}}:  صيانة الاستشهاد: ref duplicates default (link)
- Stavrides, Théoharis (2001). The Sultan of Vezirs: The Life and Times of the Ottoman Grand Vezir Mahmud Pasha Angelović (1453-1474) (بالإنجليزية). BRILL. ISBN:9789004121065. Archived from the original on 2019-07-01. Retrieved 2016-12-19.{{استشهاد بكتاب}}:  صيانة الاستشهاد: ref duplicates default (link)
- Frashëri, Kristo (2002), Gjergj Kastrioti Skënderbeu: jeta dhe vepra, 1405–1468 (بالألبانية), Tiranë: Botimet Toena, ISBN:9992716274, Archived from the original on 2016-05-30{{استشهاد}}:  صيانة الاستشهاد: ref duplicates default (link)
- Babinger, Franz (2003). Fatih Sultan Mehmed ve Zamanı (بالتركية). İstanbul: Oğlak Yayınevi. ISBN:9753294174.{{استشهاد بكتاب}}:  صيانة الاستشهاد: ref duplicates default (link)
- İpşirli, Mehmet (2003). "LAKAP" (PDF). TDV İslâm Ansiklopedisi (بالتركية). TDV İslâm Araştırmaları Merkezi. Vol. 27. Archived from the original (PDF) on 2023-04-16.{{استشهاد بموسوعة}}:  صيانة الاستشهاد: ref duplicates default (link)
- İhsanoğlu, Ekmeleddin (13–14 May 2004). "A Culture of Peaceful Coexistence: The Ottomman Turkish Example". Turkish American Conference on Technology, Business and Culture: Geopolitical Experiences (بالإنجليزية). Istanbul: Stevens Institute of Technology & the Strategic Research Center, Beykent University. Archived from the original on 2016-03-03.{{استشهاد بمنشورات مؤتمر}}:  صيانة الاستشهاد: ref duplicates default (link)
- Ágoston, Gábor (2005). Guns for the Sultan: Military Power and the Weapons Industry in the Ottoman (بالإنجليزية). ISBN:9780521843133. Archived from the original on 2020-04-26. Retrieved 2015-06-26.{{استشهاد بكتاب}}:  صيانة الاستشهاد: ref duplicates default (link)
- Iorga, Nicolae (2005). Osmanlı İmparatorluğu Tarihi (بالتركية). Translated by Nilüfer Epçeli. İstanbul: Yeditepe Yayınevi. Vol. 2. ISBN:975648019X. Archived from the original on 2024-05-18.{{استشهاد بكتاب}}:  صيانة الاستشهاد: ref duplicates default (link)
- Lanning, Michael Lee (2005). The Battle 100: The Stories Behind History's Most Influential Battles (بالإنجليزية). Sourcebooks, Inc. ISBN:1402224753.{{استشهاد بكتاب}}:  صيانة الاستشهاد: ref duplicates default (link)
- Francione, Gennaro (2006) [2003]. Aliaj, Donika (ed.). Skënderbeu, një hero modern : (Hero multimedial) (بالألبانية). Tirana: Shtëpia botuese "Naim Frashëri". ISBN:9992738758. Archived from the original on 2017-11-07.{{استشهاد بكتاب}}:  صيانة الاستشهاد: ref duplicates default (link)
- Nicolle, David; Haldon, John F.; Turnbull, Stephen R. (2007). The fall of Constantinople: the Ottoman conquest of Byzantium (بالإنجليزية). Osprey Publishing. ISBN:9781846032004. Archived from the original on 2013-11-13. Retrieved 2010-10-05.
- Sakaoğlu, Necdet (2008). Bu mülkün kadın sultanları: Vâlide sultanlar, hâtunlar, hasekiler, kadınefendiler, sultanefendiler (بالتركية). İstanbul: Oğlak Yayınları. ISBN:9789753296236. Archived from the original on 2020-03-04.{{استشهاد بكتاب}}:  صيانة الاستشهاد: ref duplicates default (link)
- Buz, Ayhan (2009). Osmanlı Sadrazamları (بالتركية). İstanbul: Neden Kitap. ISBN:9789752542785.{{استشهاد بكتاب}}:  صيانة الاستشهاد: ref duplicates default (link)
- Crowley, Roger (2009). Constantinople: The Last Great Siege, 1453 (بالإنجليزية). Faber & Faber. ISBN:9780571250790. Archived from the original on 2020-04-26.{{استشهاد بكتاب}}:  صيانة الاستشهاد: ref duplicates default (link)
- Freely, John (2009), The grand Turk: Sultan Mehmet II, conqueror of Constantinople and master of an empire (بالإنجليزية), New York: The Overlook Press, ISBN:1590202481{{استشهاد}}:  صيانة الاستشهاد: ref duplicates default (link)
- Aslantaş, Selim (2011). "Belgrad-ı Dârü'l-Cihad". Hacettepe Üniversitesi Türkiyat Araştırmaları Dergisi (بالتركية). Hacettepe Üniversitesi. 15. ISSN:2822-6941. Archived from the original on 2024-05-01.{{استشهاد بدورية محكمة}}:  صيانة الاستشهاد: ref duplicates default (link)
- Mikaberidze, Alexander (2011). "Vaslui-Podul, Battle of (1475)". In Mikaberidze, Alexander (ed.). Conflict and Conquest in the Islamic World: A Historical Encyclopedia (بالإنجليزية). ABC-CLIO. Vol. 1. ISBN:9781598843361.{{استشهاد بكتاب}}:  صيانة الاستشهاد: ref duplicates default (link)
- Uzunçarşılı, İsmail Hakkı (2011). Osmanlı Tarihi (بالتركية) (10 ed.). Ankara: Türk Tarih Kurumu Yayınları. ISBN:9789751600127.{{استشهاد بكتاب}}:  صيانة الاستشهاد: ref duplicates default (link)
- Academia Romana (2012). A History of Romanians (بالإنجليزية) (2 ed.). Bucuresti: Editura Enciclopedica. Vol. IV. ISBN:9789734506521.
- Diana Gilliland Wright (Kasım 2012). ""BETTER THAN YOU WERE BEFORE": Mehmed's Letter to the Greek Archons, 1454". Derin Tarih (بالإنجليزية). İstanbul. No. 8. ISSN:2147-0553. Archived from the original on 2024-05-19. Retrieved 19 May 2024. {{استشهاد بمجلة}}: تحقق من التاريخ في: |تاريخ= (help)
- Tarim Ertuğ, Zeynep (2012). "TOPKAPI SARAYI". TDV İslâm Ansiklopedisi (بالتركية). TDV İslâm Araştırmaları Merkezi. Vol. 41. Archived from the original on 2024-05-18.{{استشهاد بموسوعة}}:  صيانة الاستشهاد: ref duplicates default (link)
- Ortaylı, İlber (3 Jun 2012). "Fatih, Hakan ve Roma Kayzeri". Milliyet (بالتركية). Archived from the original on 2015-07-09. Retrieved 2017-04-09.{{استشهاد ويب}}:  صيانة الاستشهاد: ref duplicates default (link)
- Kroll, Justin (8 May 2013). "Universal's 'Dracula' Sinks Its Fangs Into Dominic Cooper". variety.com (بالإنجليزية). Archived from the original on 2019-04-07. Retrieved 2013-08-07.{{استشهاد بخبر}}:  صيانة الاستشهاد: ref duplicates default (link)
- Hasan, Taşkıran (feb 2016). "TÂCEDDİN II. İBRAHİM BEY DÖNEMİNDE (1423-1464) KARAMANOĞULLARININ HRİSTİYAN DEVLETLERLE İLİŞKİLERİNİN GENEL SEYRİ" (PDF). Journal of International Social Research (بالتركية). 9 (42). DOI:10.17719/jisr.20164216190. ISSN:1307-9581. Archived from the original (PDF) on 2019-08-19. {{استشهاد بدورية محكمة}}: تحقق من التاريخ في: |تاريخ= (help)
- "Oyna Kazan kopyası geldi! Fatih Sultan Mehmet şiirlerinde hangi mahlasları kullanmıştır?". Sözcü (بالتركية). 24 Nisan 2019. Archived from the original on 25-12-2019. {{استشهاد ويب}}: تحقق من التاريخ في: |تاريخ= (help)
- "Rise of Empires: Ottoman ne zaman başlayacak? Rise of Empires: Ottoman oyuncuları". Kelebek (بالتركية). Aralık 12, 2019. Archived from the original on 2019-12-26. Retrieved 2019-12-10. {{استشهاد ويب}}: تحقق من التاريخ في: |تاريخ= (help)
- Kongar, Emre (2019). Tarihimizle Yüzleşmek (بالتركية). İstanbul: Remzi Kitabevi. ISBN:9789751416988.{{استشهاد بكتاب}}:  صيانة الاستشهاد: ref duplicates default (link)

## وصلات خارجية
- "باحث كويتي: هل السلطان "محمد الفاتح" هو المعني في حديث الرسول صلى الله عليه وسلم؟". ترك پرس. 4 أيَّار (مايو) 2019. مؤرشف من الأصل في 26 أيَّار (مايو) 2024. اطلع عليه بتاريخ 20 آذار (مارس) 2020. {{استشهاد ويب}}: تحقق من التاريخ في: |تاريخ الوصول=، |تاريخ=، و|تاريخ أرشيف= (مساعدة)
- يُمن حلاق (13 شباط [فبراير] 2020). "لم تعتنق الإسلام قط، لكنها دعمت محمد الفاتح وساهمت في فتح القسطنطينية، تعرف على مارا برانكوفيتش". عربي پوست. مؤرشف من الأصل في 26 أيَّار (مايو) 2024. اطلع عليه بتاريخ 20 آذار (مارس) 2020. {{استشهاد ويب}}: تحقق من التاريخ في: |تاريخ الوصول=، |تاريخ=، و|تاريخ أرشيف= (مساعدة)
- "الكشف عن مخطوط شعري للسلطان محمد الفاتح". عمُّون. 17 تمُّوز (يوليو) 2019. مؤرشف من الأصل في 26 أيَّار (مايو) 2024. اطلع عليه بتاريخ 20 آذار (مارس) 2020. {{استشهاد ويب}}: تحقق من التاريخ في: |تاريخ الوصول=، |تاريخ=، و|تاريخ أرشيف= (مساعدة)
- وثائقي السُلطان محمد  الفاتح من قناة اقرأ الفصائية على يوتيوب.

| محمد الفاتح عاهل آل عُثمانولد: 20 نيسان (أبريل) 1429 توفي: 3 أيَّار (مايو) 1481 |                                                                  |                    |
| ألقاب ملكية                                                                  |                                                                  |                    |
| سبقه مراد الثاني                                                             | سُلطان الدولة العثمانية آب (أغسطس) 1444 ‒ أيلول (سپتمبر) 1446     | تبعه مراد الثاني   |
| سبقه مراد الثاني                                                             | سُلطان الدولة العثمانية 3 شُباط (فبراير) 1451 – 3 أيَّار (مايو) 1481 | تبعه بايزيد الثاني |
| ألقاب ادعائيَّة بِالأحقيَّة                                                       |                                                                  |                    |
| سبقه قُسطنطين الحادي عشر                                                      | قيصر الرُّوم 29 أيَّار (مايو) 1453 ‒ 3 أيَّار (مايو) 1481              | تبعه بايزيد الثاني |